# Ștefan Luchian
Ștefan Luchian (n. 1/13 februarie 1868, Ștefănești, Botoșani, România – d. 28 iunie 1916, București, România) a fost un pictor român, supranumit poetul plastic al florilor.
Cu o vocație declarată încă din școala primară, l-a avut în perioada de formare ca maestru nedisputat pe Nicolae Grigorescu. Educația plastică și-a început-o la Școala de Belle-Arte, dar a fost completată la München și Paris.
Prin opera sa, Luchian s-a dovedit a fi o personalitate artistică originală, afirmându-se cu o pictură generoasă, vibrantă și care, prin paleta cromatică plină de lumină, prin poziția artistică înnoitoare, precum și printr-o scânteietoare expunere a limbajului, a reușit să transmită privitorului un mesaj umanist de mare calitate. Marele aport inovator adus de Luchian în pictura românească din acele vremuri este reprezentat de modul de transpunere a efectelor de lumină, care la el izbucnesc la fiecare tușă de culoare.
A reușit să fixeze în memorie „splendorile scânteietoare” ale peisajului românesc, pe care l-a redat într-o serie întreagă de opere, adevărate miracole de simplitate și de finețe, de sinteză cromatică și arhitecturală a formelor, de colorit strălucit și delicat totodată. Referindu-se la arta picturii, Luchian spunea:
„... Natura nu trebuie s-o imiți, nici să o copiezi, trebuie să lucrezi în felul ei... Cum se poate lucra în felul ei? Să știi să observi, asta-i cheia... Natura îți dă povețe, când te pricepi să observi. Noi, artiștii, privim cu ochiul, dar lucrăm cu sufletul.”
----- Vasile Drăguț: Ștefan Luchian, Editura Meridiane, București, 1968, cop. 3
Concepția lui Luchian despre artă s-a integrat mereu pe o traiectorie care a contrazis arta academistă a timpului său, artă care era aservită unor gusturi de salon, reticentă oricărei înnoiri și ostilă reprezentării realiste a vieții. Pictura lui a fost în același timp un semn al atitudinii de protest social, prin faptul că a redat viața de trudă a muncitorilor și a evocat condiția mizeră și socială a mahalalelor de odinioară. Regăsim astfel în tematica sa oameni nevoiași și umili, cu personalități de netăgăduit care au găsit în Luchian un perfect rezoneur de o neîngrădită afecțiune. Mai receptiv la nevoile și suferințele altora decât la propria boală, Luchian le-a înfățișat fără ostentație, cu discreție și cu o mare sinceritate.
Cu o stare materială precară și bolnav de scleroză multiplă după 1900, a ajuns să picteze țintuit în fotoliu și cu penelul legat de încheietura mâinii. În această perioadă în care și-a concentrat toată energia creatoare, toată pasiunea pentru natură și toată dragostea pentru viață și pentru frumos spre pictarea florilor, Luchian a alăturat tehnicii uleiului, pentru peisaj și pentru multe dintre naturile moarte cu flori, pastelul, cu care a ajuns la o măiestrie de neegalat.
Ștefan Luchian a fost considerat de către critica de artă ca un continuator al lui Nicolae Grigorescu. Prin comparație, artistul s-a individualizat față de mentorul său printr-un realism al tratării tematicii sociale și printr-o cromatică plină de strălucire, precum și prin modernitatea rezultată din experimentarea tehnicilor grafice de care a dat dovadă. El și-a echilibrat lucrările din punct de vedere cromatic și prin exactitatea cu care și-a definit precizia planurilor compoziționale, a ajuns la o foarte modernă simplificare a formelor. Datorită aceastei realități izvorâte din analiza pe care criticii de artă au relevat-o, Luchian a fost apreciat la superlativ încă de la prima expoziție retrospectivă ce i-a fost organizată în anul 1939.
Surprinzătoare rămâne capacitatea cu care Ștefan Luchian, de-a lungul întregii sale cariere artistice, a trecut de la o tehnică la alta, a schimbat suportul stratului pictural și a plasat astfel, experimentul grafic în prim-planul modernității românești. Experimentele tehnice și cromatice, curajul demersului artistic, l-au plasat pe cea mai înaltă treaptă a artei moderne. Părerea criticii de artă este că, în domeniul impunerii graficii ca artă majoră, Ștefan Luchian a fost un deschizător de drumuri.

### Vocația
„...De i se va încerca vreodată portretul cu cuvinte, biograful simțirii acestui artist neasemănat va putea începe să-l scrie cu o închinare pentru spiritul lui tolerant, pentru sufletul lui primitor ca o casă albă, prieten al tinereții și al talentelor nerecunoscute de burțile verzi și uscate ale artei. Luchian este, mai mult decât mulți pictori, omul artei sale. Pentru tablourile lui el e ceea ce-s fluturii pentru câmpie, ale căror culori se reproduc pe pânza aripilor albă. Dacă trupu-i muncit de toate sfintele dureri, nu este de catifea și mătasă, ochii lui Luchian, iluminați de-o flacără adâncă, poartă-ntr-înșii ștofa strălucită a tuturor tablourilor lui.”
-----Tudor Arghezi
Supranumit poetul plastic al florilor, Ștefan Luchian s-a născut la 1 februarie 1868, la Ștefănești, un sat (azi oraș) din județul Botoșani, ca fiu al maiorului Dumitru Luchian și al Elenei Chiriacescu. Tatăl său Dumitru Luchian s-a născut în anul 1826 la Galați în familia serdarului Vasile Luchian, boier caftanlău și președinte al Eforiei orașului. Mama - Elena Chiriacescu, s-a născut la Perieți (Ialomița), în familia proprietarului agricol Iamandi Chiriacescu. Dumitru Luchian a fost comandantul Batalionului nr.3 de grăniceri si bun prieten cu Alexandru Ioan Cuza. În aprilie 1873, Ștefan Luchian împreună cu familia s-au mutat la București într-o casă[A] pe care au cumpărat-o pe strada Popa Soare nr.15, în vechea și pitoreasca mahala a Mântulesei.
Vocația viitorului pictor s-a declarat încă din copilărie. Artistul a început să picteze încă din vremea în care a urmat cursurile primare la Școala din Tabaci. Mai apoi a continuat ca elev al Liceului Sfântul Sava,  unde a făcut trei clase gimnaziale. După propriile sale declarații, la liceu ajunsese să facă temele de desen pentru toată clasa „pe treizeci de gologani: atât era tariful”. Prima sa lucrare cunoscută este din anul 1884 de la vârsta de 16 ani. Tabloul – de dimensiuni modeste și semnat „Luchian Șt. cl. III”, este pictat în ulei și înfățișează o casă.

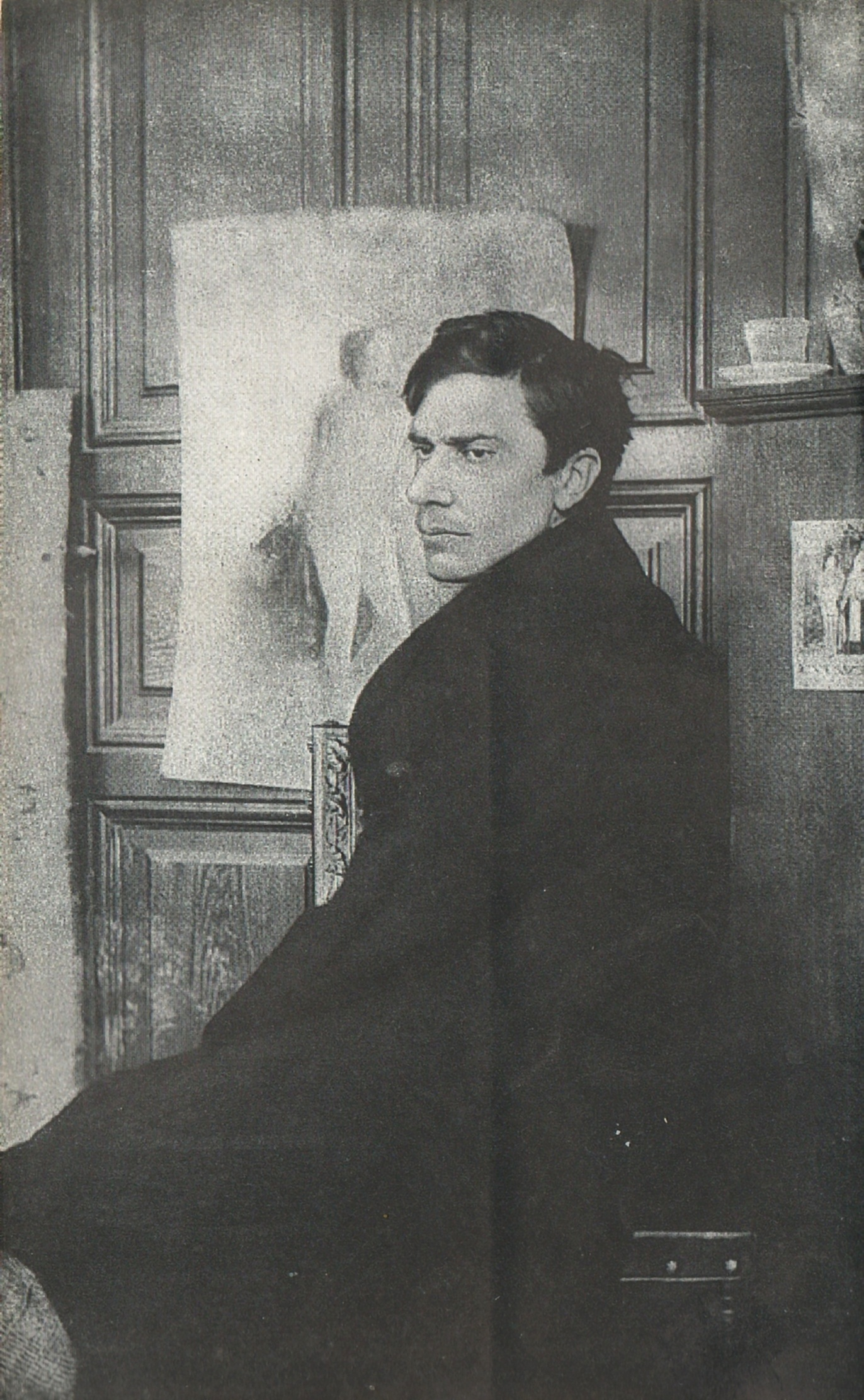
<< 1900
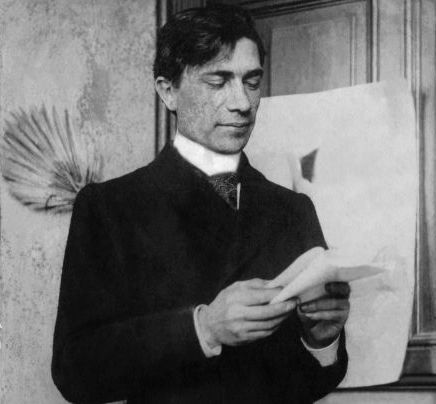
<< 1900
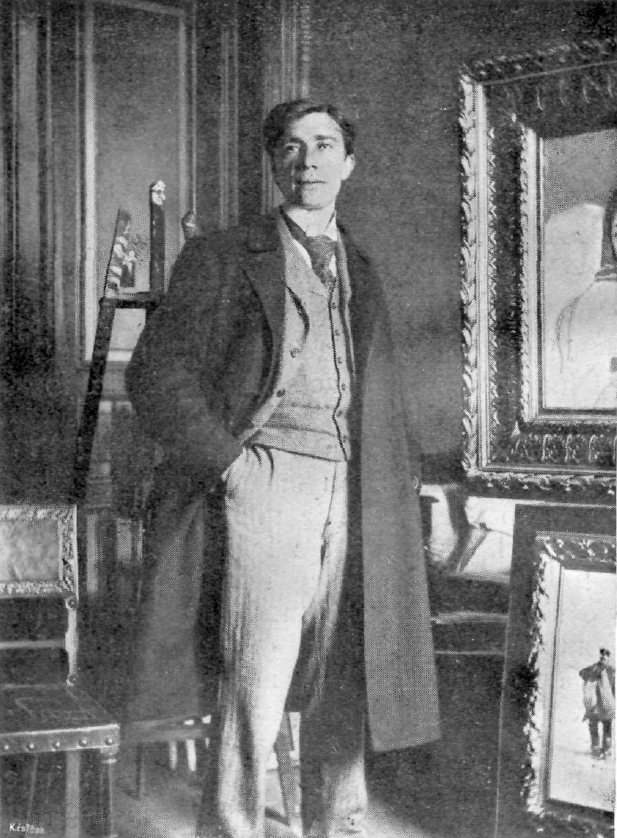
1905
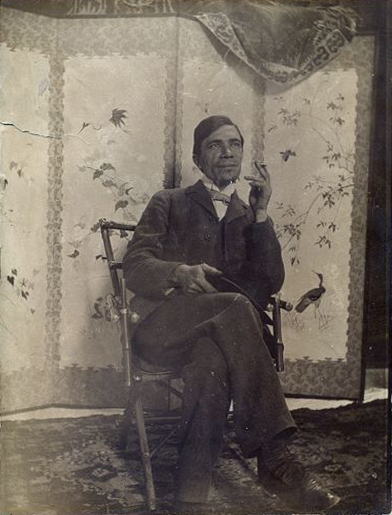
>> 1910
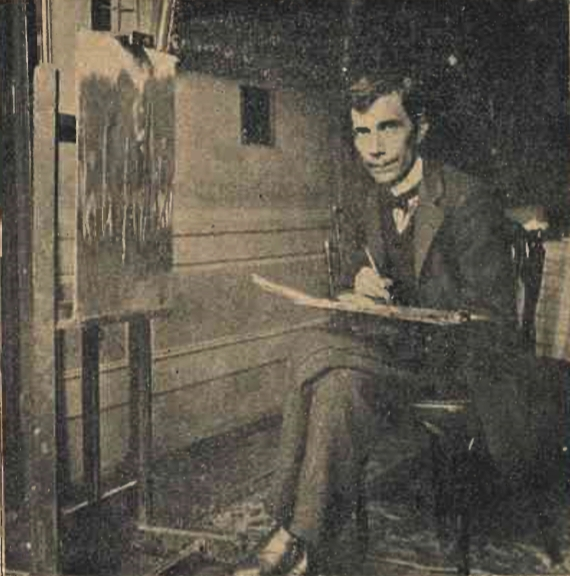
Luchian în atelier
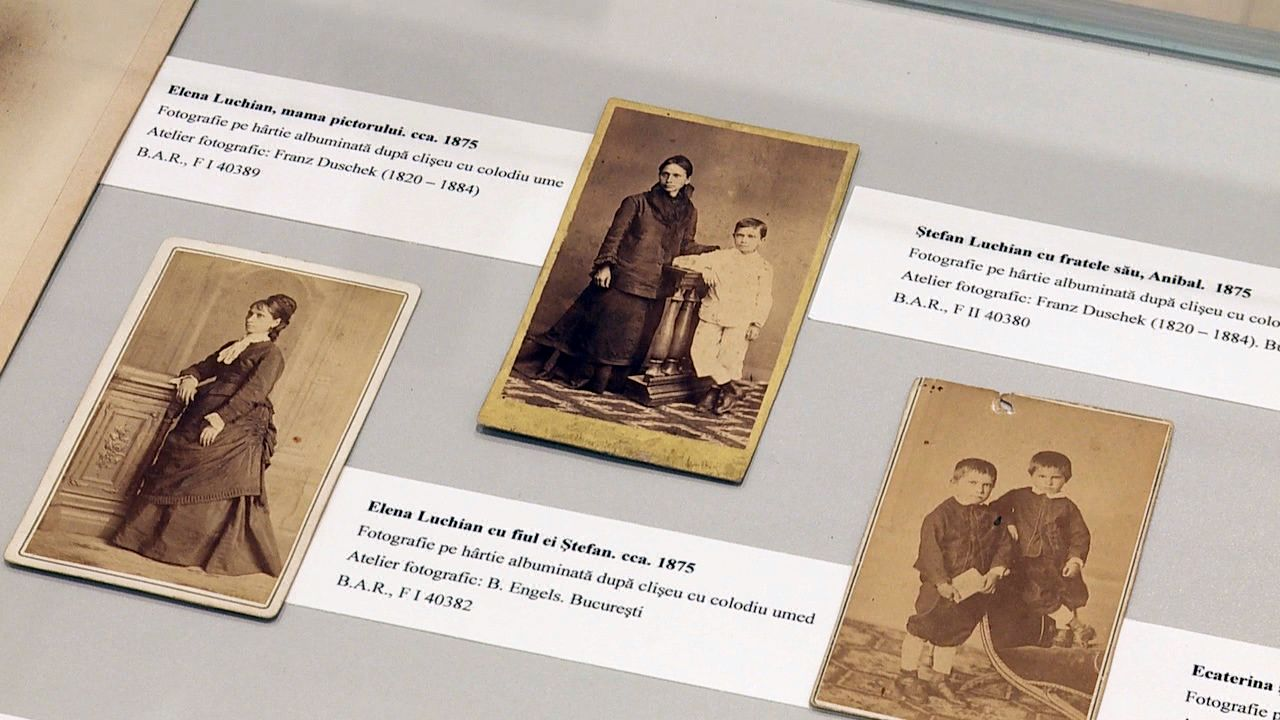
Fotografii de familie

### Formarea

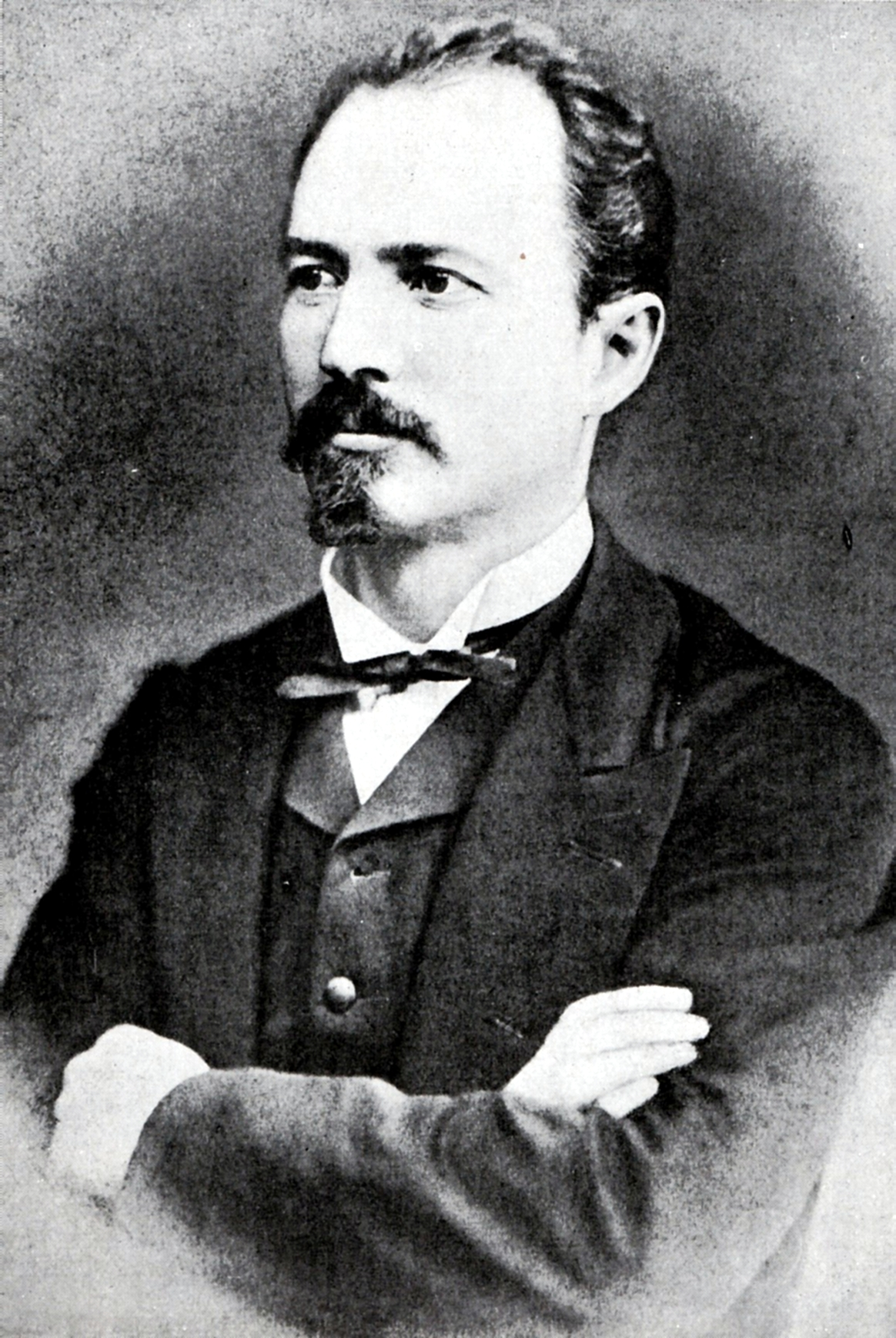
Nicolae Grigorescu

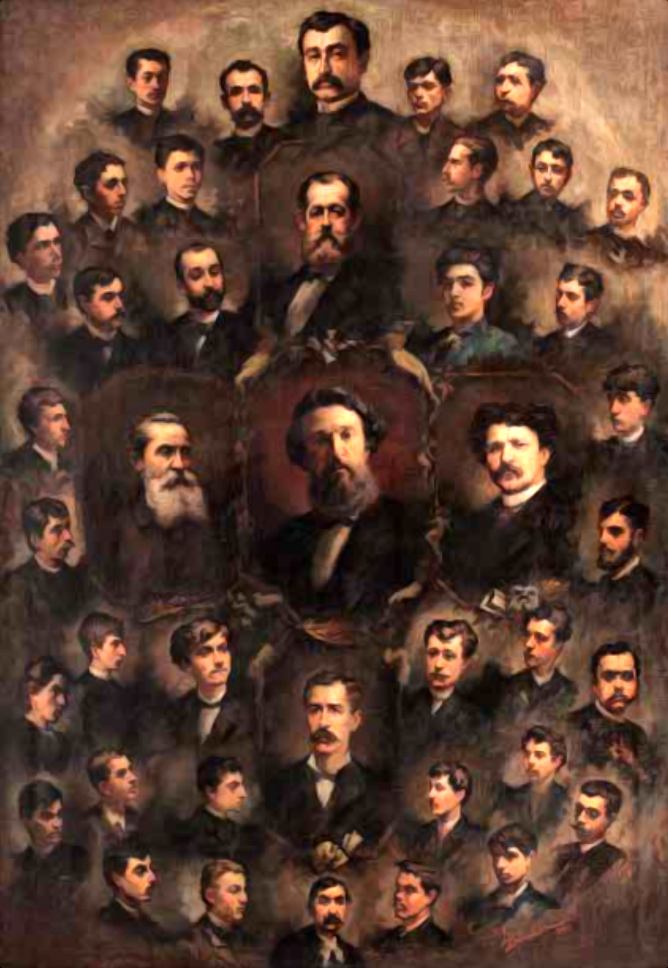
Luchian și Generația 1888 - de Alexandru Bănulescu

Ștefan Luchian a rezistat cu încăpățânare eforturilor mamei sale de a-l înscrie la școala militară, astfel că s–a înscris în septembrie 1885 la clasa de pictură a Școlii Naționale de Arte Frumoase (Școala de belle-arte), pe care a absolvit-o în 1889. Aici a obținut medalia de bronz pentru un Cap de expresie și un Studiu după natură. Profesorii săi au fost Gheorghe Tattarescu, Theodor Aman și Constantin I. Stăncescu la istoria artelor și estetică. Paralel cu Școala de Arte Frumoase a urmat și cursurile clasei de flaut ale Conservatorului din București. Luchian a dorit toată viața să cânte la vioară și așa cum a declarat el însuși, a suferit toată viața că nu putea să execute tremurătura coardei. Pictorul ar fi cedat toată reputația și întreaga lui artă dacă cineva l-ar fi putut învăța „să obție banalul tremolo”. Decizia de a urma cursul de flaut, plină de umor de altfel, avea motivația „Mi-erau mîinile prea lungi și m-am apucat de flaut...”.
Din cauză că mediul de la Școala de belle-arte avea un orizont îngust, prin prisma concepțiilor academiste care erau încă la modă, Luchian a studiat cu metodă dar fără a avea vreun entuziasm deosebit. Profesorii săi erau foarte apreciați și se bucurau de un deosebit respect dar erau tributari academismului, fiind depășiți de nivelul la care se ridicase prin opera sa, Nicolae Grigorescu. Pe de altă parte, Luchian a învățat de la Theodor Aman deprinderea pentru studiu, deoarece Aman s-a impus în lumea artiștilor întrecându-l pe Tattarescu, ca fiind creatorul preocupat de aprofundarea metodică a procedeelor tehnice.
Preluând de la profesorii săi disciplina pedagogică, Luchian a considerat academismul promovat de Școala de belle-arte, insuficient și sărăcăcios pentru a exprima noile tendințe în arta de sfârșit al secolului al XIX-lea. Astfel, C. I. Stăncescu din poziția de profesor de estetică declara că „arta este o minciună” și că „singurul preț al obiectelor de artă este că ele, depărtându-se pe nesimțite de mizeriile realității din viață, aduc o consolare momentană sufletului nostru”. C. I. Stăncescu era supranumit „vizirul artelor” și susținea că „arta devine periculoasă când lingușește masele” și că ea nu trebuie să oglindească realitatea sau să se inspire din viață. Contrar acestor teorii și datorită preocupărilor timpurii în exprimarea realității înconjurătoare, Luchian a primit îndemnul spre o artă realistă de la maestrul său Nicolae Grigorescu. Astfel, Luchian a afirmat mai târziu că „tot ce știu am învățat de la Grigorescu”. În această perioadă de formare, Grigorescu i-a fost maestru nedisputat de la care Luchian a găsit încurajarea fără să-i împiedice libera dezvoltare a personalității și, de la care a preluat nu numai elemente de limbaj ci și sugestii tematice. „Amatorii” și „criticii” cu naivitate și agresivitate considerau că nu există două moduri de a face pictură și că permis este doar Grigorescu. Ștefan Luchian era admirat de un grup restrâns care-l considera novator, pe când majoritatea era ostilă, etichetându-l că ar fi o nulitate.

Profesorii lui Ștefan Luchian
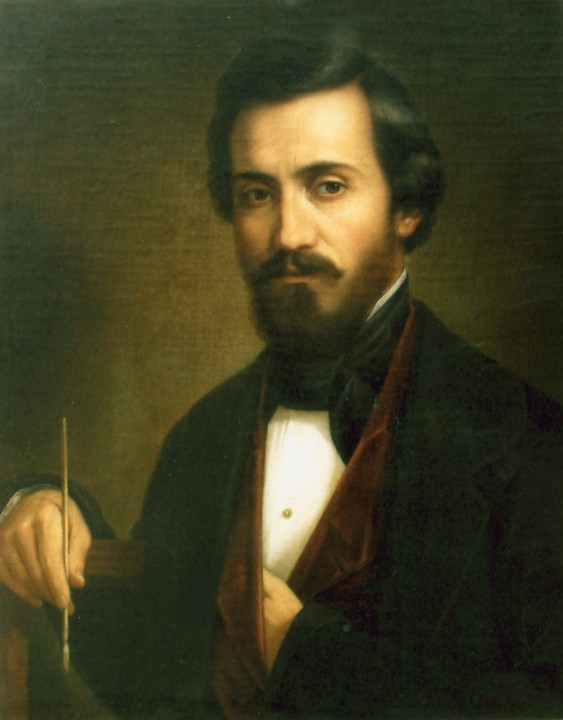
Gheorghe Tattarescu
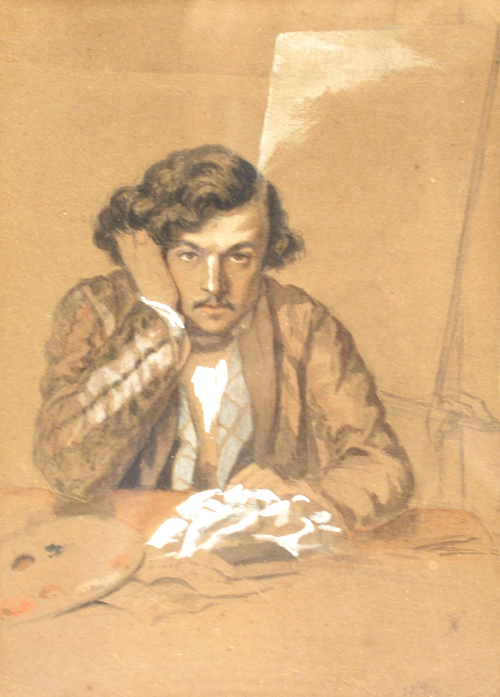
Theodor Aman
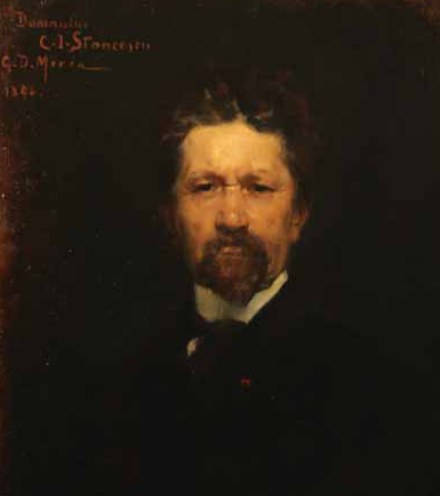
Constantin I. Stăncescu
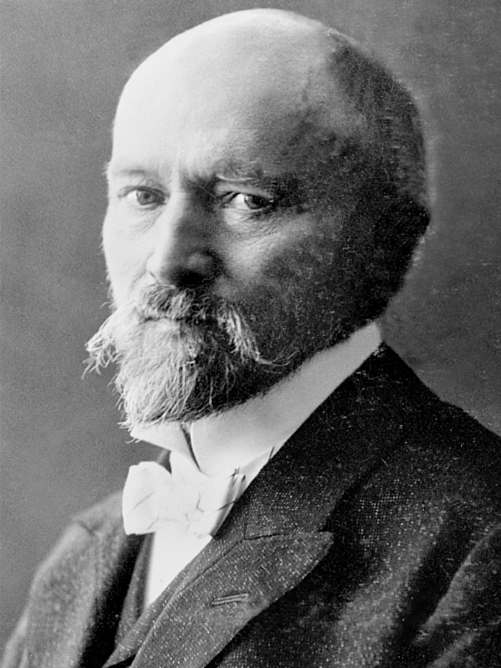
Johann Caspar Herterich
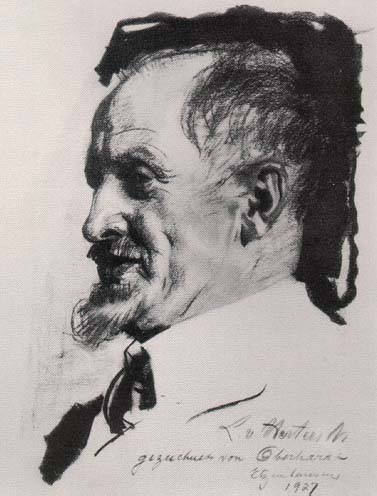
Ludwig von Herterich
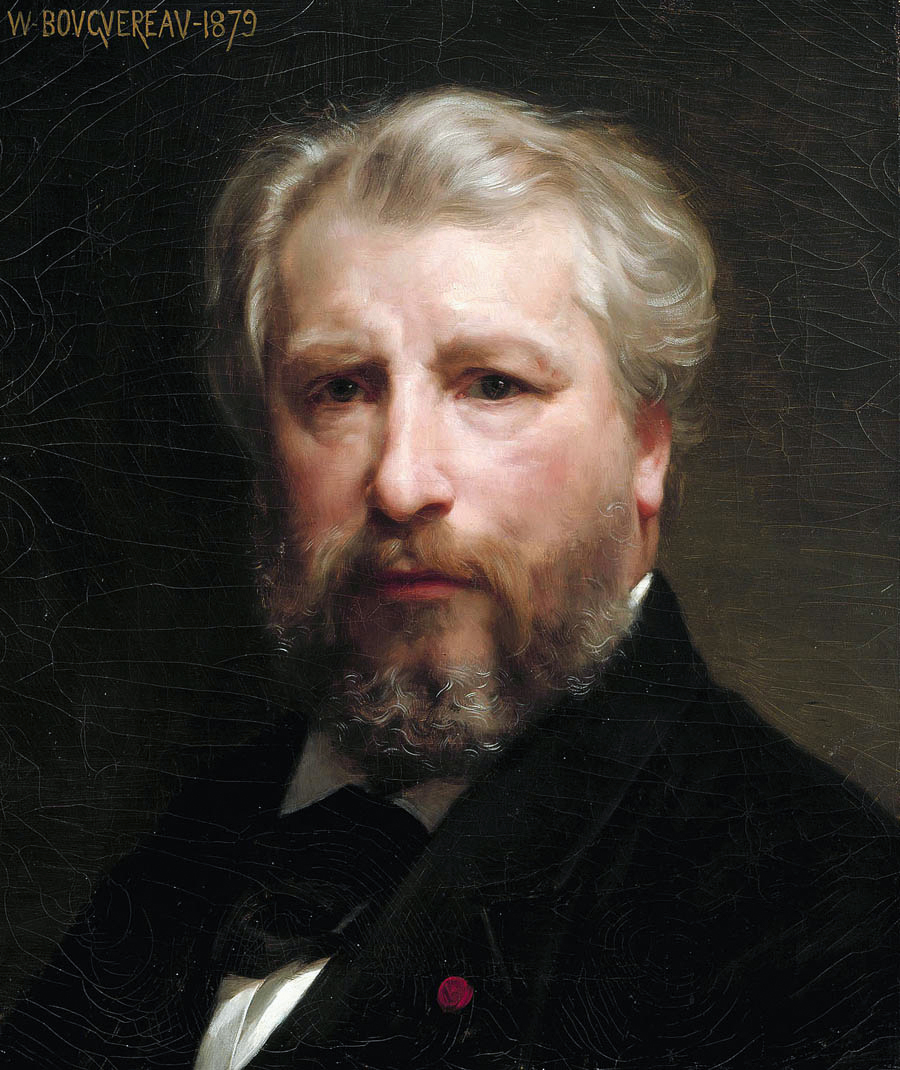
William Bouguereau

În toamna anului 1889 a plecat la München și a studiat două semestre la Academia de Arte Frumoase, unde i-a avut profesori pe Johann Caspar Herterich și Ludwig Herterich, foarte buni desenatori (dar și ei academiști conservatori).. Aici a executat copii după operele lui Correggio și Rembrandt, aflate la Muzeul de artă și i-a avut colegi pe Oscar Obedeanu și pe Ludovic Dolinschi. A revenit în țară în 1890, unde a participat la prima expoziție a societății de artă Cercul artistic, al cărei președinte era Ioan Georgescu și secretar Constantin Artachino.
„Pregătirea expozițiunei din 1889 în clădirea nouă a Ateneului, cât și aniversarea de 25 ani de la înființarea Școalei de Bele Arte, au dat naștere unei grupări între artiști pentru apărarea intereselor lor. Sculptorul Georgescu, împreună cu elevii școalei, între care erau tineri cu talente promițătoare ca Artakino, Lukian, Spirescu, Loghi, Strâmbulescu, Sperlich și câțiva din artiștii ieșiți de curând au înființat „Cercul Artistic”, în primăvara anului 1890.  Prima lor expozițiune a fost în toamna anului 1890 la aniversarea de 25 ani a Ateneului când s-au făcut mari serbări de artă. Timp de 4 ani această Societate a fost singură să pună în contact pe artiști cu publicul.”

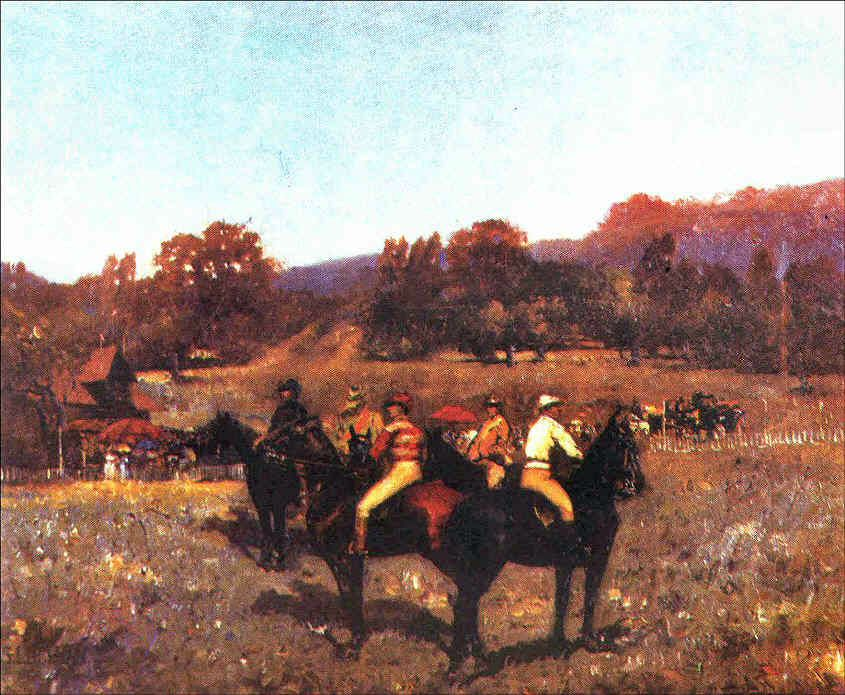
Ultima cursă de toamnă (1892)

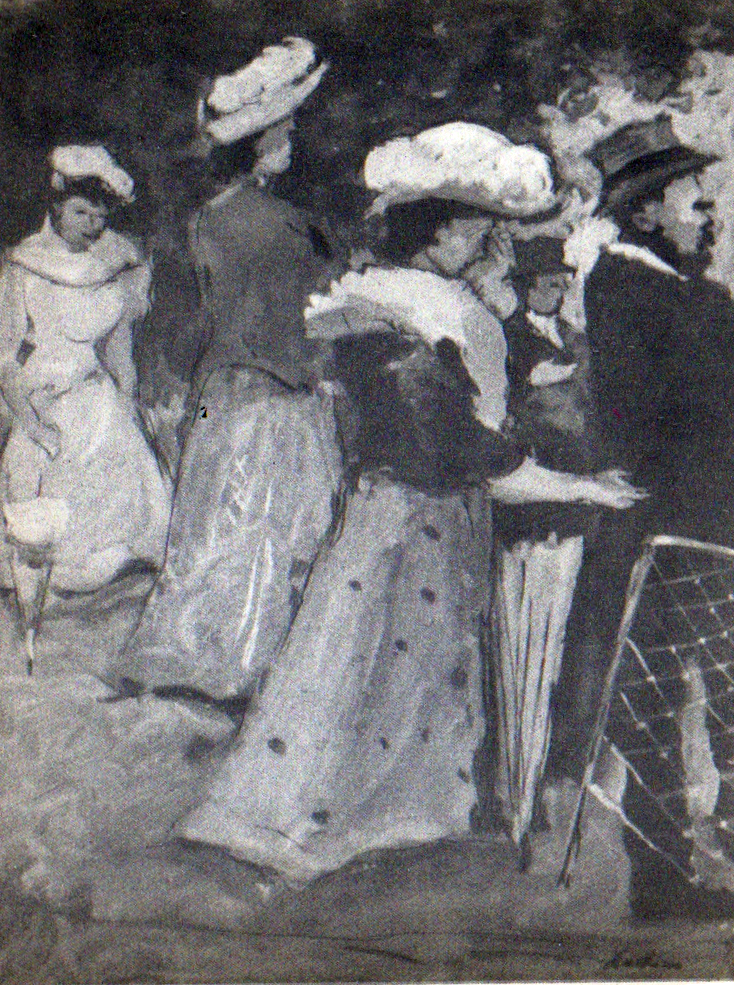
La curse (img alb-negru)

A plecat în anul următor la Paris la Academia Julian unde a studiat la atelierul lui William-Adolphe Bouguereau, academist și el. Bouguereau avea o cromatică fără viață și încătușa forma în rotunjimi rigide și arbitrare, afișând un academism cu care Luchian nu se putea pune de acord. William Bouguereau împreună cu alți pictori, transmiteau studenților de la Academia Julian principii conservatoare de desen dobândite de la Jean Auguste Dominique Ingres și Jacques-Louis David. Adevărata revelație a fost pentru Luchian cunoașterea operelor lui Vincent Van Gogh și Paul Cézanne. A putut cunoaște astfel, în muzee și expoziții, viața artistică pariziană aflată în acea perioadă în plină efervescență impresionistă. De altfel, Luchian a declarat: „...Nu m-am împăcat niciodată cu școala... Am învățat mai mult de la Grigorescu și prin muzeele și expozițiile din străinătate”.
Anul 1891 petrecut la Paris a fost unul de intensă activitate artistică, an în care s-a deschis prima expoziție a „Artiștilor independenți”, unde au expus Paul Signac, Georges Seurat, Toulouse-Lautrec și alții. A fost de asemenea, anul de consacrare a lui Édouard Manet cu tabloul său controversat Olimpia; a fost și anul primului Salon al refuzaților și, bineînțeles, a fost anul retrospectivei Vincent Van Gogh. În acest mediu efervescent și plin de emulație artistică, Luchian și-a format elementele de limbaj propriu, potrivite exprimării mesajului său în domeniul picturii. Tabloul Ultima cursă de toamnă arată influența evidentă a lui Manet și a lui Degas, dar este și ecoul unor predilecții mondene, pe care Luchian va continua să le aibă pentru o vreme și la București. Similar în guașa La curse, transpar influențele lui Lautrec.

## Cariera artistică

### Independența contra academismului

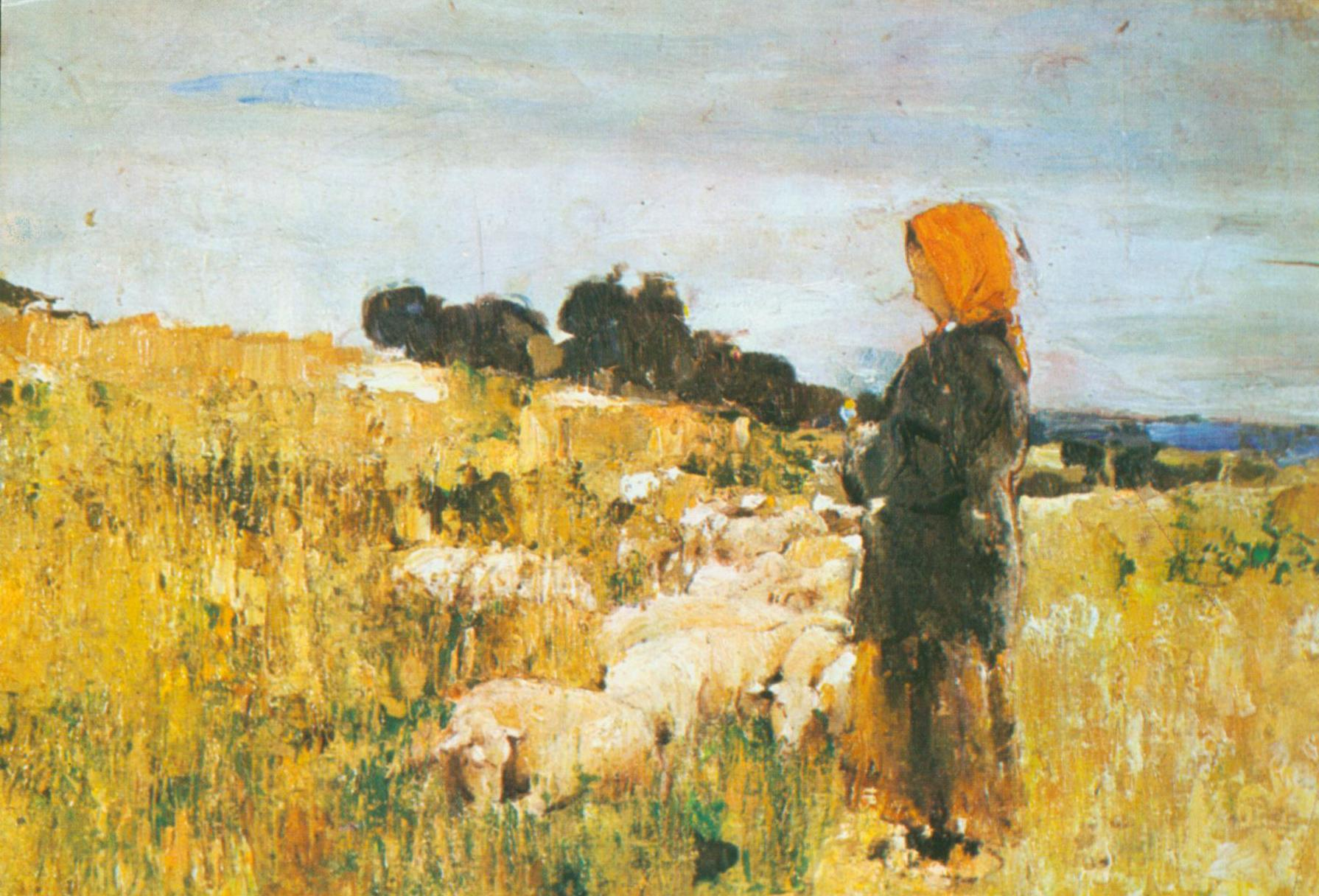
Păstorița (1893)

Din cauza morții mamei sale petrecută pe data de 9 februarie 1892, Ștefan Luchian a revenit la București și s-a dedicat picturii. În 1893 s-a mutat pe strada Aristide Briand și și-a amenajat un atelier, iar în octombrie a expus pentru a doua oară la Cercul Artistic. În 1894, prin eforturi coordonate de Take Ionescu, s-a născut  „Salonul Oficial” care a durat neîntrerupt până la 1916, sub conducerea directorilor Școalei de Bele Arte, pictorii Stăncescu  și Mirea. Una dintre lucrările expuse la ediția din 1893 a fost Păstorița, cu o tematică grigoresciană. În anul 1894 a expus la Salonul oficial de arte plastice, intitulat Expoziția artiștilor în viață, și din nou la Cercul Artistic, lucrări din epoca pariziană cum a fost Ultima cursă de toamnă, sau cele cu tematică românească precum micul tablou intitulat Liniște (Amurg) și altele ca Nebună de dragoste, Idilă cazonă, Transport primitiv, Un conac, Fructe, Vedere din Tg. Jiu, Primul suspin și  Cap de expresie  (un portret de fată – probabil cel cunoscut azi ca Portret de femeie).

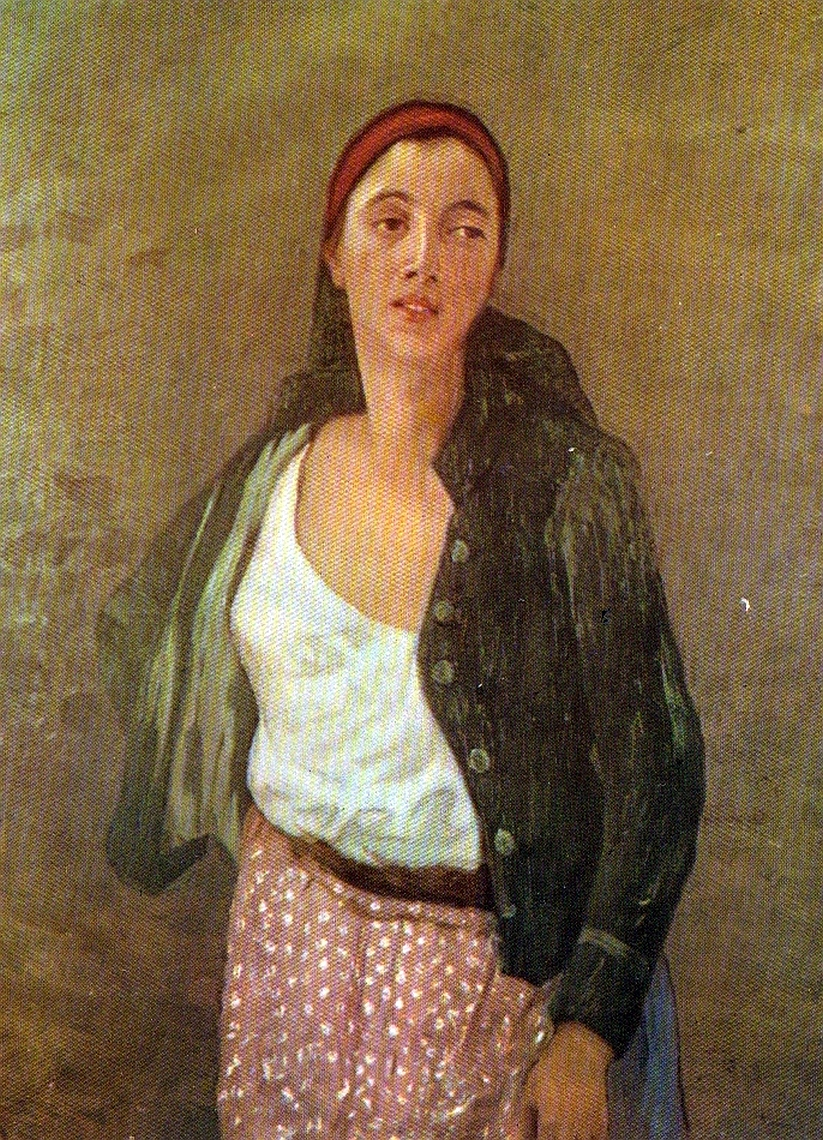
Safta Florăreasa
(1885)

Criticile oficiale din anul 1895 au încercat să-l discrediteze pe Luchian catalogându-l un dandy oarecare, aluzie la ținuta sa îngrijită sau un leneș distins. La astfel de opinii, Ștefan Luchian a răspuns cu o muncă de creație deosebită și, în spațiul public cu o susținere importantă în acțiunile mediului artistic bucureștean împotriva artei de tip academist. Astfel, în acest an a pictat în ulei tabloul Safta Florăreasa, a deschis în propriul său atelier împreună cu Titus Alexandrescu o expoziție personală și a participat la Expoziția pictorilor în viață. Tot în 1895 a fost ales în funcția de vicepreședinte al Cercului artistic. Concepția lui Luchian despre artă s-a integrat mereu pe o traiectorie care a contrazis arta academistă a timpului său, artă care era aservită unor gusturi de salon, reticentă oricărei înnoiri și ostilă reprezentării realiste a vieții. Aceste stări care erau din ce în ce mai mult prezente în arta plastică au făcut ca Luchian să fie indignat de orânduirea socială care favoriza o astfel de artă de agrement, astfel că unul dintre criticii din 1896 l-a caracterizat în următorul mod:
„... alminteri, el este un gânditor, unul dintre acei obsedați de ideea realizării unei alte lumi, un indignat contra actualei stări de lucruri, contra acestei societăți nedrepte și apăsătoare, un refractar, un revoltat, în sfârșit, un luptător pentru libertate.”—Alexandru Bogdan-Pitești: Impression d'art, Revista Orientală, mai 1896, pp. 8-29

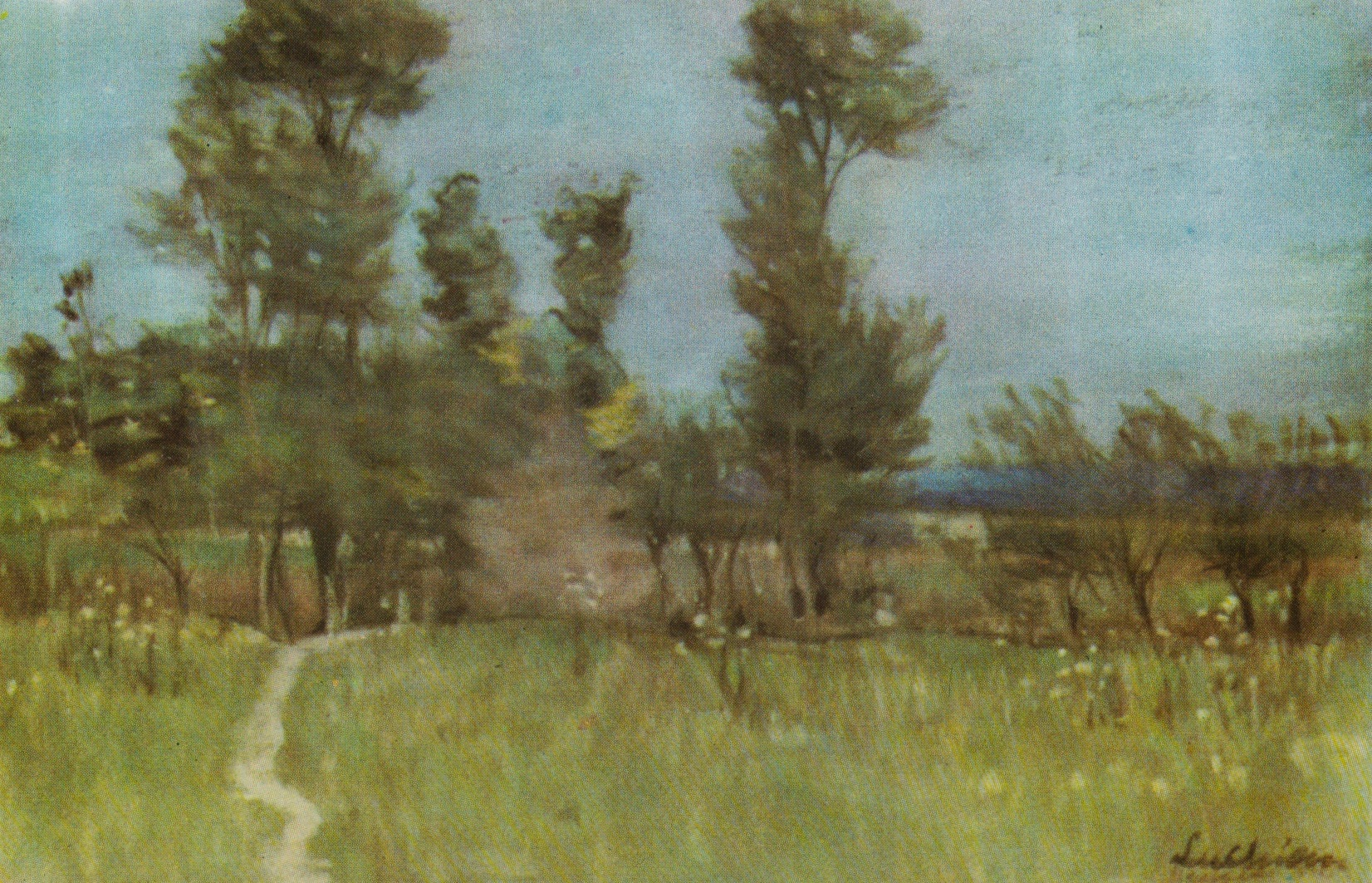
Potecă spre cimitir

În 1896 s-a produs o mișcare de secesiune, împotriva președintelui „Salonului Oficial”, C. Stăncescu, intitulată „Salonul artiștilor independenți”, care amintea de „Salonul Independenților” de la Paris.
„Cei mai importanți dintre revoltați erau: Luchian, Vermont, Artachino, Grant – toți în faza grigoresciană atunci - și caricaturistul Nicolae Petrescu-Găină. Între ei ca mentor trebuie să menționez pe amatorul și criticul de artă Al. Bogdan-Pitești, care a fost ferment de disoluțiune ori pe unde a trecut. Gestul de independență al acestora s-a transformat într-o societate de artă care a fost grupul „Ileana”. Societatea avea un program; a scoate o revistă și de a face conferințe. Apărau arta nouă simbolistă, de natură creștină-catolică a mișcărei din Paris „Les Rose-Croix”. Magul Sar Pèladan, șeful acelei mișcări, a conferențiat și la București, producând tulburare. Cu un om ca Bogdan-Pitesti, inteligent, dar inconsecvent, mișcarea trebuia să avorteze.”
Revenit la București, pictorul a fost în 1896 principalul inițiator al „Expoziției artiștilor independenți”, care s-a deschis chiar în fața Salonului Oficial. În anul respectiv împreună cu Constantin Artachino, a organizat în februarie o expoziție, după care s-a implicat din ce în ce mai pregnant în manifestări publice a așa numiților artiști independenți care s-au opus artei oficiale. Luchian împreună cu Nicolae Vermont, C. Artachino și mulți alții s-au constituit într-un comitet de organizare care a pregătit deschiderea unei expoziții simultan cu cea de inaugurare a Salonului Oficial, într-o clădire învecinată. Catalogul expoziției s-a dorit a fi un manifest prin care organizatorii spuneau:
„...Vrem să rupem cu trecutul și să ne declarăm independenți... Arta trebuie să fie liberă, arta trebuie să fie independentă iar artiștii nu trebuie să se ridice decât prin conștiința și opera lor... Jos gașca, jos bisericuțele și cercurile de admirație reciprocă! În fața artei oficiale, noi suntem arta independentă!”—Catalogul expoziției din 1896
Având în vedere ostilitatea celor care dirijau viața artistică din acele timpuri, această expoziție a „independenților” inaugurată de Nicolae Grigorescu, a avut succes și contribuția pictorului Ștefan Luchian a fost foarte apreciată, iar critica artistică a fost plină de elogii. Cu această ocazie, critica și consumatorul de artă au recunoscut în Luchian pe adevăratul artist independent cu „o tehnică largă și nețărmurită de nici un prejudiciu... cu un simțământ adînc și o concepție simplă dar puternică”.
Căutând să exprime o dimensiune poetică a realității, Luchian s-a zbătut să afirme un set de principii ale artei care să cuprindă axiome ca simplitatea și adevărul vieții, el fiind inițiatorul unei atitudini de frondă împotriva artei academiste tradiționale. Grupul independenților, din care făcea parte, a arborat steagul roșu ca simbol al răzvrătirii în semn de protest. Ridicându-se deasupra desăvârșirii formale a imaginii, el spunea că „... este mai bine inegal, cu greșeli, decât corect și uscat” și că „... poți să desenezi bine, să ai culoare cât de frumoasă, dacă nu pui simțire, nu iese nimic”.

### Societatea Ileana și atitudinea de protest social

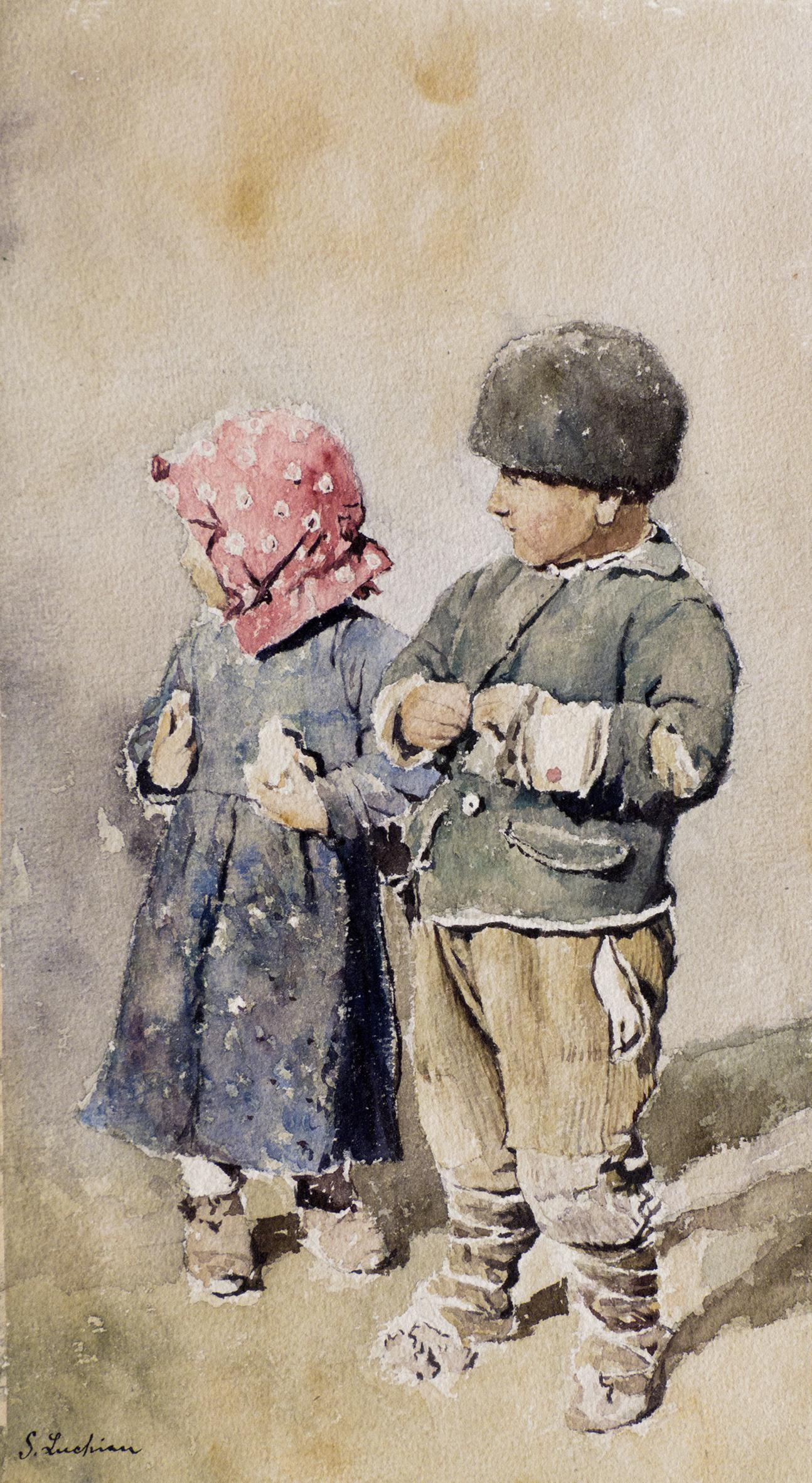
Prichindeii

În această perioadă starea materială a artistului s-a degradat, cu toate că averea (modestă de altfel) pe care o moștenise de la părinții săi, i-a permis ca timp de câțiva ani să trăiască fără griji. Tot în acest timp, devenit un obișnuit al cercurilor literare și artistice bucureștene, Luchian a reușit să fie apreciat pentru discuțiile pline de combativitate și duh la care a participat. A fost un obișnuit al cercului poetului Alexandru Macedonski și a frecventat cafenelele artistice și literare La Fialkowski și "Kũbler". Curând din păcate, a fost victima unor șarlatani care l-au lăsat pe drumuri.[B]
„... Avea chipul prelung, osos, gura mare, expresivă, obrajii „aliciți” de vărsat, ochii căprui cu priviri adânci, totul întregit printr-o expresie de bunătate sufletească, de dârzenie și de hotărâre în același timp. Bun și înțelegător față de cei umili, era dârz în relațiile cu reprezentanții claselor exploatatoare care aduseseră poporul la sapă de lemn.”—Vasile Drăguț: Ștefan Luchian, Editura Meridiane, București, 1956, pag.24
Pentru a-și întregi veniturile, în perioada 1897 - 1900 s-a asociat cu Constantin Artachino și cu alți pictori și a pictat biserici din Tulcea (Catedrala Sfântul Nicolae din Tulcea[E], 1897), Alexandria (Catedrala Sfântul Alexandru din Alexandria, probabil 1899) și București (Biserica Brezoianu[D], 1900). La Alexandria a cunoscut-o pe Cecilia Vasilescu de care s-a îndrăgostit, dar planurile privind viitorul mariaj s-au destrămat în scurt timp, din cauza bolii sale care a recidivat pentru prima oară. Perioada de creație artistică dinaintea manifestării bolii (1901), este mai puțin cunoscută și plină de erori în exactitatea informațiilor, prima și cea mai veche monografie a lui Virgil Cioflec fiind săracă în detalii. Cele mai multe lucrări din acea perioadă sunt încă risipite prin colecții particulare sau dispărute. A decorat de asemenea salonul unui vapor fluvial, precum și saloanele lui V. Antonescu, ministru de justiție din București, cu panouri pictate cu marchize și peisaje de „stil”. Semnificativ de menționat este că Antonescu i-a plătit doar o parte din bani, iar pentru restul sumei datorate i-a trimis niște pantaloni uzați pe care Luchian i-a refuzat indignat. Astfel arăta societatea bucureșteană, situație cunoscută prea bine de Luchian când scria: „Dragă Clavel [ Alexandre Clavel - n. r ], din ajunul Anului Nou nu mai știu nimic de domnul Antonescu, deși eu i-am scris vreo două scrisori prin care îi ceream un mic rest ce mai am de primit. Nu știu ce soartă va avea scrisoarea mea, mai ales când este știut de ce considerație se bucură un biet pictor în societatea bucureșteană”.
S-a înscris la concursul pentru ocuparea catedrei de pictură a Școlii de Belle-Arte din Iași, de la care s-a retras însă, protestând împotriva mașinațiunilor de culise. A participat în 1899 la Expoziția artiștilor în viață și a făcut în aprilie o expoziție personală cu Nicolae Vermont, unde a expus mai ales peisaje rurale și pictură de gen. O dată cu venirea anului 1900 a plecat la Paris la Expoziția Universală, unde a participat cu două pasteluri.

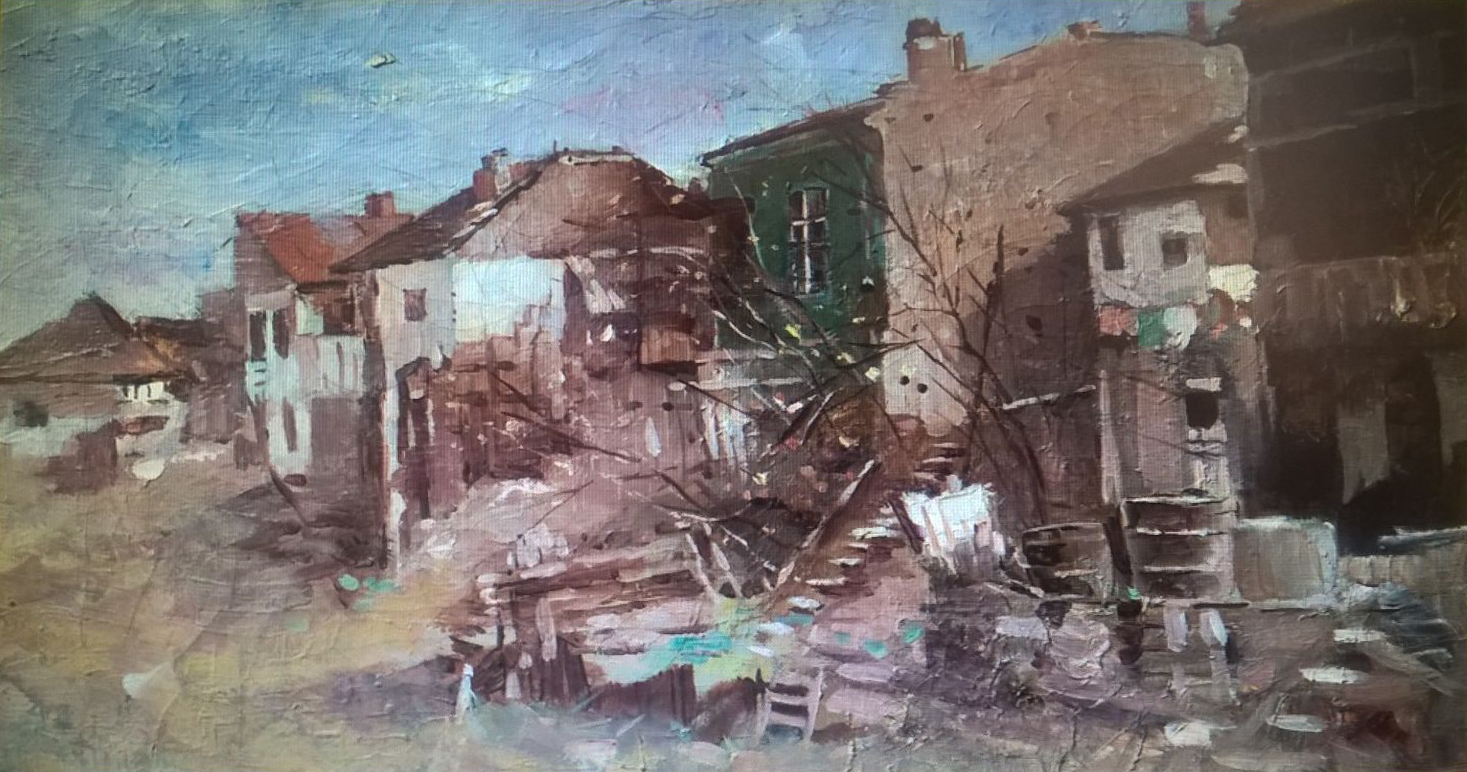
Mahalaua Dracului (1898)

Inițiatorii Expoziției artiștilor independenți din 1896, dorind a da o importanță mai mare manifestării lor au înființat pentru dezvoltarea artelor în România o organizație pe care au intitulat-o Societatea Ileana. Prima expoziție a acestei organizații a avut loc la data de 21 februarie 1898 și a avut printre expozanți pe Nicolae Grigorescu cu cinci lucrări și pe Ștefan Luchian cu douăzeci de tablouri.:p.328 Printre acestea s-a regăsit și lucrarea intitulată Mahalaua Dracului. Tematica motivului și pretextul pictural ale acestui tablou au reușit să evoce condiția mizeră și socială a mahalelor de odinioară, astfel că lucrarea a ajuns să se ridice la înălțimea atitudinii de manifest protestatar. Léo Bachelin, critic de artă, a făcut următoarele precizări: „... am ajuns la Luchian, de netăgăduit cel mai genial dintre artiștii noștri. Pare a-și căuta drumul de-a lungul diferitelor genuri, care îl solicită în același timp... Ceea ce dă unitate expoziției sale... este, pe de o parte, o tratare amplă, o tușă sumară și sigură, o lovitură de penel plină de vervă, iar pe de alta, un sentiment foarte personal al naturii, al culorii și al motivului tratat.”

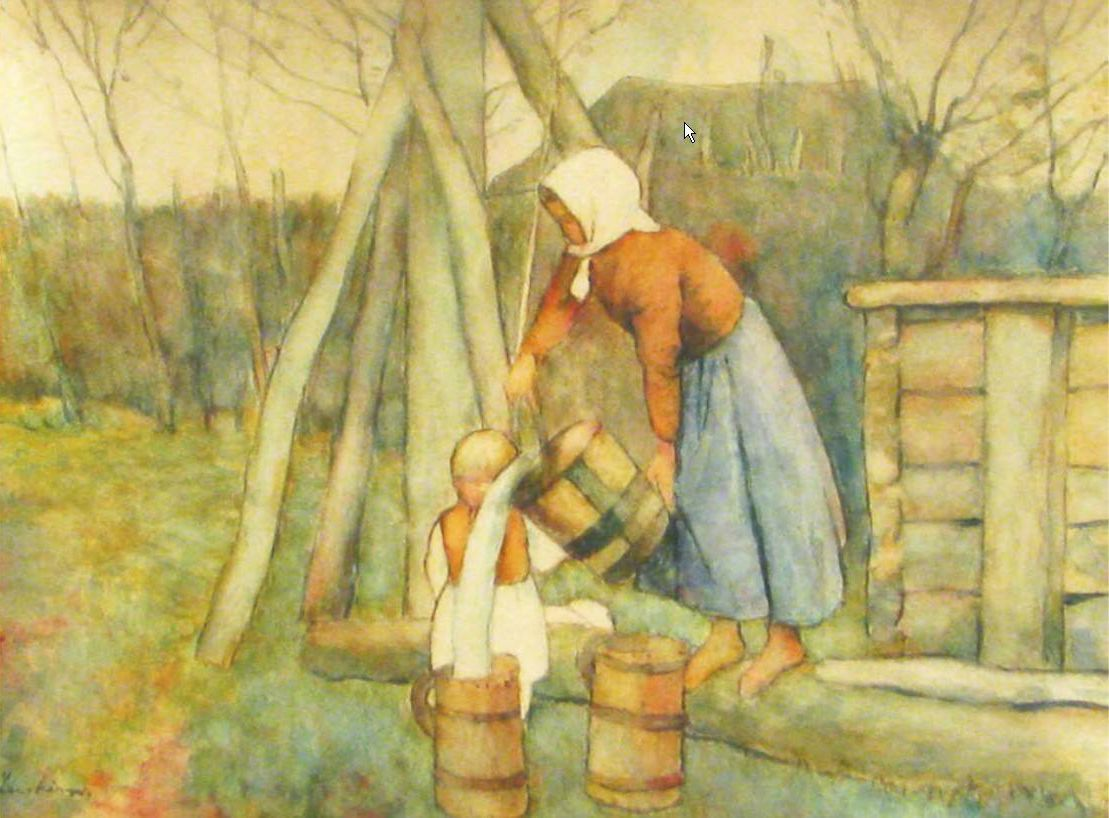
La fântână

A avut parte și de opinii rezervate, din care se pot deduce cu ușurință tendințe cu privire la pictura lui Luchian care începea să redea viața de trudă a muncitorilor, rezultând din aceasta o atitudine de protest social. Luchian nu s-a temut de critici și Expoziția Ileana i-a fost un indiciu privind drumul pe care l-a ales. Financiar, ajunsese să o ducă foarte prost, salariul foarte modest pe care-l avea ca flautist în orchestra Teatrului Național abia-i ajungându-i. În plină maturitate creatoare la 34 de ani, Luchian s-a dovedit prin opera sa a fi o personalitate artistică originală, afirmându-se cu o pictură generoasă, vibrantă și care prin paleta cromatică plină de lumină, prin poziția artistică înnoitoare  precum și printr-o scânteietoare expunere a limbajului, a reușit să transmită privitorului un mesaj umanist de mare calitate.
Din acest an au început de fapt la Luchian realizările cele mai importante în activitatea lui artistică. Ochii săi "de o frumusețe de împărătească bijuterie neagră" au reușit să străbată viața înconjurătoare și lumea în ansamblul său, rămânând ațintiți îndelung asupra zonelor unde omul prin simpla prezență transmite evocările cele mai tulburătoare. Astfel, regăsim în tematica sa oameni nevoiași și umili, cu personalități de netăgăduit care au găsit în Luchian un perfect rezoneur de o neîngrădită afecțiune. Arta pictorului român a devenit mereu mai bogată în vibrații lăuntrice investită cu puteri nebănuite; din nevoia comunicării, decantările cromatice transmit intense emoții rezultate din congruența intrinsecă dintre bucuria și tristețea existenței din acel început de secol al XX-lea.

### Secolul al XX-lea, boala și desăvârșirea carierei

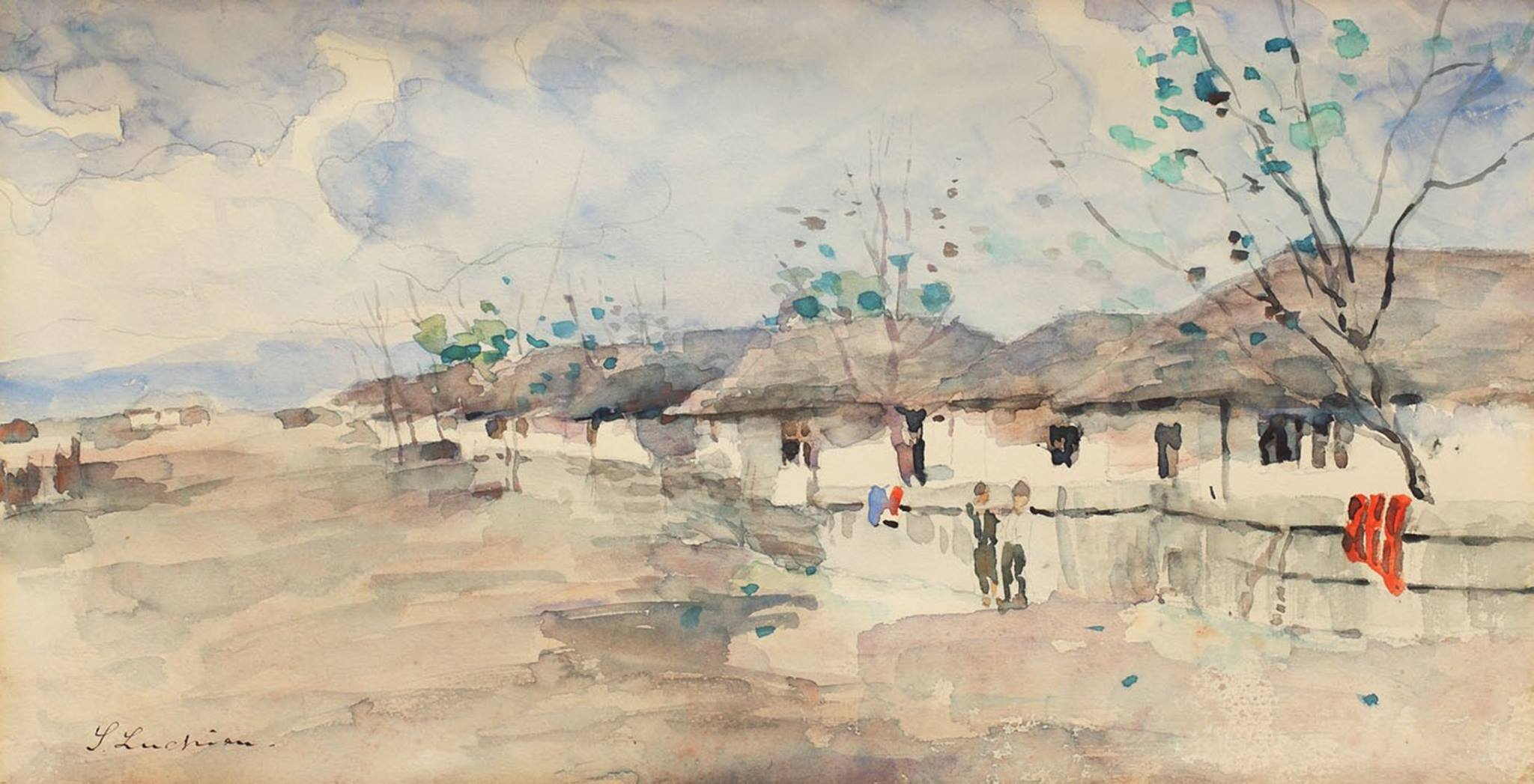
După ploaie la Băneasa (1902)

În 1901, măcinat de mizerie, a făcut o expoziție de grup la Ateneu împreună cu o serie de pictori cu care nu avea nimic în comun. După un periplu de schimburi de locuință, s-a internat grav bolnav la Spitalul Pantelimon în clinica neurologului Gheorghe Marinescu. Aici, a fost îngrijit foarte bine timp de mai multe luni și, în final dignosticul care a rezultat din fișa clinică a fost Scleroza multiplă. În plină perioadă de tinerețe creatoare, la 33 de ani Luchian a trebuit să se lupte cu paralizia și în timp, era amenințat și cu pierderea vederii. Veșnic optimist, în spital fiind, Ștefan Luchian a aderat la Societatea Tinerimea artistică împreună cu Constantin Artachino, Nicolae Vermont și Gheorghe Petrașcu. În primăvara lui 1902 a participat la prima expoziție a Tinerimii artistice cu opt tablouri, dintre care s-a ramarcat capodopera După ploaie la Băneasa. O dată cu venirea verii, Luchian a părăsit spitalul și a mers la Govora și apoi la Poiana din Bărăgan unde a făcut o mulțime de schițe. La Govora l-a cunoscut pe colecționarul de artă Virgil Cioflec, cu care a legat o strânsă prietenie. Cu Cioflec, Ștefan Luchian a purtat o corespondență intensă, fapt ce l-a determinat pe colecționar să publice în anul 1910 cartea Vorbele unui pictor în Calendarul Minerva. Aceste Vorbe... conțin prețioase opinii ale lui Luchian privitoare la importanța artei. O parte din acestea se regăsesc într-o secțiune aparte și în lucrarea Mărturii - Ștefan Luchian a lui Marin Mihalache din 1966.

Tot la Ateneu, în 1904 a expus împreună cu caricaturistul Nicolae Petrescu-Găină într-o nouă expoziție.
„Poet minunat al florilor, mai cu seamă a celor care pălesc și încep să-și scuture petalele, Lukian te îndeamnă la reverie, te înfășoară într-o atmosferă dulce de poezie delicată și melancolică.”
 Respectiva expoziție a provocat un scandal în epocă, după ce caricaturile lui Nicolae Petrescu-Găină au fost scoase, din cauza modului cum fusese prezentat într-una din ele prim-ministrul vremii, Dimitrie A. Sturdza.
„Amândoi, Luchian și Petrescu, pregătiseră fiecare în felul său lucrări serioase, ba și un catalog pe care au apucat să-l tipărească. Cu hazul-i cunoscut, Găină desenase pentru coperta catalogului două efigii: una a lui Gallus Deutatus - aluzie la puterea dinților săi ce puteau îndoi monedele de argint - cealaltă a lui Lucullus Babacus, chipul lui Luchian încununat de lauri și făcându-i augusta poreclă de <<Babac>>...[C]”—Petru Comarnescu: Luchian, București, 1965, pag. 190

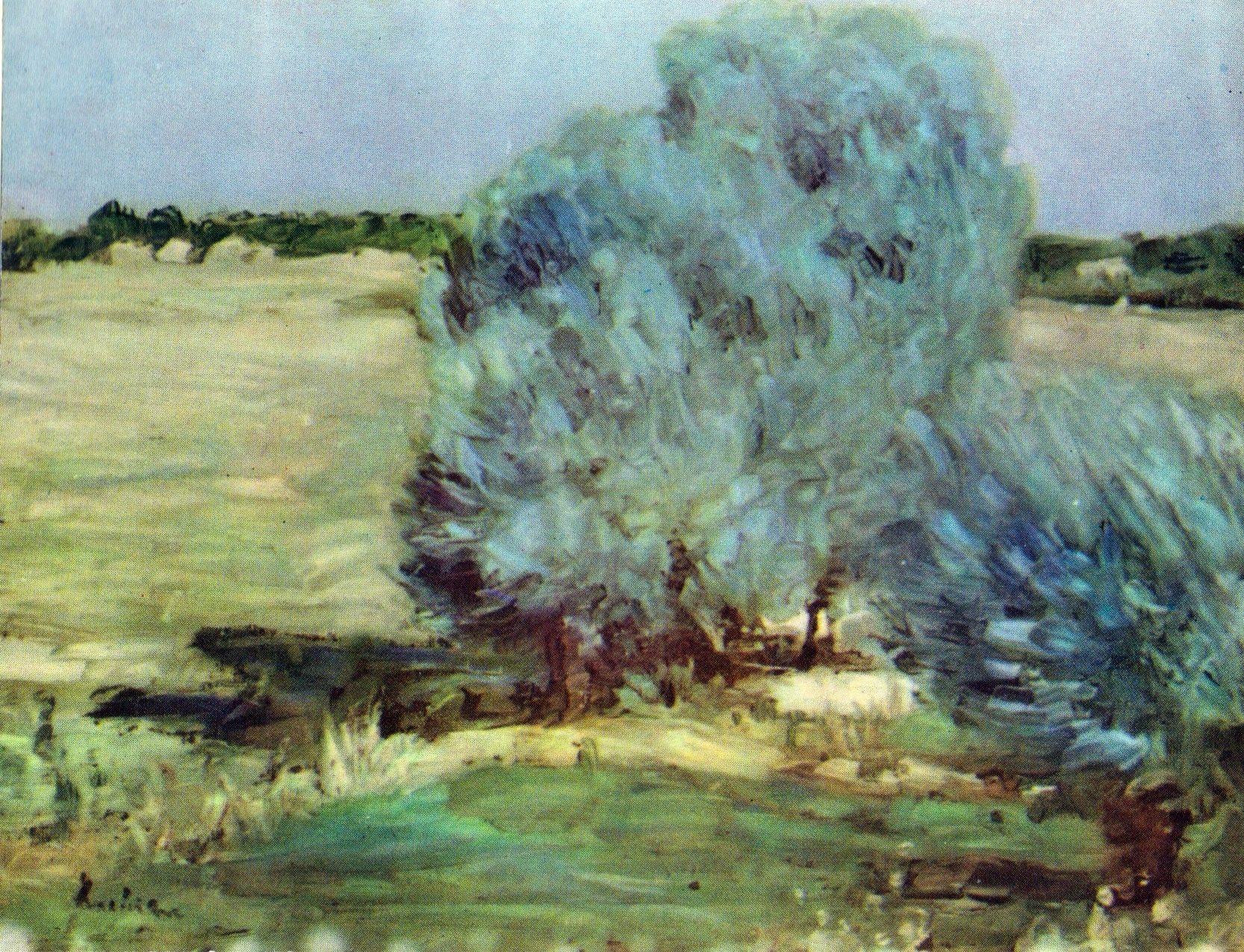
Sălciile de la Chiajna (1905)

Critica de artă a spus despre Ștefan Luchian că a fost un inovator. Marele aport inovator adus de el în pictura românească din acele vremuri, a fost reprezentat de modul de transpunere a efectelor de lumină, care la el izbucnesc la fiecare tușă de culoare. Studiind comparativ față de Grigorescu și Andreescu unde lumina alunecă pe deasupra culorilor, ca o sărbătoare la primul, sau cu inflexiuni meditative la al doilea, la Luchian, lumina a devenit arbitru al culorii dând prețiozițăți de nestemată picturii finale. Luchian a fost un febril cercetător în rezolvarea situațiilor ce apăreau în și între diferitele tehnici ale pastelului, acuarelei sau ale uleiului. A încercat uneori rezolvarea problemelor și găsirea soluțiilor prin trecerea lor dintr-o tehnică în alta. După anul 1900 caracteristica picturii sale a constat în strălucirea culorilor folosite în obținerea efectelor de lumină prin transparențe cromatice, aceasta după o perioadă semnificativă de căutări în domeniul acuarelei. Vrând să atribuie lucrărilor sale o cromatică de înaltă ținută cu un ecleraj cât mai vibrant, Luchian a preluat din lecțiile impresionismului folosirea culorii pure. El a urmărit să redea realitatea cu caracteristicile sale ce o permanentizează în efemer, respingând în același timp subordonarea imaginilor de lumina mereu mișcătoare ale zilei. Ștefan Luchian, fidel unei viziuni proprii, a încercat regruparea imaginilor din realitatea cotidiană în sinteze originale care se bazau tocmai pe construcția culorii ca mediu purtător al spațiului și al luminii.

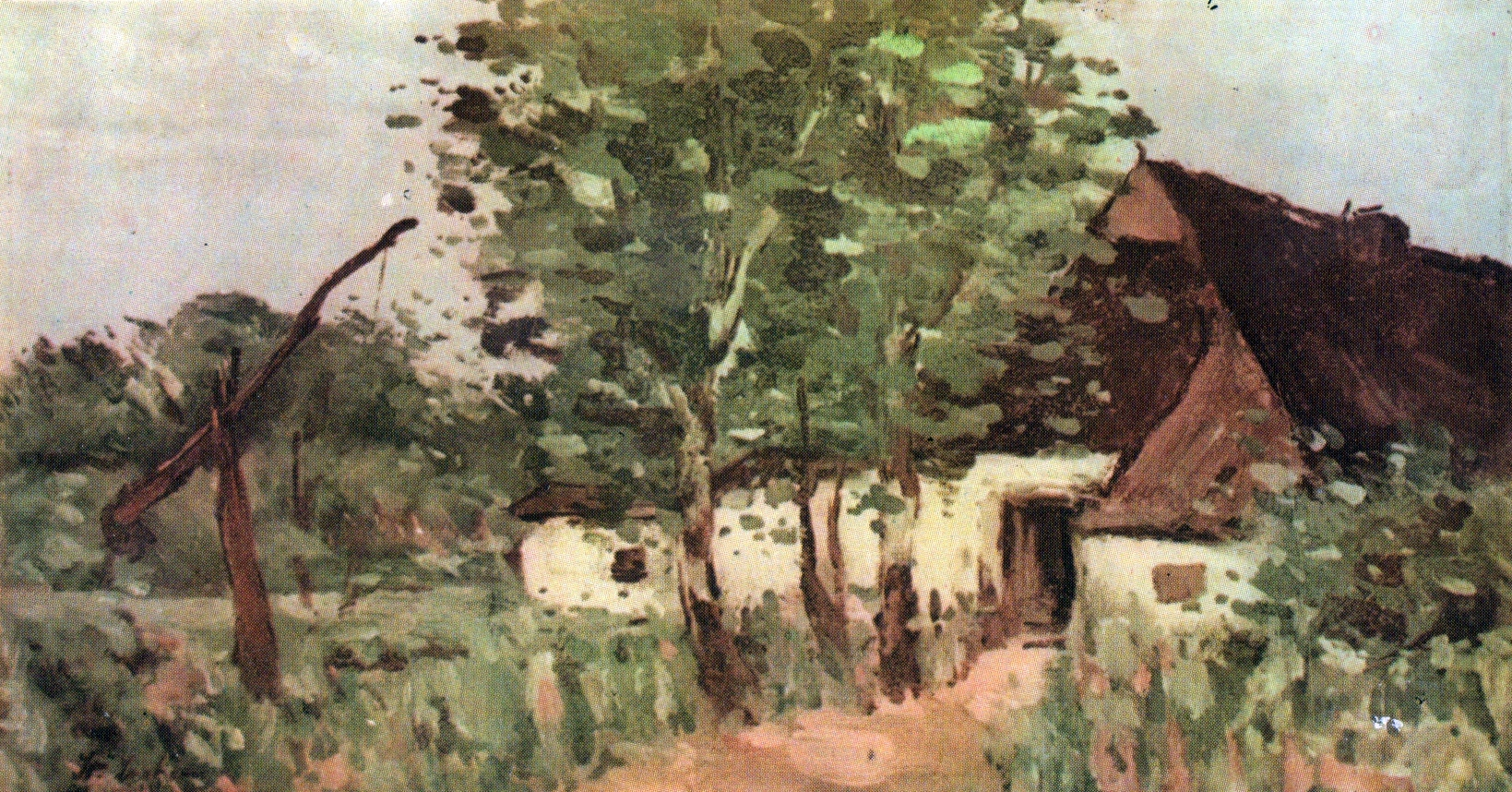
Peisaj cu case de țară

Folosind mijloace diferite și beneficiind de alt temperament, experiența artistică a lui Luchian poate fi comparată cu cea a lui Van Gogh. Diferența dintre cei doi, fundamentală de altfel, ține de structură, opera lui Luchian fiind echilibrată, calmă și lipsită de acea fervoare năucitoare care inundă tablourile marelui maestru olandez. În plus față de diferențierea temperamentală, se pot adăuga cu siguranță, componentele artei populare românești caracterizate prin intensități cromatice și smalțuri vibrante, fără a uita o suplețe ritmică a jocurilor decorative. Ștefan Luchian a studiat în profunzime, cu metodă și pasiune, tratate de tehnică a  picturii din diferitele epoci trecute ale marilor maeștri. Fiind de fel un colorist prin excelență, el a abordat desenul cu deosebită grijă, pictura sa ființând ca rezultat al unei elaborări conștiente și al unor studii riguroase ale compoziției, dublate de accente potrivite acolo unde, ele erau necesare. Luchian a fost preocupat de problemele aferente măiestriei artistice, suplinind cunoștințele practice cu cele dobândite prin lectură și prin vizitarea muzeelor. Ideile sale au fost preluate în parte de la Gustave Courbet, pe care l-a prețuit foarte mult și care susținea că arta trebuie să slujească pe cei mulți.

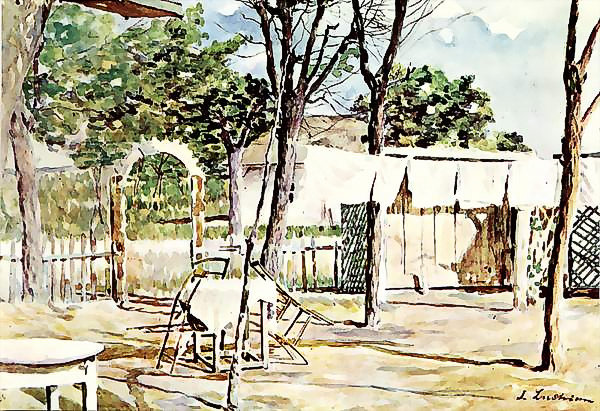
Birt fără mușterii (1903)

Procesul de cristalizare a operei lui Luchian a continuat o dată cu venirea anului 1903, când a deschis la Casa Assan o expoziție care a avut ca vedetă lucrarea Birt fără mușterii. Această capodoperă evocă atmosfera oamenilor simpli care trăiau în mahalalele orașului. Efectele de lumină coroborate cu lirismul grav, sugerează întâlnirea cu toamna târzie când reminiscența amintirii zilelor însorite ale verii cu birtul plin de mușterii te îndeamnă la contemplație. Transpare în aparența imediată a tematicii, dezinvoltura cu care Luchian reușea să descifreze elementele esențiale, precum și transpunerea lor pe pânză cu o deosebită măiestrie. Observarea realității și claritatea exprimării au fost apanajul artistic obținut de artist prin îndelungate munci și experiențe în atelierul de creație.

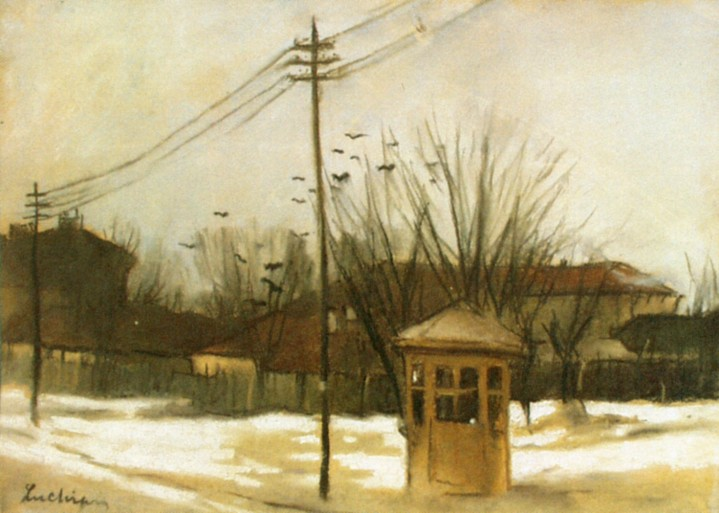
Gheretă din Filantropia

În anii următori, Luchian a făcut o mulțime de peisaje în pastel, ulei și acuarelă. În fiecare vară însoțit de familia Cocea în mijlocul căreia a trăit până la sfârșitul vieții, a pictat în mijlocul naturii la Constanța (1903, 1904), la Poiana din Ialomița (1904 și anii următori), la Techirghiol (1903, 1904), Govora (1902), Bărăgan (1902), Filipeștii de Pădure (1903), Brebu (1908), Bărăgan și Moinești (1909). În restul anului a pictat peisaje din București, din locurile unde se muta cu locuința și din comunele  Băneasa și Chiajna. Au rămas din această perioadă Colț din strada Povernei, Spălătoreasa, Casa vecinului și În fundul curții.
În cartierul Filantropia unde a locuit (1907), a pictat numeroase peisaje dintre care se remarcă pastelul Gheretă din Filantropia, lucrare care evocă tristețea priveliștii care se vedea din casa sa, friguroasă și cu o lumină incertă. Punând câteva accente de culoare, Luchian a expus în acest tablou nu numai viața grea din cartierele mărginașe ale Bucureștiului ci și o stare de suflet. Casa din Filantropia, unde a stat în chirie, era „mică, friguroasă și cu o lumină imposibilă”, bătea vântul peste tot și de la geamuri se vedea o tristă imagine spre Hanul Galben, Grozăvești și spre bariera Filantropia. Singurele bucurii ale lui Luchian, au fost florile și nepoții săi cărora le făcea portrete.

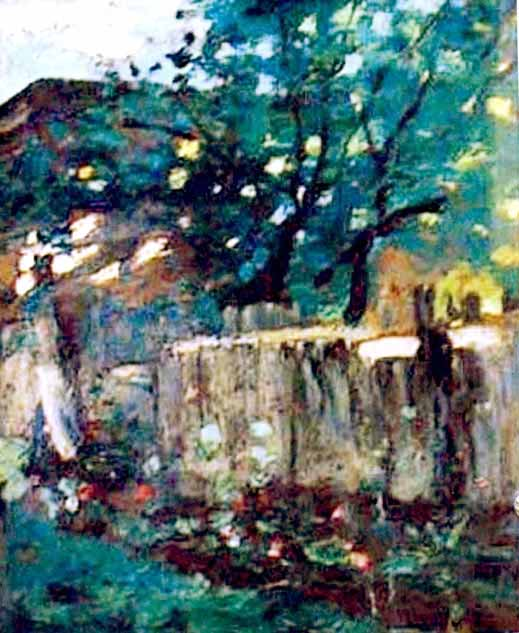
Casa vecinului
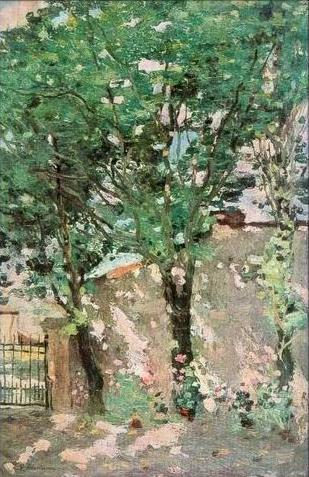
Colț din strada Povernei
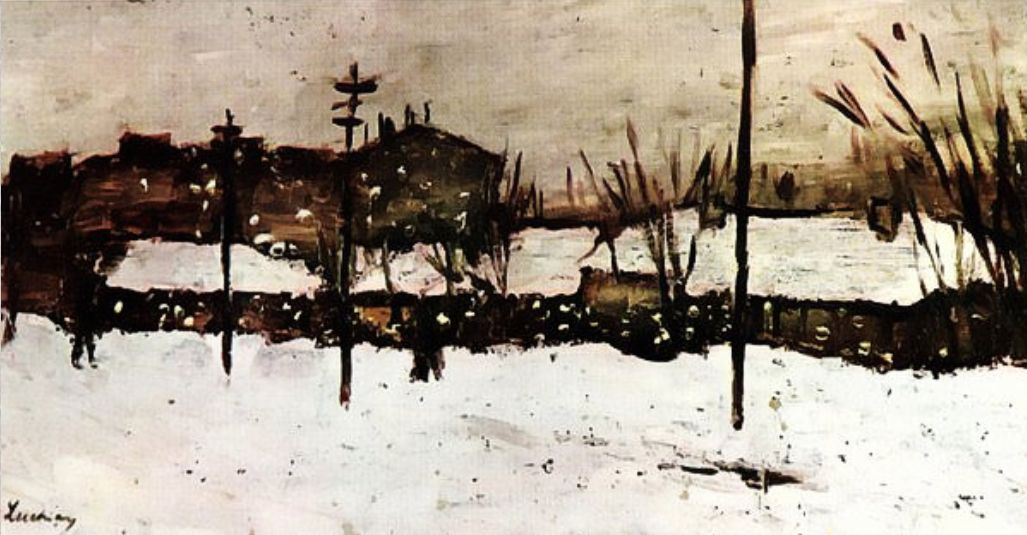
Iarna la Bariera Filantropia
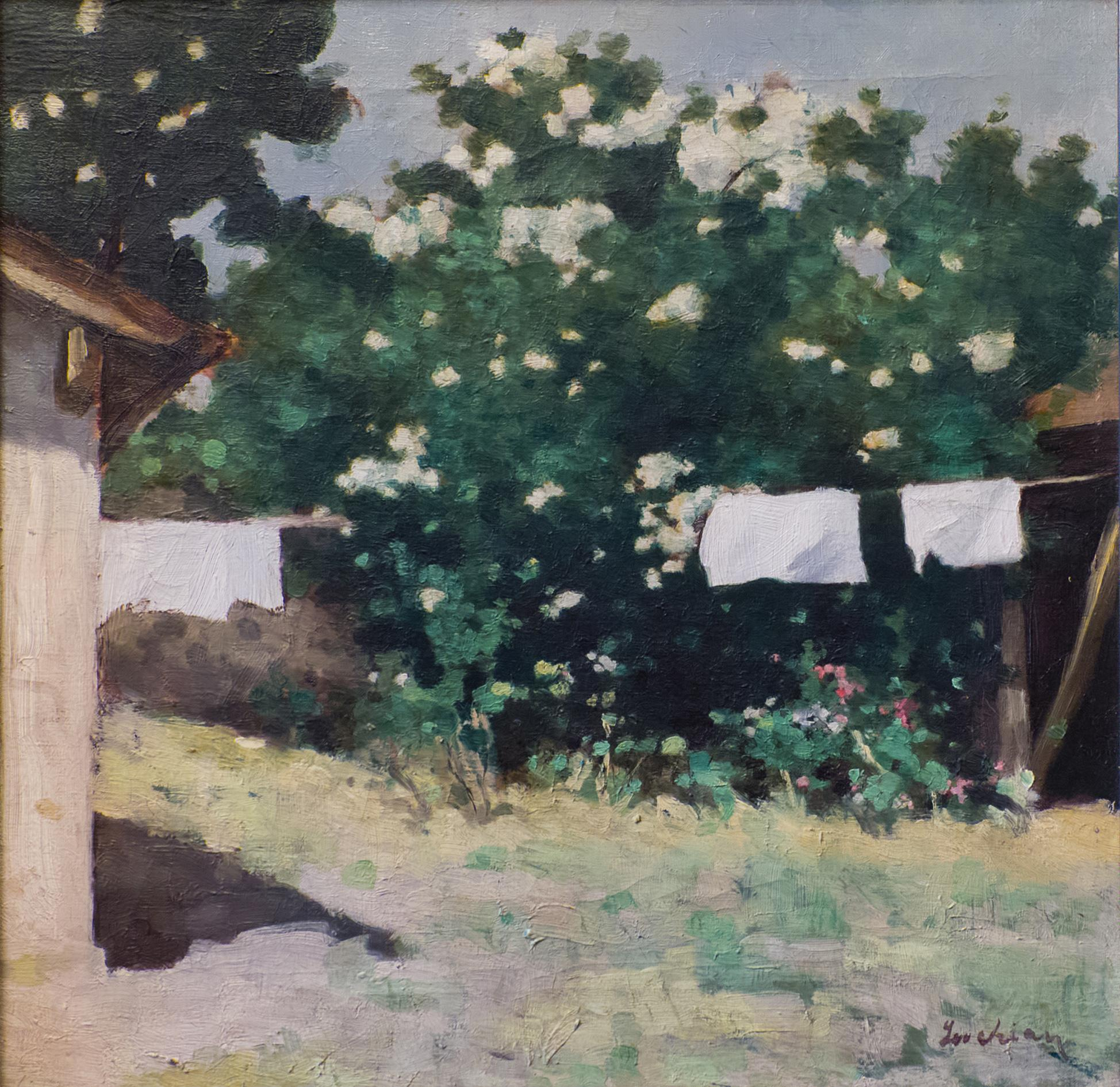
În fundul curții
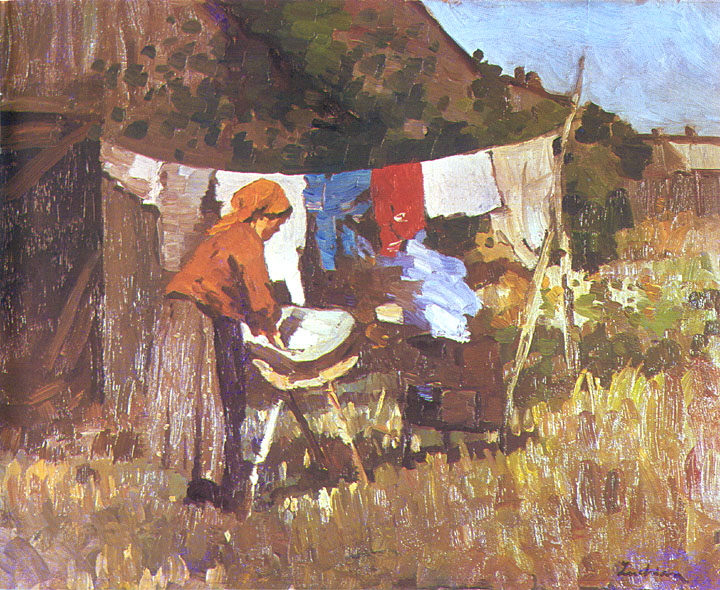
Spălătoreasa

Mai receptiv la nevoile și suferințele altora decât la propria-i boală, Luchian le-a înfățișat fără ostentație, cu discreție și foarte simplu. Înțelegea necazurile altora și chiar dacă unele tâlcuri ale nedreptăților îi scăpau, ochii săi deprinși cu observația ineditului, se opreau îndelung asupra durerilor concetățenilor săi umplându-l de revoltă. De aici încolo, opera sa a prins din ce în ce mai mult o traiectorie protestară.

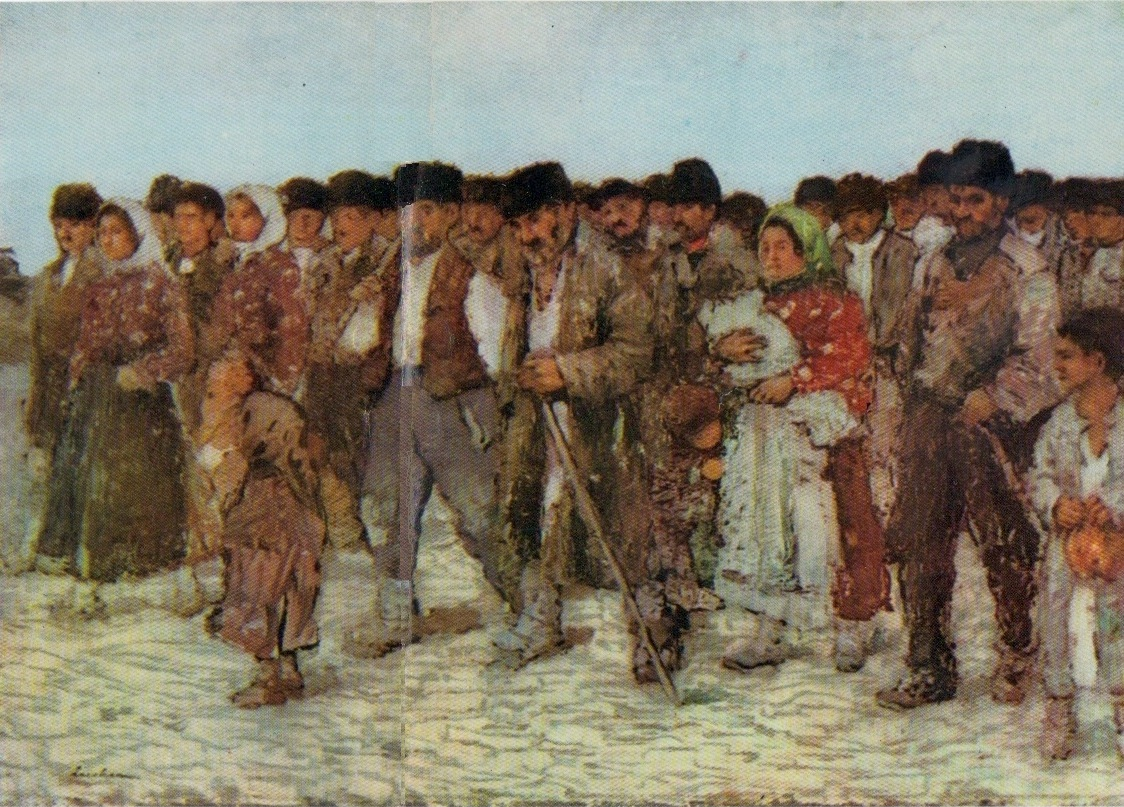
La împărțitul porumbului (1905)

În toamna anului 1905, Luchian a fost martorul arvunirii de către țăranii înfometați de la Chiajna a propriei lor munci viitoare din primăvară în schimbul câtorva traiste de porumb. Cu această ocazie a pictat o lucrare de dimensiuni reduse dar plină de semnificații intitulată La împărțitul porumbului. Lucrarea prezintă o gloată tristă a țăranilor înfometați, sărăcăcioasă, care merge spre conac. Din determinarea și dârzenia figurilor se înțelege prevestirea unei furtuni. Tensiunea de un dramatism evident, rezultă din masa compactă de țărani sugerată în mod genial prin șirul întunecat al căciulilor, întregul efect fiind obținut ușor fără artificii sau o literaturizare a motivului. Beneficiind de o cromatică de excepție unde lumina aurie se distribuie calm într-o atmosferă de toamnă târzie, momentul dramatic este învăluit diafan într-o boare de tristă meditație. În fapt, Luchian a redat aici o situație tragică a țărănimii exploatate și dă în mod artistic glas unui strigăt de revoltă ce pare a izbucni din pieptul lor. Ștefan Luchian a mai pictat lucrări similare ca Dijma în Moldova, Muncitori și „După muncă, spre casă”. În cel din urmă tablou de dimensiuni mici, pictând figurile muncitorilor, Luchian a subliniat oboseala oamenilor după o zi de muncă grea și a pus în evidență caracterul sălbatic al exploatării. În opoziție cu relatarea obidirii țăranilor în 1906 - 1907 a realizat compoziția Cheful unde înfățișează decadența morală a arendașilor.

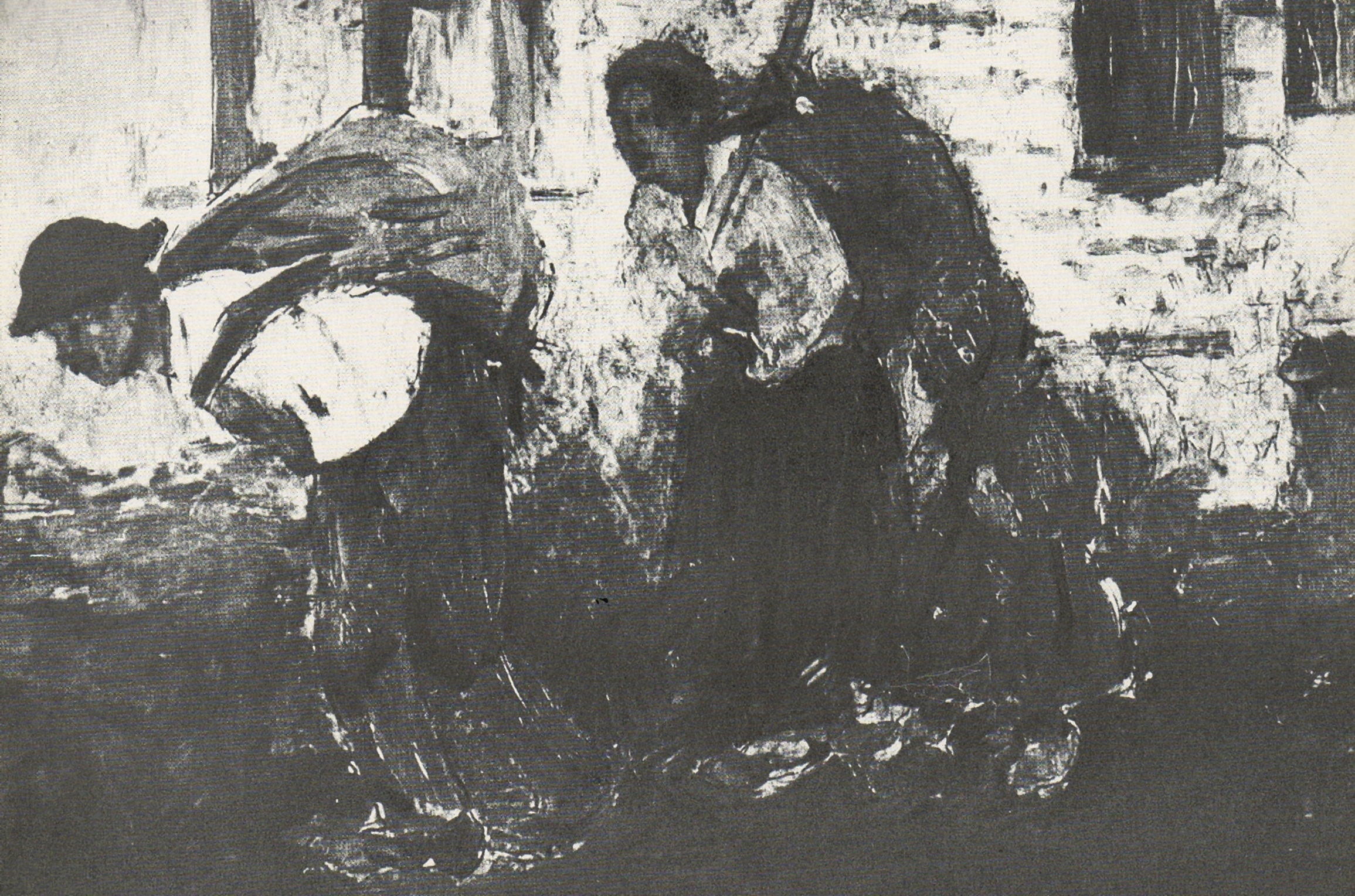
După muncă, spre casă

A continuat totuși să lucreze cu frenezie și până în anul 1915 a expus neîntrerupt la diverse expoziții. Deși o prezență eminentă în viața artistică a timpului, Luchian nu a cunoscut pentru multă vreme succesul. Astfel, la expoziția din 1905 singurul cumpărător al unui tablou a fost pictorul Grigorescu și pentru a putea plăti chiria, Luchian a cedat Ateneului lucrarea Vechiul meu atelier (numit în catalog Un colț de atelier). Un grup restrâns de admiratori și prieteni totuși l-au aclamat, dar condiția materială a continuat să fie dintre cele mai precare.
„Creația lui Luchian a pătruns cu greu în conștiința publicului. Ani în șir succesul îl ocolește, nefiind apreciat decât de un cerc restrâns de prieteni. La expoziția din 1903 n-a vândut nimic. La cea din anul următor, de asemenea, nici măcar chiria sălii n-o poate plăti, din care pricină se vede nevoit să lase în schimb un tablou. Doar pictorul Grigorescu, singur i-a luat o pânză, cu care prilej bătrânul meșter ar fi spus: Am în sfârșit, un urmaș !”—Marin Mihalache: Prefața la Mărturii Ștefan Luchian, Editura Meridiane, București, 1966, pag.6
Între anii 1905 - 1909, creația artistică a lui Ștefan Luchian a atins apogeul, operele sale fiind expuse în marea majoritate a expozițiilor din această perioadă.:p.261:pp.90-91 A fost perioada în care Luchian a realizat cele mai de seamă picturi ale sale, atât în ceea ce privește compozițiile, precum și în ceea ce privește portretele, florile și peisajele. Suferința cauzată de boală s-a contopit cu cea a oamenilor împilați și umili, cu iubirea pentru frumusețile României, cu dragostea de om și de natură.

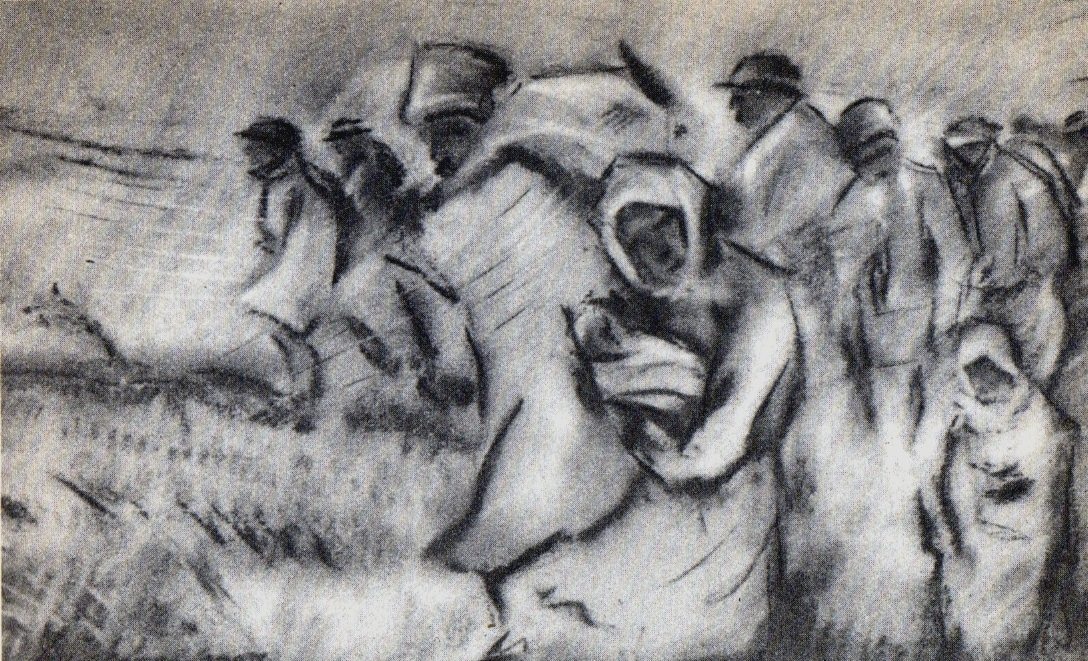
Episod... 1907
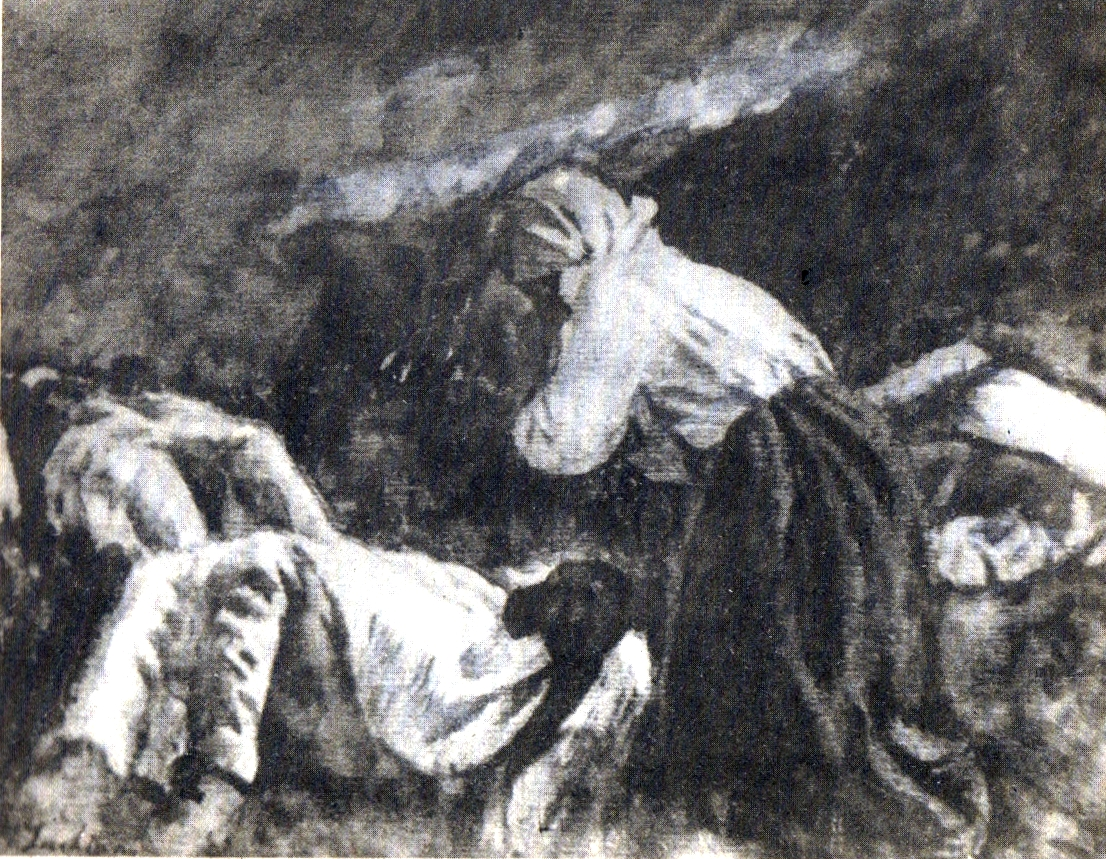
1907
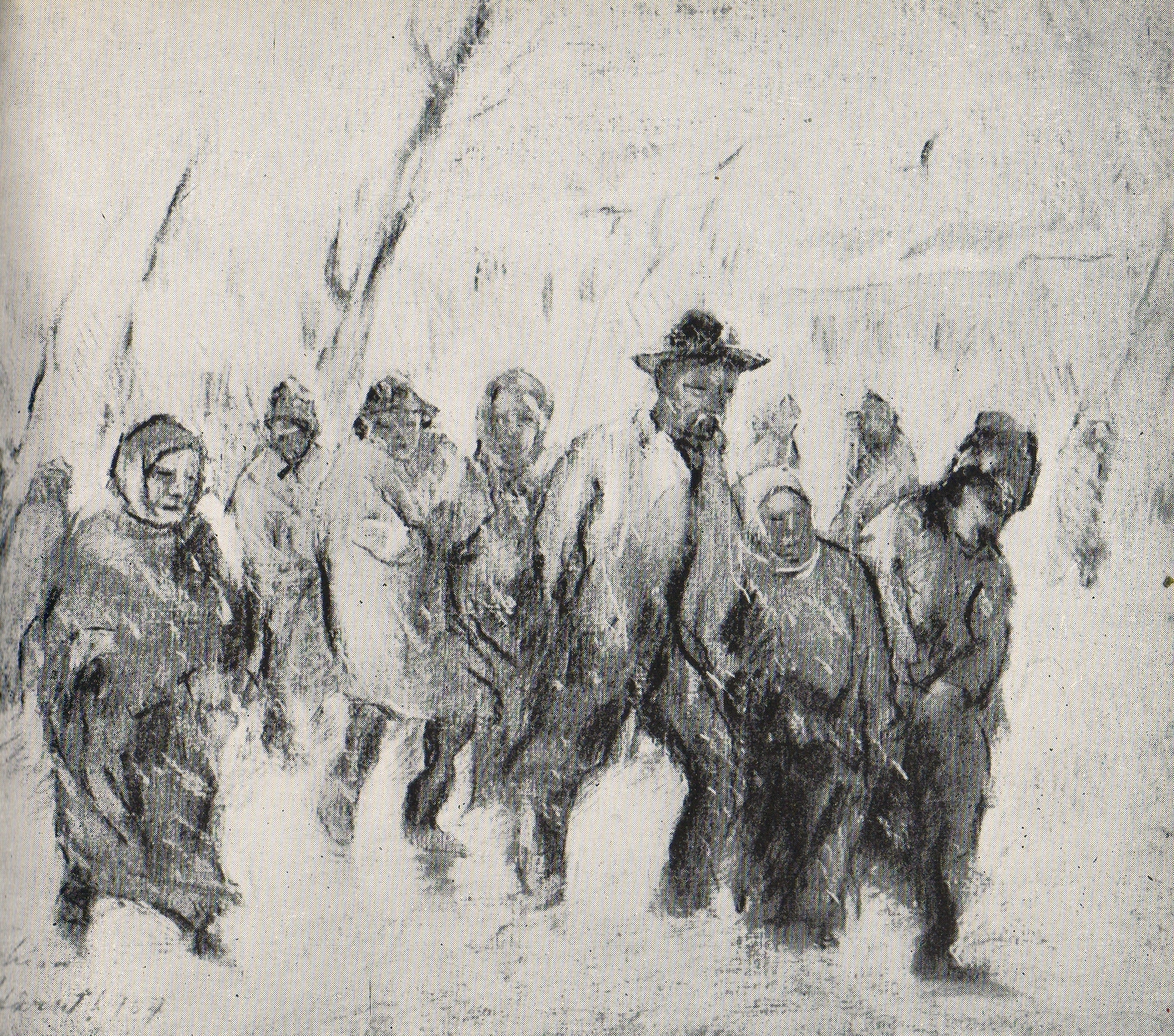
Sfârșit 1907
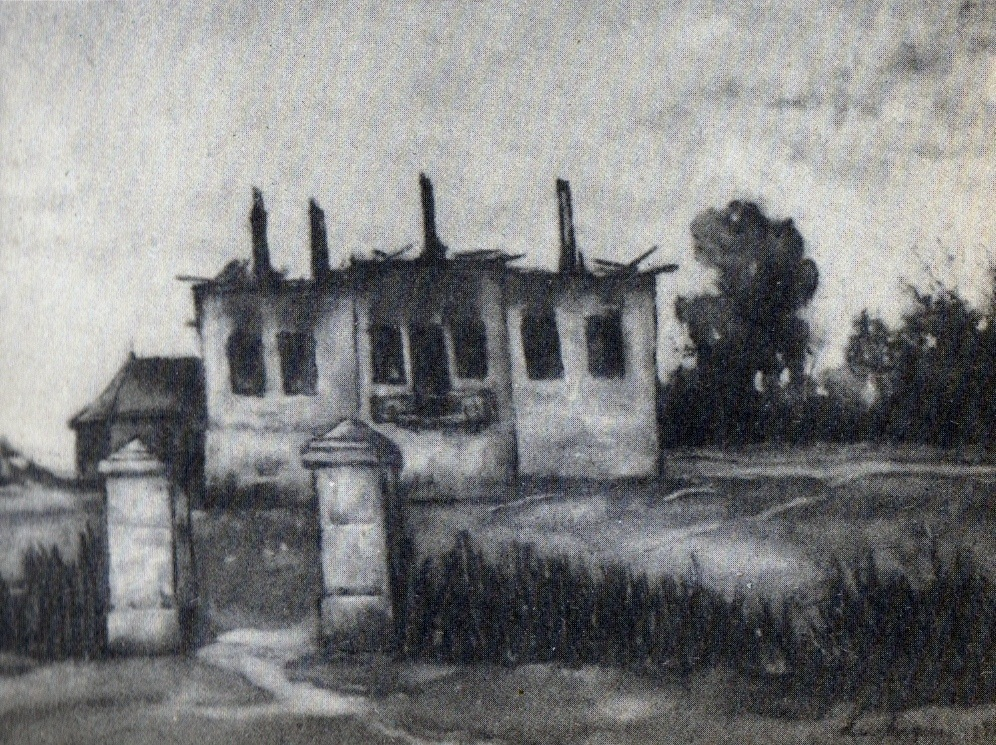
Conac incendiat

Pe vremea când locuia în cartierul Filantropia, Luchian a recepționat cu groază știrile care veneau de la sălbatica represiune a țăranilor din anul 1907. Mărturiile despre cum a înțeles artistul durerea țăranilor răsculați, stau în câteva lucrări de compoziție intitulate 1907 (acuarelă), 1907 (sanguină) și pastelul Sfârșit 1907, în care sunt figurate convoaiele escortate de țărani zgribuliți care înaintau printre nămeți și viscol. Prin acest manifest artistic protestatar, Ștefan Luchian se afirmă ca artist-cetățean împreună cu alți artiști revoluționari din 1848, Gheorghe Tattarescu fiind un exponent în acest sens, și alături de Alexandru Vlahuță, I. L. Caragiale și alți oameni de cultură ai timpului său. Atitudinea de protest afișată plenar de către Luchian în toată activitatea artistică a stimulat alți pictori tineri ca Francisc Șirato, Camil Ressu, Iosif Iser și Tonitza, de a merge pe o cale națională în artă.

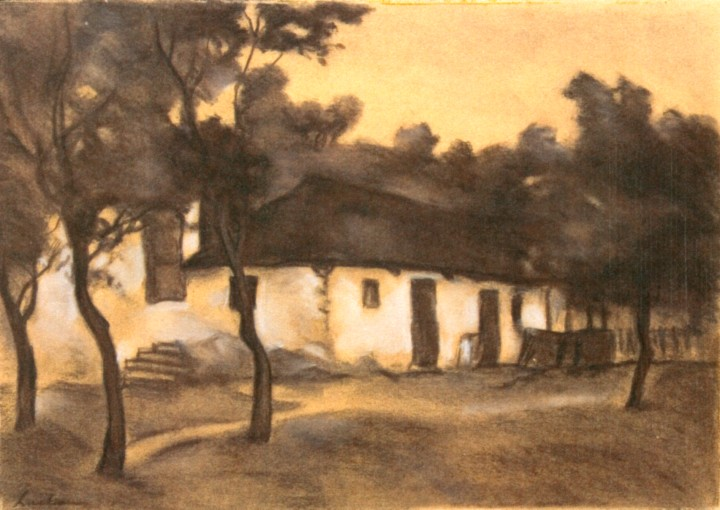
Casa lui Moș Gheorghe

Împreună cu familia Cocea, Luchian a plecat să picteze la Brebu în vara anului 1908. De aici i-a scris unui prieten:
„Sunt două săptămâni de când mă aflu la Brebu... Sunt foarte mulțumit și lucrez cu atâta dragoste cum nu-mi aduc aminte să fi lucrat vreodată. Dar numai eu știu cu câtă greutate pot să înjgheb cîte un peisăjel. Drumurile sunt rele și lungi și sunt silit să le fac cu carul cu boi. Vezi și tu acum, cum îți vine după vreo trei ceasuri în căruță cu genunchii la gură.  Când mă dau jos nu mai simt picioarele de amorțeală. Cred că e ultima încercare pe care o mai fac cu peisajele; e prea greu, prea peste puterile mele. Și ce lucruri frumoase; nu te mai saturi uitându-te la ele: mai ales pe lunca Doftanei, este o minune, nu altceva. Ce folos că drumul până acolo mă zdrobește și dacă n-ar fi spleandoarea naturii, care să mă mai învioreze, n-aș mai mișca.”
Aici, la Brebu, Luchian a pictat peste douăzeci de peisaje în pastel, multe dintre ele aflându-se pe cele mai înalte culmi ale genului. În curtea Mănăstirii Brebu, Luchian a avut parte de una dintre cele mai prolifice perioade ale creației sale artistice.

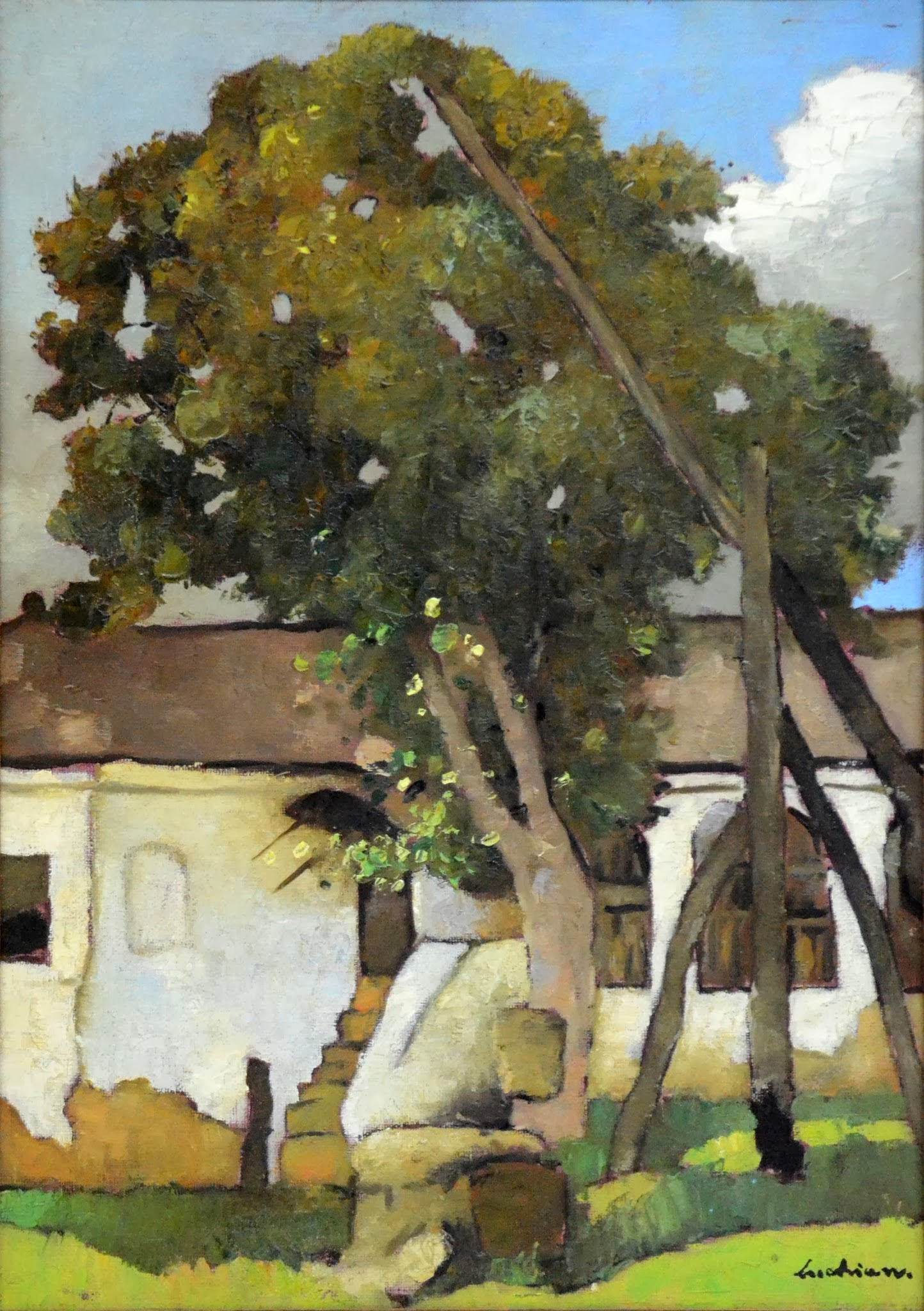
Fântână din Brebu
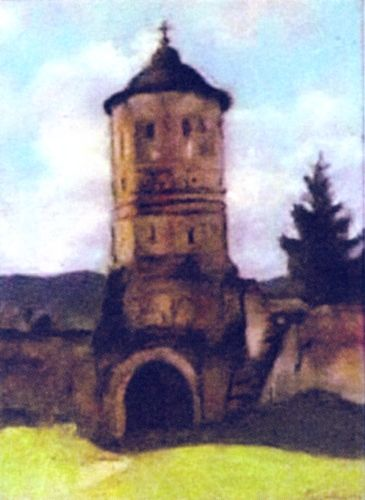
Turnul din Brebu
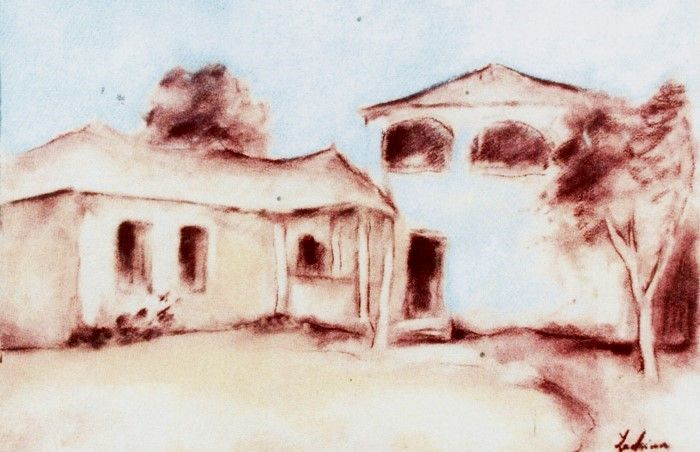
Curtea Mănăstirii Brebu
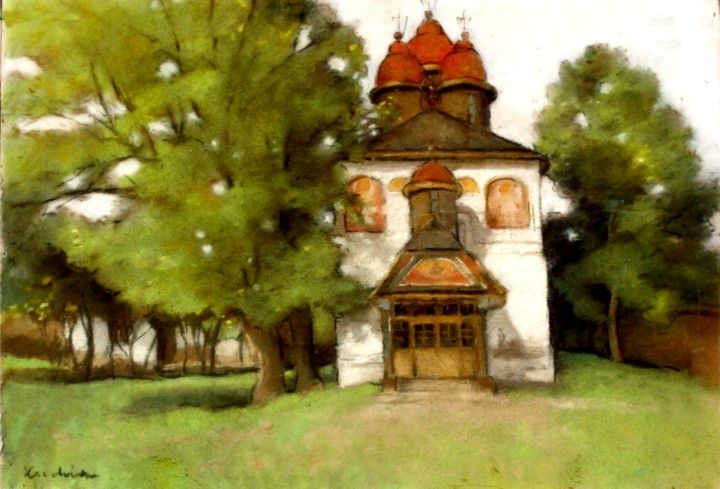
Mănăstirea Brebu
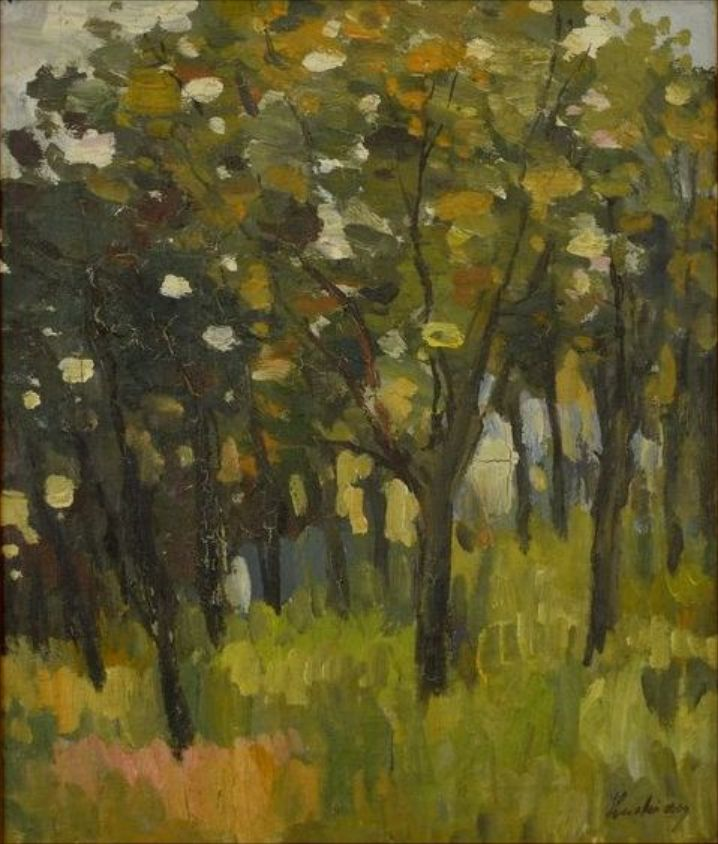
Pomi la Brebu

La capodoperele sale de până atunci: Colț în strada Povernei, Mahalaua Dracului, Sălciile de la Chiajna, Potecă spre cimitir sau Ghereta din Filantropia, s-au adaugat Fântâna de la Brebu, Turnul din Brebu, Casa lui Moș Gheorghe, Bucătăria călugărească.Aceste lucrări îl situează pe Ștefan Luchian printre marii pictori în pastel ai lumii.

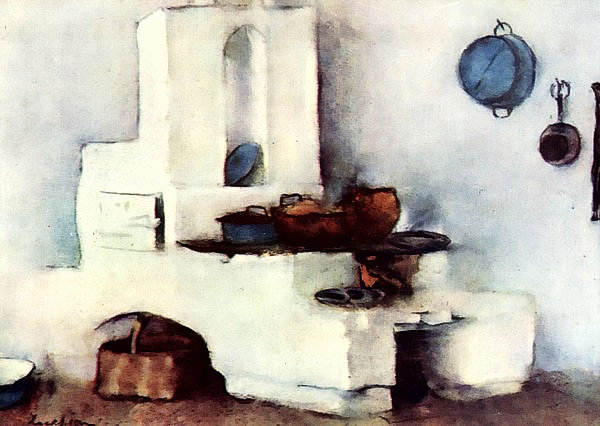
Bucătărie călugărească

Legat de pastel, Luchian a spus: „Cu pastelul lucrezi repede. Fumul argintiu care împrăștie din sălcii în lumina de amurg, în pastel îl prinzi mai ușor”. Momentul creației sale de la Brebu, poate fi considerat ca fiind un exponent al pastelului din care se identifică realizarea sintezei dintre lumină și culoare spre care s-a îndreptat în tot parcursul carierei sale și care se constituie în final ca marea inovație adusă de pictura sa. În lucrările sale, Luchian a evitat întotdeauna perspectivele panoramice și s-a oprit asupra colțurilor intime care îndeamnă la poezie prin sugerarea prezenței omului, natura fiind un prilej de comunicare și nu un refugiu. Într-o epocă de plină dezvoltare industrială, Luchian nu a fost cu preponderență un pictor al naturii, ci mai degrabă un rapsod al peisajelor citadine. Până la Luchian, în pictura românească universul urban a fost aproape inexistent și pentru pictorii care l-au urmat, această  temă devine importantă și din ce în ce mai prezentă.

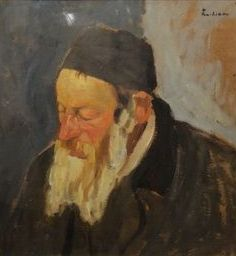
Hahamul din Moinești

În luna august 1909, Ștefan Luchian a plecat cu familia Cocea la Moinești, unde a executat o serie de peisaje în tehnica uleiului: Pe valea Hânganilor, După ploaie, Lunca de la Poduri, Priveliștea Moineștilor și altele. Tot aici, Luchian a realizat portrete cu adevărat remarcabile cum este Hahamul din Moinești cu o atitudine gravă și interiorizată sau pastelul Cap de evreu, în care se poate observa expresia plină de voioșie și bunătate a personajului. Lumina mătăsoasă și aerul curat ca și vibrația deosebită a peisajului local l-au făcut să declare:
„Tu o să râzi, dar simt că locurile astea mă iubesc. Au trecut trei săptămâni de când mă aflu aici și abia am făcut vreo cinci-șase pînzișoare. Și ce lucruri frumoase sînt prin partea locului. <Frumos> e un biet cuvînt searbăd și neînsemnat care nu spune nimic de splendoarea scînteietoare a peisajului din Moinești. Am colindat și eu multe ținuturi din țara noastră și chiar din alte țări, dar nu se potrivesc cu ce am găsit aici.”—Virgil Cioflec: Vorbele unui pictor, Calendarul Minervei 1, (10)

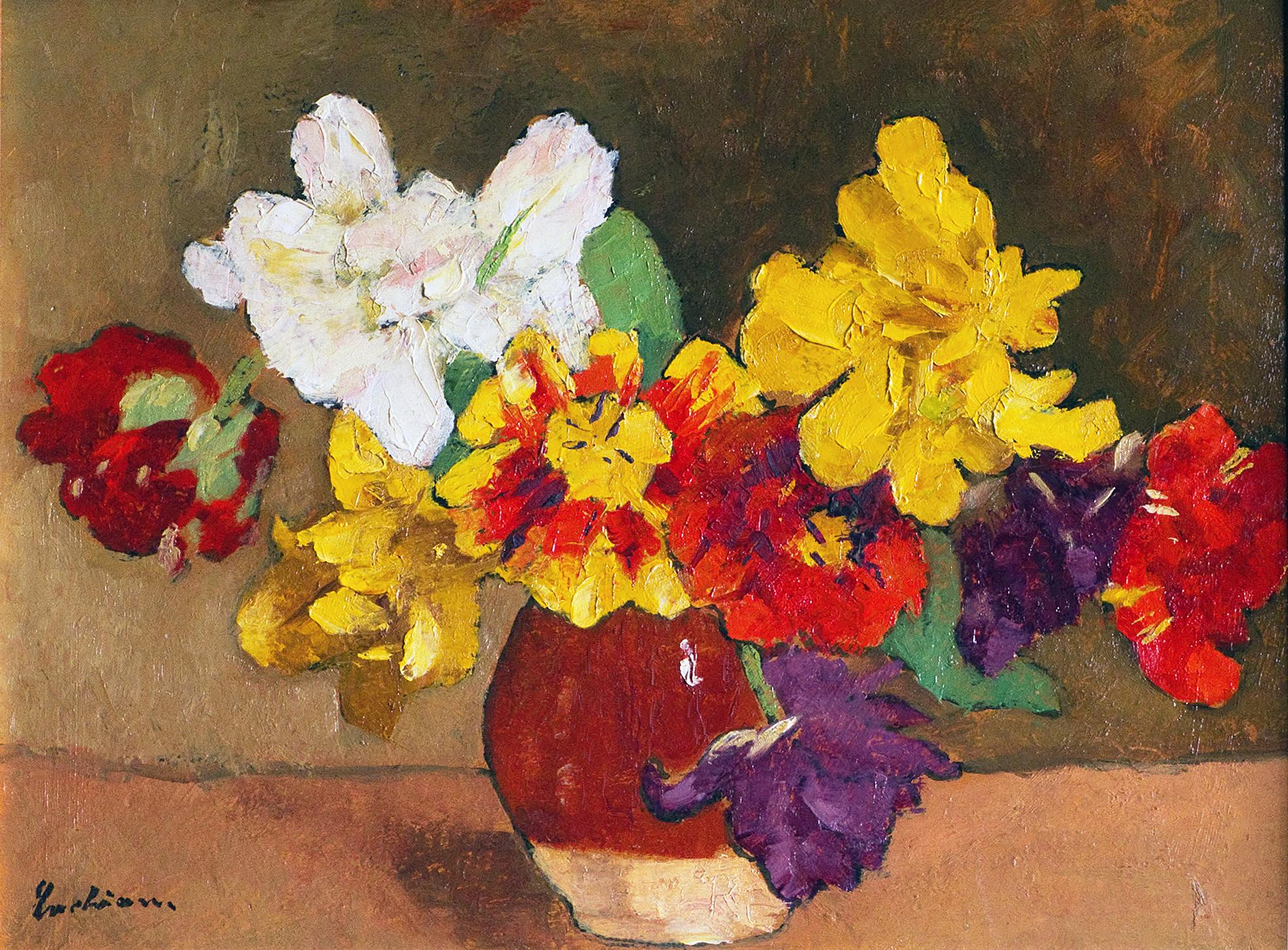
Anemone

În anii care au urmat, boala s-a agravat și de la sfârșitul anului 1909 și până la sfârșitul vieții a fost țintuit în fotoliu. A fixat însă în memorie „splendorile scânteietoare” ale peisajului românesc, pe care l-a redat într-o serie întreagă de opere, adevărate miracole de simplitate și de finețe, de sinteză cromatică și arhitecturală a formelor, de colorit strălucit și delicat totodată. Tehnicii uleiului Luchian i-a alăturat, pentru peisaj și pentru multe dintre naturile moarte cu flori, pastelul, cu care a ajuns la o măiestrie neegalată. Fluiditatea contururilor și delicatețea catifelată a petalelor, le-a evocat cel mai bine prin intermediul pastelului. Luchian începuse să picteze flori mai dinainte, dar abia din 1908 el și-a concentrat în această direcție toată energia creatoare, toată pasiunea pentru natură, toată dragostea pentru viață și pentru frumos. Iată de ce „florile” lui Luchian au acea intensitate aproape dramatică a sentimentului, acea lumină interioară, acea simplitate gravă care fac din multe dintre ele - este de ajuns să menționăm Anemonele - adevărate capodopere.

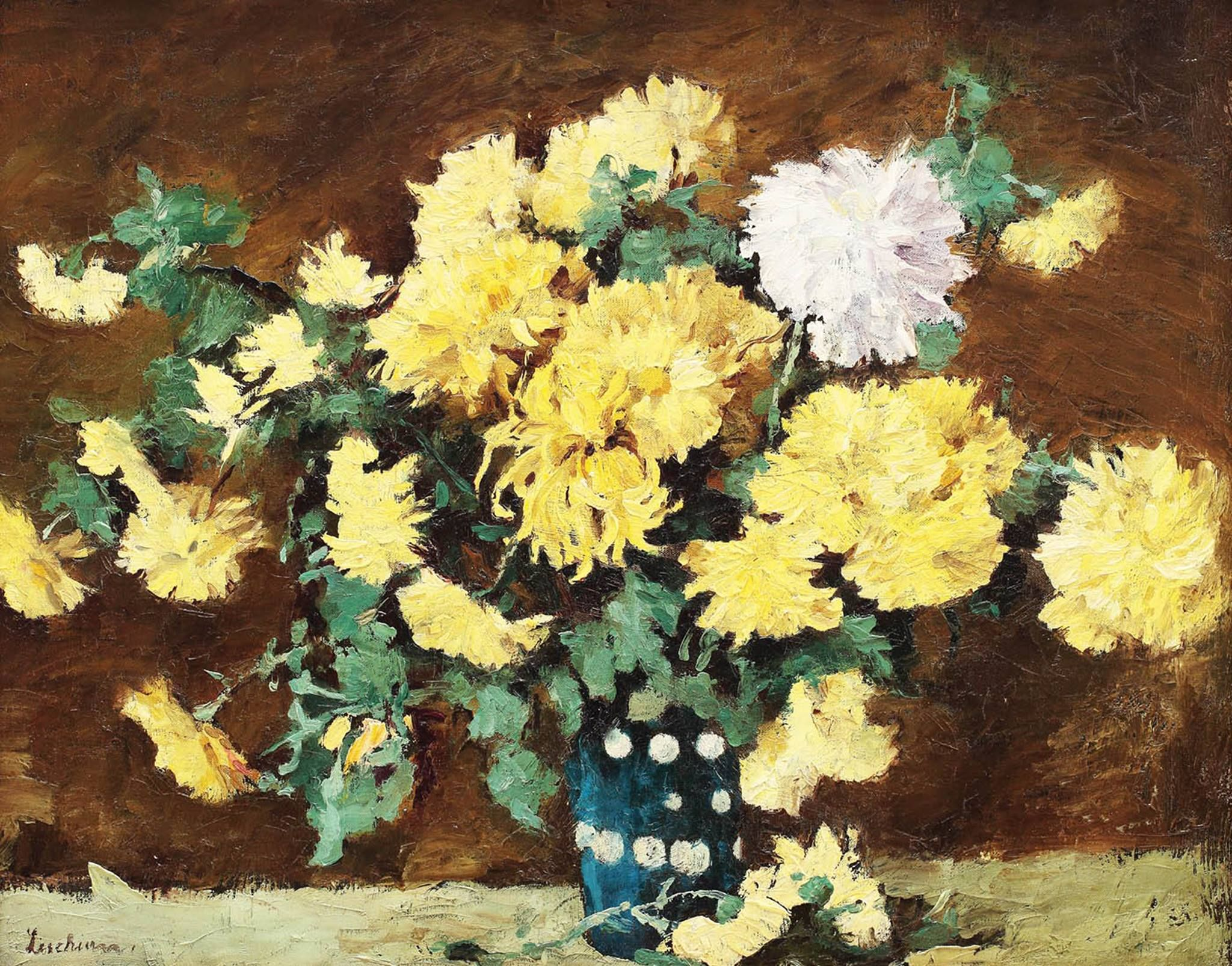
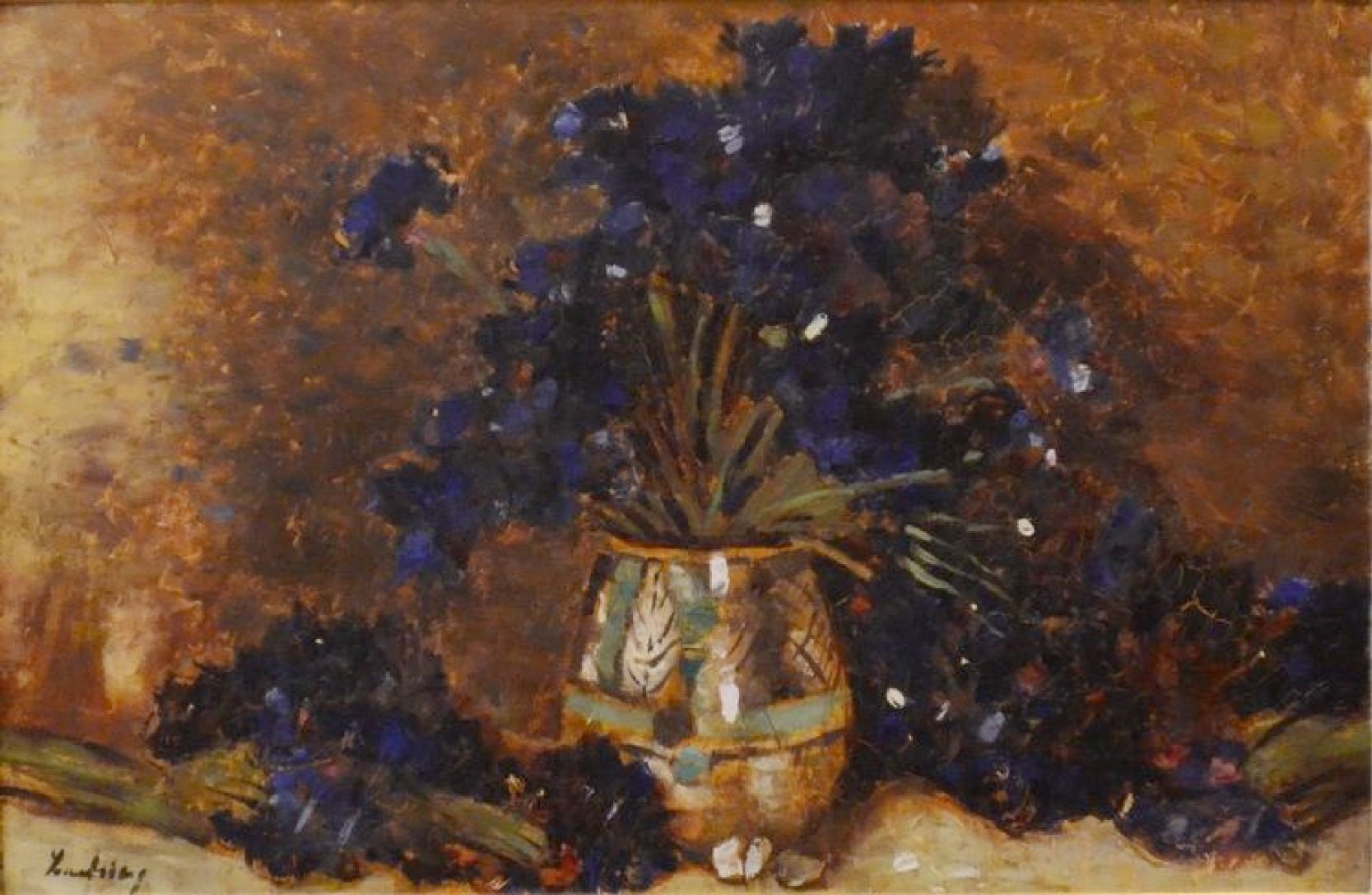
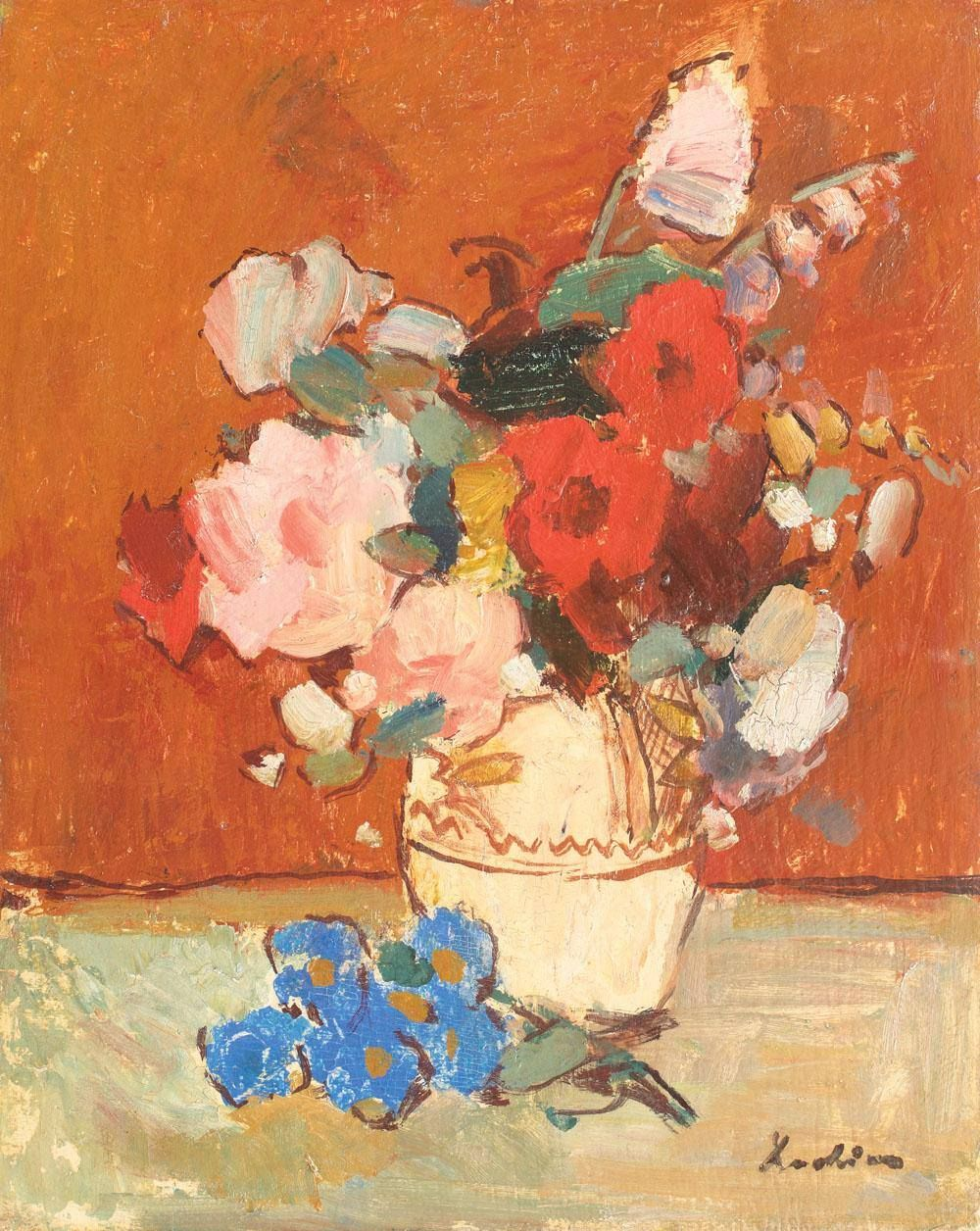
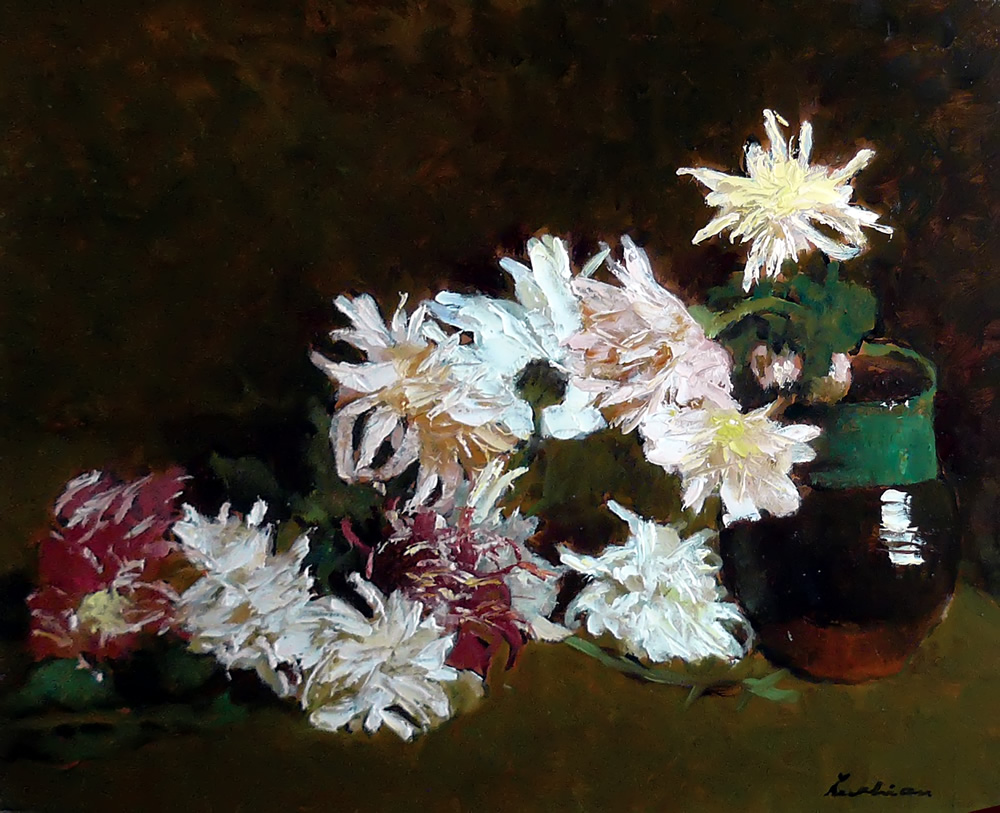
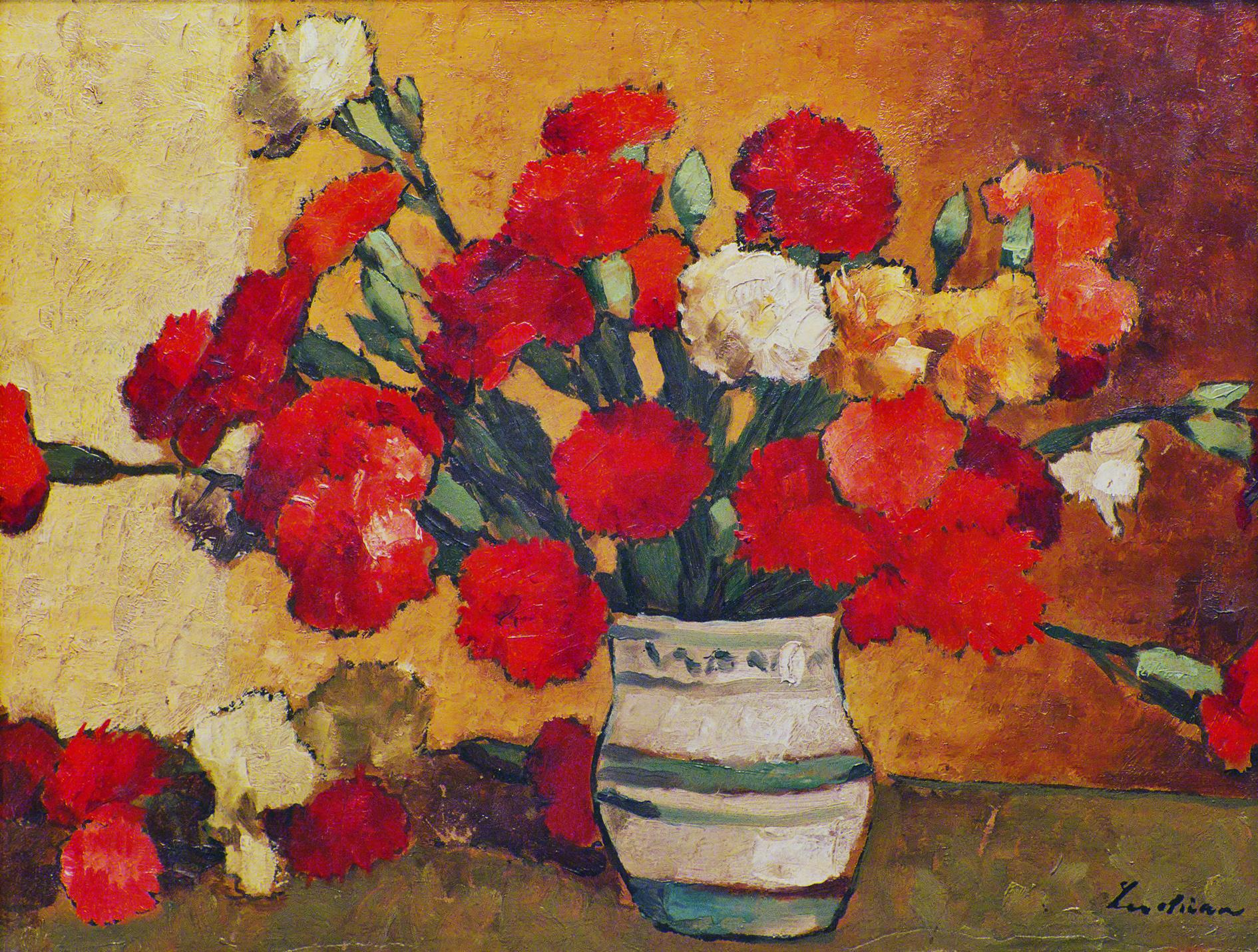

La un moment dat, pictorul a început totuși să aibă succes, fenomen pe care Tudor Arghezi l-a atribuit ascensiunii de moment a politicianului Take Ionescu (Ionescu devenise un reper în ceea ce privește moda și un subiect de imitație și, a fost printre primii care au cumpărat mai mult de unul dintre tablourile lui Luchian). Pe măsură însă ce boala a avansat și incapacitatea fizică a artistului a devenit notorie, s-a răspândit zvonul că  Luchian a permis altora să picteze în numele său. Scandalul declanșat a dus la arestarea lui Luchian sub acuzația de fraudă, dar acesta a fost eliberat în scurt timp. Arghezi a fost mândru să fie unul dintre puținii săi apărători, în acest caz.
„În această nemaiauzită tragedie, desfășurată ceas cu ceas de 9 ani de zile, de ore și de minute, în mijlocul nostru, publicul snobismului ajunsese să recunoască mai mult decât în pictura ieșită din zbuciumul mut, un semn și un destin, compatibile cu favorabile plasamente de fonduri. Nu era încă recentă încrucișarea la o răspântie din Paris a unui somptuos convoi funebru de mare proprietar comercial, cu moștenitorii în zdrențe ai unui pictor francez, de la care defunctul cumpărase pe nimic, la un termen de chirie, o compoziție celebră, trecută în testament cu o valoare de milioane, vândută de moștenitori cu un preț îndoit chiar decât valoarea testamentară? Lumea începuse să cumpere „Luchieni” și să revândă, câștigând supra-valuta.”—Tudor Arghezi:pp.239-240
Luchian a murit la 28 iunie 1916 și a fost înmormântat la Cimitirul Bellu. Către sfârșitul vieții nu a mai putut ține penelul cu degetele paralizate, astfel că ajunsese să pună pe cineva să i-l lege de încheietura mâinii. Din relatările Laurei Cocea, Virgil Cioflec l-a convins pe George Enescu în anul 1915 (după terminarea expoziției Salonului Oficial), să-i facă o vizită lui Luchian și să-i cânte la vioară. Tudor Arghezi a relatat într-un interviu vizita compozitorului George Enescu la patul unde era imobilizat Luchian:
„Luchian plângea, plângea de o emoție fericită. Mi-a povestit că venise noaptea o umbră cu pelerină, strecurată în odaia lui mută. Umbra a scos din pelerină o vioară și a cântat. I-a cântat două ore întregi, parcă o muzică din altă lume. Apoi umbra și-a luat vioara și pelerina, s-a apropiat de patul răstignitului și i-a spus «Iartă-mă, te rog, sunt George Enescu».”—Tudor Arghezi
Astfel s-a sfârșit, consumată de flacăra unei inepuizabile pasiuni pentru arta sa, viața pictorului.

### Familia Cocea

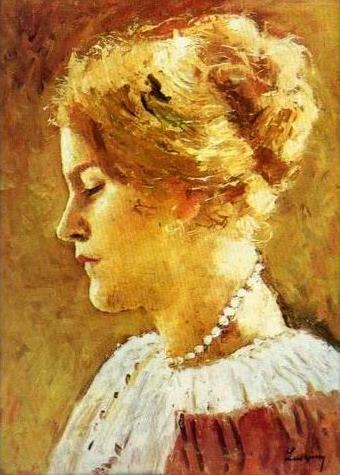
Lorica

Așa cum menționează Petru Comarnescu în monografia referitoare la Luchian din anul 1956, datele care s-au transmis posterității despre viața lui Ștefan Luchian de dinainte de anul 1900, sunt destul de lapidare și pline de inexactități.  Principalii monografi ai artistului printre care se numără și Virgil Cioflec, Petru Comarnescu și Vasile Drăguț, au scris doar despre relația dintre pictor și familia Cocea în perioada 1900 - 1916. Familia Cocea a fost compusă din soția Paulina Cocea născută Economu (numită și Polina Cocea), o verișoară primară cu Luchian, soțul Ernest Cocea și trei copii ai acestora dintre care s-a remarcat cu notorietate nepoata Laura Cocea, alintată Lorica. Un loc particular în viața lui Luchian l-a purtat Traian Cornescu, soțul Laurei Cocea. Ultimii doi ani din viața sa, Luchian i-a petrecut în intimitatea acestuia din urmă, care a făcut din atelierul pictorului un refugiu și o academie în adevăratul sens al cuvântului.
La externarea din clinica lui Gheorghe Marinescu a Spitalului Pantelimon din anul 1901, Ștefan Luchian a fost preluat de familia lui Ernest Cocea, împovărată de neajunsuri, dar care până la stingerea lui din viață l-a îngrijit „ca pe un frate, ca pe un copil, blânzi cu durerile lui, blânzi cu firea lui complicată și dificilă”. Ștefan Luchian s-a mutat cu locuința pe acolo pe unde pașii familiei Cocea se duceau. Au stat în chirie în strada Povernei nr.8, azi nr. 6-8, în perioada  1904 - 1906; în Grozăvești la bariera Filantropiei, azi 1 Mai nr. 14; în strada Primăverii nr.29, azi strada Mendeleev unde și-a petrecut ultimele clipe din viața. În toate peregrinările sale, Luchian a fost de asemeni însoțit de către familia Cocea, la Brebu, la Bărăgan și la Moinești.

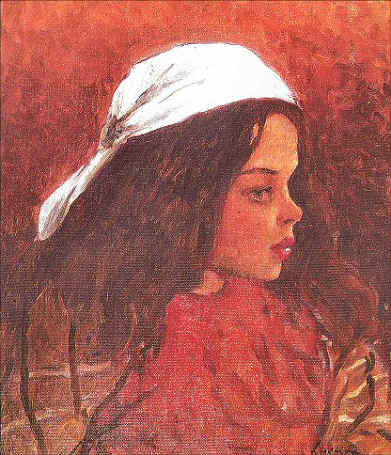
Lica
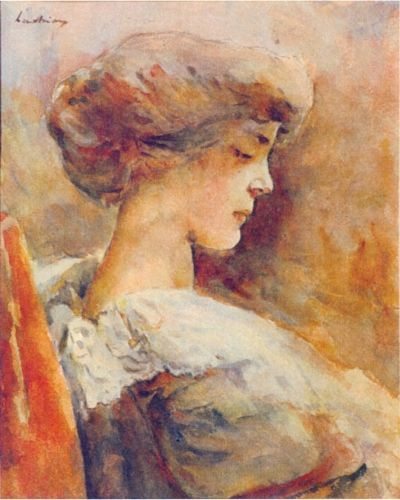
Laura Cocea
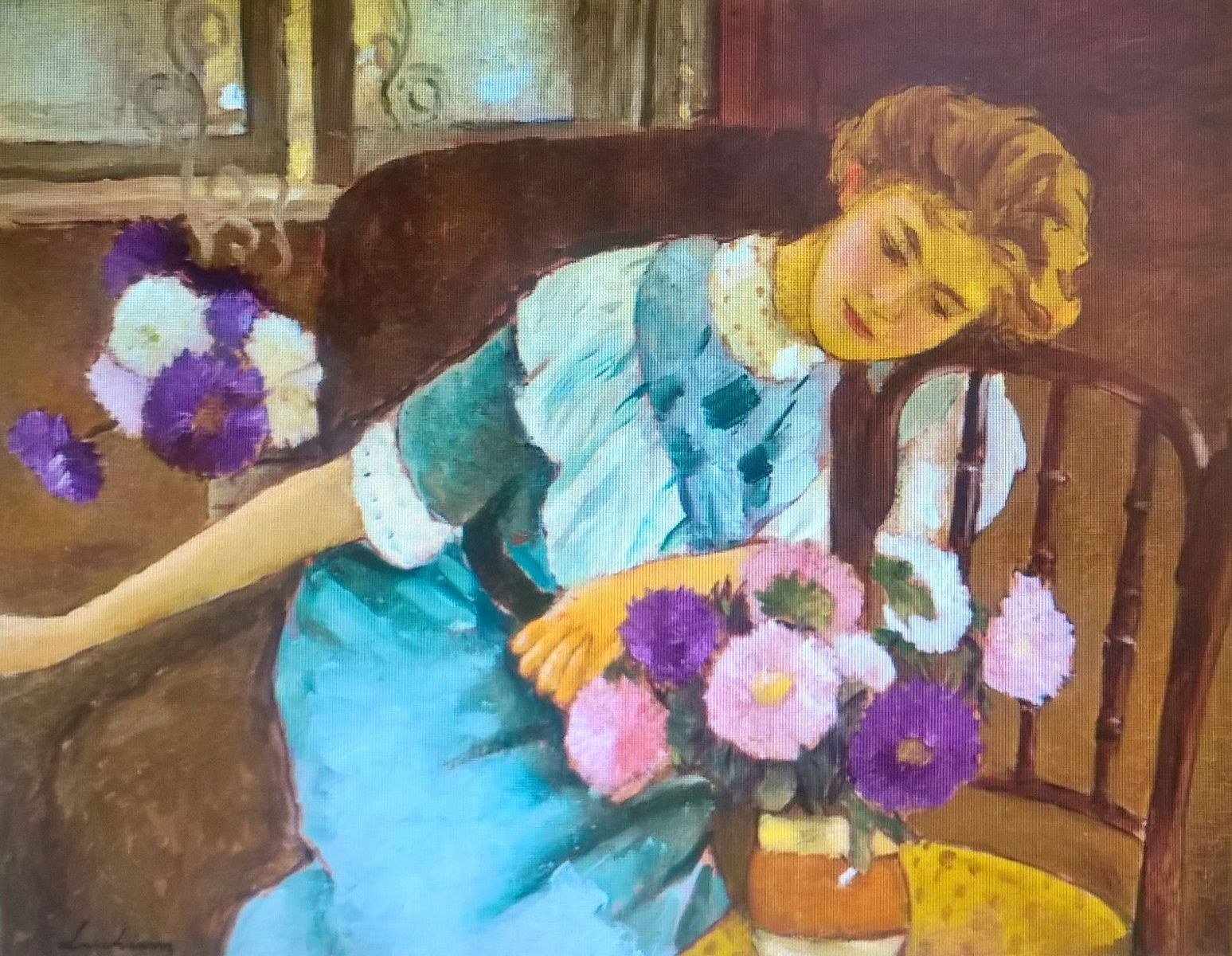
Lorica cu crizanteme
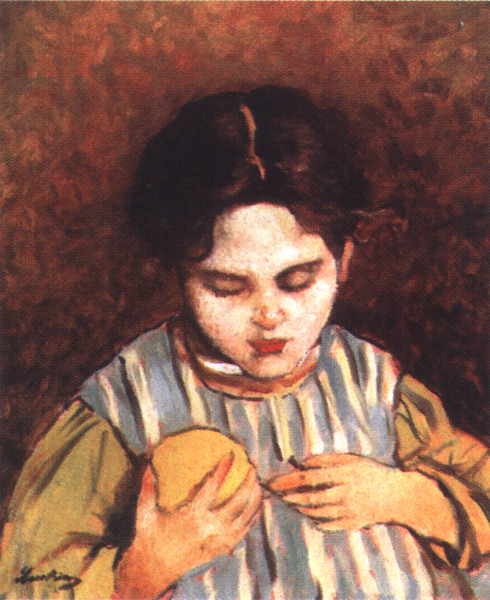
Fetița cu portocala
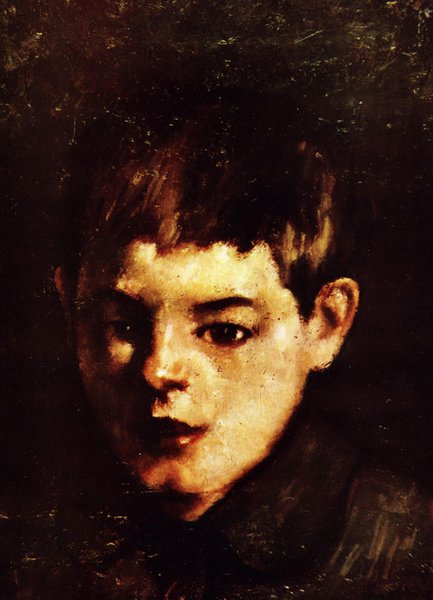
Cap de copil

Familia Cocea a fost portretizată adeseori de către Luchian, mărturii în acest sens stând portretele Laurei Cocea în Lorica, Laura Cocea, Lorica cu crizanteme, Lăutul unde este pictată Paulina Cocea și un copil al acesteia, Cap de copil unde este portretizat unul din copiii Cocea. Ștefan Luchian apare și el în tabloul Verii unde alături de el este Paulina și Ernest Cocea. Cei trei copii ai familiei Cocea apar în tabloul Frații. De menționat este că pe lângă familia Cocea se mai atașase o fetiță alintată Lica, care a făcut obiectul mai multor portrete din care se remarcă în mod deosebit, Fetița cu portocala și Lica.

## Opera

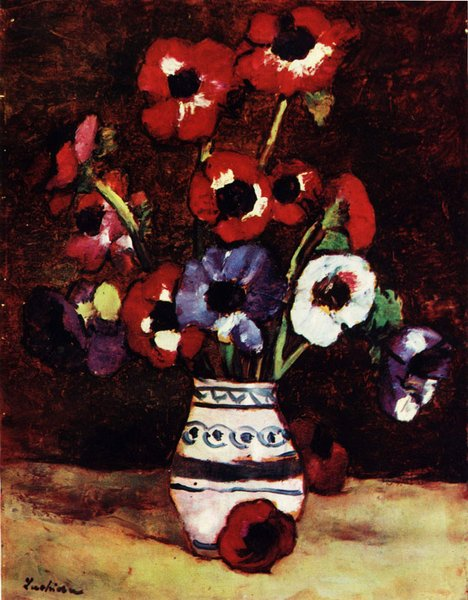
Anemone (1908)

Apărută în centrul realităților românești, impregnată de spiritul poporului și mai ales de frumusețile naturii țării sale, pictura lui Ștefan Luchian, prin bogăția conținutului și emoționanta sa autenticitate, ne este oferită cu o mare generozitate și expresivitate a limbajului artistic. Preferința pictorului pentru simplitatea formelor limpezite de accesorii, pentru cromatica strălucitoare și curată, demonstrează că Luchian a reușit să-și însușească cele mai rodnice învățăminte din arta populară românească. Cu același spirit de sinteză, cu aceeași reflecție solară a culorilor, cu dragoste de om și natură, pictura lui Luchian exteriorizează optimismul și robustețea poporului al cărui tâlcuitor a fost.
„Când privești opera lui Lukian ai perfect aceeași senzație ca înaintea operei lui Grigorescu, Simți că ești în fața unui artist care nu te minte cu idei împrumutate, cu culori întâlnite și la alții și mai cu seamă cu subiecte pentru care vezi bine că nu i-a tresărit o clipă firea. E numai natura în simplicitatea și măreția ei, pe care o prinde un artist ce o înțelege și mai cu seamă o iubește.:p.37”
Interpretând drama omului muncitor în compoziții ca După muncă, spre casă, în portrete ca Safta Florăreasa, Meșter lăcătuș, Moș Nicolae Cobzarul, Cărbunarul sau în peisaje ca La marginea orașului, La bariera Filantropiei, Mahalaua Dracului, Ștefan Luchian a reușit să se ridice până la capacitatea de înțelegere a revoltelor mocnite, reușind să prevestească marile răscoale ale țăranilor din anul 1907. Elocventă în acest sens fiind lucrarea La împărțitul porumbului.
Iubită și apreciată, opera pictorului Ștefan Luchian este prețioasă nu numai prin nivelul artistic la care s-a ridicat. Ea a reprezentat și un imbold pentru urmașii săi și a contribuit la înflorirea picturii românești pe calea realismului critic. Opera lui Luchian a pătruns în inima și în conștiința poporului în fața căruia și-a închinat întreaga ocupație creatoare. Alături de Ion Andreescu și Nicolae Grigorescu, Ștefan Luchian a rămas ca unul dintre cei mai mari maeștrii ai picturii moderne din țara noastră, opera sa ocupând un loc de cinste în cadrul patrimoniului național și universal.

### Portrete

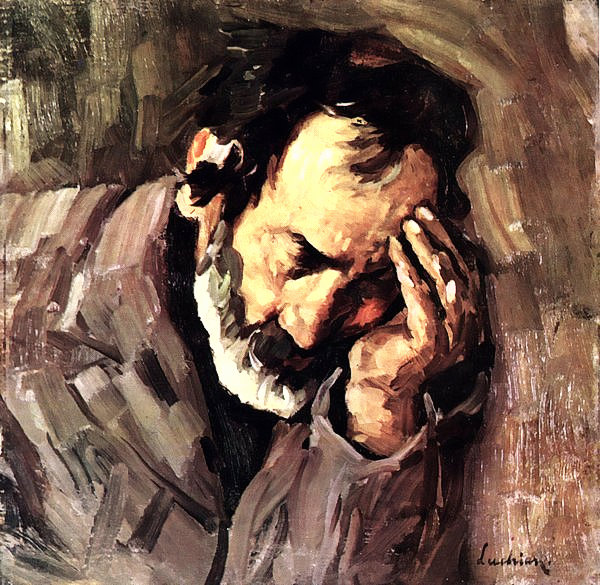
Moș Nicolae Cobzarul

Prin simplul fapt că Ștefan Luchian a copilărit în mijlocul oamenilor nevoiași din mahalaua Popa Soare, el a găsit în această lume umilă în mijlocul căreia a viețuit un sprijin la necaz. Tot alături de aceasta și-a trăit nădejdile în locuința modestă din strada Povernei și mai apoi în întunecoasa casă din Filantropia. Portretele pe care artistul le-a realizat de-a lungul carierei sale plastice au înfățișat florărese, lucrători, cerșetori și lăutari, oameni sărmani dar plini de demnitate și omenie, exemplu stând în acest sens Safta florăreasa pe care a pictat-o de trei ori. Safta Florăreasa executată în acuarelă în anul 1901 are proporții mai impozante ca uleiul din 1895, expresia fiind mai vagă, de dor, însă figura este mai concretă, mai lucrată și nu beneficiază de aspectul decorativ al uleiului, specific picturii murale. Luchian nu a pictat niciodată portretul vreunei personalități a timpului său; mai mult decât atât a și refuzat indignat propunerea unui ministru de a realiza portretele familiei regale.
La o analiză mai aprofundată, arta portretului lui Luchian se arată aparent simplă, dar ca mod de exprimare deosebit de diversă și bogată ca înțelesuri lăuntrice. Confruntat cu propria sa dramă, a ajuns să cunoască aproape organic atât nefericirea celor umili cât și tristețea fiecăruia. Suferințele celor din jurul său filtrate printr-o mare sensibilitate artistică, s-au transformat fără căutări sterile și fără artificii, în pictură. Din conștientizarea acestor resurse interioare decurge și simplitatea și vibrația lirică a portretelor sale, care prin discreție și demnitate sugerează posterității o întreagă biografie. De aici se observă varietatea, lipsa rețetelor, deoarece Luchian nu a tins niciodată spre originalitate, scheme sau formule, ci a preferat o exprimare exactă a conținutului. Dacă structura desenului este impusă uneori de arhitectura imaginii, ca în lucrarea Tip de țărancă, în autoportretul Un zugrav, desenul este implicit inclus în textura cromatică. În Moș Nicolae Cobzarul, portretul ia formă prin valorile spațiale rezultate nu din degradările de ton, ci din contrastele de culoare și din însăși densitatea materiei picturale.

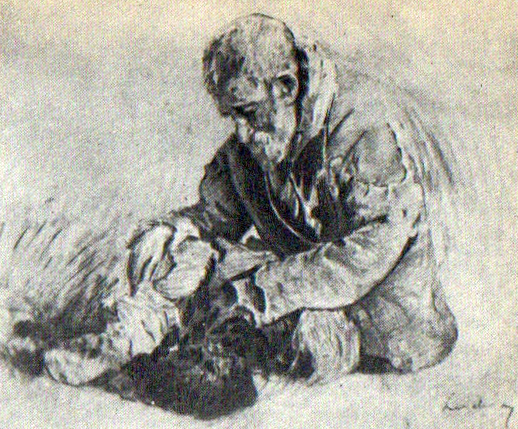
Meșter lăcătuș
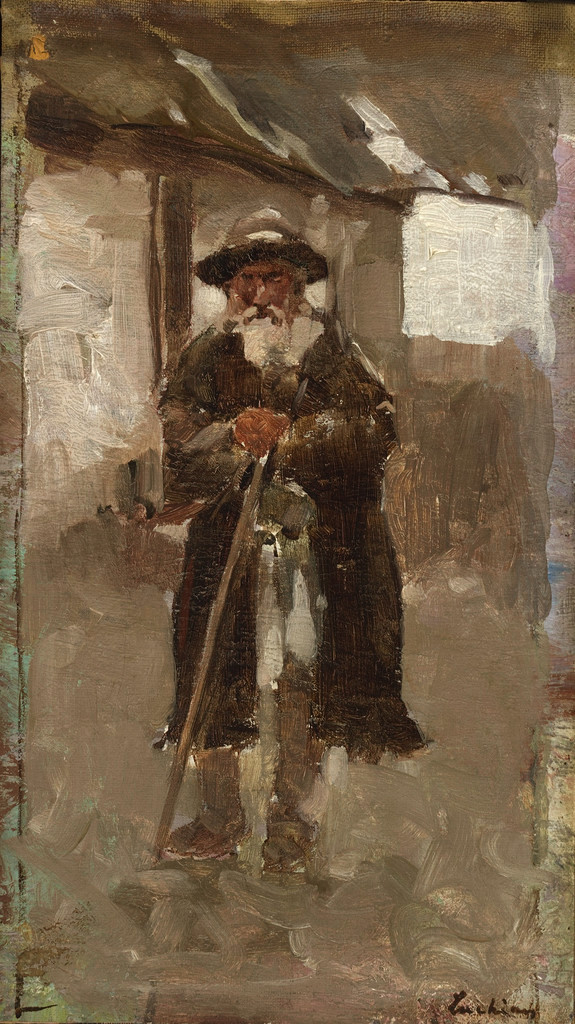
Cerșetor
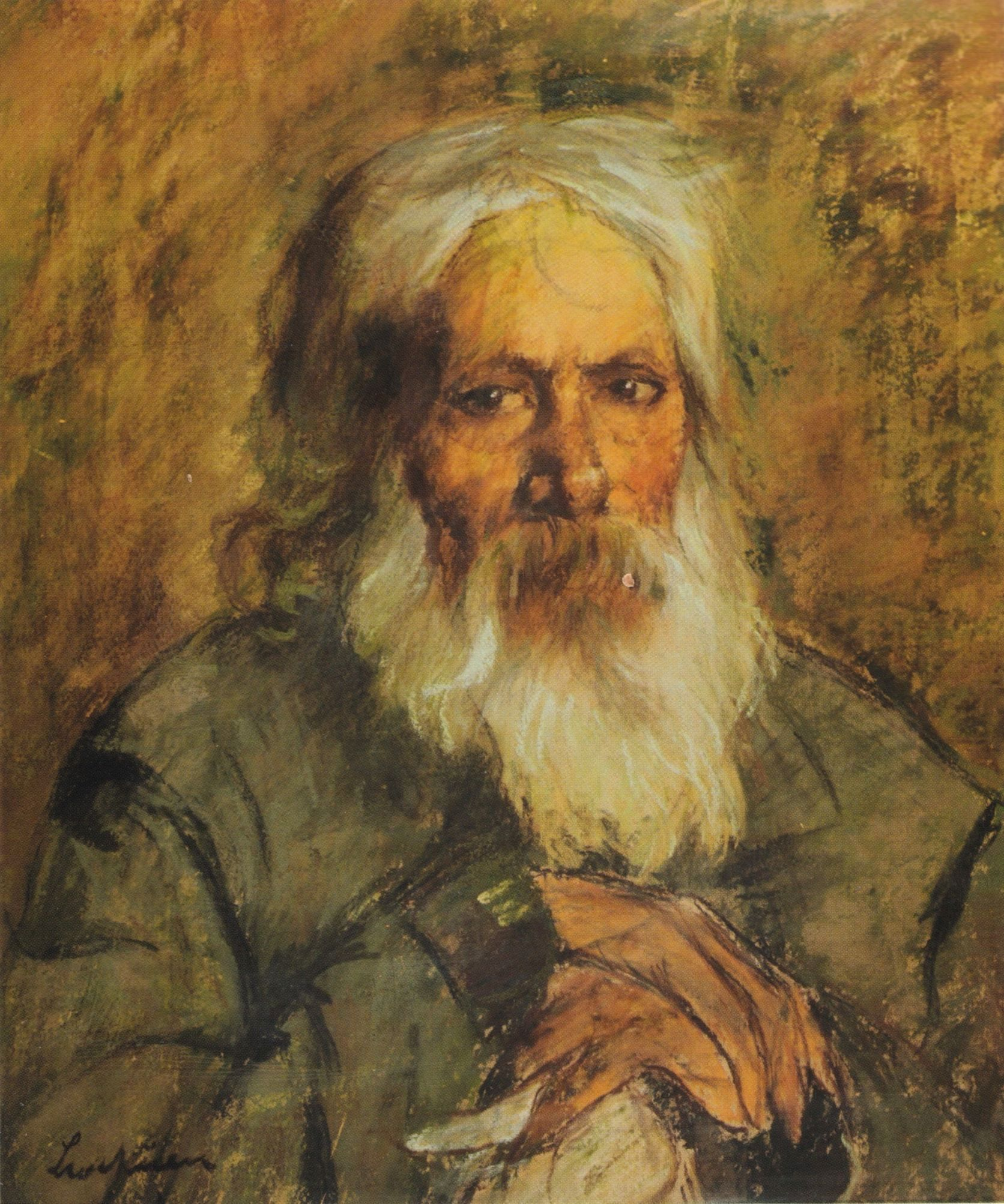
Cap de bătrân
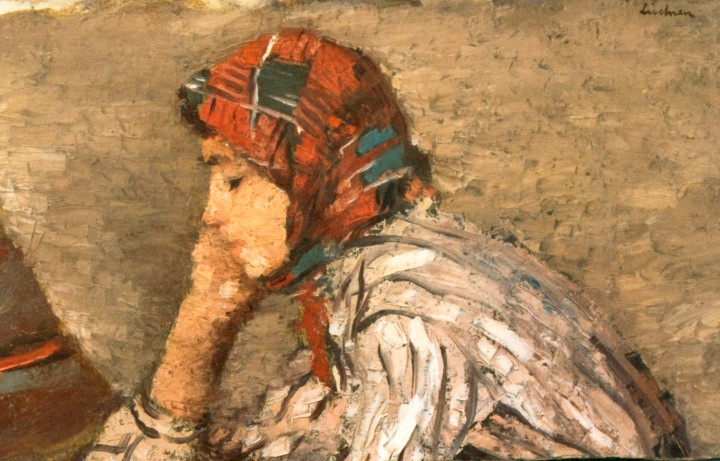
Muncitoare
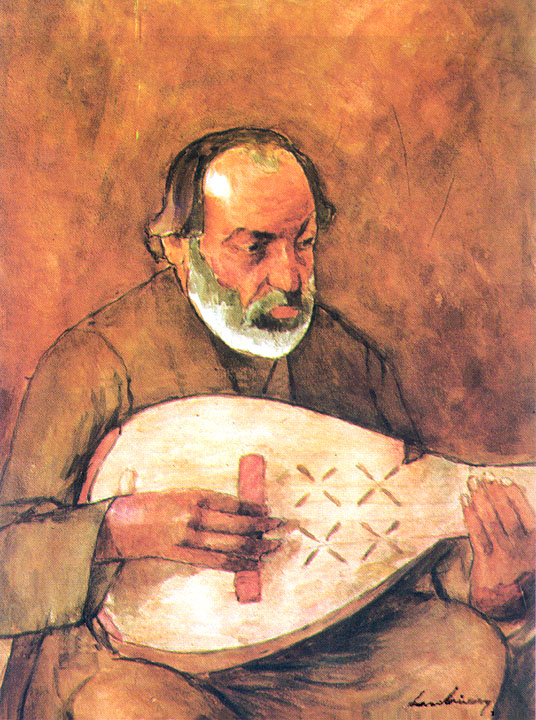
Cobzarul
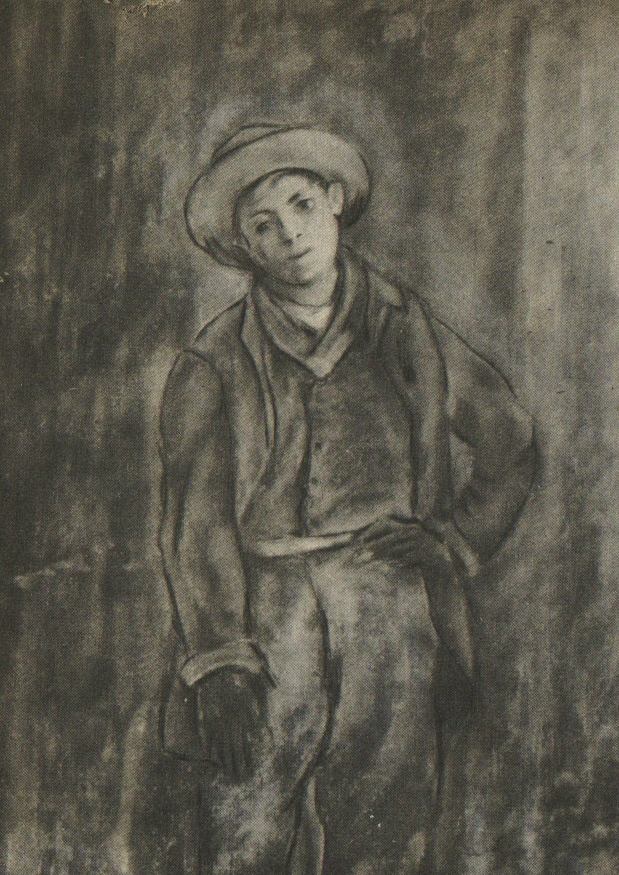
Cărbunarul

Ștefan Luchian a fost primul pictor care a adus în prim-plan la începutul secolului al XX-lea figurile de lucrători, o dată cu mișcările muncitorești care se aflau într-o perioadă de plin avânt în România.
Ținând cont de perspectiva pe care Luchian a avut-o privitor la propriile suferințe și încercări, autoportretul Un zugrav pe care l-a pictat în anul 1906 reprezintă un emoționant document de viață. Comparându-l cu Autoportretul pictat în anul 1891 ce degajă o energie scânteietoare a tinereții sau chiar cu Autoportretul făcut în anul 1900, unde s-a înfățișat plin de robustețe fizică, Un zugrav se remarcă prin dramatismul expresiei măcinate de boală precum și prin  determinarea ce transpare din privire și atitudine, de continuare și desăvârșire a operei artistice pentru care era convins că s-a născut. Lucrarea oglindește nu numai propria-i suferință, ci și condiția grea a artistului în societatea burgheză, tabloul reușind să exprime un tragism necunoscut până atunci în portretistica românească. Autoportretul realizat în anul 1908, care astăzi se află la Muzeul de Artă din Cluj sau cel din 1910, care se află la Muzeul K. H. Zambaccian, redau alte momente din viața sa zbuciumată, încercări pe care le-a depășit prin încrederea pe care a avut-o în artă.

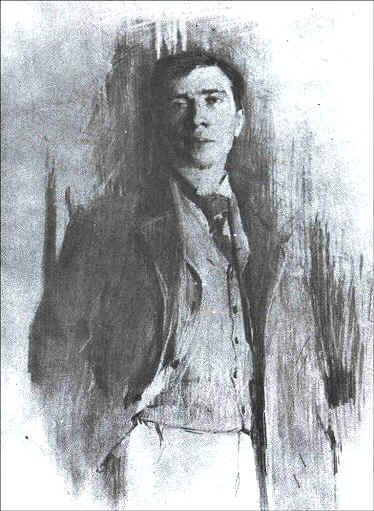
1898
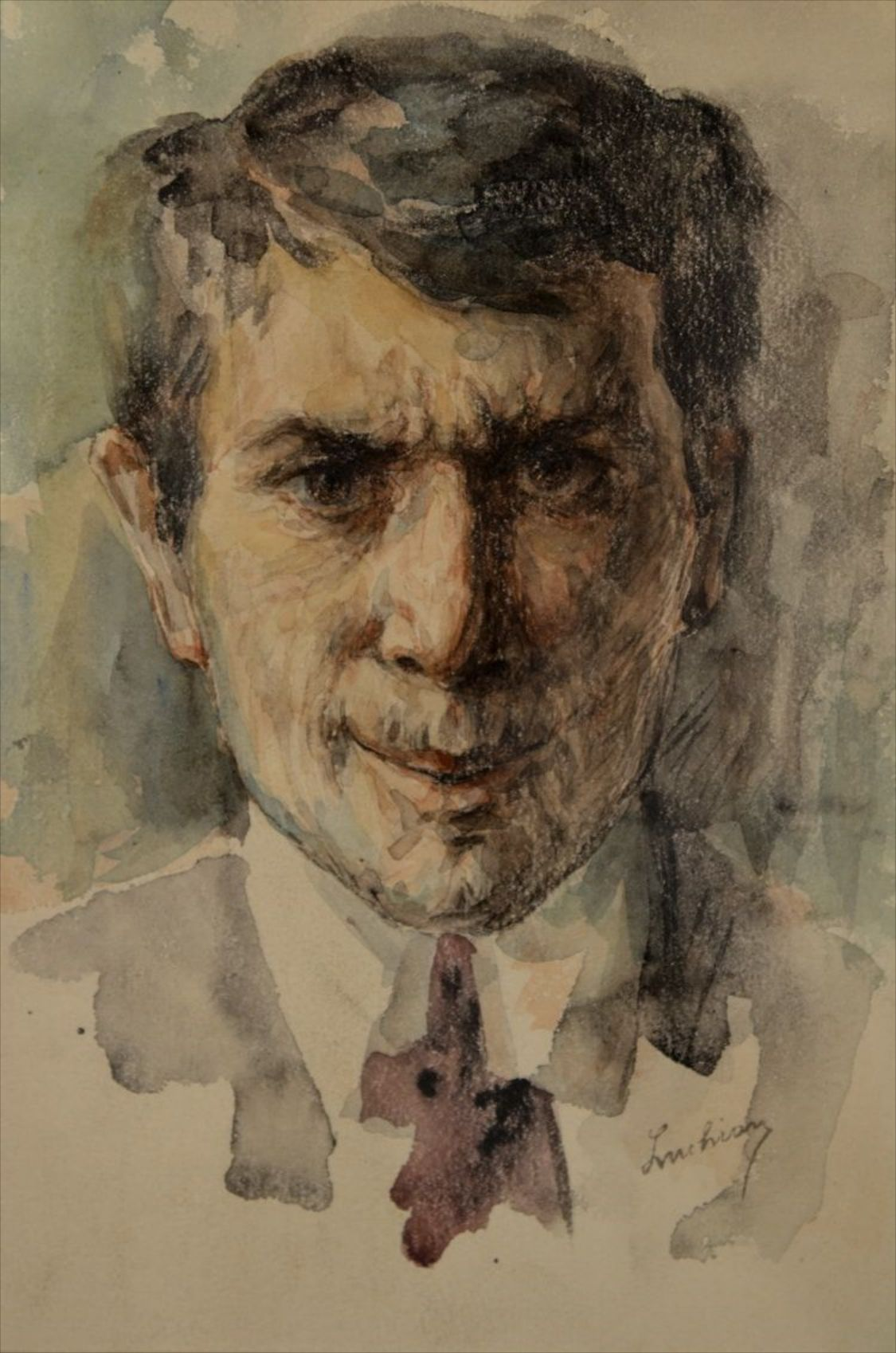
1900
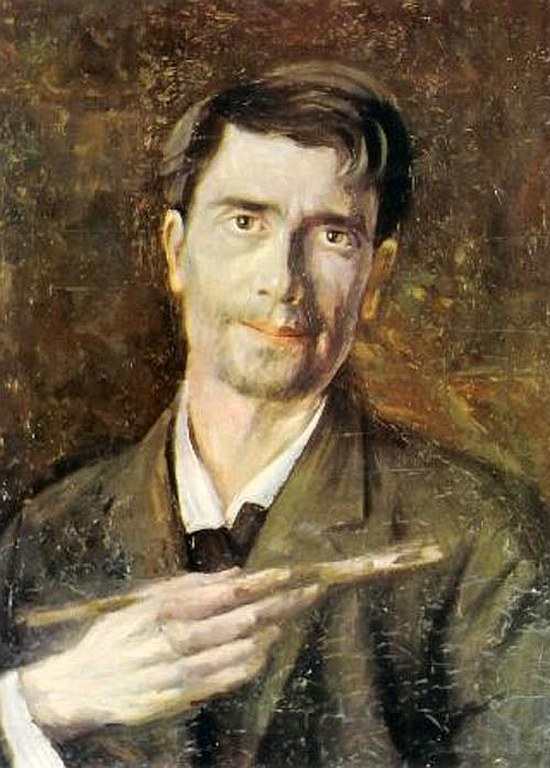
Un zugrav - 1906
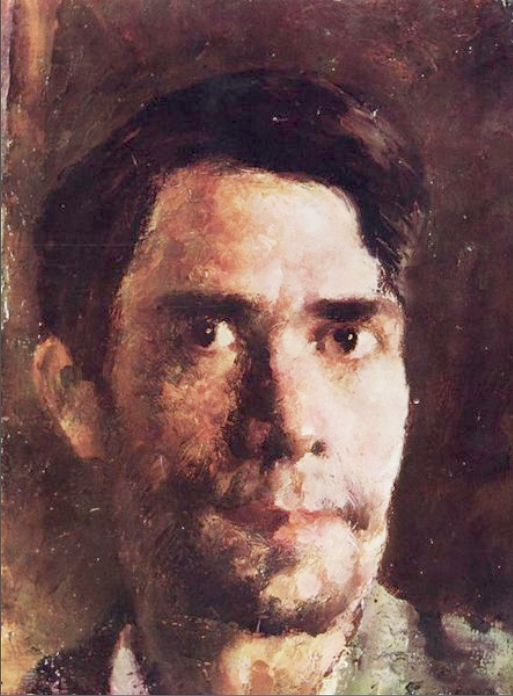
1906
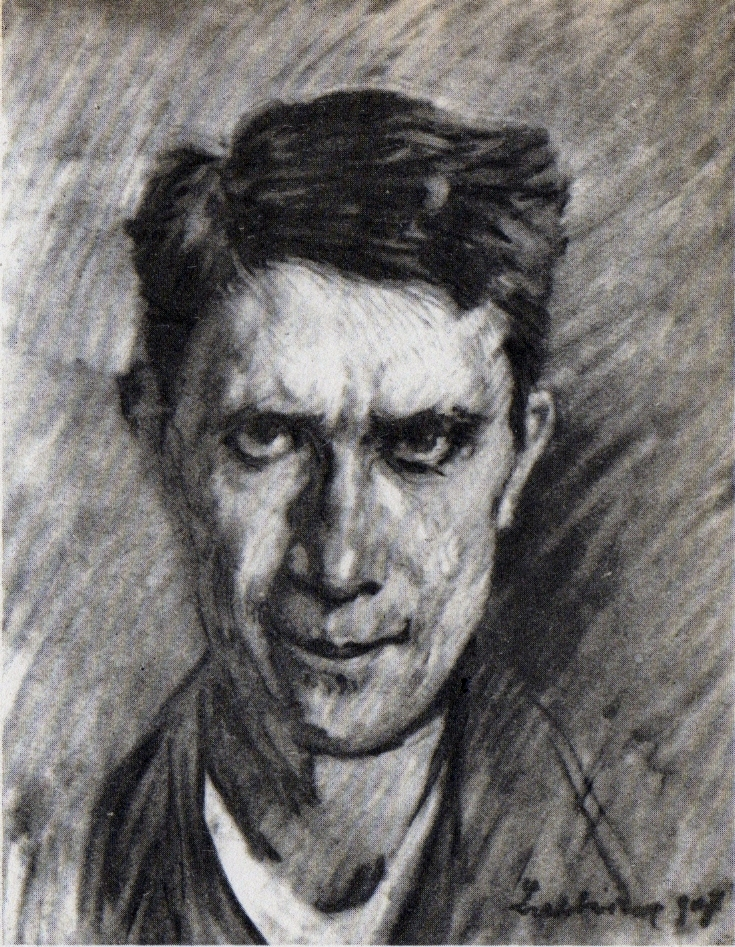
1907
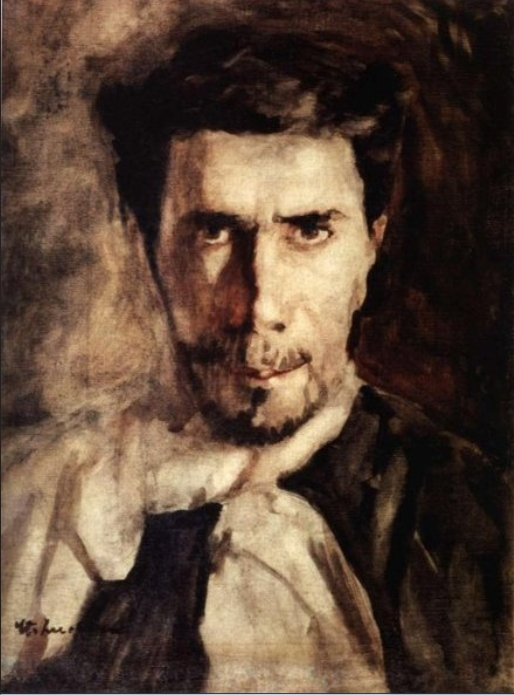
1908
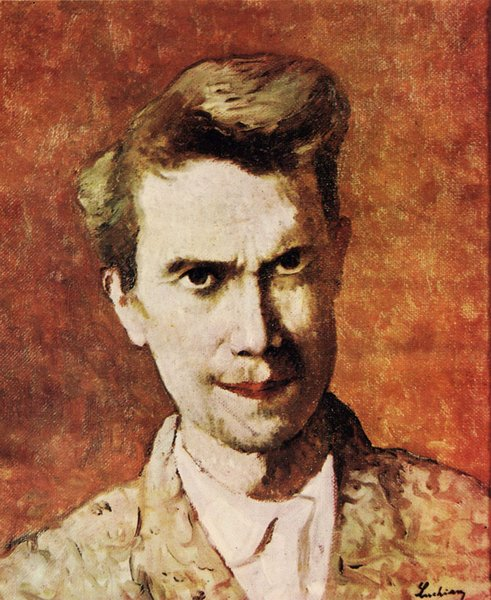
1910

Ștefan Luchian a făcut douăsprezece autoportrete cunoscute astăzi. În puține din aceste autoportrete s-a reprezentat în momente liniștite și în niciunul dintre ele nu folosește imaginea propriei persoane doar pentru studierea formei și a luminii. El a studiat și a scormonit psihologia neoprindu-se la fizionomie și la felul cum arată.

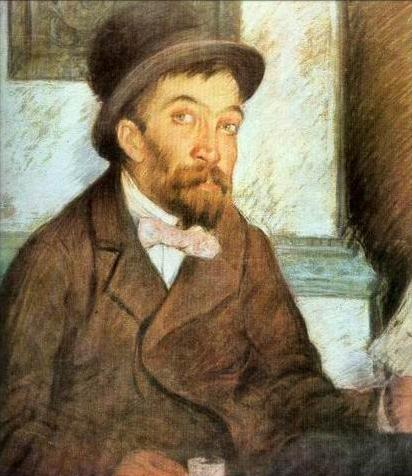
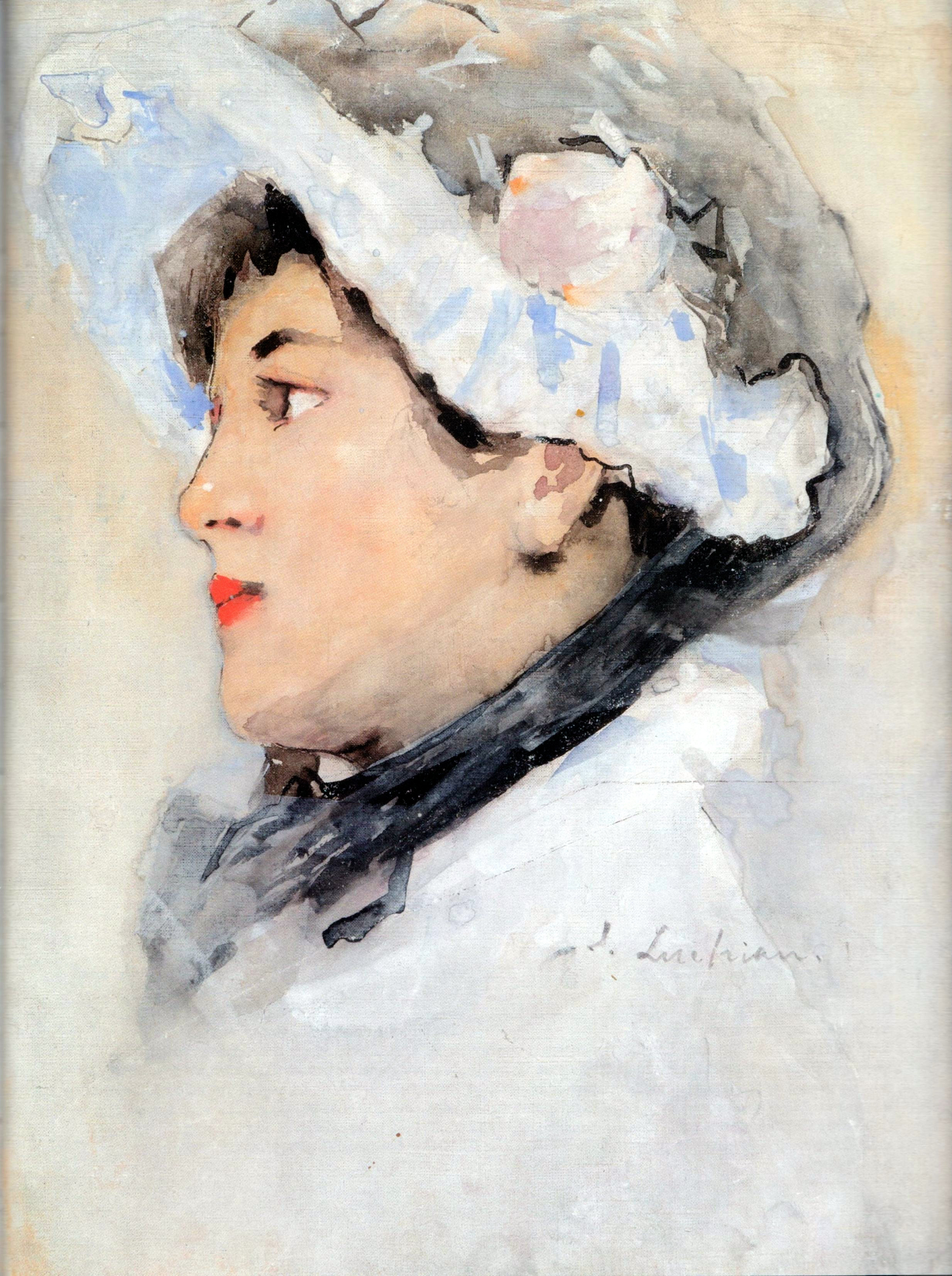
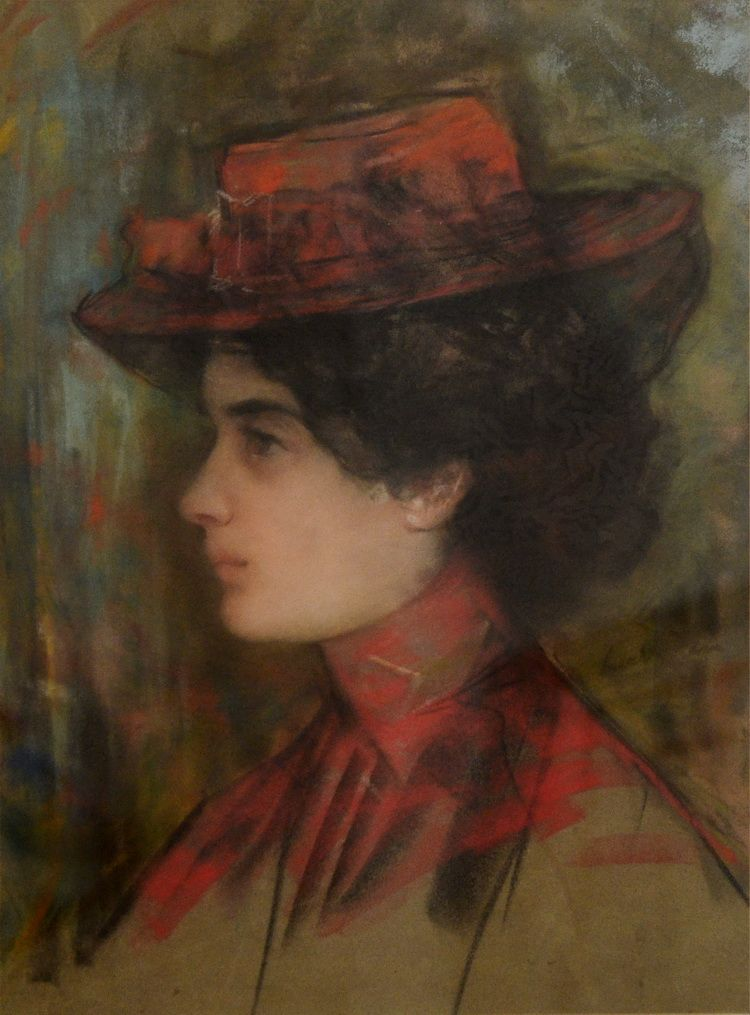
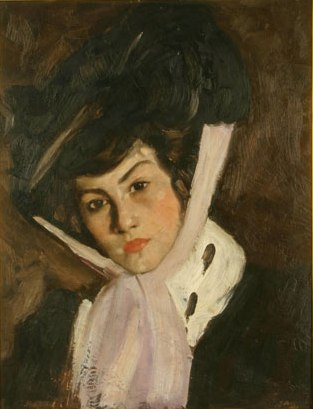
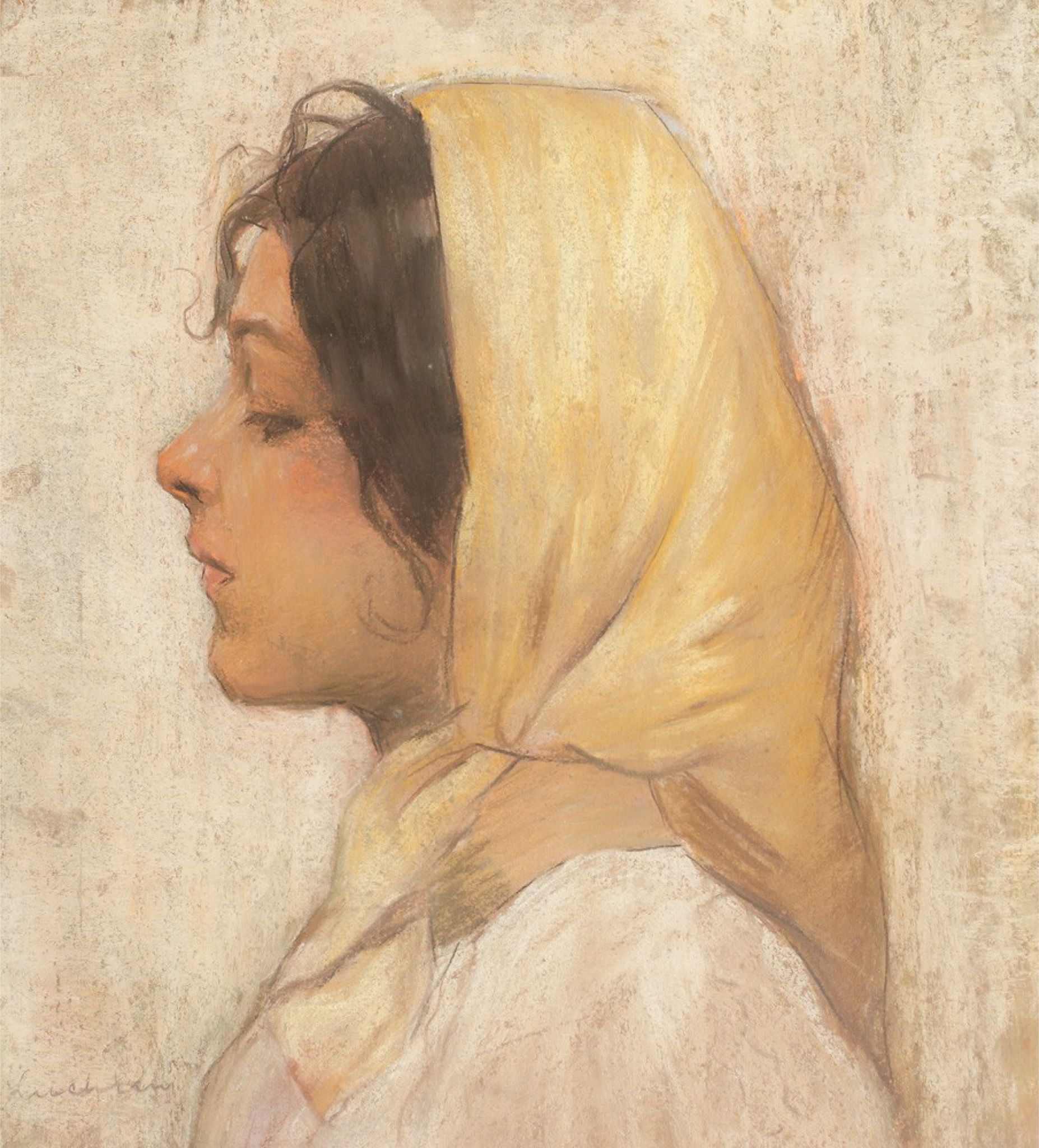
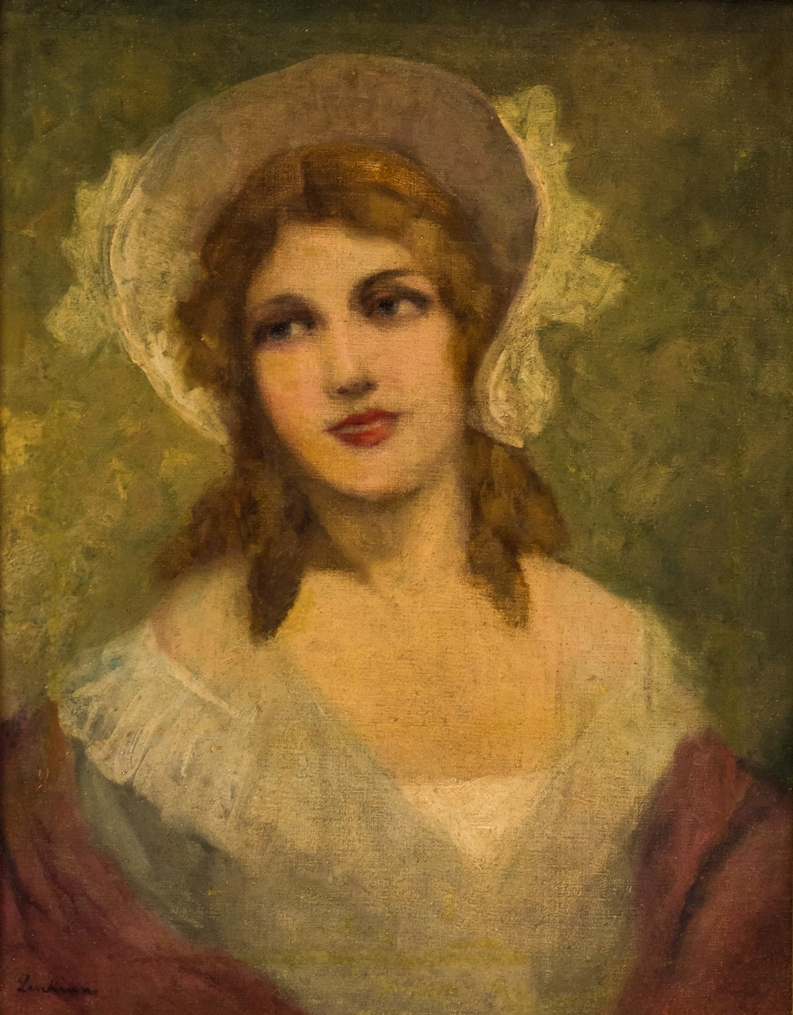
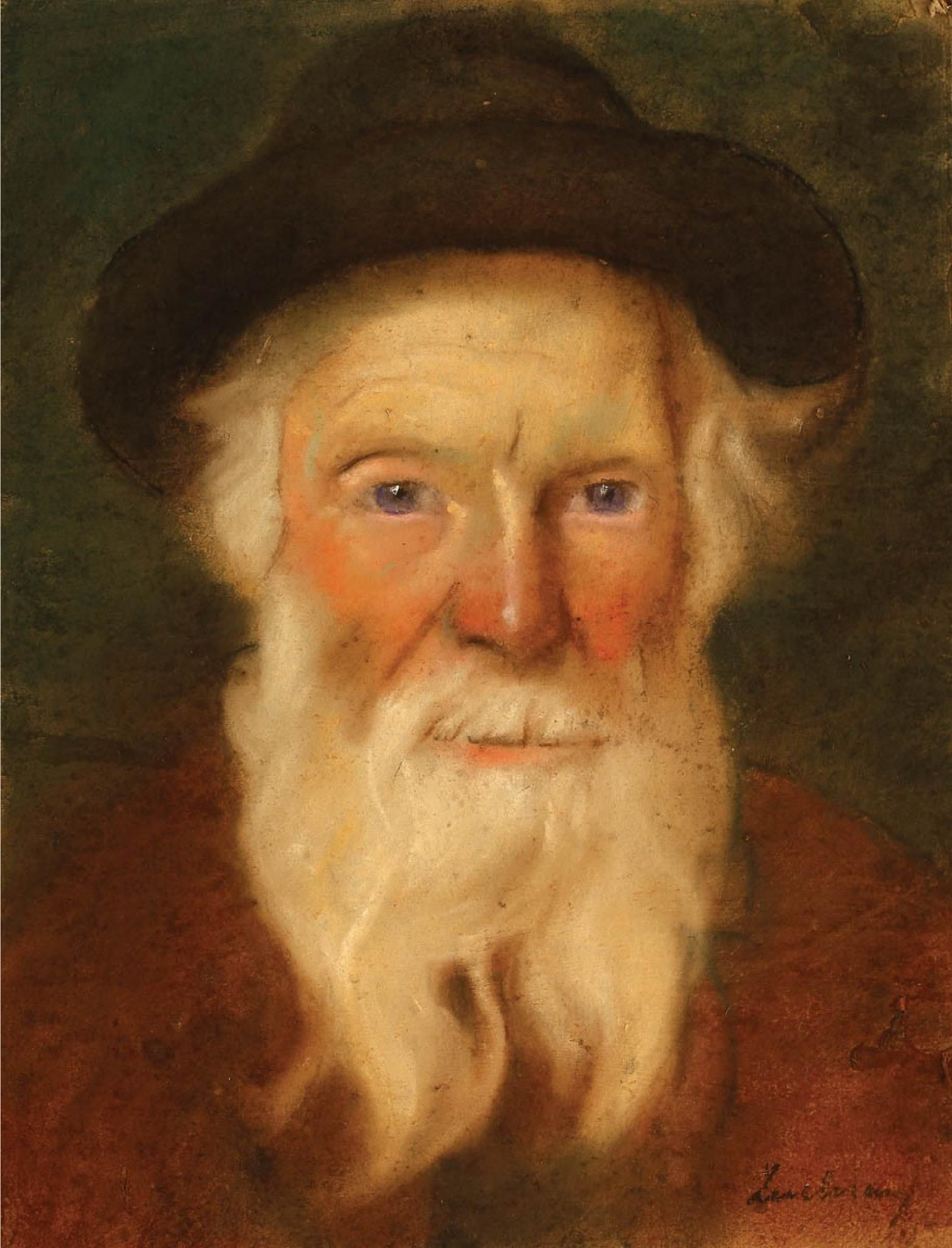

### Compoziții

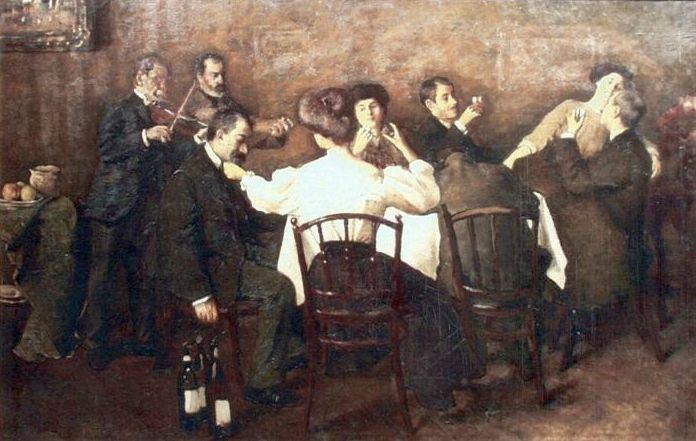
Cheful (1906 - 1908)

Ștefan Luchian a realizat în iarna anului 1906 - 1907 tabloul de compoziție intitulat Cheful, care înfățișează petrecerea unor arendași. Subliniază cu această ocazie descompunerea morală și decadența lăuntrică în care aceștia trăiau având venituri rezultate din exploatarea țăranilor. Satira socială ce reiese din această lucrare nu a scăpat neobservată de către contemporanii săi. Chiar unii critici de artă care făceau parte din burghezie, cum a fost Virgil Cioflec, au remarcat protestul social cuprins în pictura de excepție afișată de Luchian la expoziția personală de la Ateneu din data de 1 decembrie 1907. Virgil Cioflec spunea:
„«Cheful» e o pagină istorică, aceasta nu numai pentru că fixează un moment din moravurile noastre, dar, mai ales, că ne arată pe artist, o dată mai mult preocupat de mersul evenimentelor sociale de la noi... Odinioară ceata aceea disperată de hămesiți, care pornesc în gloată desculți, cu copii în brațe, să ceară de la stăpânire mămăligă - din pânza «La împărțitul porumbului» apoi o altă dată din viața țăranului moldovean, tragică, «Dijmă în Moldova» și în sfârșit «Cheful» cu arendașul acela sleit de putere, din primul plan, pe care o mână tânără încearcă să-l mângâie.”—Virgil Cioflec: Mișcarea artistică, Revista „Viața literară și artistică”, București, 6 ianuarie 1908

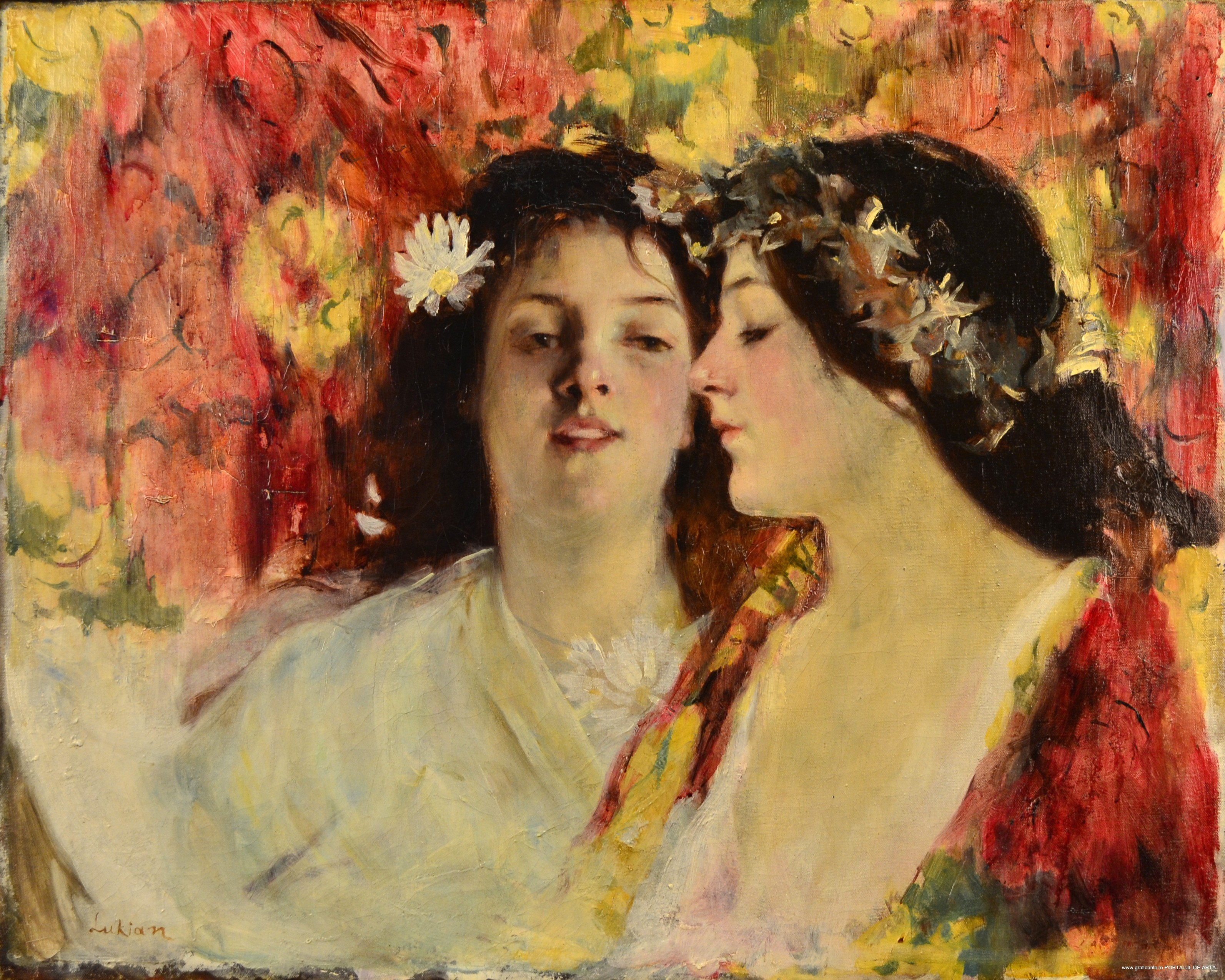
Două fete
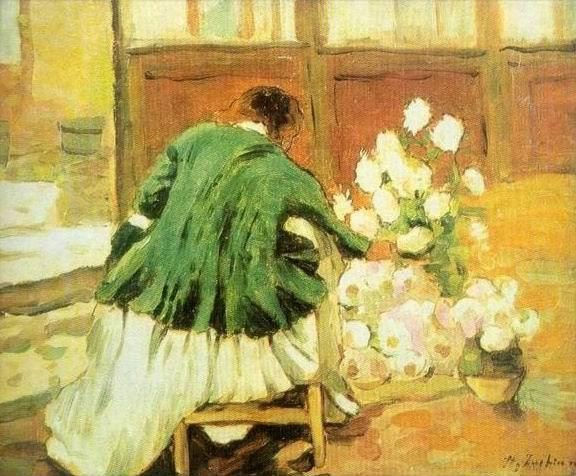
Scurteica verde
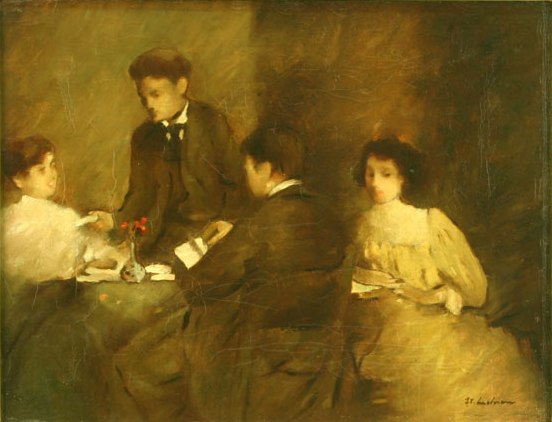
Reuniune literară
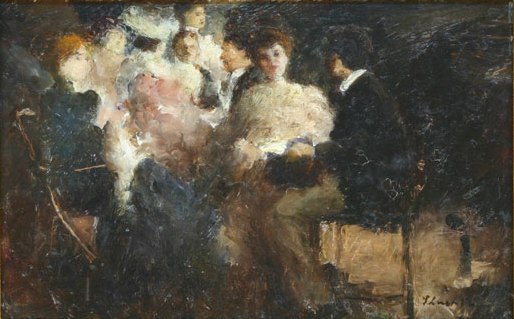
Sindrofie

Compoziția în ulei Cheful, redă trei damicele, cum le spunea Luchian, și trei bărbați, care au încins o petrecere. În ultimul plan se pot observa doi lăutari din care unul este Moș Nicolae Cobzarul. Cu acest tablou a participat Luchian la expoziția de la Ateneu din data de 1 ianuarie 1907, deschisă împreună cu Kimon Loghi și Oscar Spaethe.

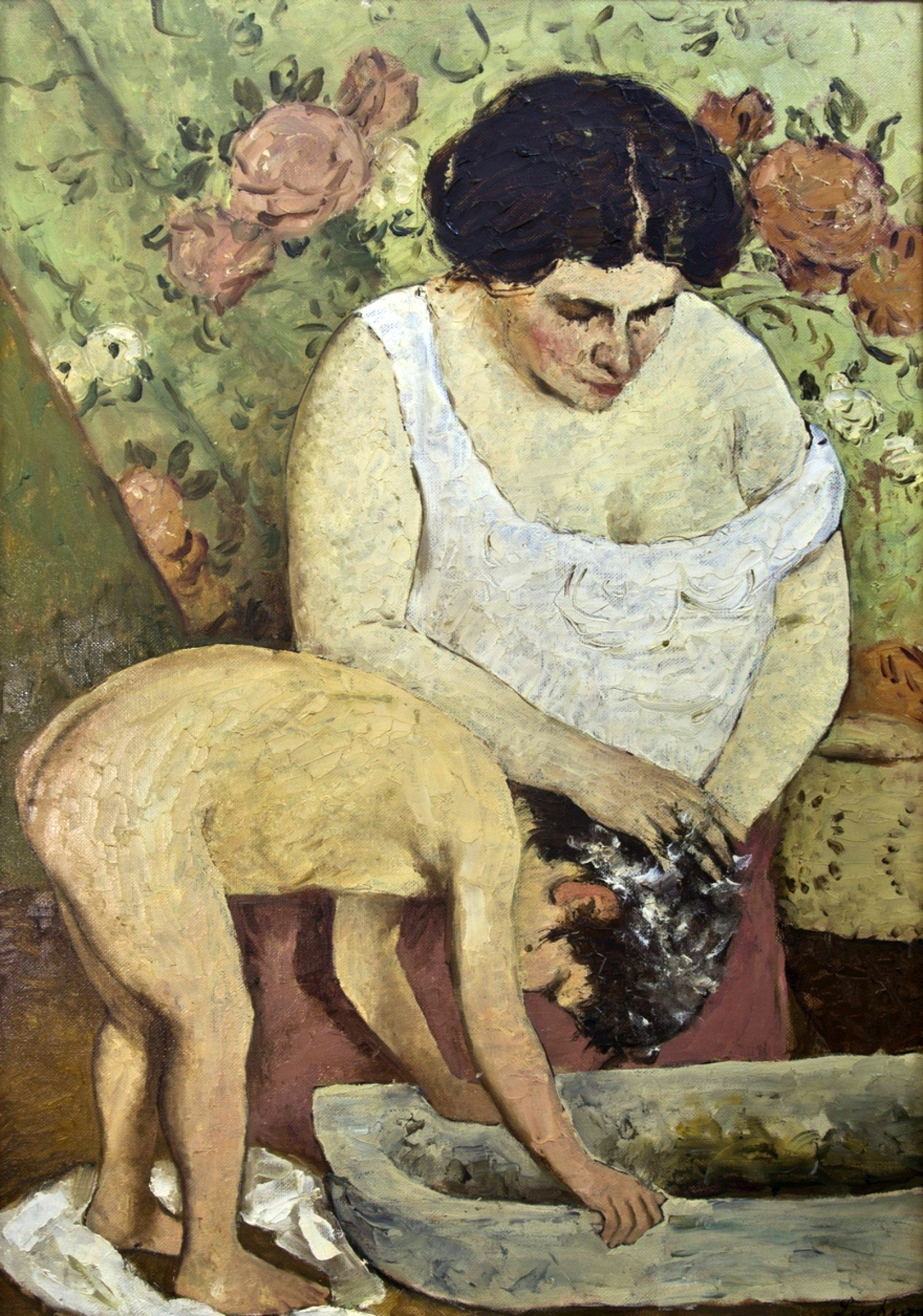
Lăutul

În anul 1912, Ștefan Luchian pictează într-un suprem efort tabloul Lăutul. Prin această compoziție înnobilează măruntul fapt cotidian și grija mamei care spală copilul cu grijă, ajunge să fie un simbol al dragostei față de om. Ambianța este modestă, figura mamei obosită. Luchian evocă astfel, mediul oamenilor obișnuiți și simpli, ale căror năzuințe și sentimente i-au fost elemente călăuzitoare în întreaga sa creație. Unduirile catifelate, cromatica caldă, desenul generos aduc valențe noi. Imaginea prin dimensiunile ei emană o gravitate monumentală, subliniată de o lumină molcomă care străbate textura picturii. Lăutul este considerată a fi una dintre ultimele compoziții de dimensiuni mari realizate de către Luchian. Ea nu este lucrată cu evidențierea amănuntelor realiste, ci în mare parte decorativ prin modul de a da expresie figurilor, trecându-le în compoziție schematic, nerealist și fără o adâncire a sentimentului.
Acest tablou realizat de Luchian în ultimii săi ani de creație, inaugurează o direcție nemaiîntâlnită în pictura românească, și anume linia compozițiilor decorative care vor inunda efectiv deceniile următoare în artă. Desigur că, nuanțe alb-sclipitoare și fraged-verzui cu atitudine decorativă ca cele din compoziția Lăutul pot inspira mulți pictori, dar fără înțelegerea menirii în dispunerea lor picturală, de conținut, nu fac decât trădează esența artei însăși.
„...Lăutul, ultima capodoperă creată de Luchian, însemnă o culme a decorativității realiste către care a năzuit pictorul. Lăutul, deși are aparența unei picturi de gen - o mamă care-și spală plodul - este o compoziție monumental-decorativă, care preamărește dragostea maternă. Printr-un subiect intim și cotidian, Luchian a izbutit să monumentalizeze un fapt de viață... Lăutul are unele înrudiri cu decorativitatea lui Gauguin, dar aici totul este pus parcă pe un sentiment mai concret, pe intensitatea lirică mai palpabilă.”—Petru Comarnescu: Revista Arta plastică, nr. 4, 1957
În anul 2015, compoziția facea parte din exponatele Muzeului Zambaccian din București. De menționat este faptul că personajele din tabloul Lăutul sunt Paulina Cocea și copilul său.

### Peisaje
Poet epic al durerilor celor săraci, Luchian a fost un rapsod al modului lor de viață, peisajele lui urbane sunt în totalitatea lor colțuri sărace de periferie. Peisajele Mahalaua Dracului, Case bătrânești, Ghereta din Filantropia, La marginea satului, Puț în mahala,, obținute prin mijloace artistice superioare în acuarelă sau pastel, evocă viața de mizerie a sărăcimii din Bucureștiul de odinioară. Atitudinea protestatară reiese  și din simplitatea cu care au fost pictate.

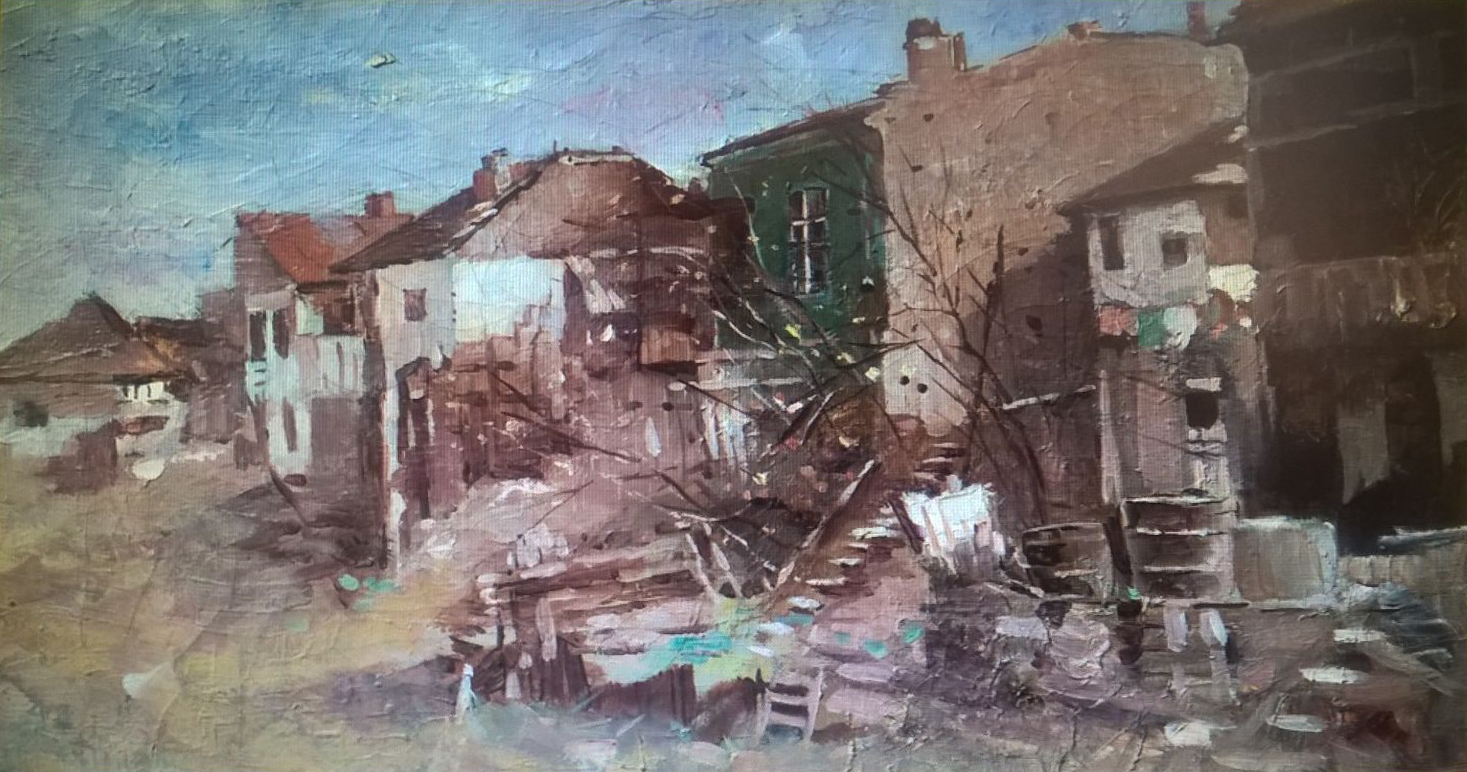
Mahalaua Dracului
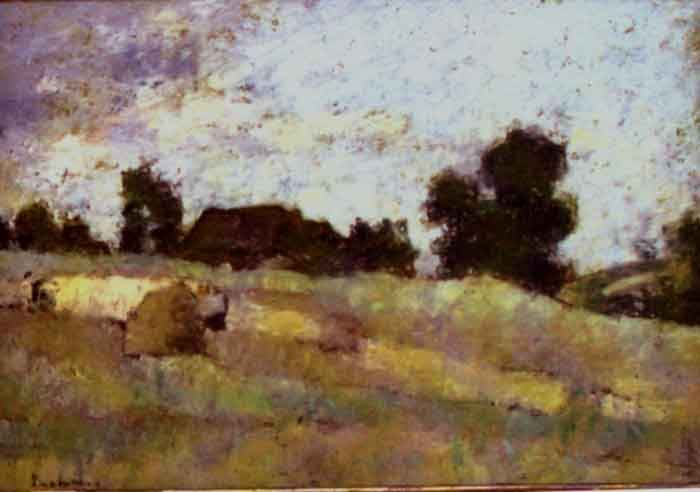
La marginea satului
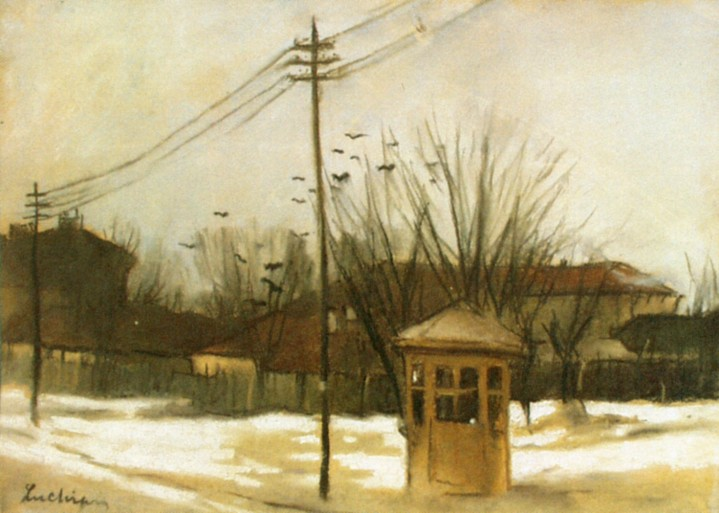
Ghereta din Filantropia
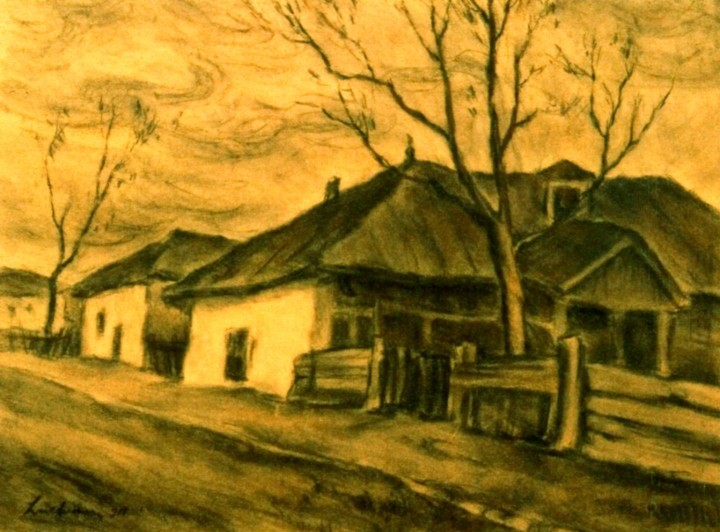
Case bătrânești

Peisajele realizate la Brebu se impun prin unduirea luminii ce înfășoară formele, toate lucrările de aici fiind lucrate în pastel. Pastelurile de la Brebu au fost reluate mai târziu și în tehnica uleiului. Ele sunt rodul unei sinteze care se bazează pe observația îndelungată a momentelor zilei, din care rezultă indisolubil soluția potrivită intențiilor de comunicare ale pictorului.

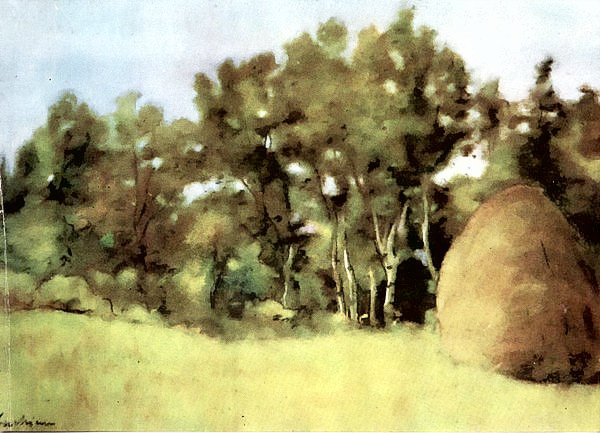
Claie de fân la Brebu
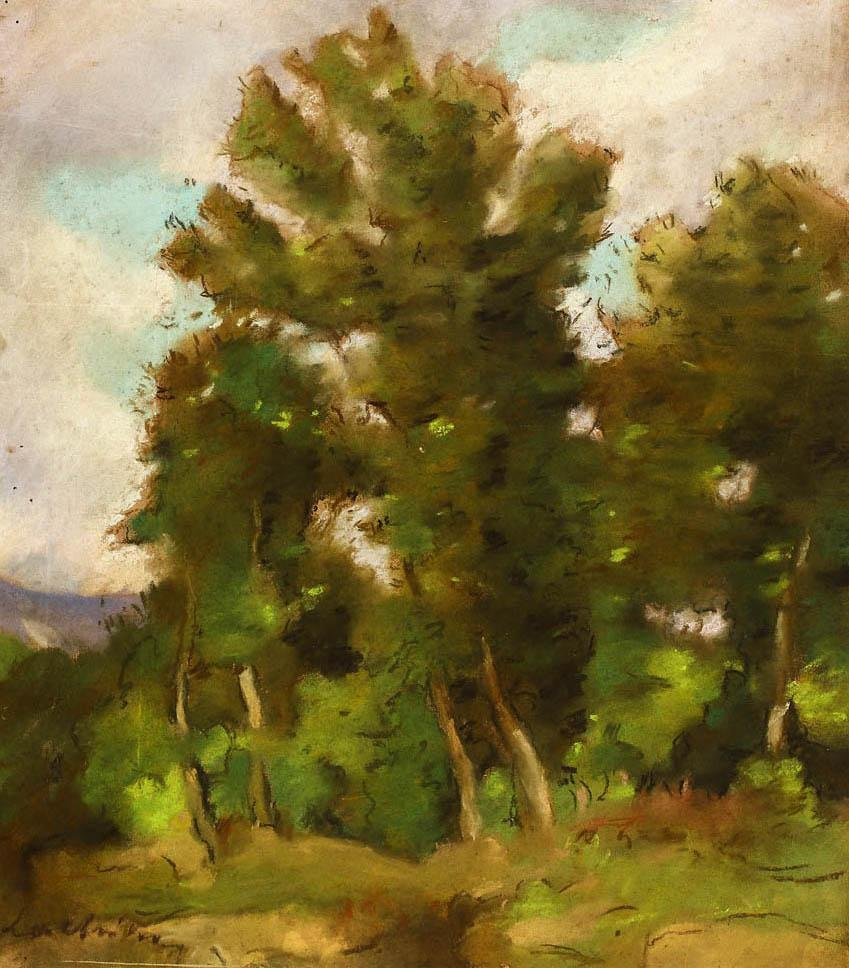
Crâng la Brebu
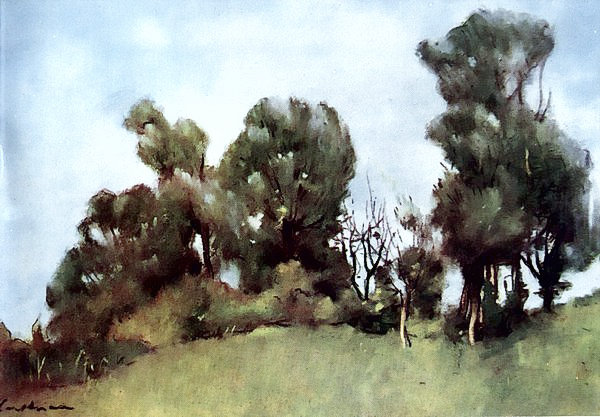
Sălcii la Brebu
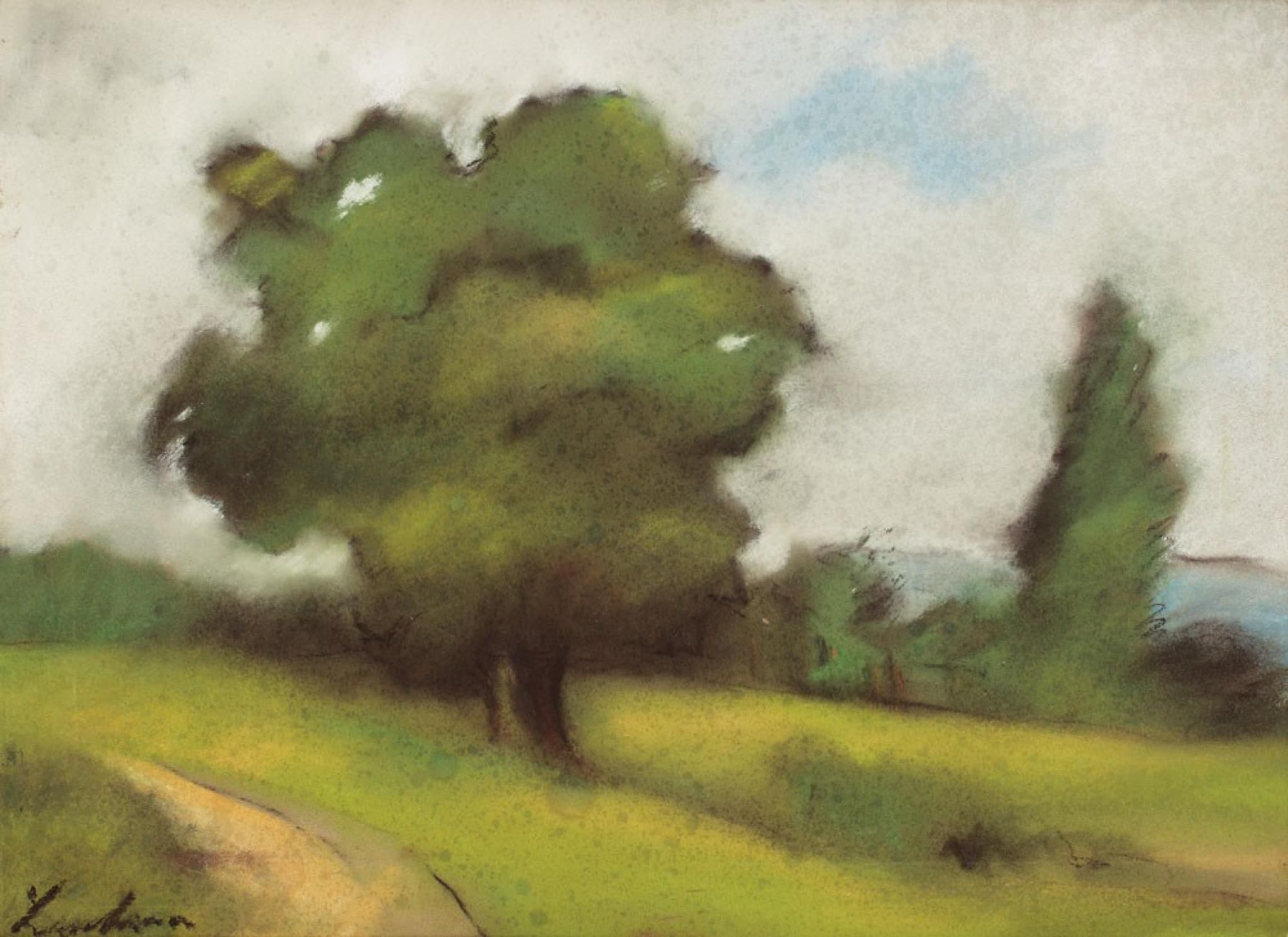
Drum de țară la Brebu
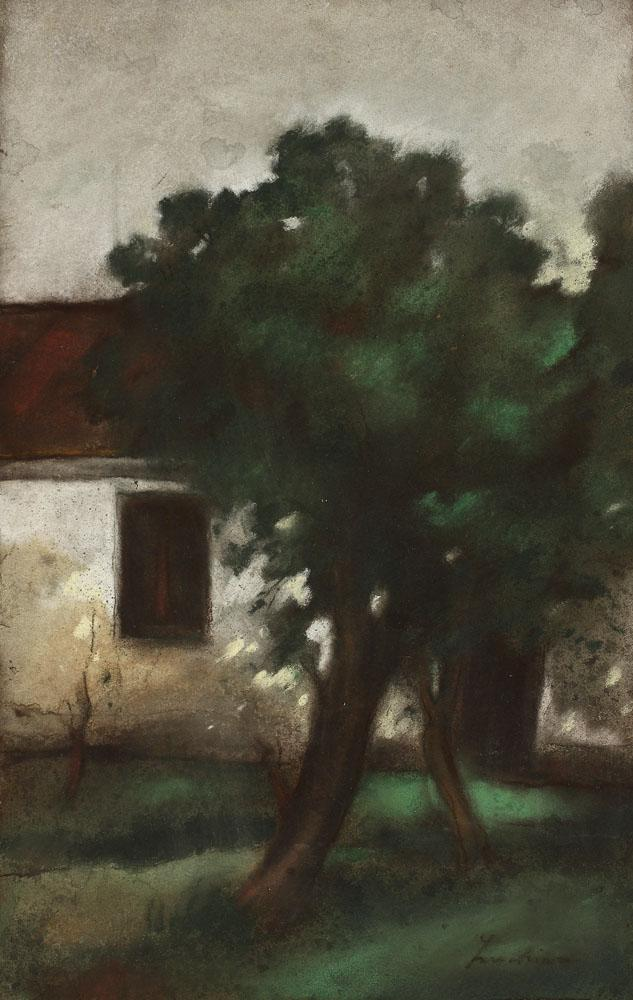
Casă la Brebu

Peisajele făcute la Moinești sau în satele învecinate, Hângani și Poduri, au o limpezime unică, în tematica abordată regăsindu-se o moară, o priveliște panoramică de case risipite printre dealuri, un șir de copaci sau câteva clăi de fân din capul satului. La Moinești, Luchian a lucrat majoritar în tehnica uleiului, fapt ce dă picturii o cromatică strălucitoare cu scânteieri și transparențe de smalț. Imaginile sunt caracterizate de un suport solid, dincolo de tumultul rezultat din afișarea plenară a culorii, unde linia conferă ordine în compunerea formelor definite cu grijă. Peste toate acestea, efectele de lumină aduc un suflu exuberant, plin de pasiune.

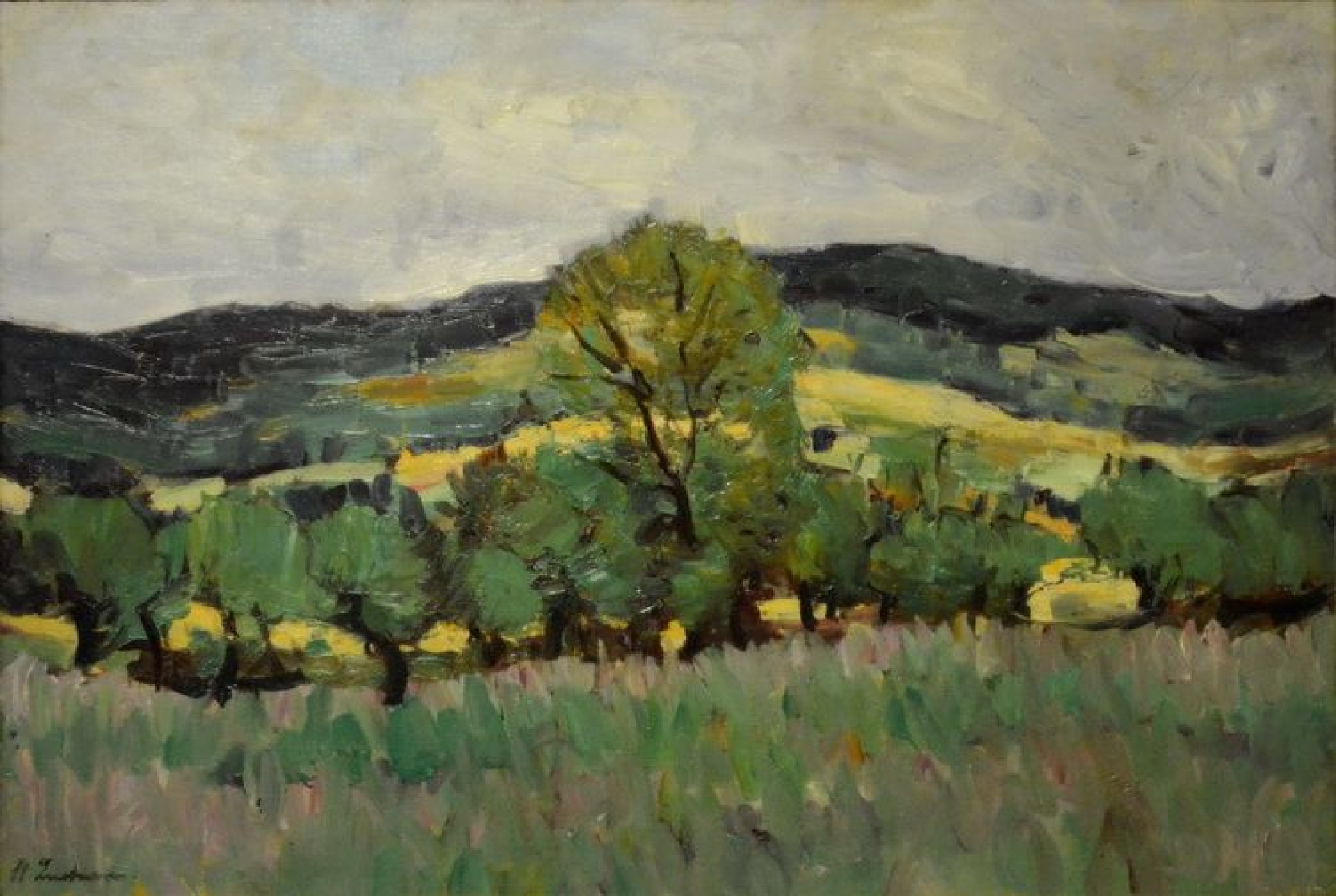
Pe valea Hânganilor
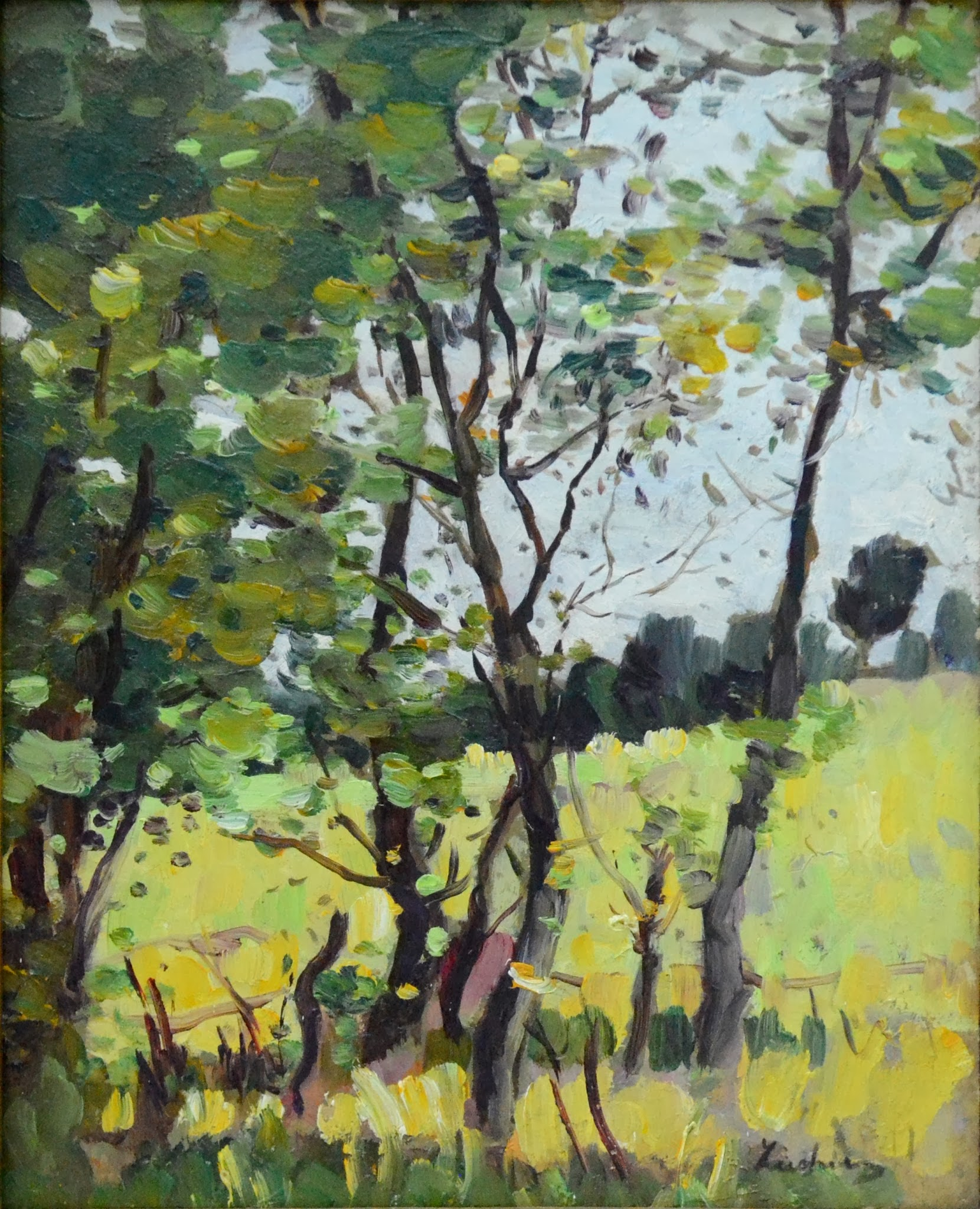
Lunca de la Poduri
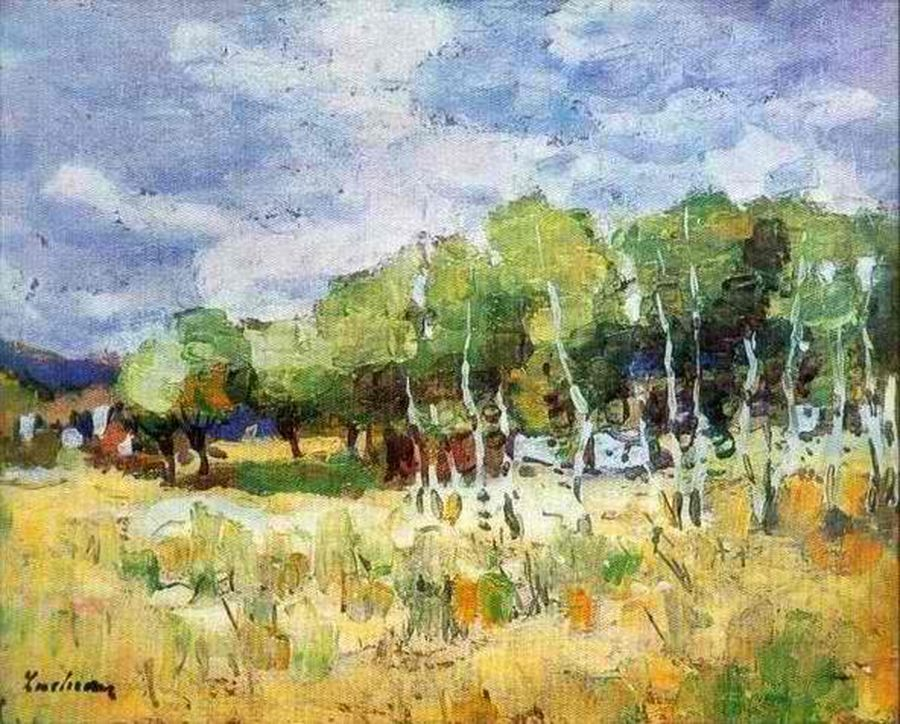
După ploaie
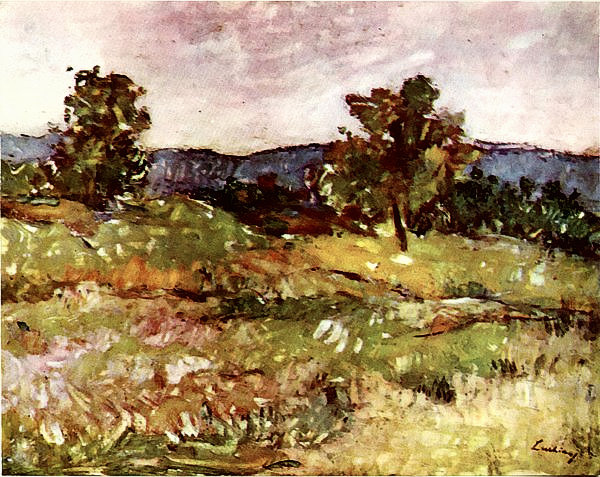
Priveliște din Moinești
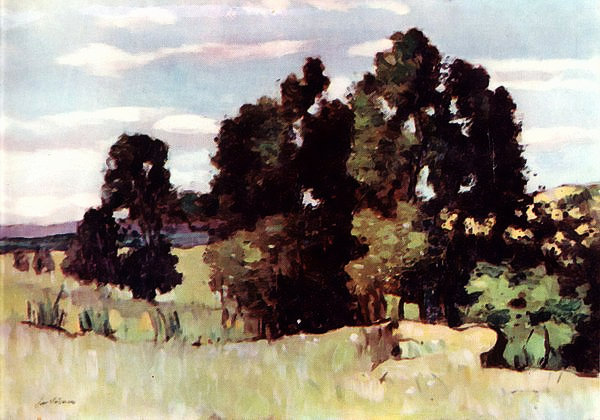
Peisaj la nămiezi

Pe valea Hânganilor, Lunca de la Poduri, După ploaie, Priveliștea Moineștilor și alte peisaje din jurul Moineștiului, relevă suplimentar originalitatea și noutatea artistică adusă de Luchian. Spre deosebire de curentul pictorilor impresioniști care erau subordonați elementelor vremelnice, a senzațiilor efemere, opera artistică a lui Luchian se fundamentează, ca suport, pe cadrul sufletesc receptor al emoțiilor trainice, deci, de durată.
În peisajele lui Luchian se observă că prin utilizarea minimală de mijloace cum ar fi atmosfera, obiectele, anotimpul, totul nu este doar sugerat, ci foarte precis indicat. Nici un artist român până la Luchian, nici Andreescu și nici Grigorescu, nu a evocat cu mijloace simple, cu aceeași tărie, frunzișul mișcător al copacilor.

### Flori

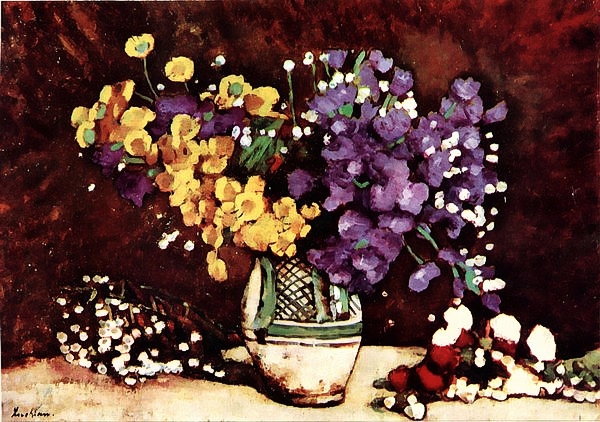
Imortele

Începând cu expoziția Tinerimii artistice din anul 1908, unde a participat cu mai multe tablouri cu flori (Garoafe, Trandafiri și Anemone), creația artistică a lui Ștefan Luchian a fost marcată progresiv, ca și boala care avansa, de prezența tematicii florilor. Le iubea coloritul și gingășia pură, le așeza în oale de pământ: „fiindcă sînt de la noi, le stă frumos într-o oală făcută tot la noi”, compoziția o executa cu mare grijă reușind prin aranjamentul lor să creeze adevărate poeme cromatice. Organizarea florilor urmează un tipic obișnuit - vasul cu flori rostuite simplu, dar cu o grijă studiată la care folosește lărgirea bazei compoziționale prin risipirea câtorva flori pe masă pentru echilibrarea rapelurilor cromatice. Chiar dacă organizarea florilor este aceeași în majoritatea lucrărilor sale, cromatica abordată fiecăreia din ele duce la o nesfârșită varietate. Se observă că linia constructivă este concepută în curbe largi sau ascendentă, linie care aduce un ritm lăuntric într-o compoziție în care dialogurile cromatice sunt când grave, când scânteietoare, când vesele sau melancolice și care urmează de fapt starea sufletească a artistului.

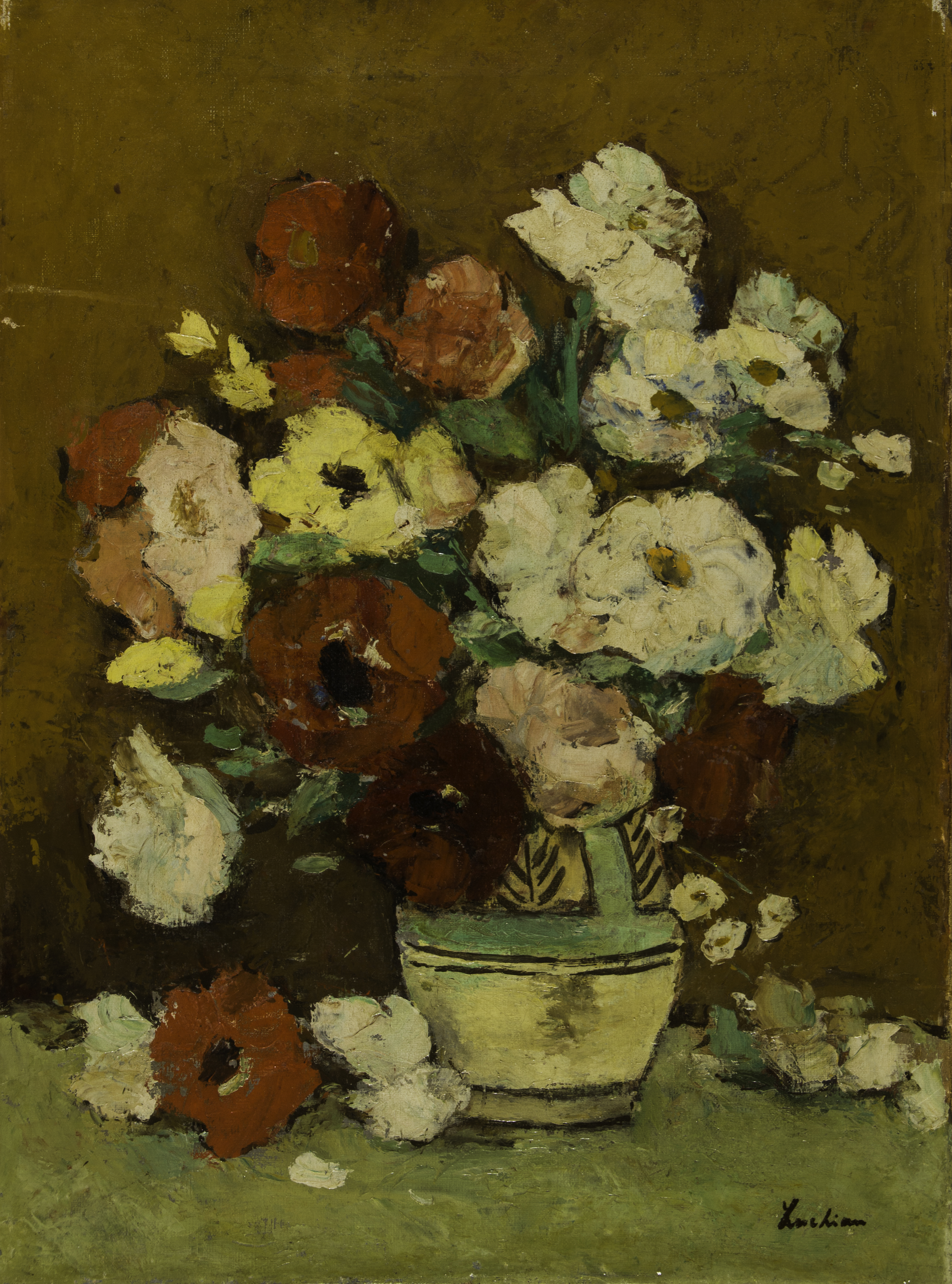
Anemone
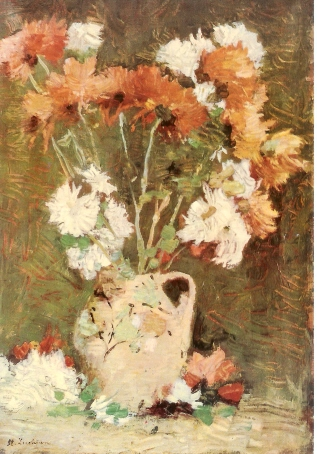
Dimitrițe
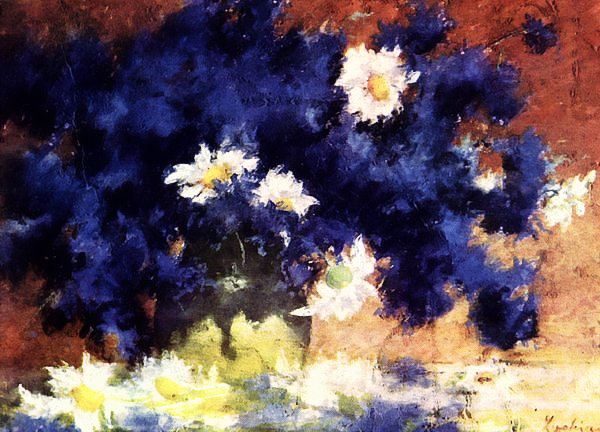
Albăstrele
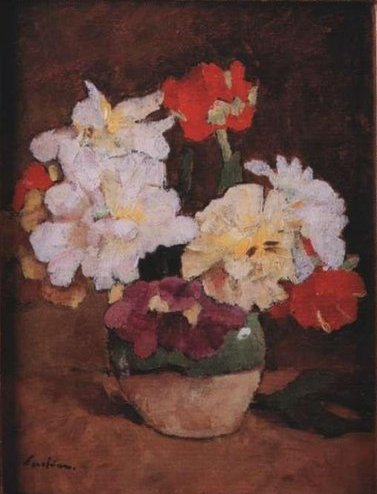
Bujori și maci
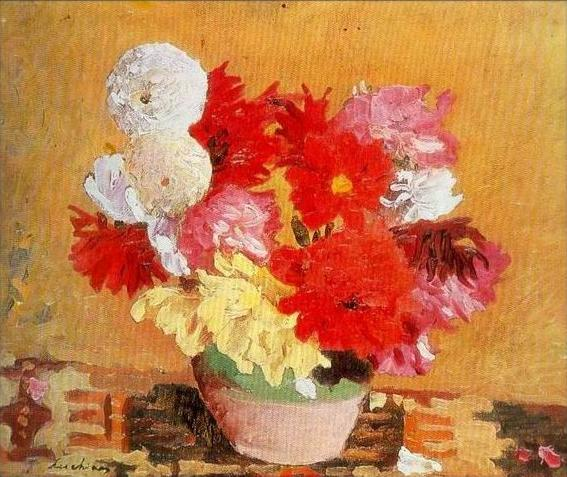
Bujori
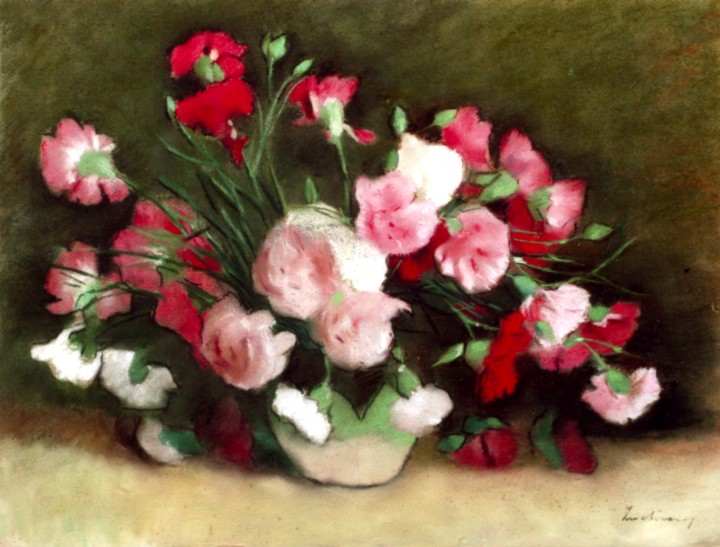
Garoafe

„... tablourile cu flori... fac din Luchian un colorist inspirat. Înveșnicite de mâna lui, aceste flori sunt realizate doar din câteva trăsături de penel, dar cu multă precizie, cu cât tulburător lirism ! Prin prospețimea și suculența lor, mai păstrând roua răcăroasă a dimineții, petalele cărnoase ne sugerează mai mult decât o realitate vegetală. Poeme de lumină și culoare, de o rafinată gingășie, într-un fel, ele încetează de a mai fi flori, devenind stări sufletești, sentimente, o mărturie plastică revelatoare, care le învăluie într-o undă de nostalgie, în nu știu ce suflu de spiritualitate. Căci Luchian a știut și a izbutit să imprime motivului starea sa sufletească... fapt pentru care este socotit adesea, nu fără temei, unul dintre cei mai însemnați pictori de flori, nu numai din arta noastră, ci în genere.”—Marin Mihalache: Mărturii - Ștefan Luchian, Editura Meridiane, București, 1966, pag. 8

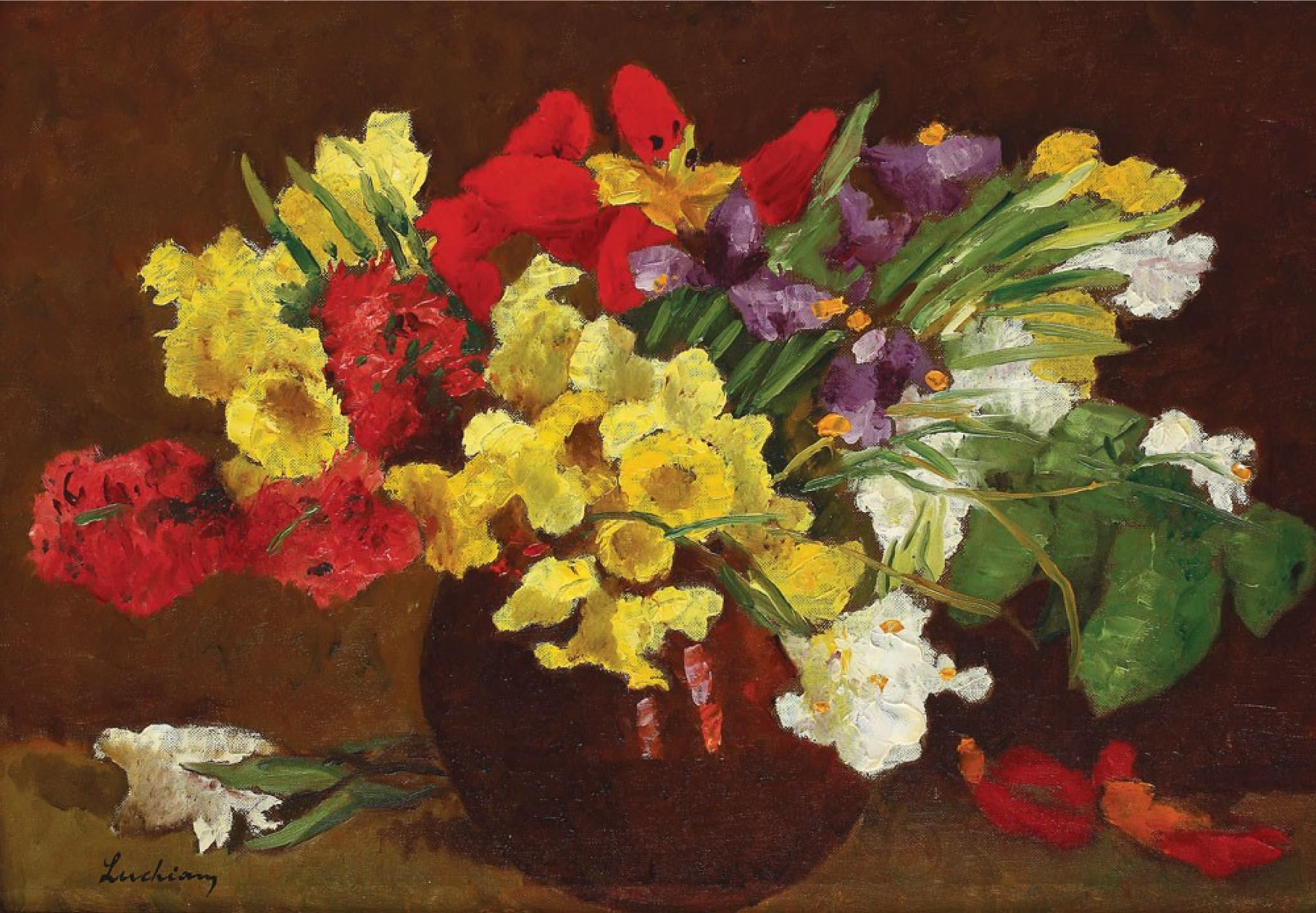
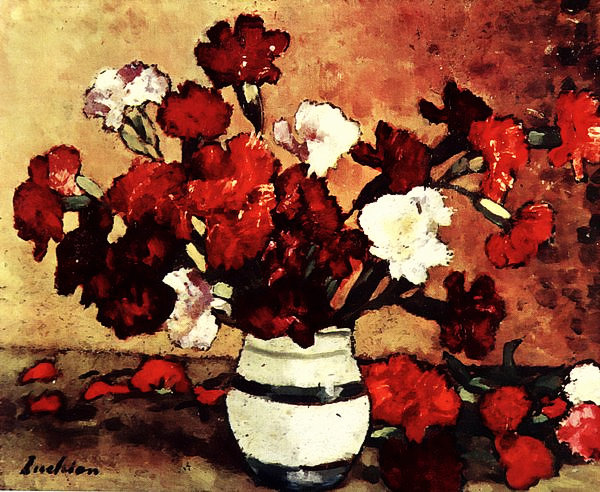
Garoafe
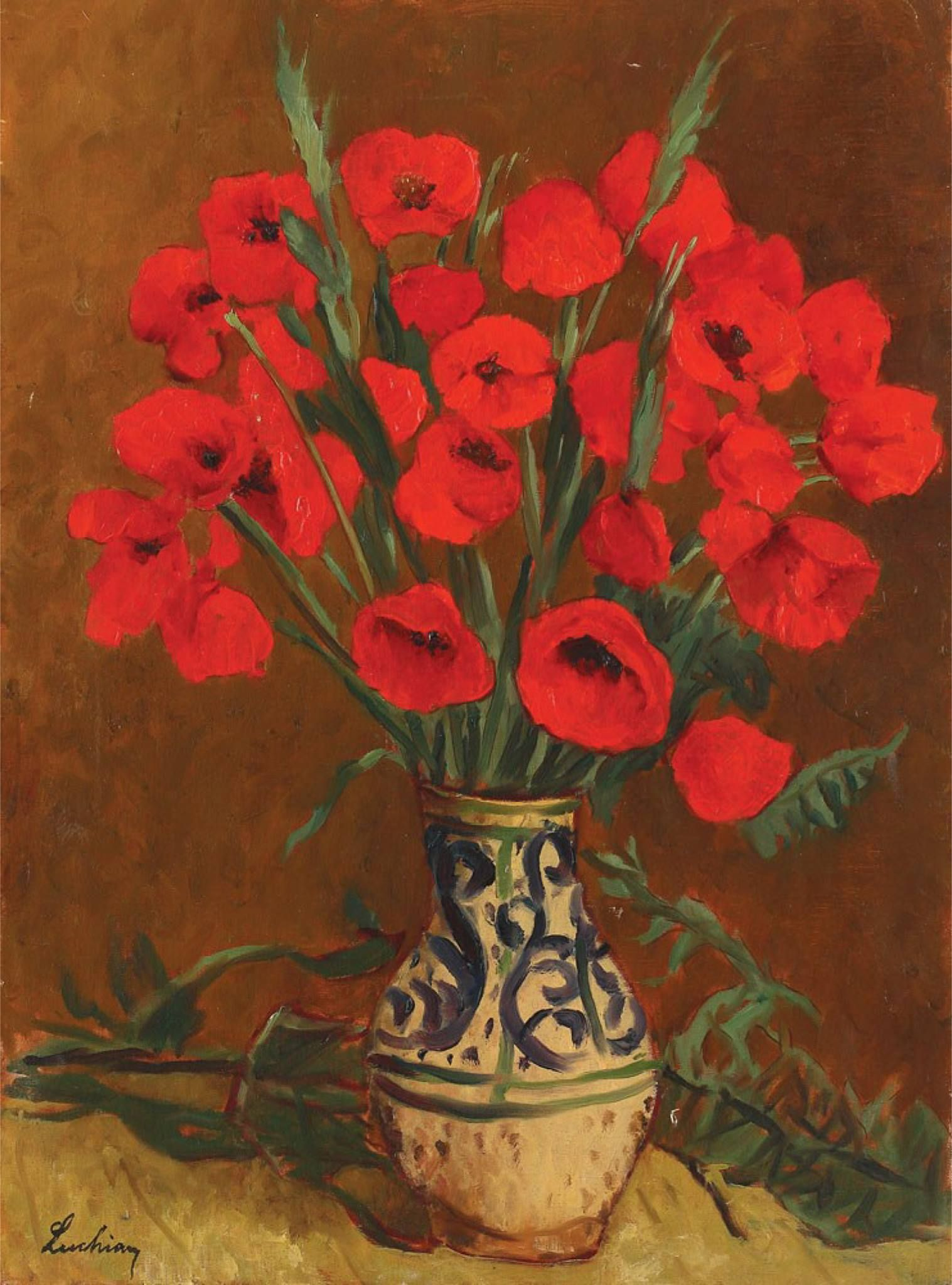
Maci
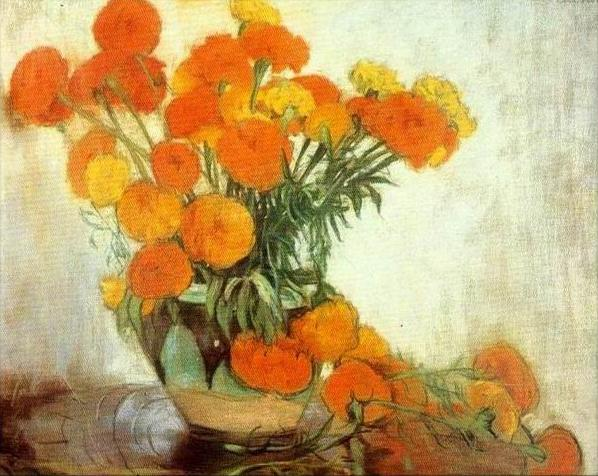
Văzdoage
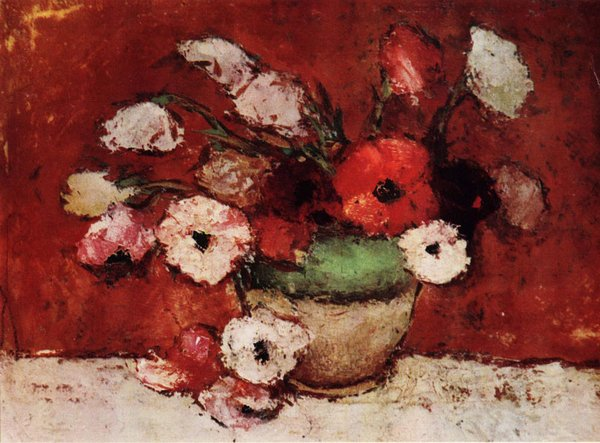
Maci

Anemonele (1908), Dumitrițele (1910), Trandafirii (1910) și alte lucrări cu flori realizate în preajma sfârșitului vieții sale, impresionează prin măreția execuției și deopotrivă prin conținutul emoțional.  Fără a le considera simple pretexte cromatice, florile au fost mijloc de comunicare a clipelor de suferință sau a momentelor de biruință. Cu strălucire de smalț, vibrând de viață, incandescente, florile lui Ștefan Luchian pot fi considerate: pagini dintr-un jurnal intim desenat cu penelul.

### Pictura lui Luchian versus piața de artă
Deși atunci când expertizele sunt pertinente picturile lui Luchian ajung la recorduri de preț (cum a fost atins în anul 2013, când tabloul lui Luchian „Două fete“ a fost adjudecat la o licitație pentru suma de 300.000 de euro), piața de artă din România nu reacționează în mod deosebit atunci când apare la vânzare o operă de-a pictorului.  Unul dintre motive este faptul că acesta rămâne unul dintre cei mai falsificați artiști romani după Nicolae Grigorescu și Ion Andreescu, ocupând al III-lea loc în acest clasament nedorit.

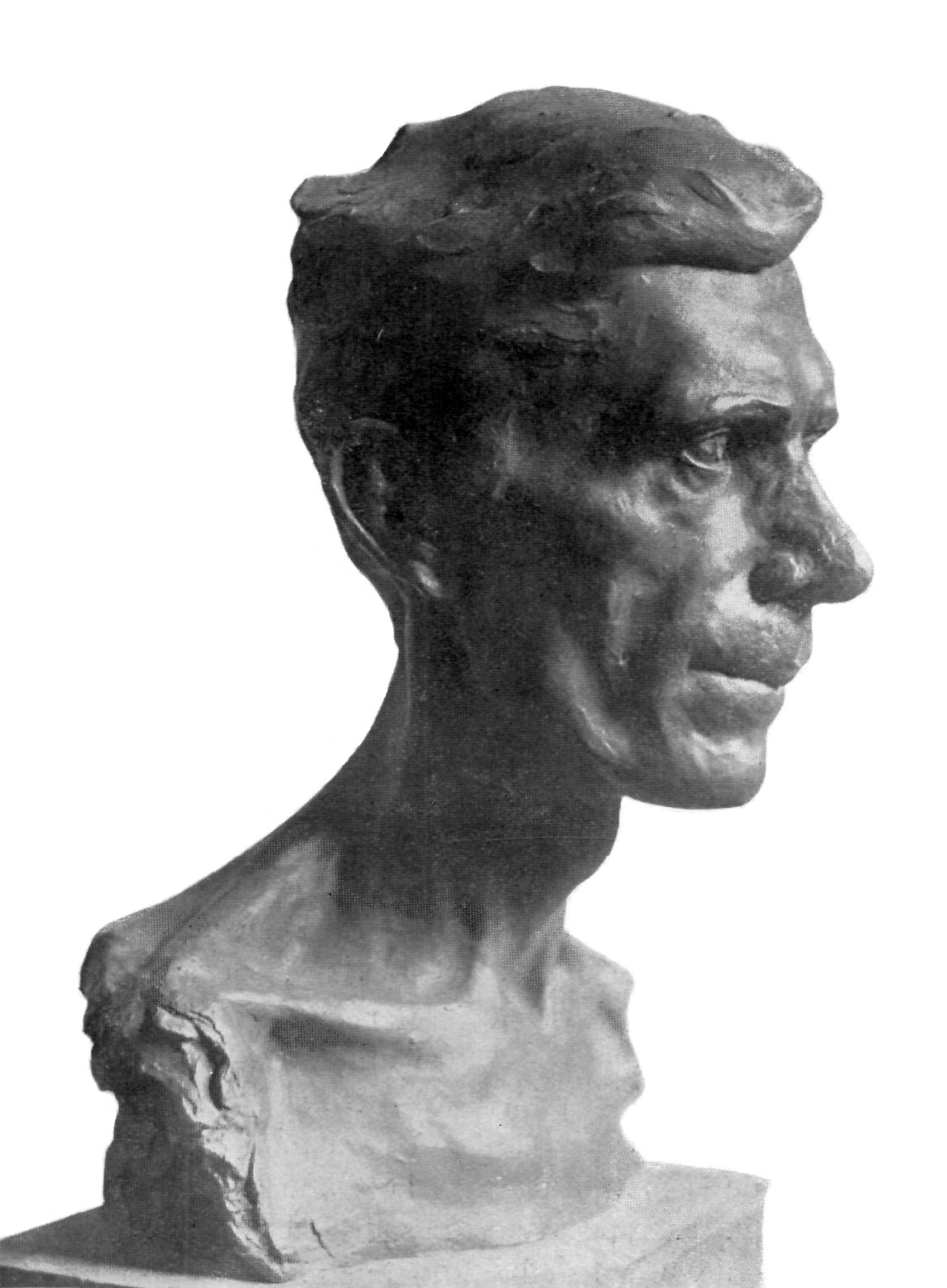
Ștefan Luchian - bust realizat de Oscar Späthe

Există câteva motive pentru care acest aspect este favorizat. Astfel, în ultimii ani ai vieții Luchian a semnat unele pânze albe sau picturi prelucrate de alții, iar pe fondul deficitului motor progresiv instalat, cei din jurul lui (cum a fost Traian Cornescu - devenit colaborator sub directa supraveghere a artistului) l-au ajutat la pregătirea tablourilor într-un context în care el a intervenit doar cu tușele finale, pentru a le personaliza. Mai mult, în prima parte a anilor '50 ai secolului al XX-lea, autoritățile au comandat copii după picturile unor artiști de notorietate (precum Grigorescu, Luchian și Bancilă), pentru a fi trimise muzeelor din România si instituțiilor publice. Cele mai bune reproduceri ale acestora au fost realizate de Ion Panteli-Stanciu. Nu este cunoscut în prezent traseul acestora și nu există garanția că unele dintre acestea ele nu au circulat pe piața liberă. Apropiați ai artistului (pictorul Traian Cornescu, Laura Cocea, I.N. Muntenescu) și chiar persoane celebre (Camil Ressu, Ion Panteli-Stanciu, Dan Ialomițeanu) au avut legătură cu scandaluri legate de falsuri ale picturilor lui Luchian.
În ianuarie 1928, caricaturistul Nicolae Petrescu-Găină a publicat în revista Rampa câteva articole în care a dezbătut veridicitatea unui tablou semnat Lukian la Ateneul Român, intitulat Nud de femeie. Petrescu a susținut opinia că acel tablou[F] era în realitate un studiu executat de Alexandru Mihăilescu în anii de școală. În cele din urmă ipoteza lui Petrescu a fost adevărată și falsul demascat.
Arta modernă românească din secolele XIX – XX reprezentată de artiști în perioada de maturitate creativă, segment în care Ștefan Luchian se încadrează, se află printre primele opțiuni ale investitorilor sau ale colecționarilor din România. Florile lui Luchian sunt cele mai admirate naturi statice de pe piața locală de artă, astfel că în anul 2014 s-a consemnat vânzarea unei alte opere semnate de Luchian („Anemone în ulcică”), la prețul de 110.000 de euro. Există însă o discrepanță notabilă între cotațiile autohtone și cotele modeste stabilite pe piața de artă din Vest, datorată în mare parte faptului că lucrările au rămas necunoscute și nepromovate și, nefiind expuse în muzee sau galerii din străinătate, nu și-au putut găsi un public interesat.
Este de menționat că în 1989 în timpul evenimentelor din decembrie din București, două dintre tablourile pictorului aflate la Muzeul Național de Artă al României (Safta Florăreasa și Moș Nicolae Cobzarul), au fost atinse de gloanțe.

## Grafică

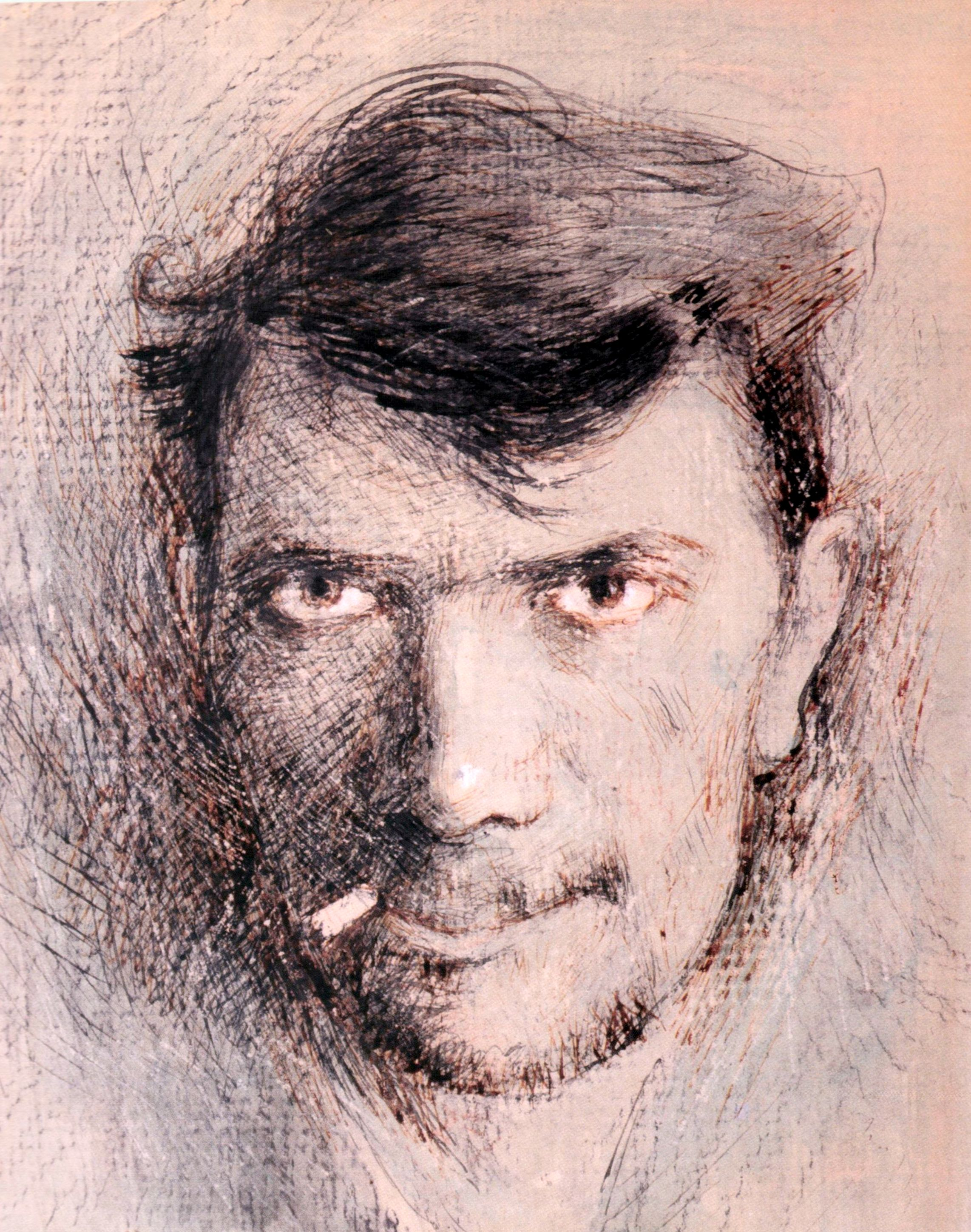
Autoportret cu țigară

Ștefan Luchian a fost considerat de către critica de artă ca un continuator al lui Nicolae Grigorescu. Prin comparație, artistul s-a individualizat față de mentorul său printr-un realism al tratării tematicii sociale și printr-o cromatică plină de strălucire, precum și prin modernitatea rezultată din experimentarea tehnicilor grafice de care a dat dovadă. El și-a echilibrat lucrările din punct de vedere cromatic și prin exactitatea cu care și-a definit precizia planurilor compoziționale, a ajuns la o foarte modernă simplificare a formelor. Această realitate izvorâtă din analiza pe care criticii de artă au relevat-o, Luchian a fost apreciat la superlativ încă de la prima expoziție retrospectivă ce i-a fost organizată în anul 1939.
Surprinzătoare rămâne capacitatea cu care Ștefan Luchian, de-a lungul întregii sale cariere artistice, a trecut de la o tehnică la alta, a schimbat suportul stratului pictural și a plasat astfel, experimentul grafic în prim-planul modernității românești. Experimentele tehnice și cromatice, curajul demersului artistic, l-au plasat pe cea mai înaltă treaptă a artei moderne. Părerea criticii de artă este că, în domeniul impunerii graficii ca artă majoră, Ștefan Luchian a fost un deschizător de drumuri.

### Hârtia Gillot, suport pentru desenul în tuș și creion de plumb
Așa cum a menționat Elena Olariu în catalogul expoziției comemorative din anul 2018 de la Muzeul Național de Artă al României, Ștefan Luchian și-a început experimentările grafice pe hârtia de tip Gillot, a cărei denumire vine de la Firmin Gillot și Charles Gillot - fiul, care au inventat după anul 1852 un procedeu tehnic de reproducere al imaginilor prin fotogravură pe o placă de zinc.
Luchian a folosit un tip de hârtie Gillot preparată în prealabil cu un strat de cretă de grosimi și densități diferite. Peste aceasta picta în tuș sau desena cu peniță sau creion. În acest fel, artistul avea posibilitatea de a evidenția prin zgâriere profunzimea suportului de hârtie pentru liniile subțiri sau făcea incizii cu o dăltiță, folosită adesea la gravură, pentru suprafețe mai ample. Hârtia tip Gillot avea astfel, diferite tonuri imprimate în mod mecanic. Artistul a folosit cel mai adesea tonurile de gri închis, pentru desenele în creion grafit sau peniță, și gri deschis pentru lucrările de desen în care utiliza laviurile. Grăitoare în acest sens sunt lucrările Păstorița cu oi (cca. 1900) - cu tehnica completă: tuș, creion de plumb și zgârieturi cu acul pe hârtie Gillot; Cireadă de vite - creion de plumb și zgârieturi pe hârtie Gillot; La Lucru și Bătrân săpând - creion de plumb, zgârieturi cu acul și răzuiri cu dăltița.

Desene în creion de plumb și zgârieturi cu acul și dăltița
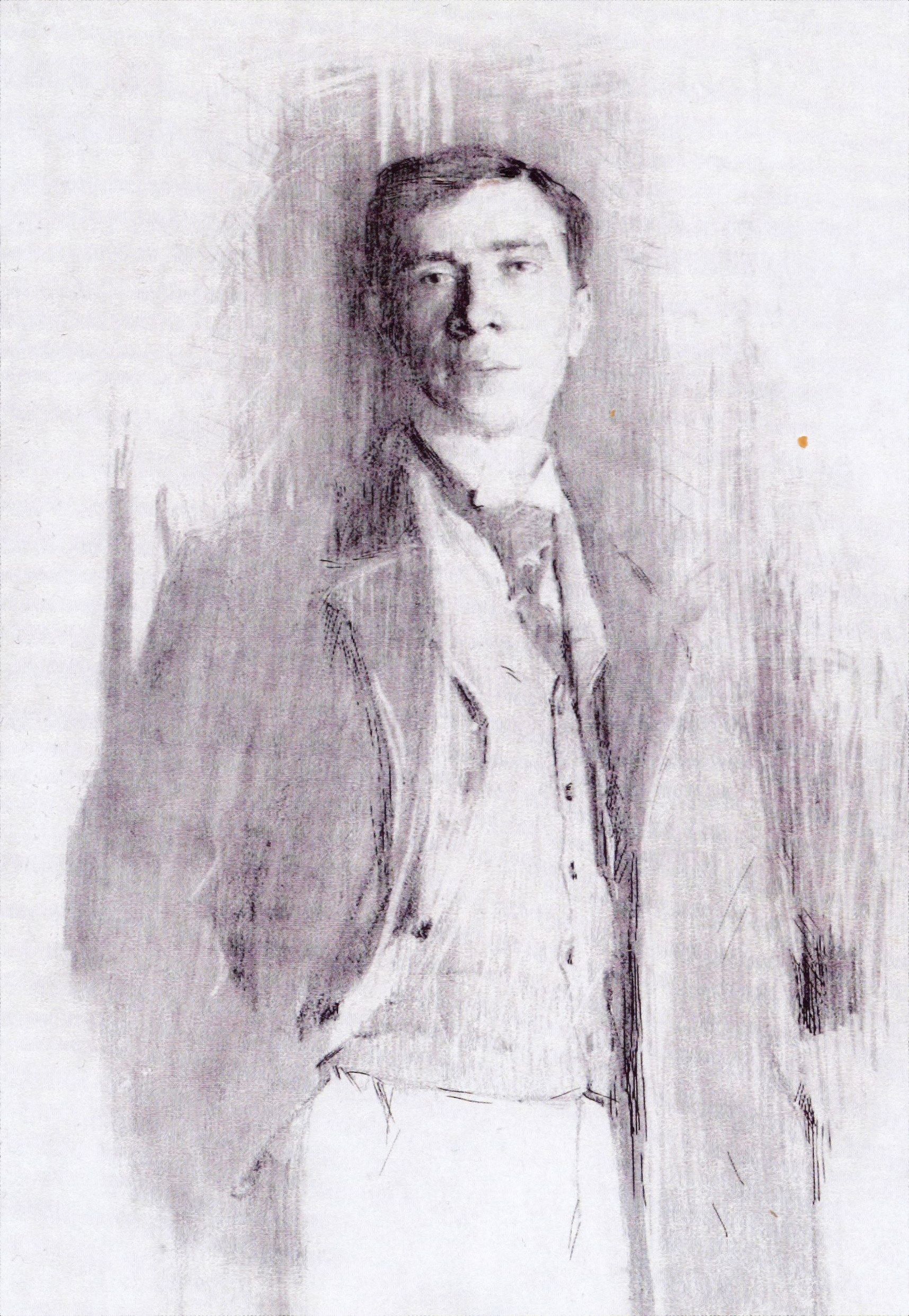
Autoportret
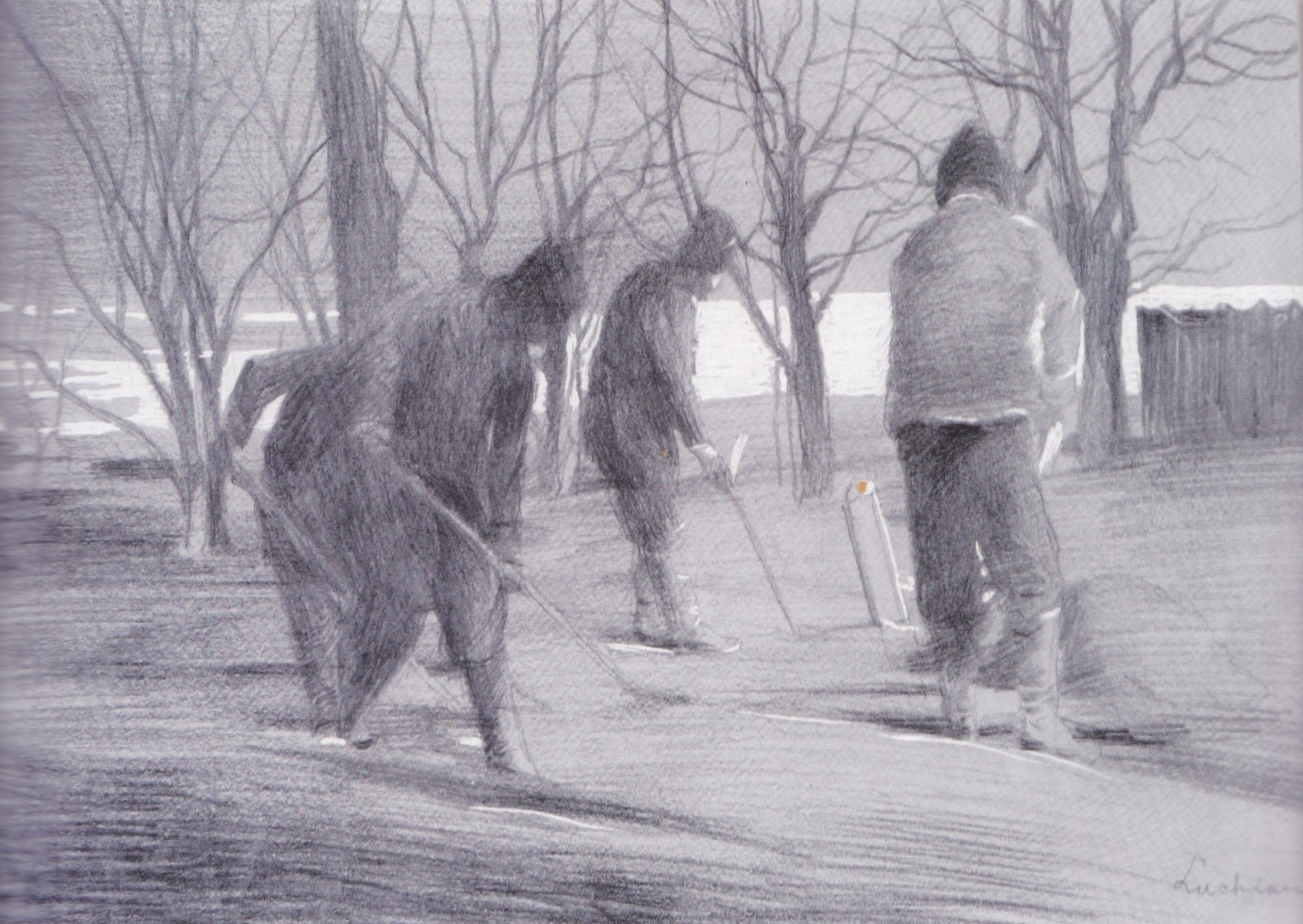
La lucru
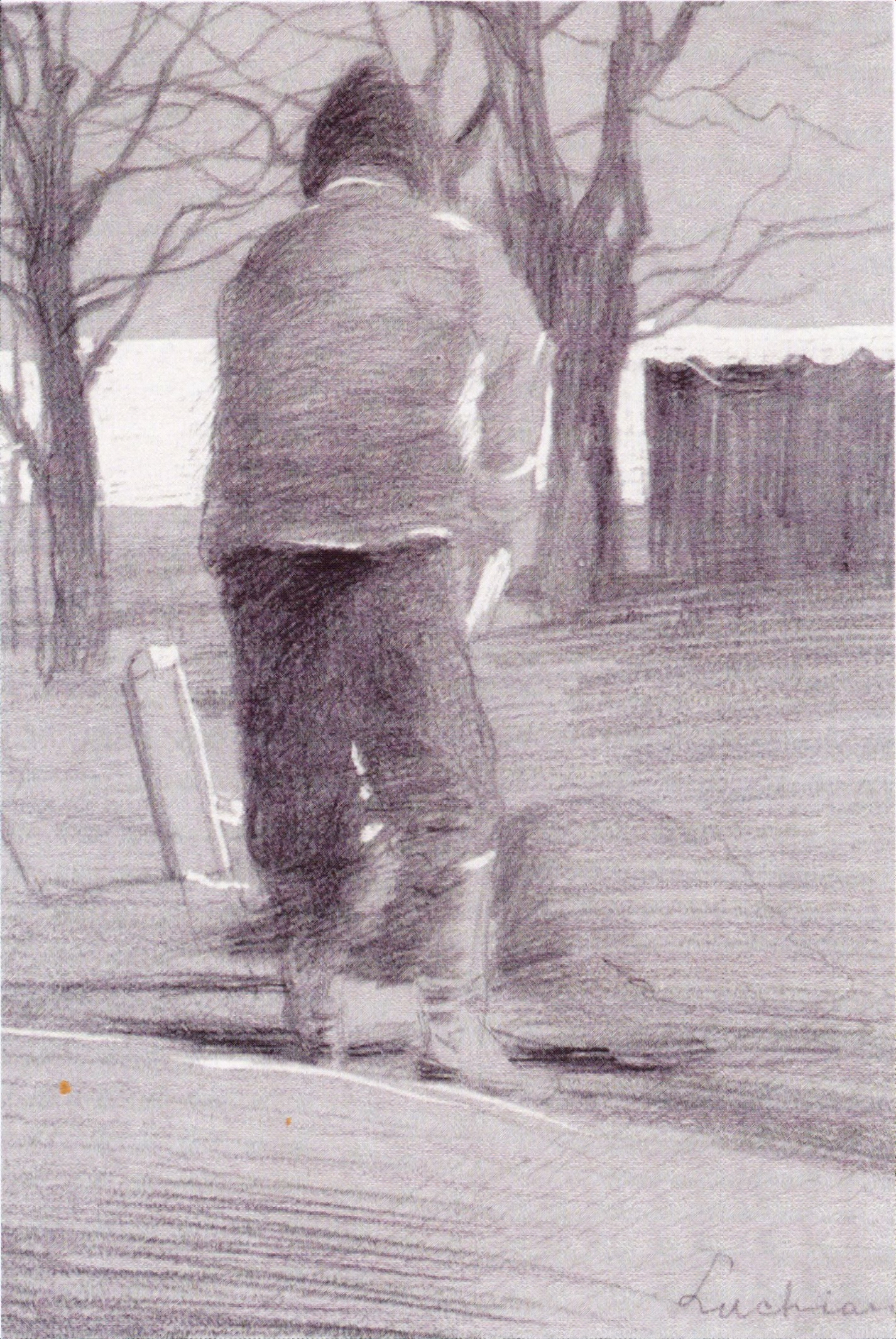
detaliu
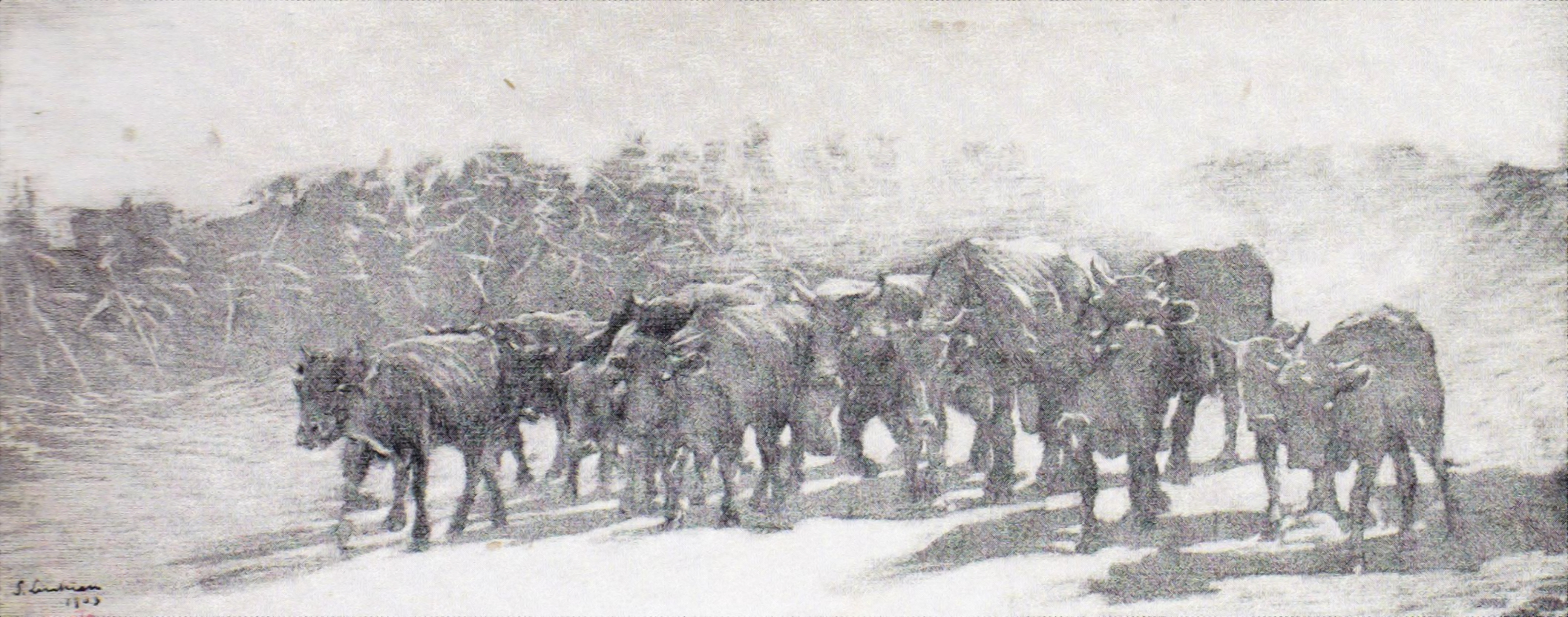
Cireada de vite
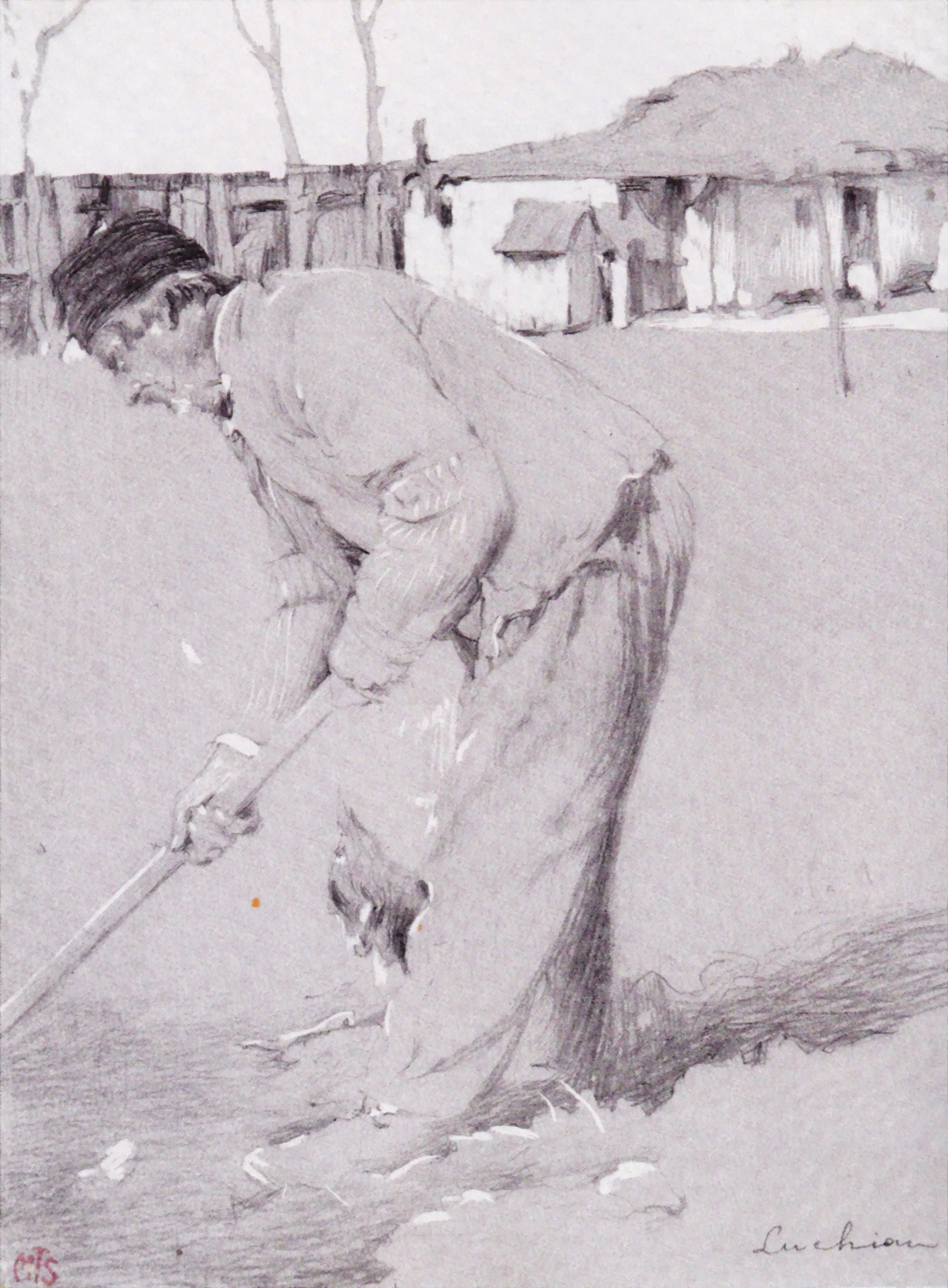
Bătrân săpând
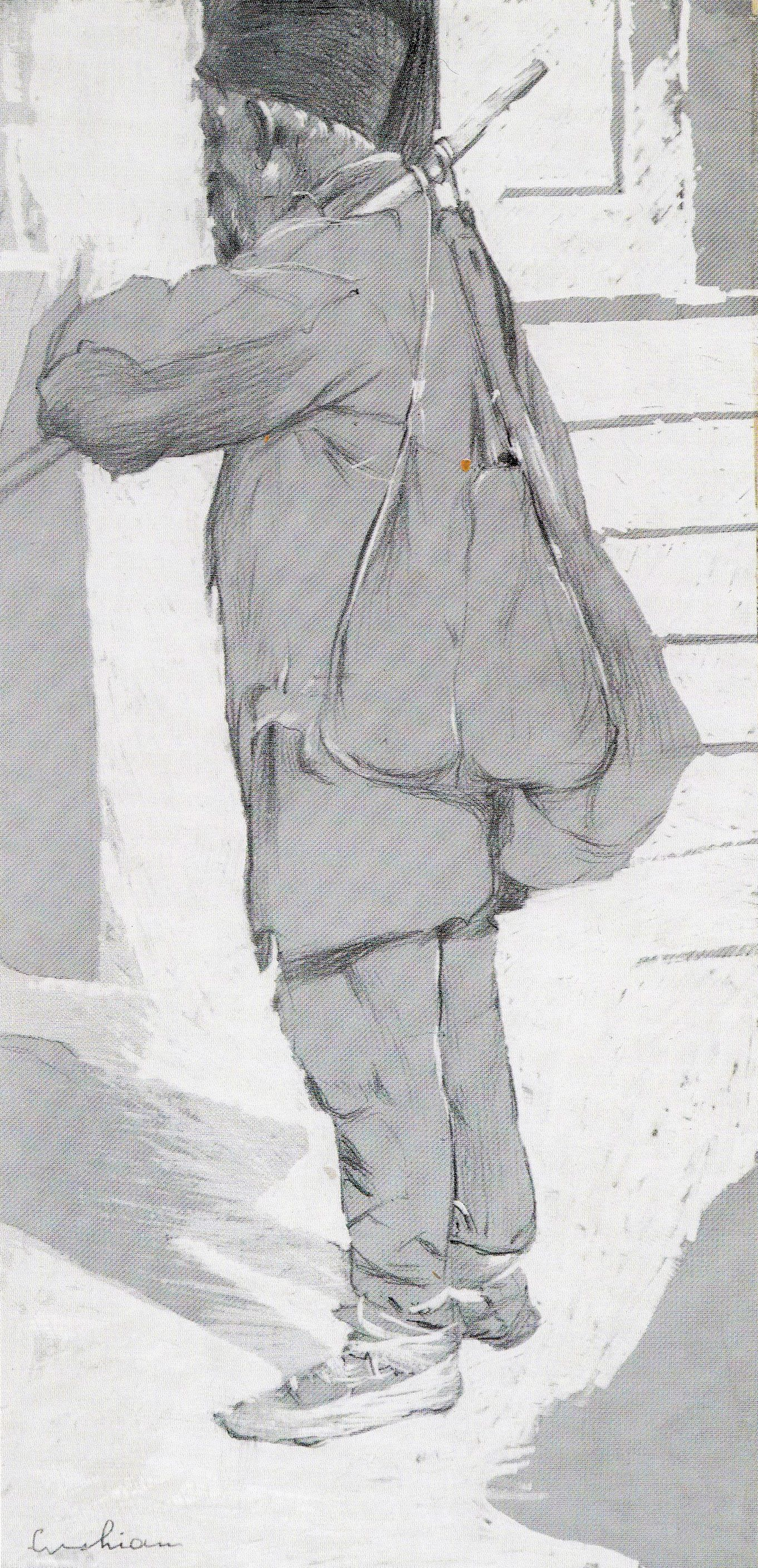
Bătrân cu desagi

Luchian a folosit creionul de plumb deoarece urmele aplicate pe suport se puteau șterge ușor și astfel, el putea concepe prin mici corecturi succesive, execuții de un mare rafinament artistic. Neajunsul preparației de cretă aplicată pe hârtia Gillot era fragilitatea suportului, fapt care a dus la unele lucrări la o degradare parțială a lor ce a determinat îndepărtarea lor vizuală de forma inițială. Lucrările în care a folosit această tehnică, precum și desenele în cărbune, duc la ideea influenței pe care perioada timpurie din creația lui Van Gogh a avut-o asupra sa.

### Tuș, laviu și zgârieturi
Luchian a extins procedeul de zgâriere pe hârtia Gillot și pentru alte tipuri de suporturi. Astfel, în lucrarea Colț de pădure a folosit laviul și conté și le-a combinat cu zgârieturi făcute cu acul pe un carton simplu de culoare galbenă. În Arbori pe colină a folosit cărbune și conté, făcând zgârieturi pe un carton ocru-gălbui.
Artistul a realizat o serie de experimente monocrome, unde a folosit tușul pe un suport de hârtie striată texturată fin, părând a fi o pânză, așa cum este lucrarea intitulată Peisaj cu copaci. A făcut mai întâi un desen, după care l-a potențat aplicând cu penița un tuș sepia și mai apoi cu tuș mai diluat - laviu, aplicat cu pensula. Pentru a obține efecte de lumină sau de vibrare a lucrării, a realizat conturile albe zgâriind cu acul hârtia. Liniile rezultate sunt foarte fine, armonizate ideal cu compoziția, ele fiind imperceptibile pentru cineva neavizat.

### Art Nouveau în creion grafit, acuarelă și pastel
Ștefan Luchian a preluat rapid direcțiile novatoare și decorative ale Art Nouveau-ului pentru o perioadă scurtă de timp. Momentul s-a sincronizat cu înființarea Societății Ileana din anul 1897, al cărei membru fondator a fost, societate care a organizat o expoziție (1898) la Hotelul Union intitulată Expoziția Artiștilor Independenți și a editat o revistă – Revista Ileana. Artistul a desenat coperta revistei în care a portretizat o tânără fată ce a devenit o imagine iconică, specific românească pentru Art-Nouveau-ul din România. A conturat cu linii unduitoare fizionomia feței simetrice pe care le-a alternat progresiv, sporind intensitatea efectelor de lumină. În acest mod, pictorul a transpus prin spiritul său boem, armonia trăsăturilor tinerei caracterizate de senzualitate, prospețime și îndrăzneală. După cum se știe, Revista Ileana și-a tras originalitatea din revista germană Die Jugend apărută la München în anul 1896. Luchian a revenit foarte repede la tematica peisajului, acest tip de portretistică fiind unul episodic.

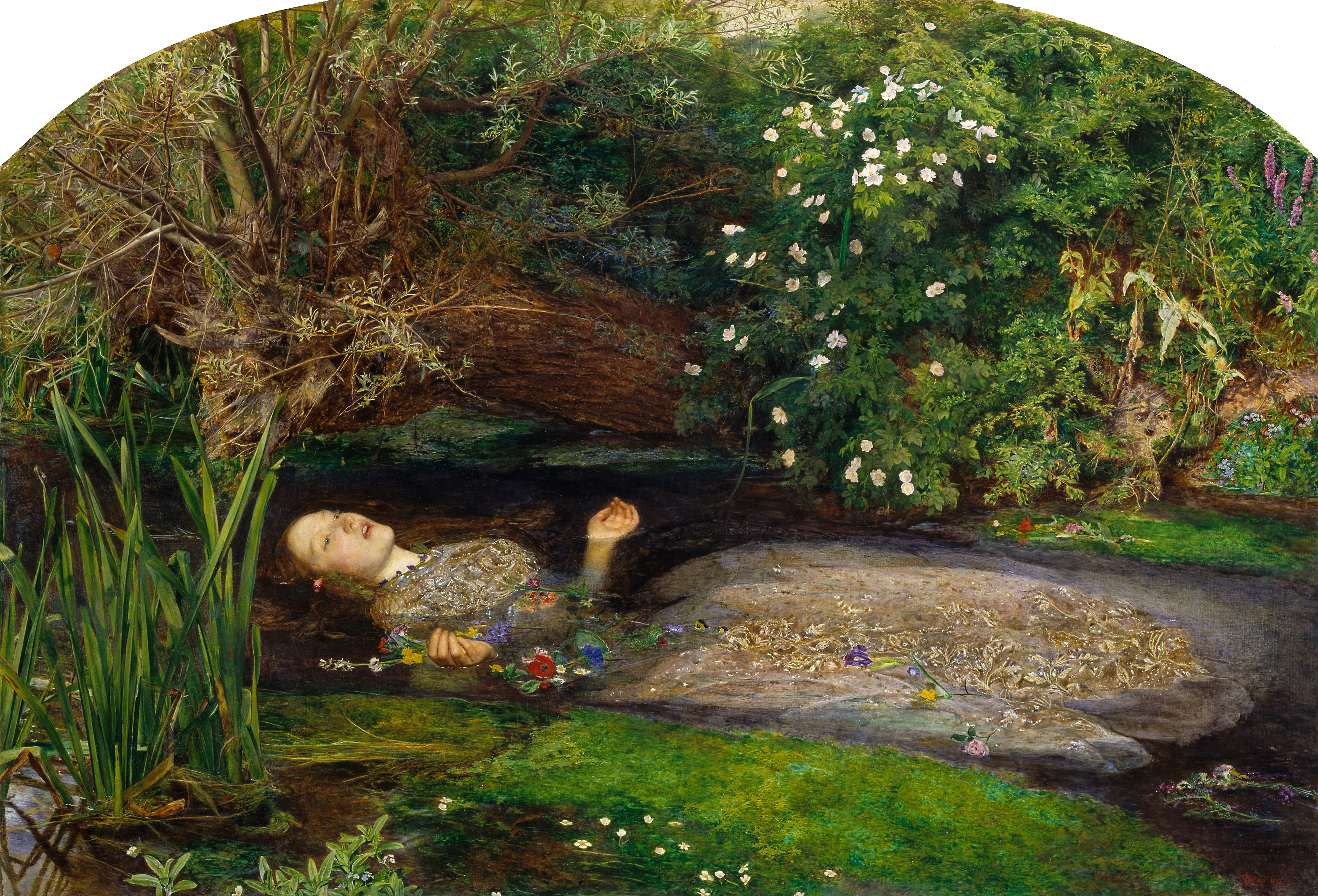
Ophelia - de John Everett Millais (1851)
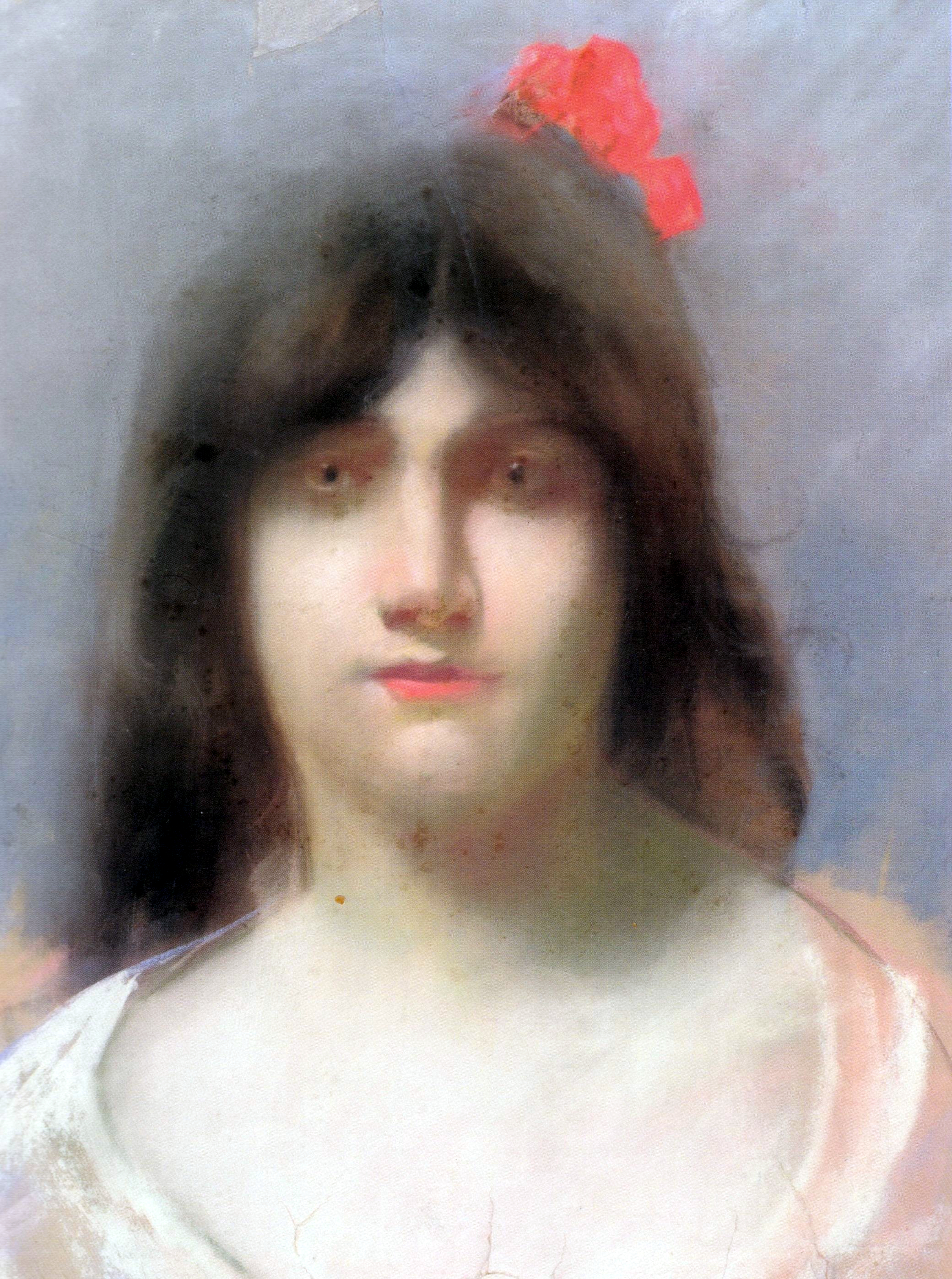
Ofelia (1) - de Luchian
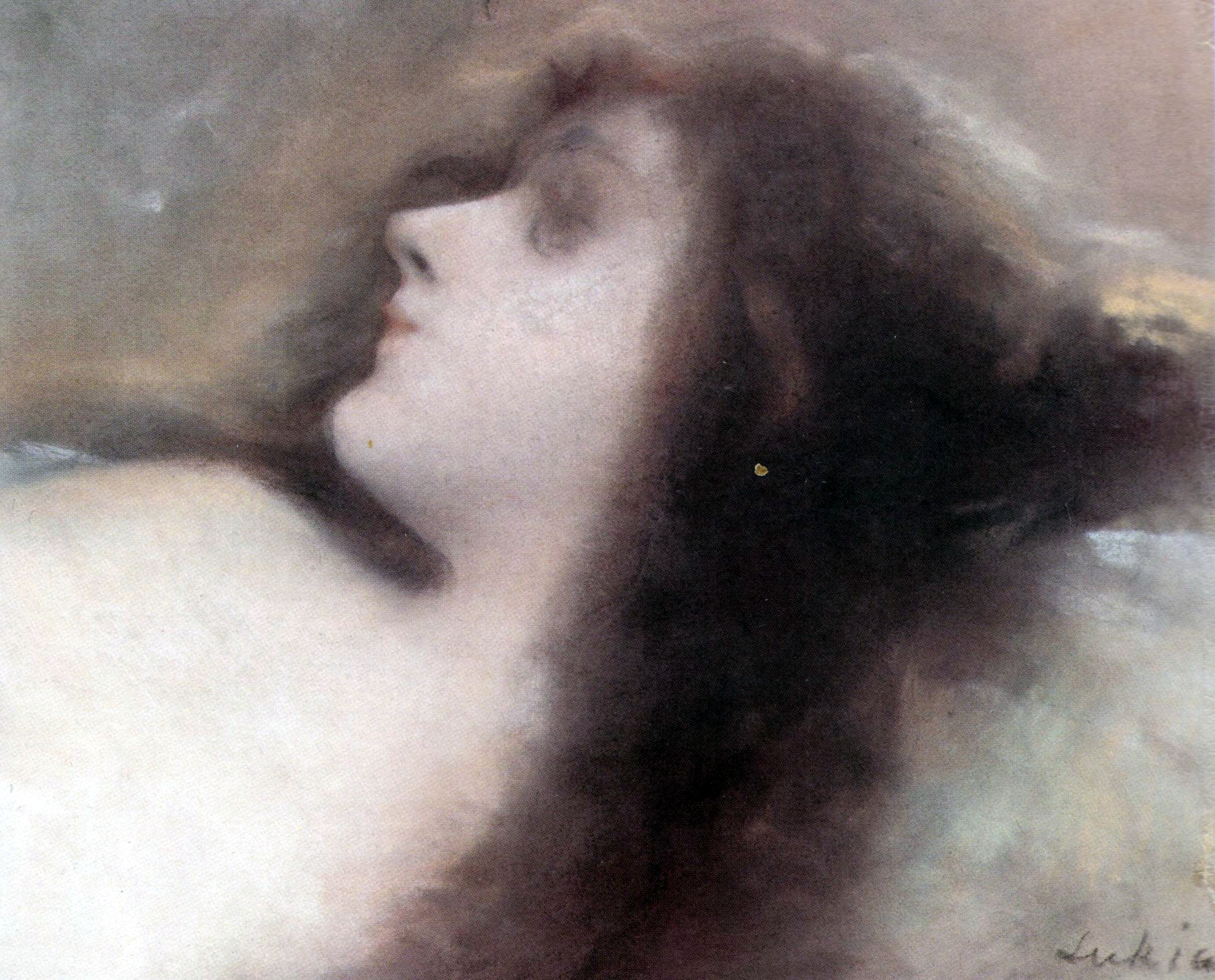
... (2)
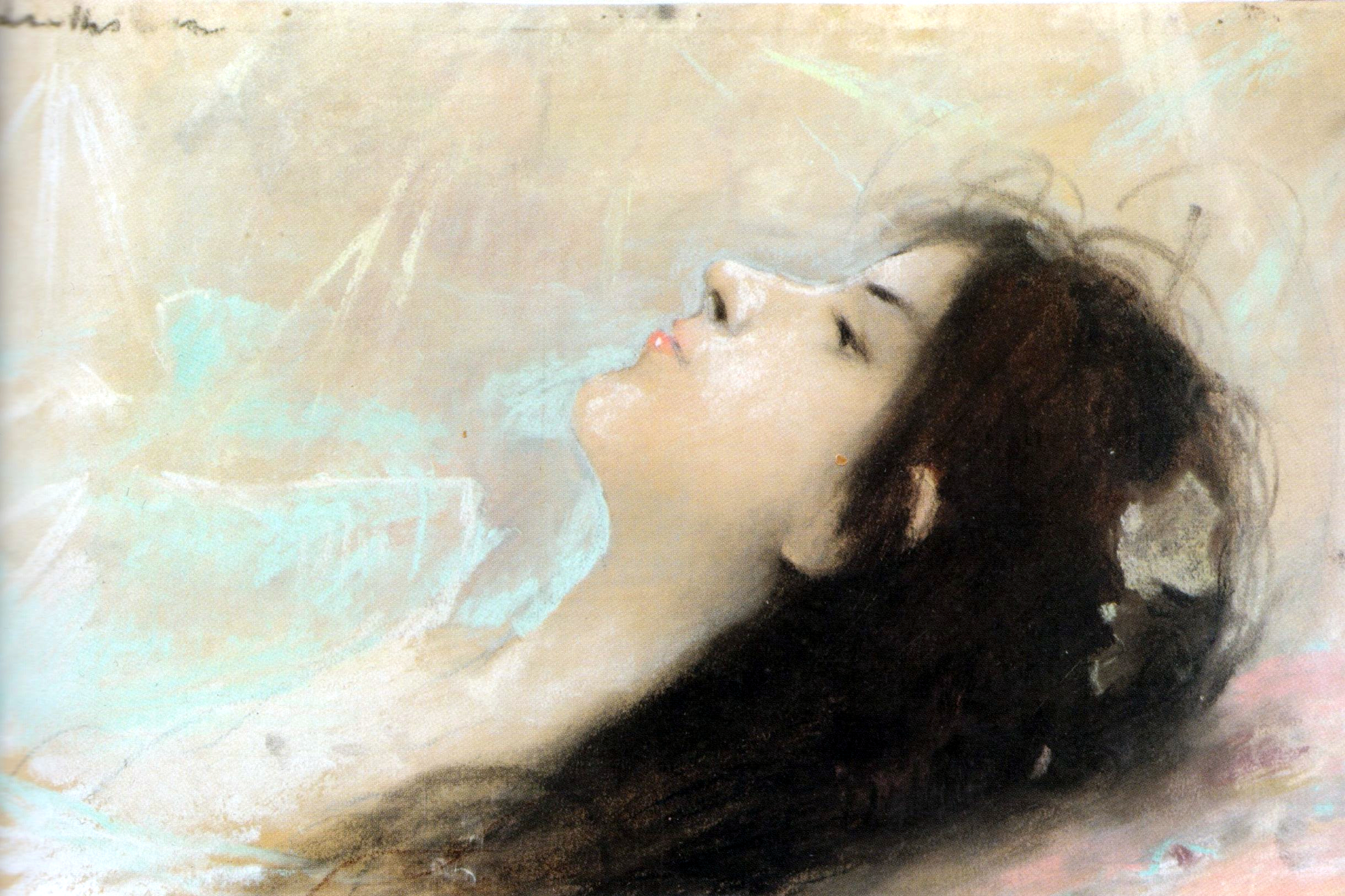
... (3)

Apaținând stilului, este Portretul de bărbat cu un fundal de o catifelarea accentuată, care a dat operei o valoare decorativă remarcabilă.  Artistul a conceput și o decorație murală pentru frontonul Palatului Funcționarilor Publici de pe Calea Victoriei. Această clădire a fost distrusă cu ocazia bombardamentelor la care a fost supus Bucureștiul în anul 1944. Istoricul de artă Theodor Enescu a apreciat că figurile feminine pe care le-a realizat Luchian, au o incidență în pictura prerafaelită ce a fost folosită în Art Nouveau și simbolism. Astfel, o influență asupra pictorului român a avut-o celebra pictură a lui John Everett Millais intitulată Ofelia și perceptele simbolismului ce pot fi identificate în câteva portrete ale unor tinere culcate. 

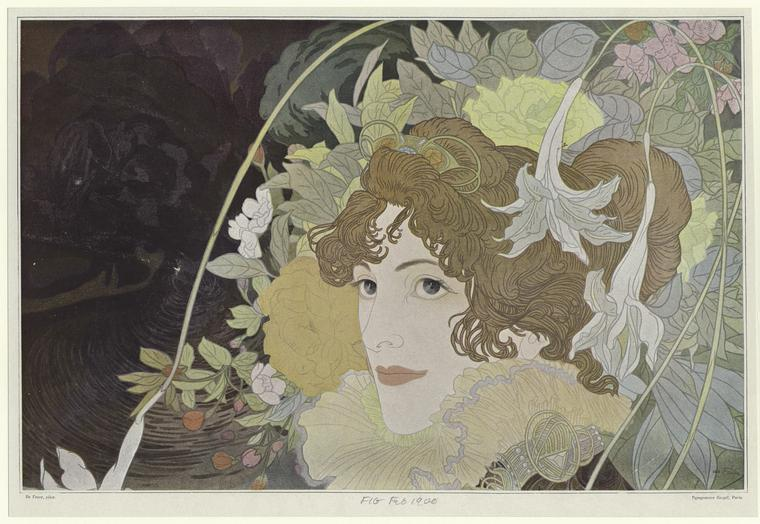
Femeie între flori - de Georges de Feure (1900)
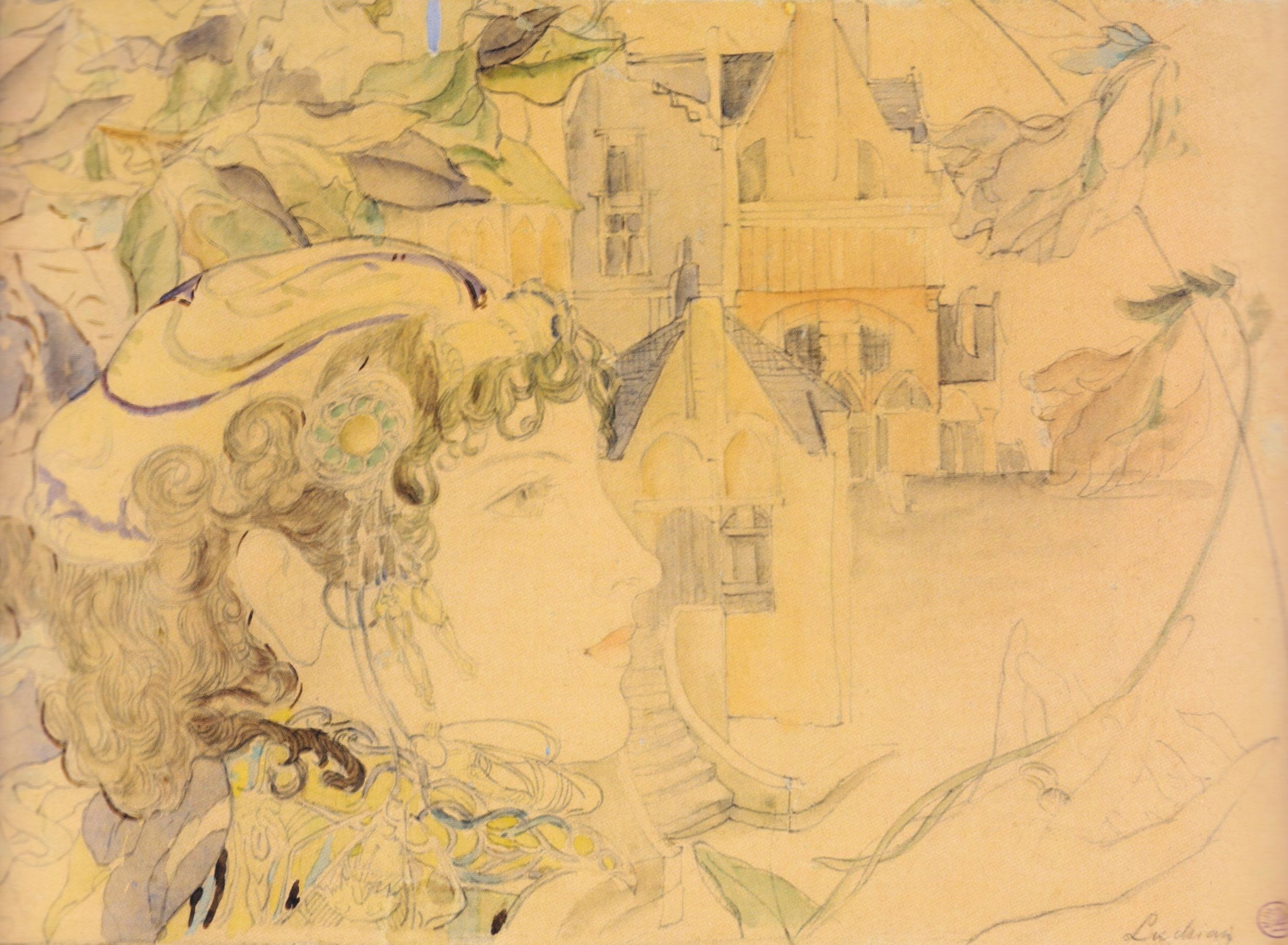
Studiu pentru Anotimpurile
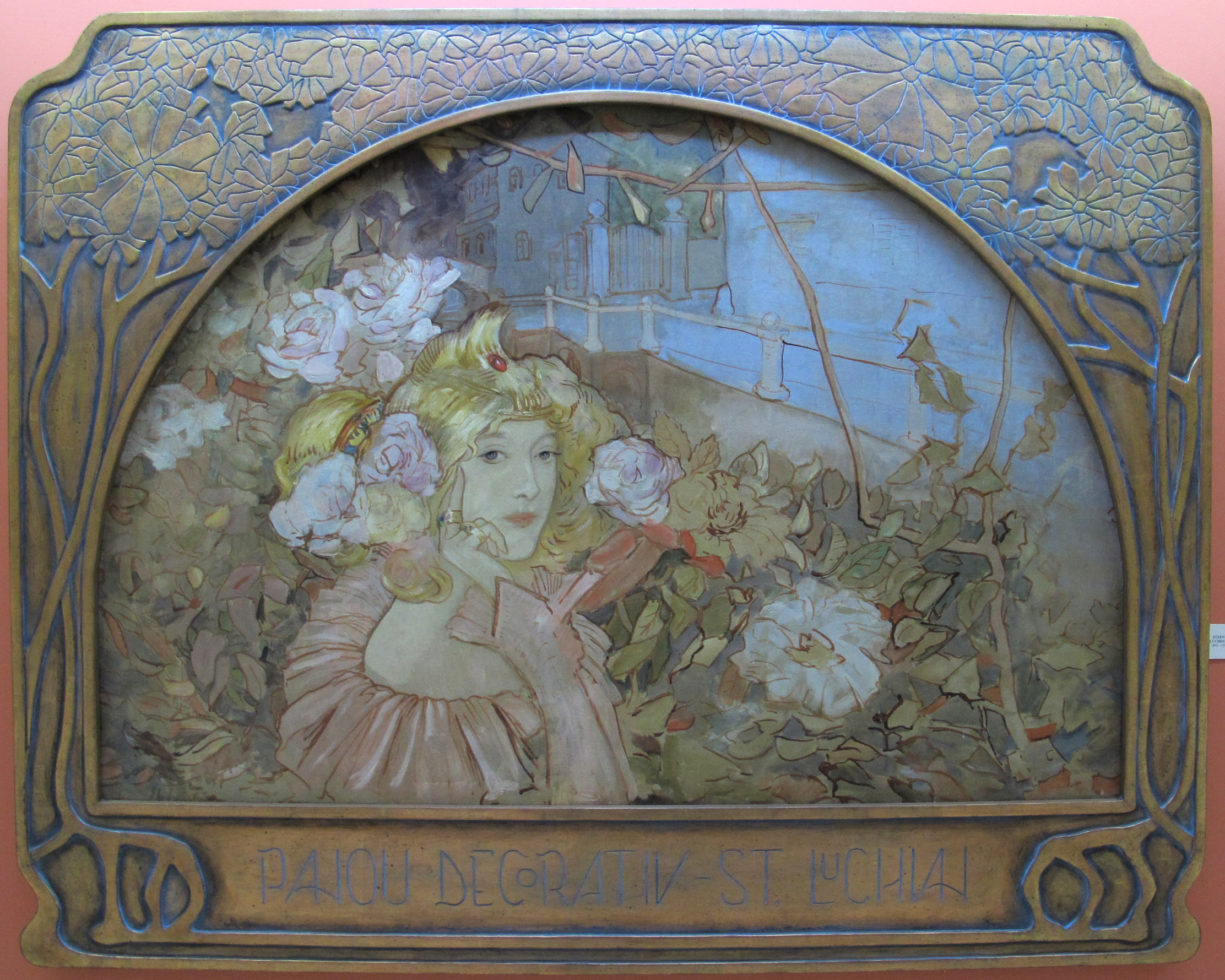
Primăvara - de Luchian
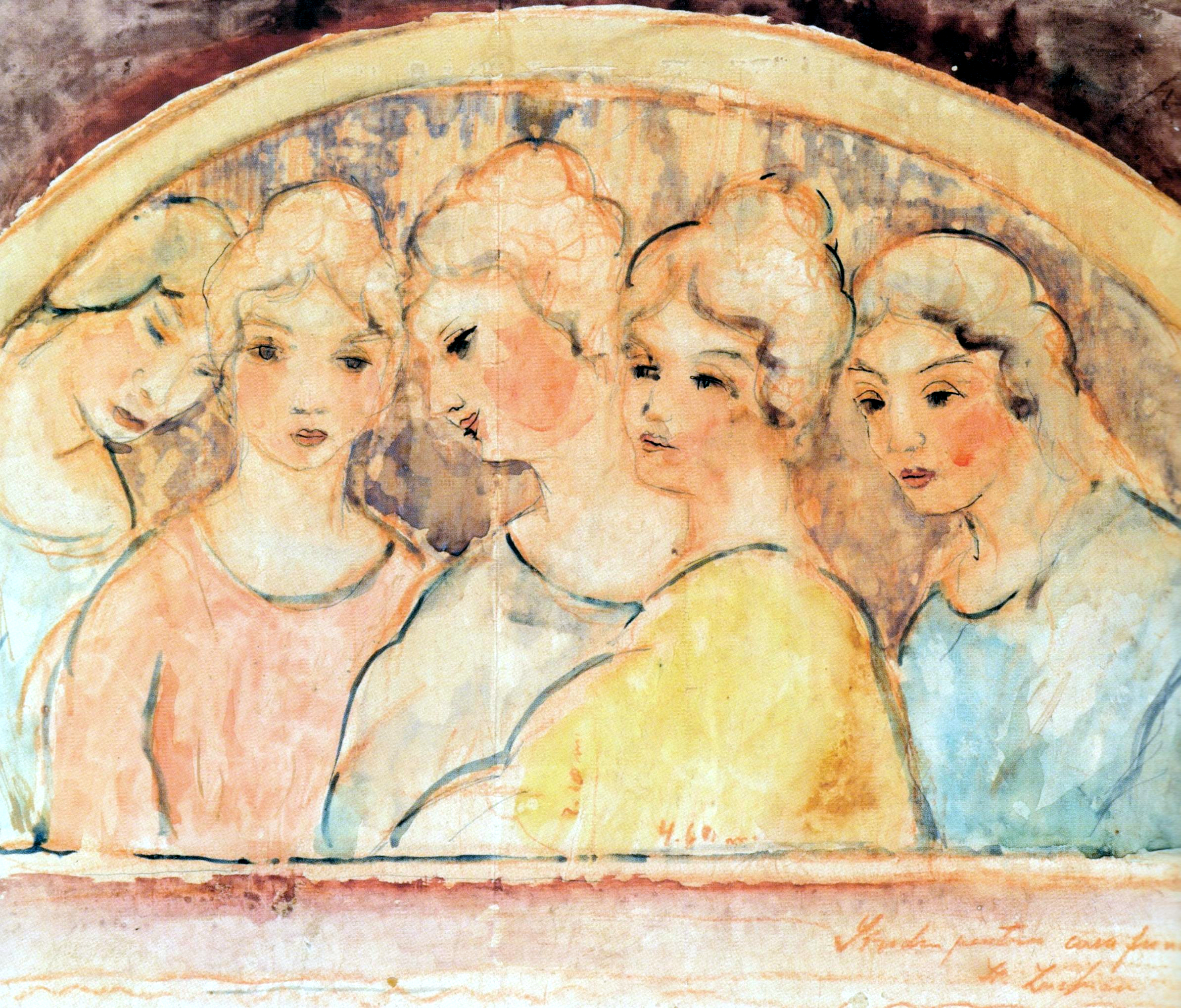
Studiu de panou decorativ pentru Palatul Funcționarilor Publici
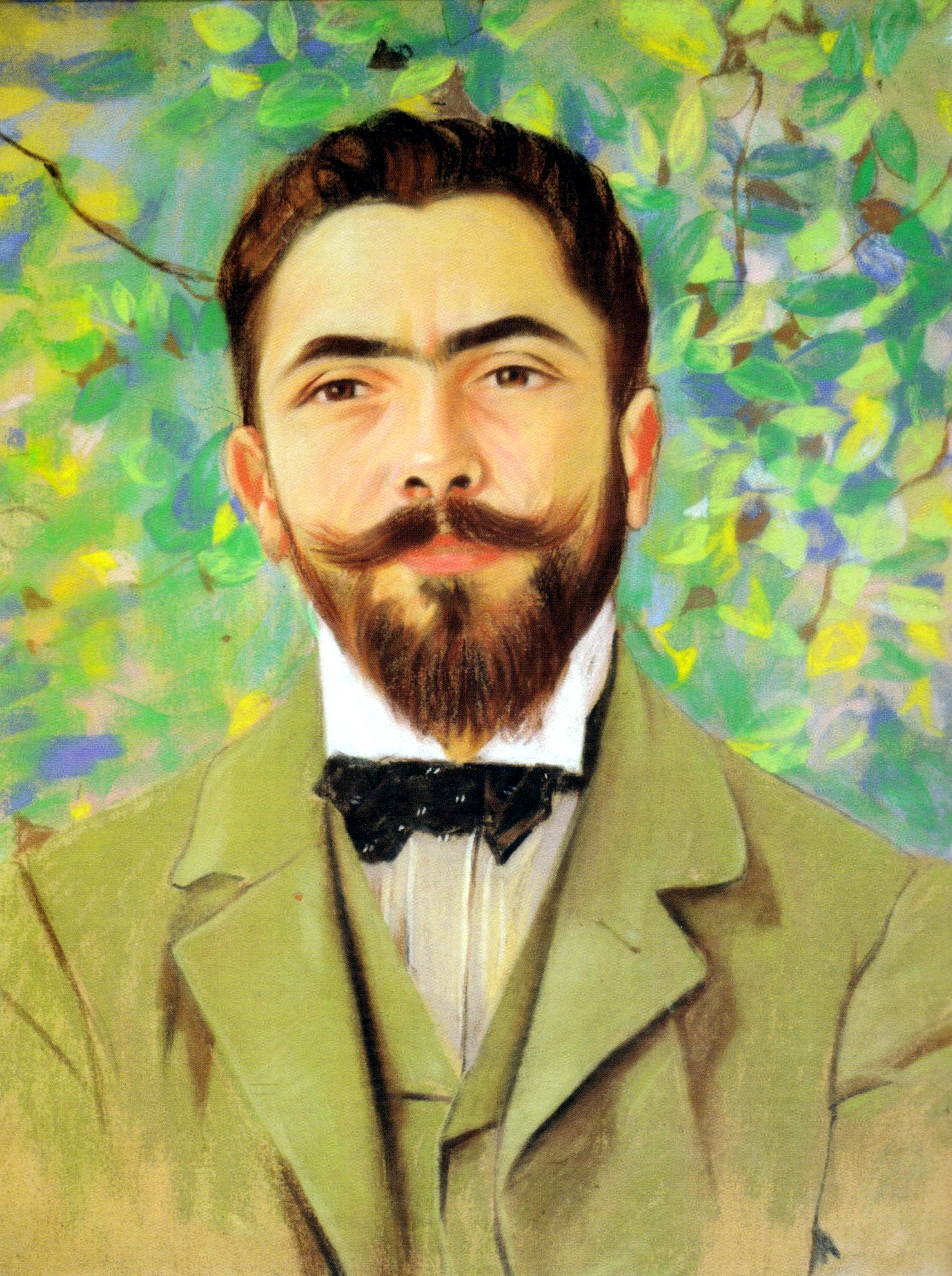
Portret de barbat - de Luchian
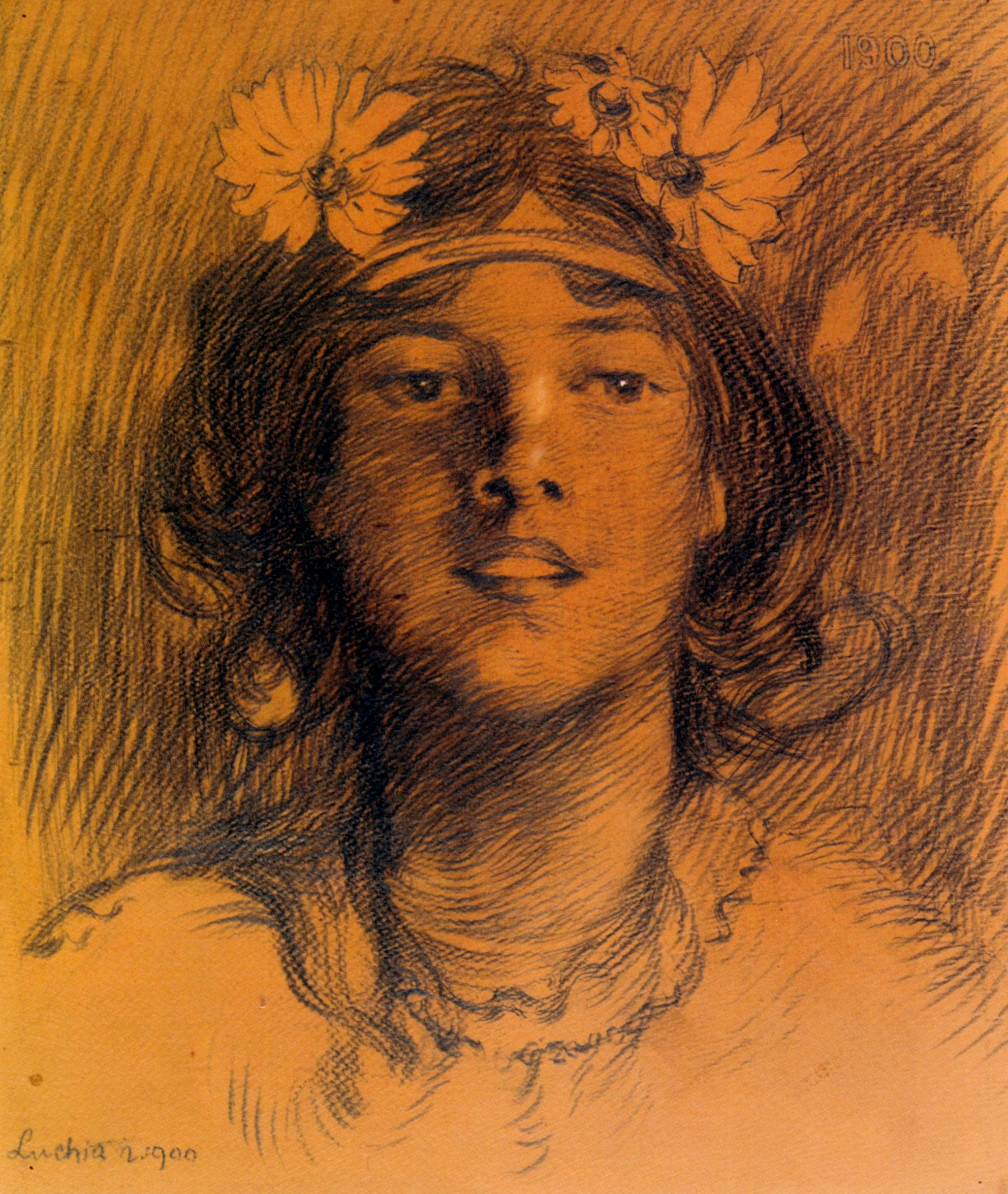
Tânără - desen pentru coperta Revistei Ileana

Prin scurtul episod de natură stilistică Die Jugend din acești ani ai secesiunii din România, Ștefan Luchian a rămas pentru posteritatea artei plastice autohtone, ca primul pictor care și-a reînnoit limbajul conectându-l la cel mai nou curent artistic din acele vremuri – Jugenstil. A făcut în perioada 1900 - 1903 câteva lucrări monumentale ca alegoriile Primăvara, Vara și Toamna, pe care le-a desenat și pregătit în prealabil în stilul Art Nouveau. Acuarela Vara se găsește astăzi la Cabinetul de Desene și Gravuri de la Muzeul Național de Artă al României, ea fiind inspirată după o lucrare realizată de Georges de Feure. Panoul are dimensiuni foarte mari și decorația se susține cu motive vegetale luxuriante care constituie fundalul. Cromatica s-a limitat la tonuri de griuri colorate și un ocru delicat.
Luchian a mai realizat la comanda lui Victor Antonescu seria decorativă intitulată Anotimpurile.  Antonescu a dorit să beneficieze de lucrări inspirate după Georges de Feure, care circulau de altfel, în toată Europa.

### Acuarelă pe hârtie și pânză

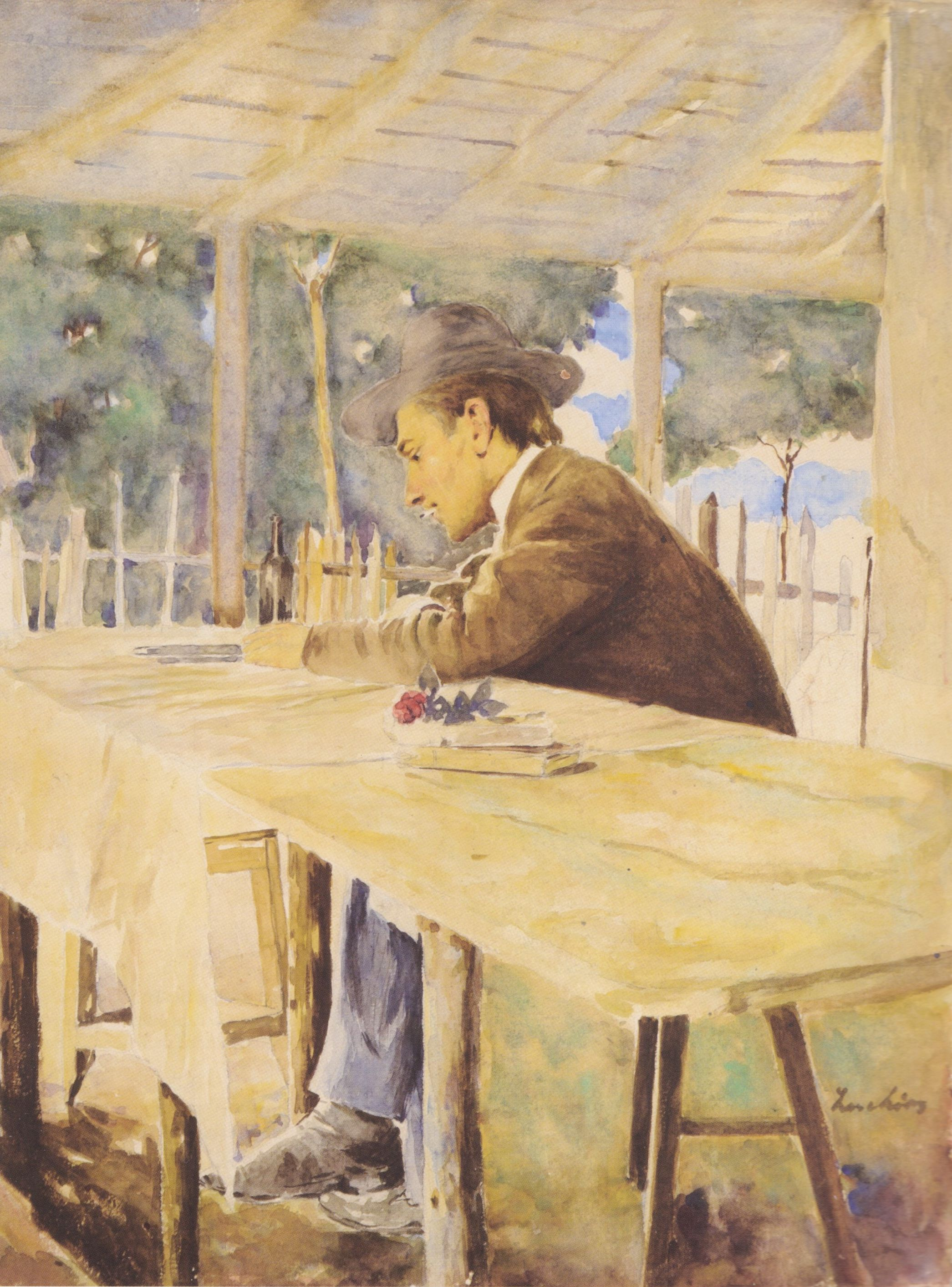
Autoportret în grădină

Folosind acuarela, Ștefan Luchian a conferit lucrărilor sale o valoare neîntâlnită în arta românească. O lucrare ce îl definește este Safta florăreasa.  Pentru realizarea ei, artistul a folosit creion și acuarelă pe carton. Totul a fost făcut în tonuri calde și bine vibrate.  Cu toate că a creat și o variantă în ulei de aceleași dimensiuni  (0,965 x 0,647 m), acuarela s-a dovedit că a păstrat mai mult decât pictura o prospețime a unei creații spontane.  Animată de un pitoresc inedit, exprimând un alt fel de frumusețe feminină decât cel uzitat în acea epocă, având o distincție rezervată, tabloul este considerat de critica de artă din România, ca fiind lucrarea cu care artistul s-a desprins de începuturile sale din domeniul picturii.  Toate variantele făcute de Luchian în această tematică, se încadrează cu brio în portretele de florărese și țigănci devenite clasice în picture românească, cum sunt: Țiganca de la Ghergani a lui Nicolae Grigorescu (1872), Țiganca lui Theodor Aman (1884) și Țigancă cu lulea a lui Octav Băncilă (1918). 
Acuarela pictorului român a evoluat în decursul timpului către o picturalitate accentuată precum Țărani, Birt fără mușterii, Puțul din strada Culcerului, Autoportretul din grădină sau Ghereta din Filantropia.  Toate lucrările enumerate au fost considerate de critica de artă, ca fiind unele dintre cele mai mari realizări în acuarelă din România. Începând din anul 1900, pictura sa s-a caracterizat printr-o accentuare a strălucirii cromatice și un plus major la redarea efectelor de lumină. 
Cum hârtia sau cartonul nu l-a mulțumit totdeauna, Luchian a căutat și alte suporturi pentru acuarelă sau pastel.  Astfel, el a aplicat acuarelă pe pânză și a făcut pentru prima oară două portrete de femei. Primul a fost inspirat din lucrarea Primăvara a lui Edouard Manet, care a folosit-o ca model pe actrița Jeanne Demarsy.  Asemănarea a fost indicată de Theodor Enescu. Manet a făcut tabloul Primăvara în anul 1881, pictura afișând un decorativism novator și o îndrăzneală curajoasă privind asocierea acestuia cu un portret. Luchian a folosit ca suport o pânză cu textură fină, a desenat în creion și a aplicat acuarela alternând consistența diluată cu cea mai densă, obținând astfel efecte de transparență delicate. 

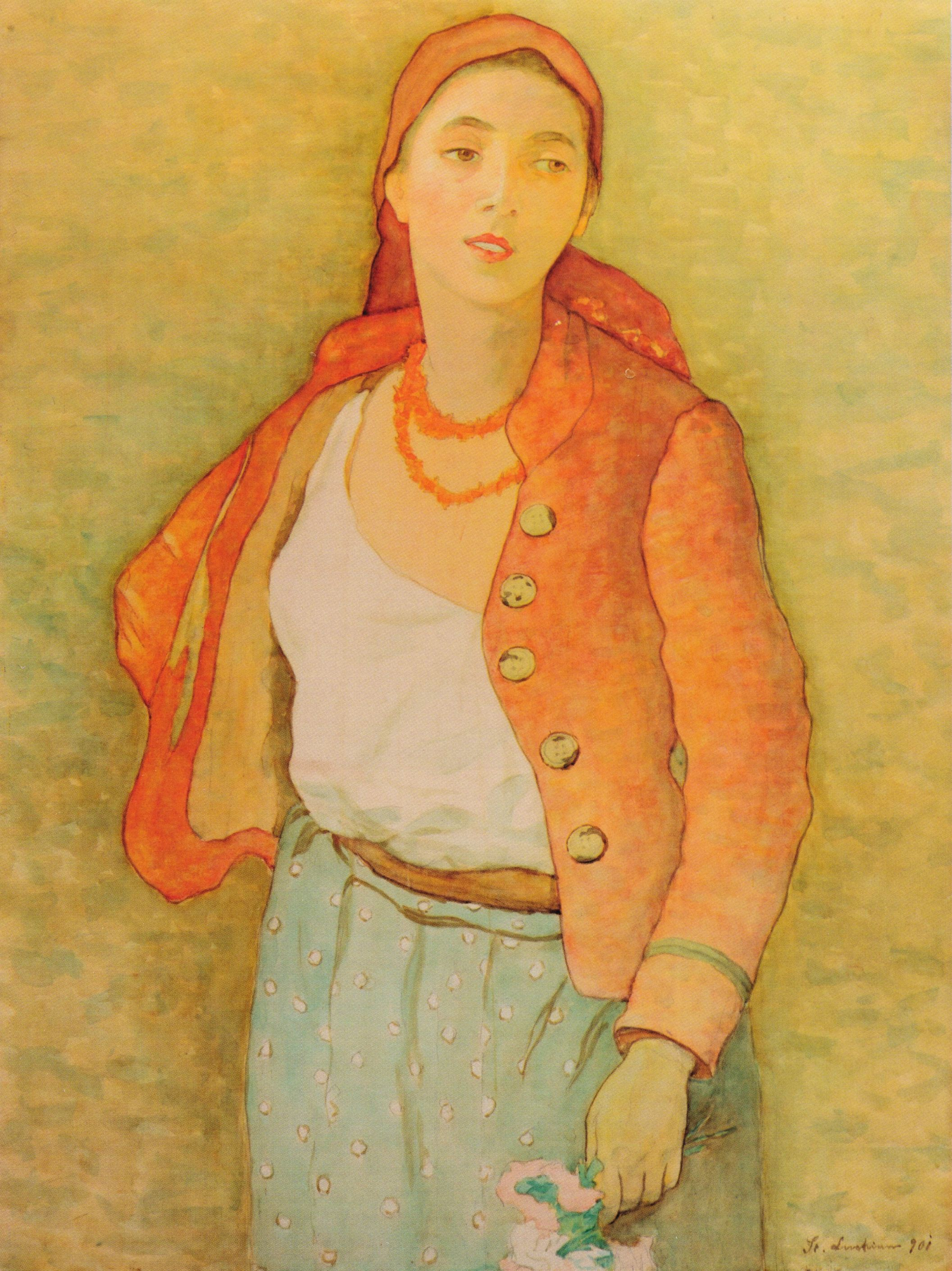
Safta florăreasa (Luchian)
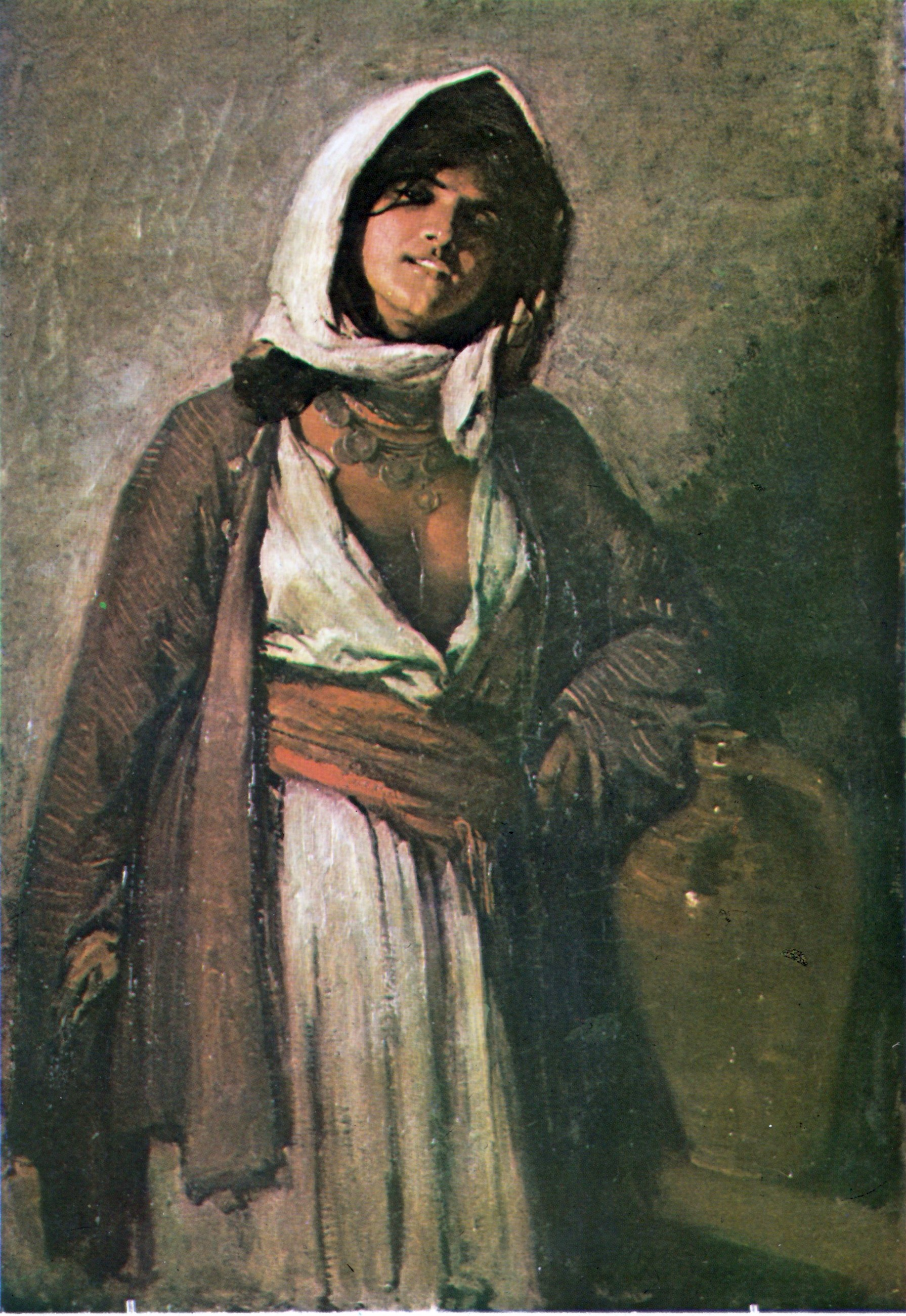
Țiganca de la Ghergani (Grigorescu)
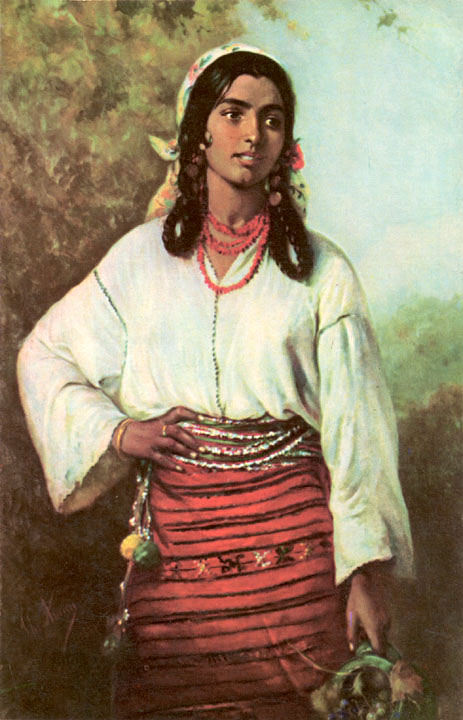
Țiganca (Theodor Aman)
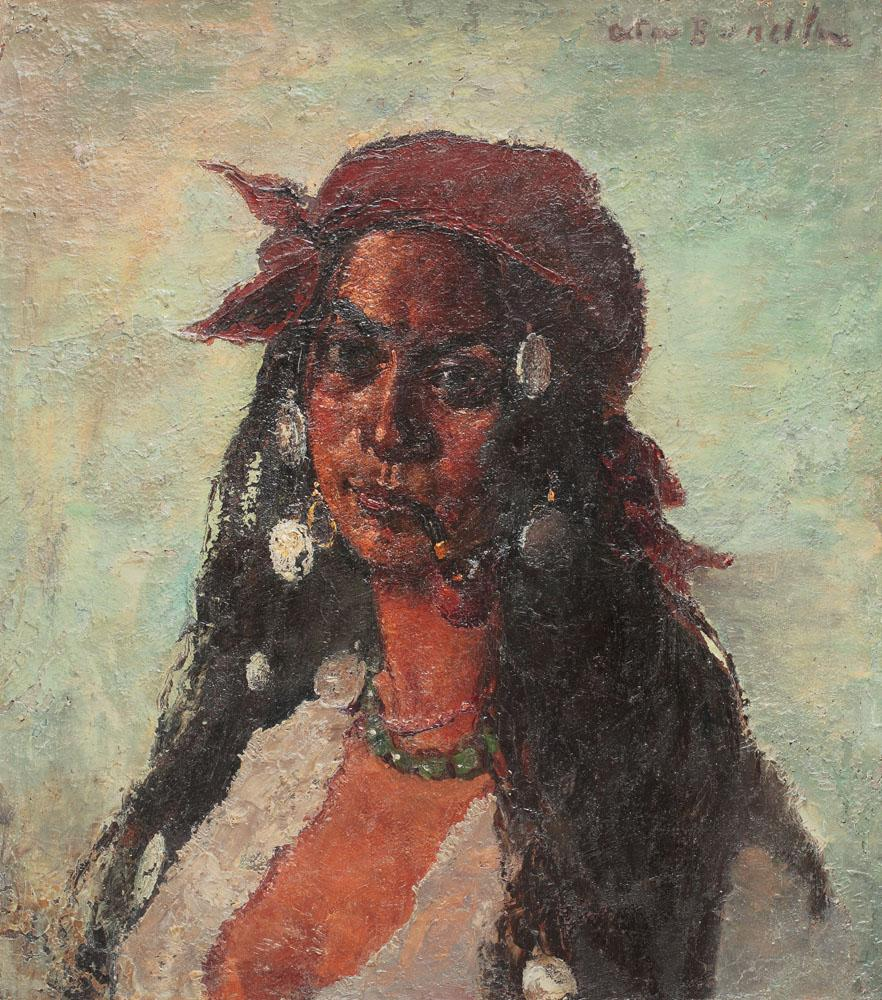
Țigancă cu lulea (Octav Băncilă)
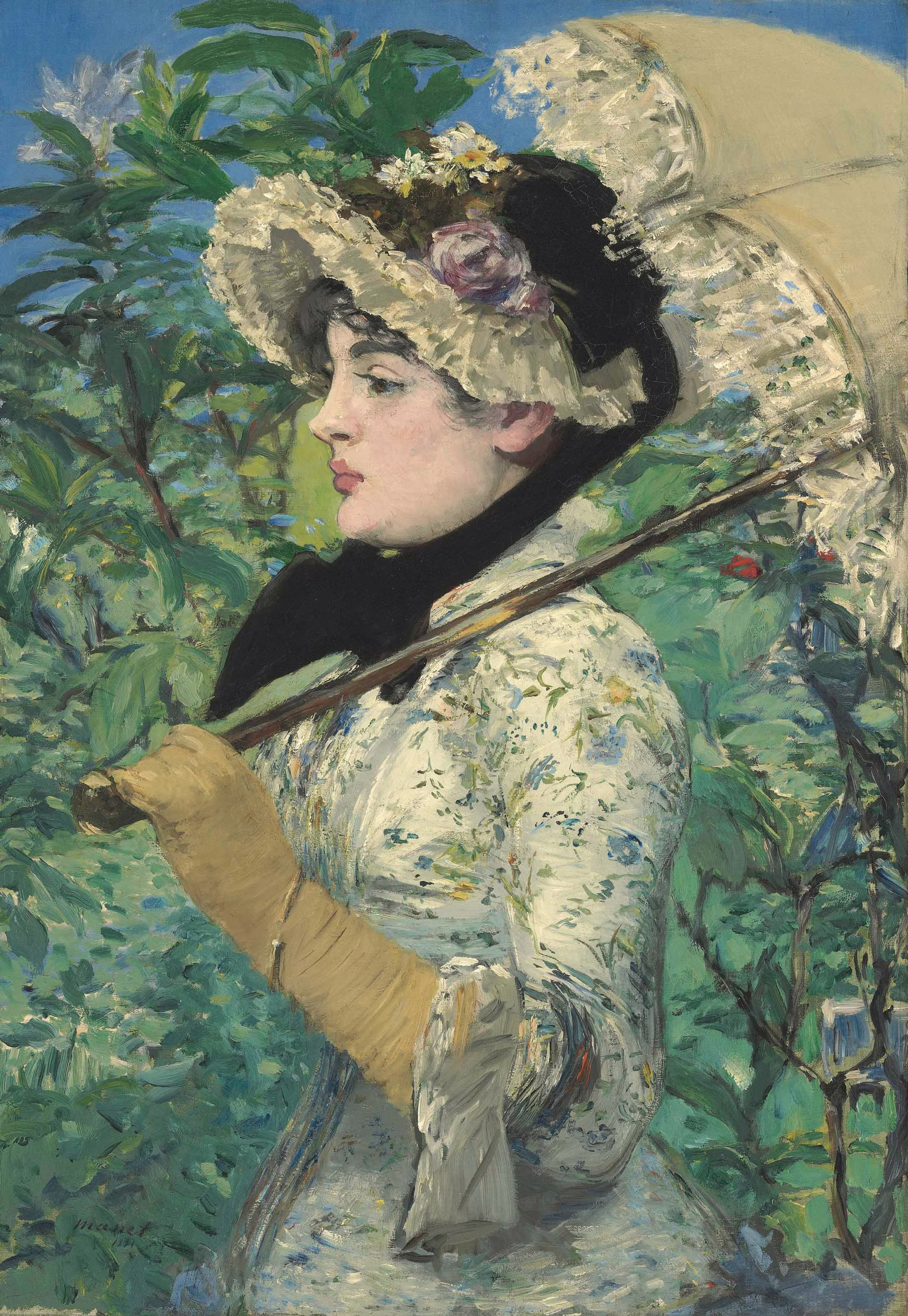
Primăvara (Edouard Manet)
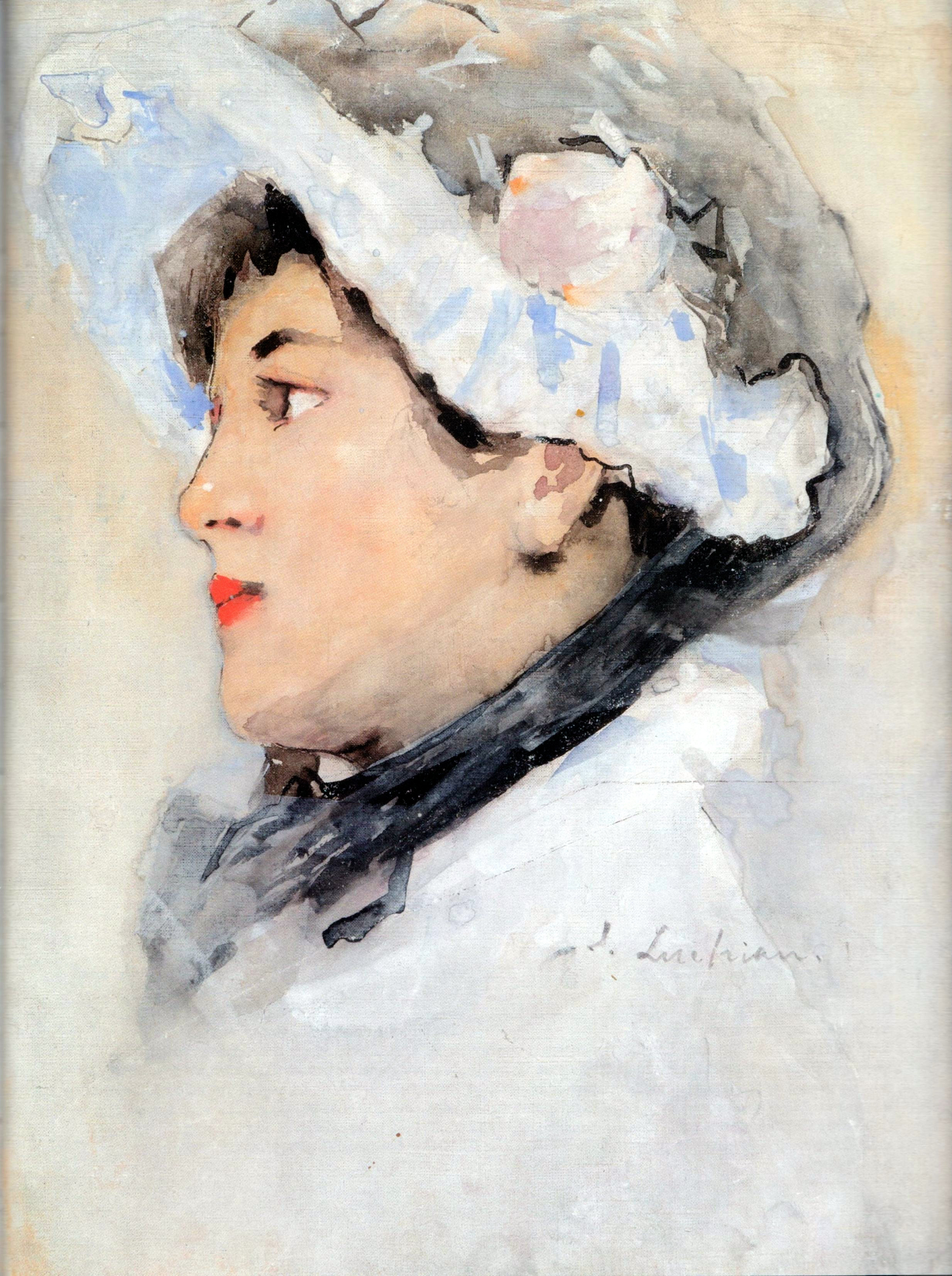
Portret de femeie (1) (Luchian)
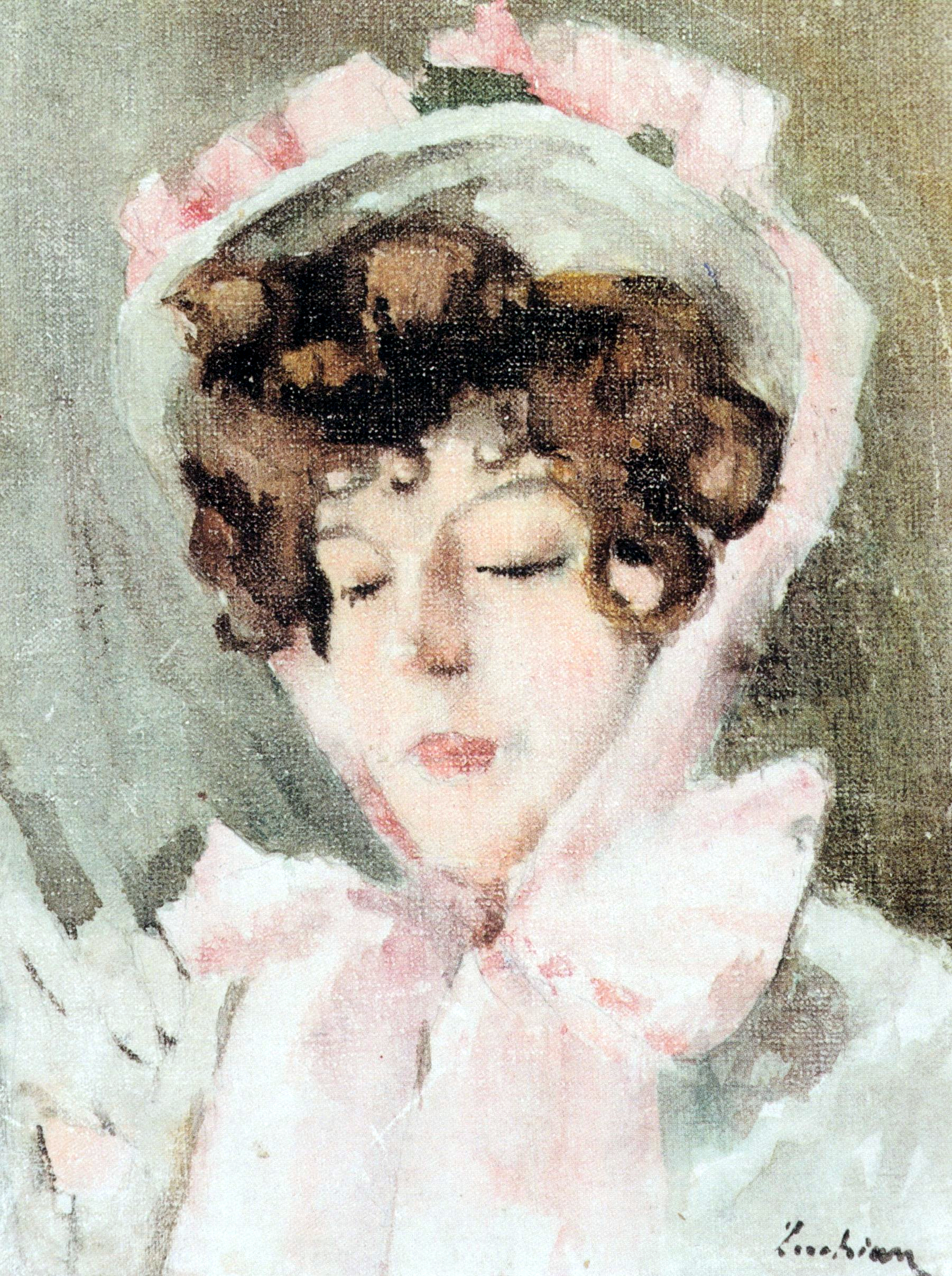
Portret de femeie (2) (Luchian)

La al doilea portret de femeie a aplicat acuarela pe o pânză cu o textură mai rugoasă.  În aceeași tehnică a conceput și alte picturi ca Lunca Ialomiței, Nud în peisaj, Lunca Doftanei și Peisaj de la Moinești, ultimele două având și variante în ulei. 

### Cărbune și zgârieturi cu acul pe hârtie
Experimentările grafice pe care artistul român le-a făcut sunt vizibile și într-una dintre lucrările ce s-au constituit ca fiind ultimele din tematica de gen din creația sa – Scriitorul Beldiceanu cu familia și poetul Șt. O. Iosif. Lectura – (1). A făcut pentru aceasta mai multe variante în acuarelă, cărbune și ulei.  Astfel, scena de interior a fost mai întâi desenată monocrom cu cărbunele, apoi conturul și hașurile cu acul, ele fiind valorizate cu cărbune sau pur și simplu a lăsat să se vadă culoarea hârtiei neacoperite cu nimic.  În preajma anului 1908 a realizat o variantă colorată (2) pe care a pictat-o folosind o densitate pronunțată de pastă.  Accentele de culoare strălucesc pe o dominantă de brun-roșcat, prin care transpare și albul hârtiei. Această compoziție este o acuarelă a perioadei de maturitate artistică ce este contemporană cu mult mai cunoscuta Gheretă la Filantropia. 

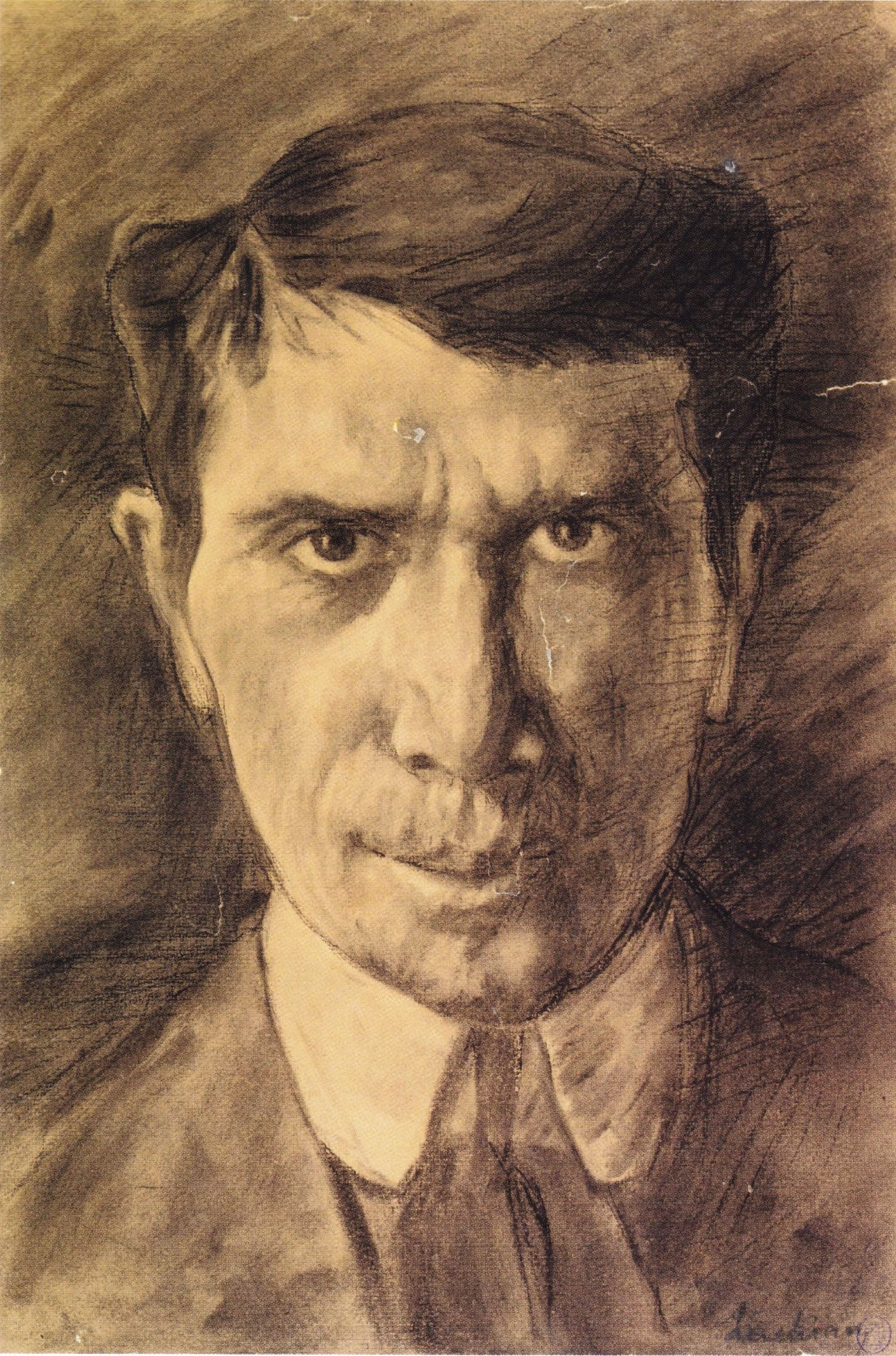
Autoportret
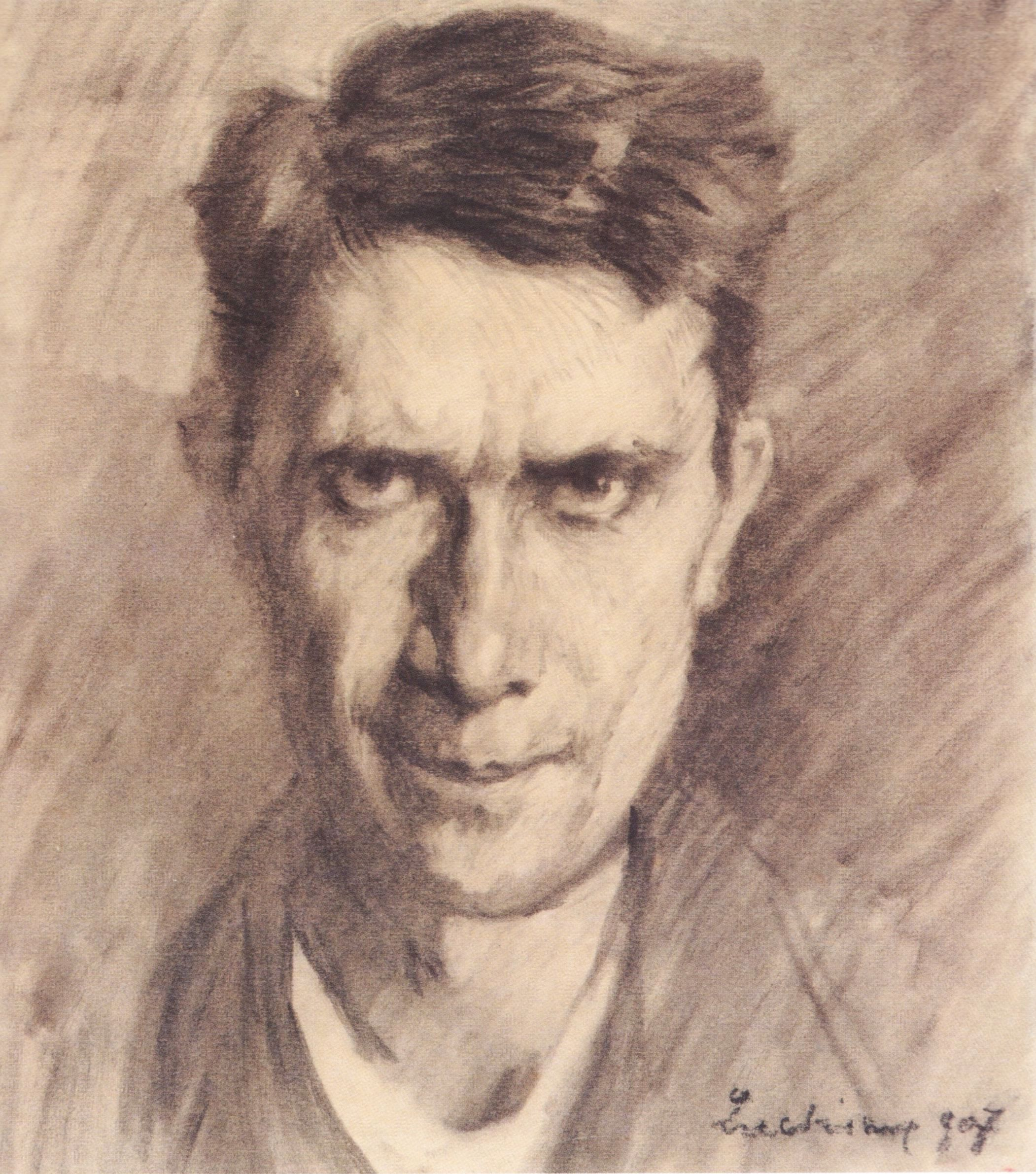
Autoportret
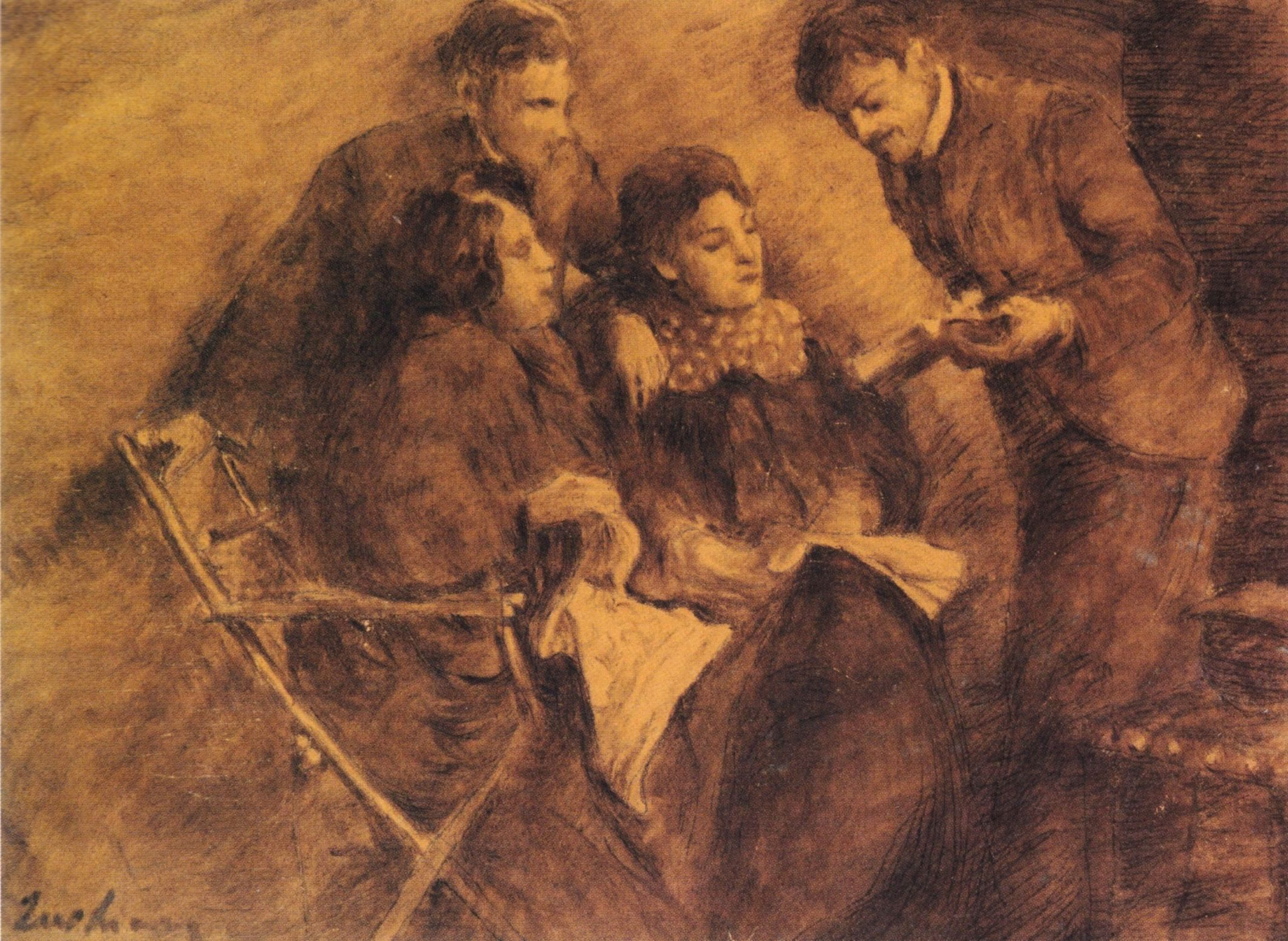
Scriitorul Beldiceanu cu familia și poetul Șt. O. Iosif – (1)
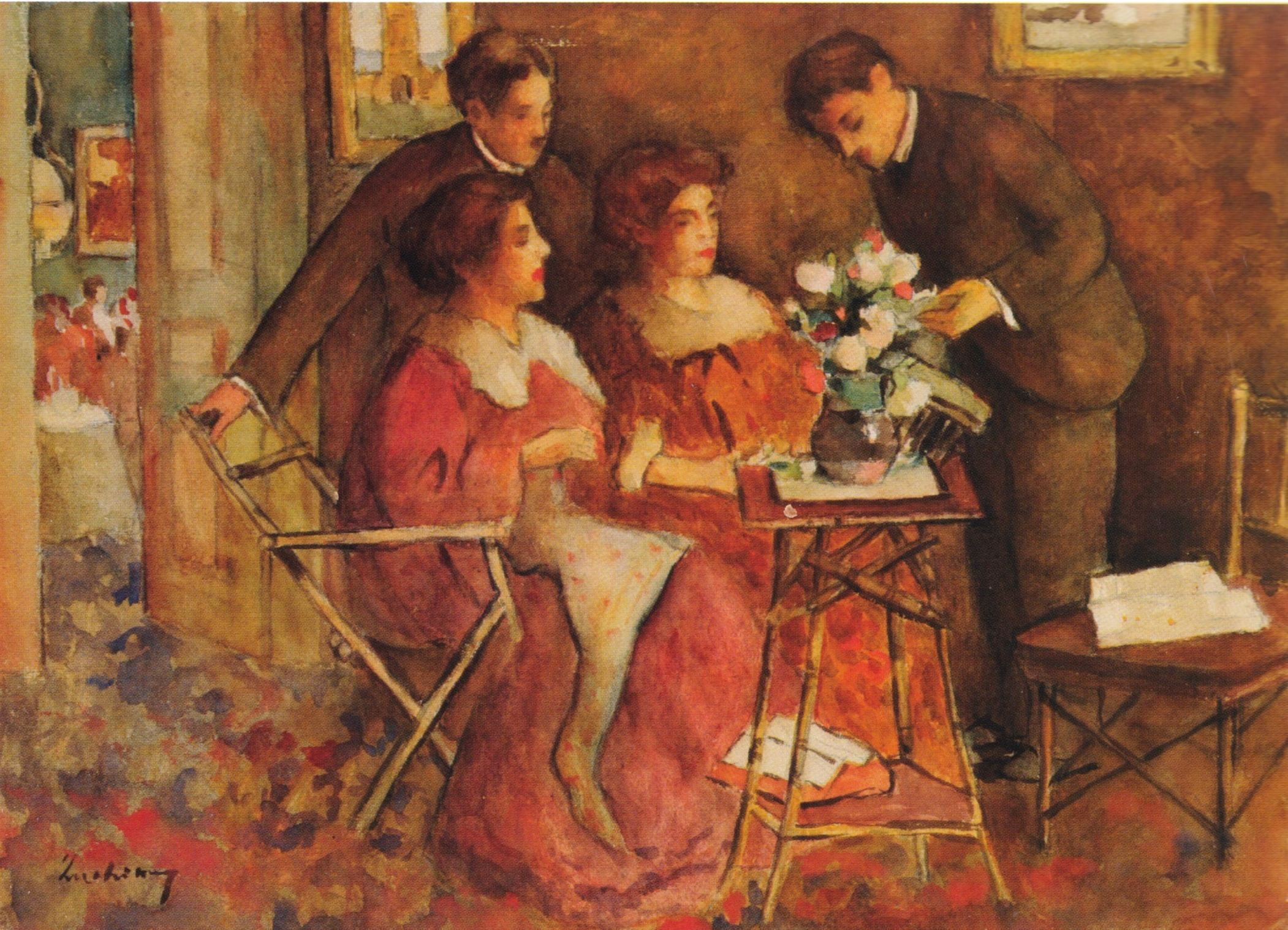
Scriitorul Beldiceanu cu familia și poetul Șt. O. Iosif – (2)
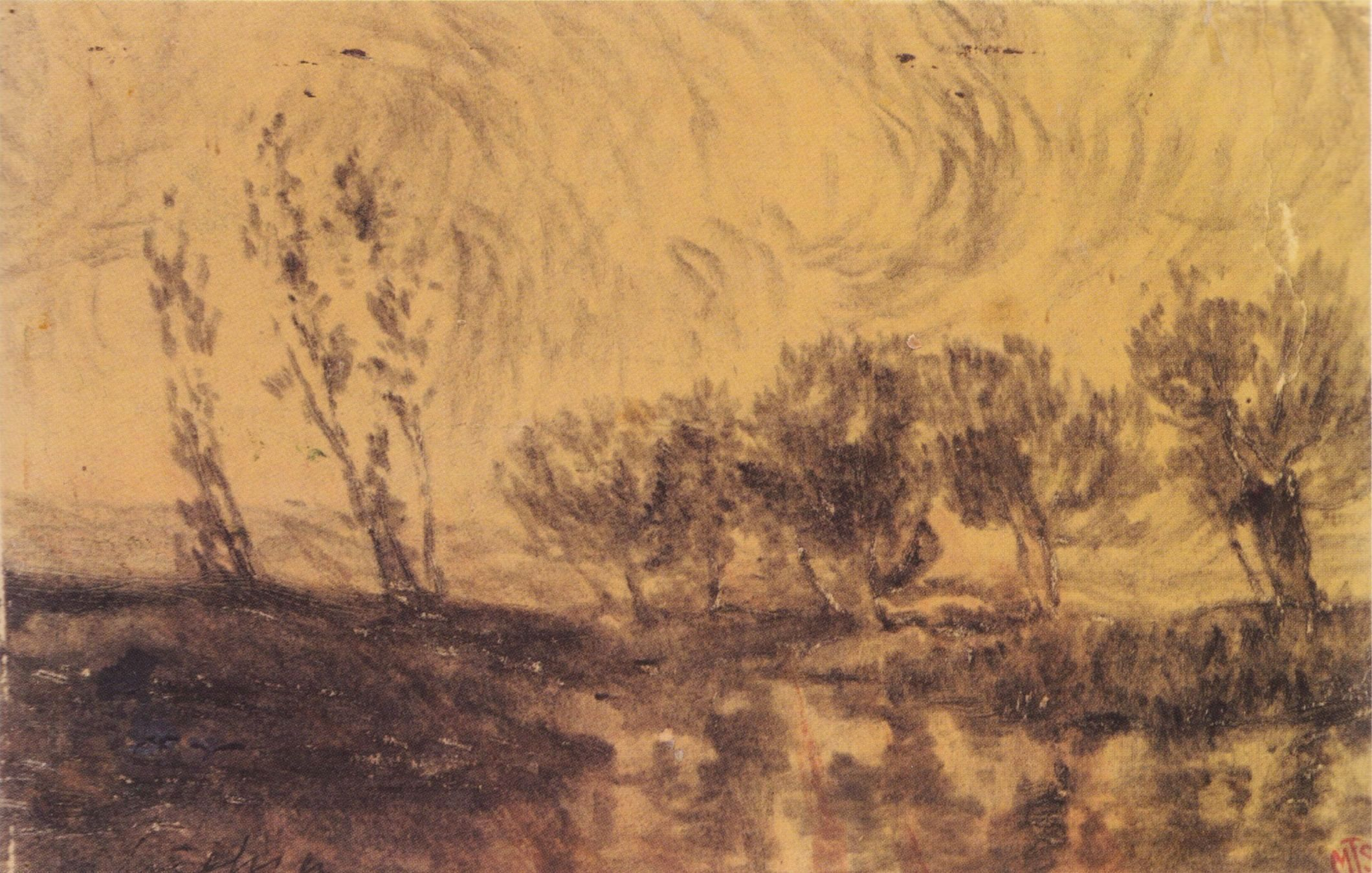
Peisaj de luncă

Cărbunele și zgârieturile cu acul pe carton galben, sunt prezente și în peisajul intitulat Peisaj de luncă.  După cum se știe, Luchian a preferat să folosească tușul pentru lucrările monocrome, dar a folosit și estompa asociată câteodată cu cărbunele și acul. În peisajul aminitit, pictorul a utilizat estompa cu care a conceput în partea inferioară a tabloului diferite intensități de negru.  Folosind aceeași tehnică cu cărbune, estompă, conté și zgârieturi cu acul pe un support de carton galben, Luchian a creat o compoziție cu o dinamică specială în linii curbe.  Pentru a obține efecte mai puternice, a folosit acul cu mai multă fortă și conturul liniilor pe care le-a zgâriat a fost umplut cu cărbune devenind mai intens, realizând astfel o serie de linii întunecate.  Pentru a obține valorații pentru zona frunzișului a folosit estompa pe vegetație, precum și pe umbrele acesteia. La final a aplicat linii pure de cărbune mai consistente. 

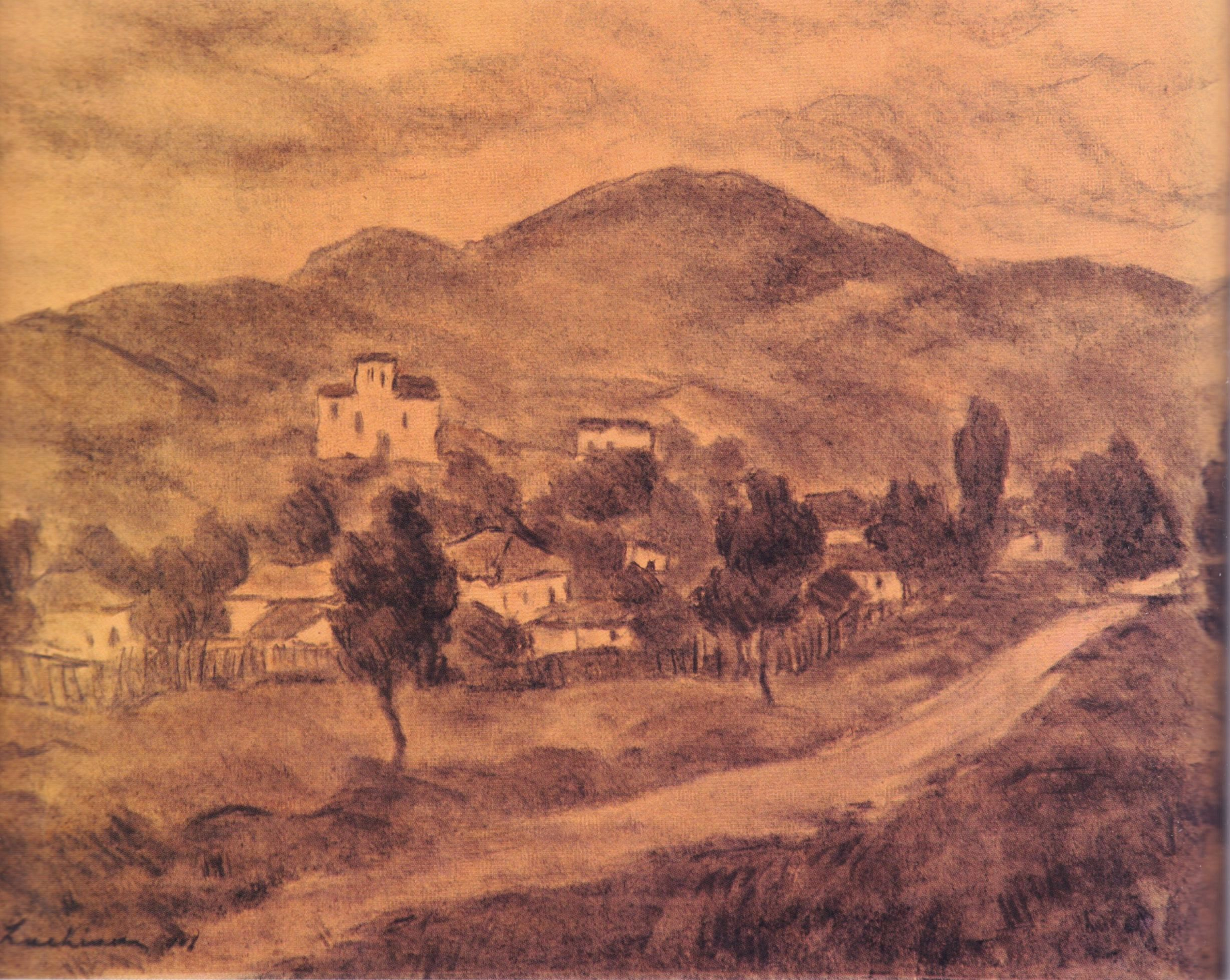
Târgul Moinești
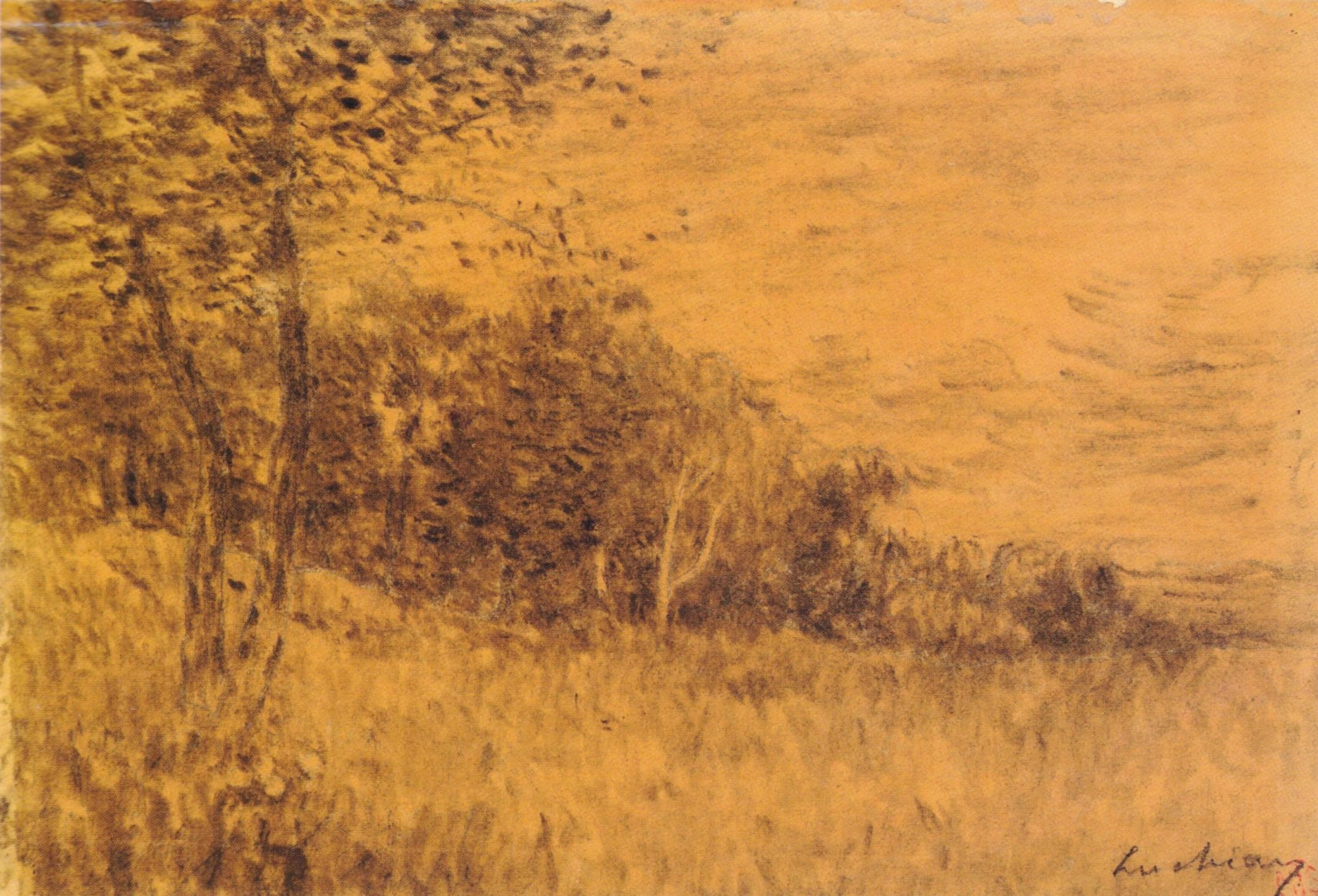
Margine de pădure
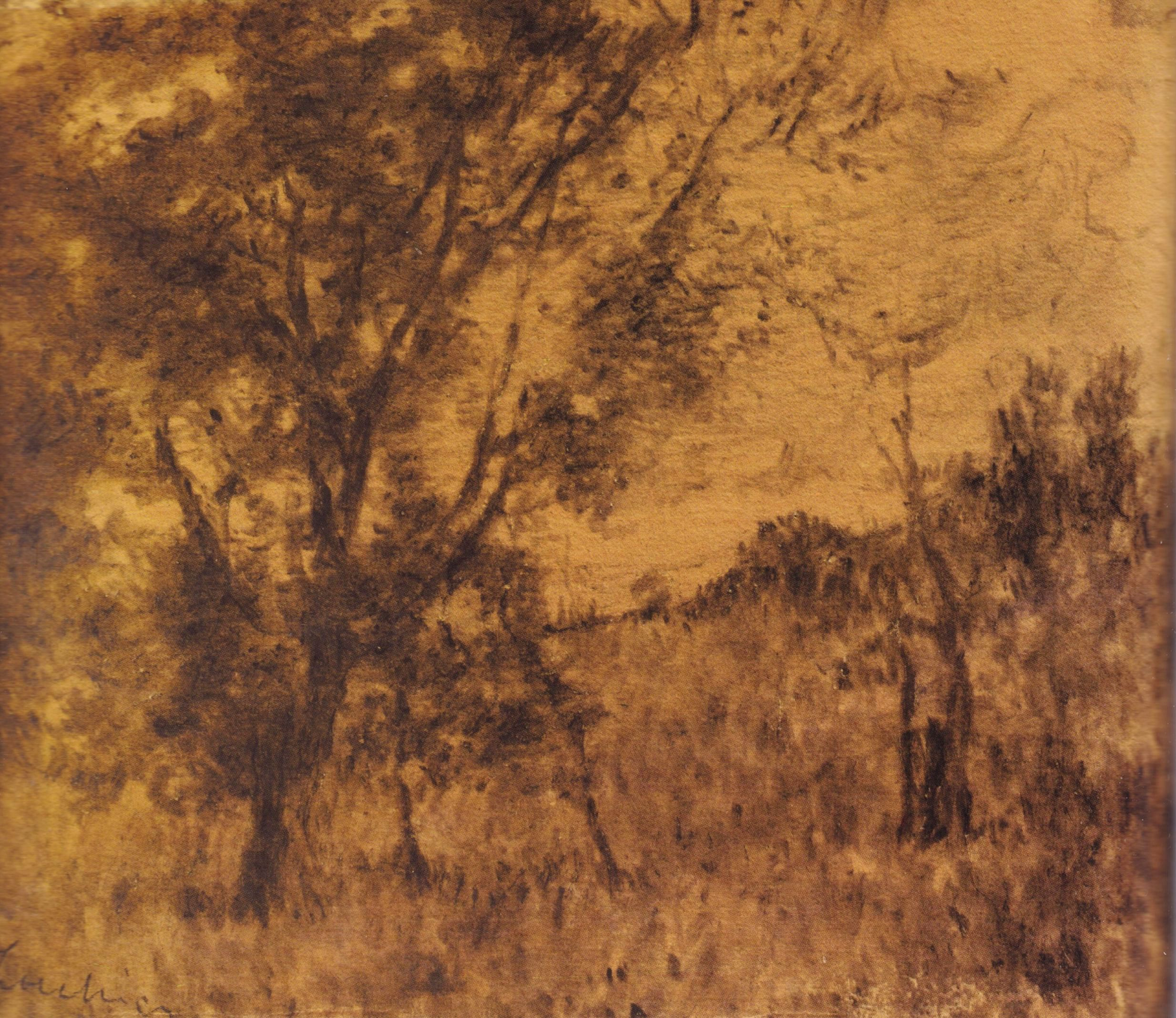
Peisaj
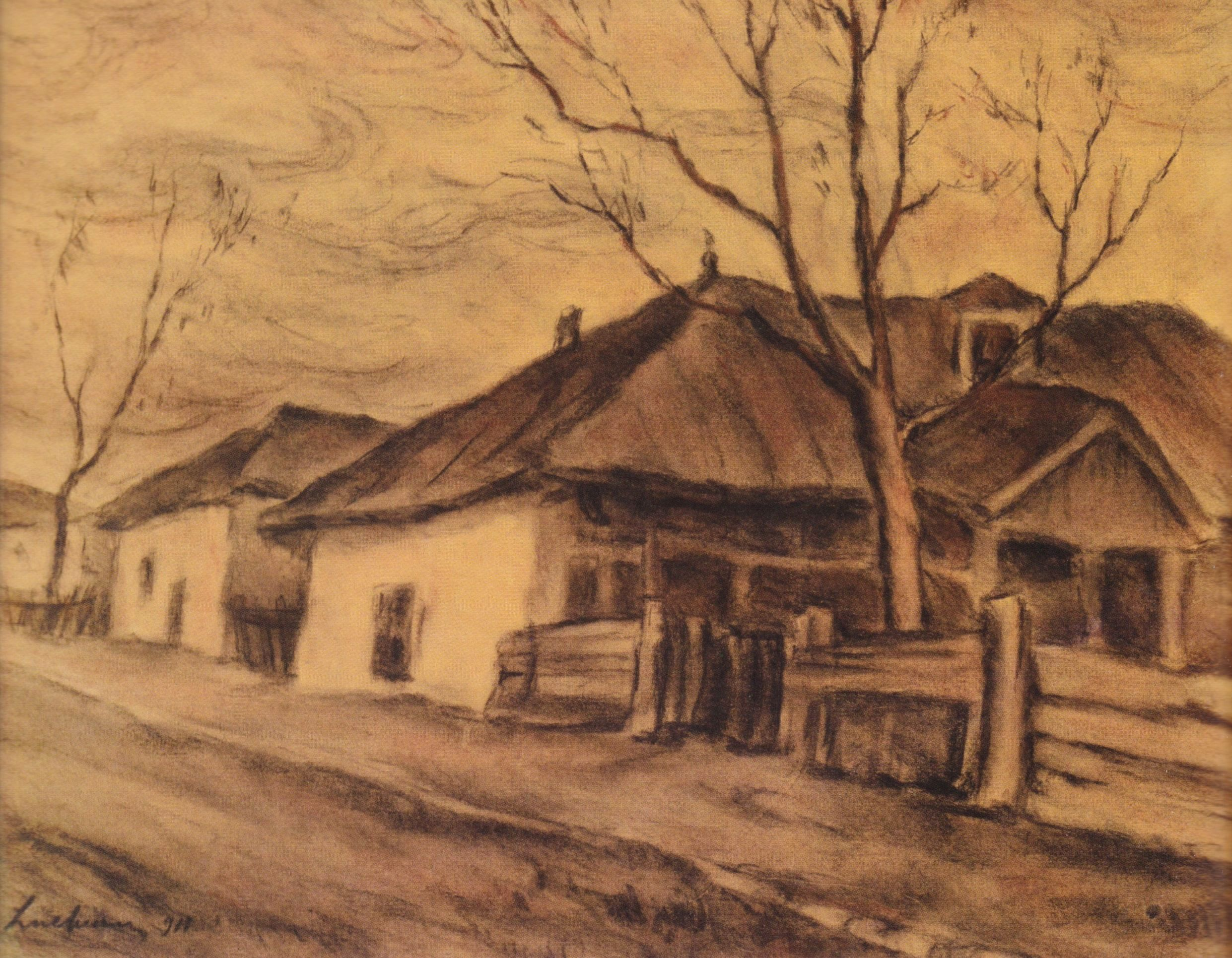
Case de țară

### Pastel pe hârtie și pânză

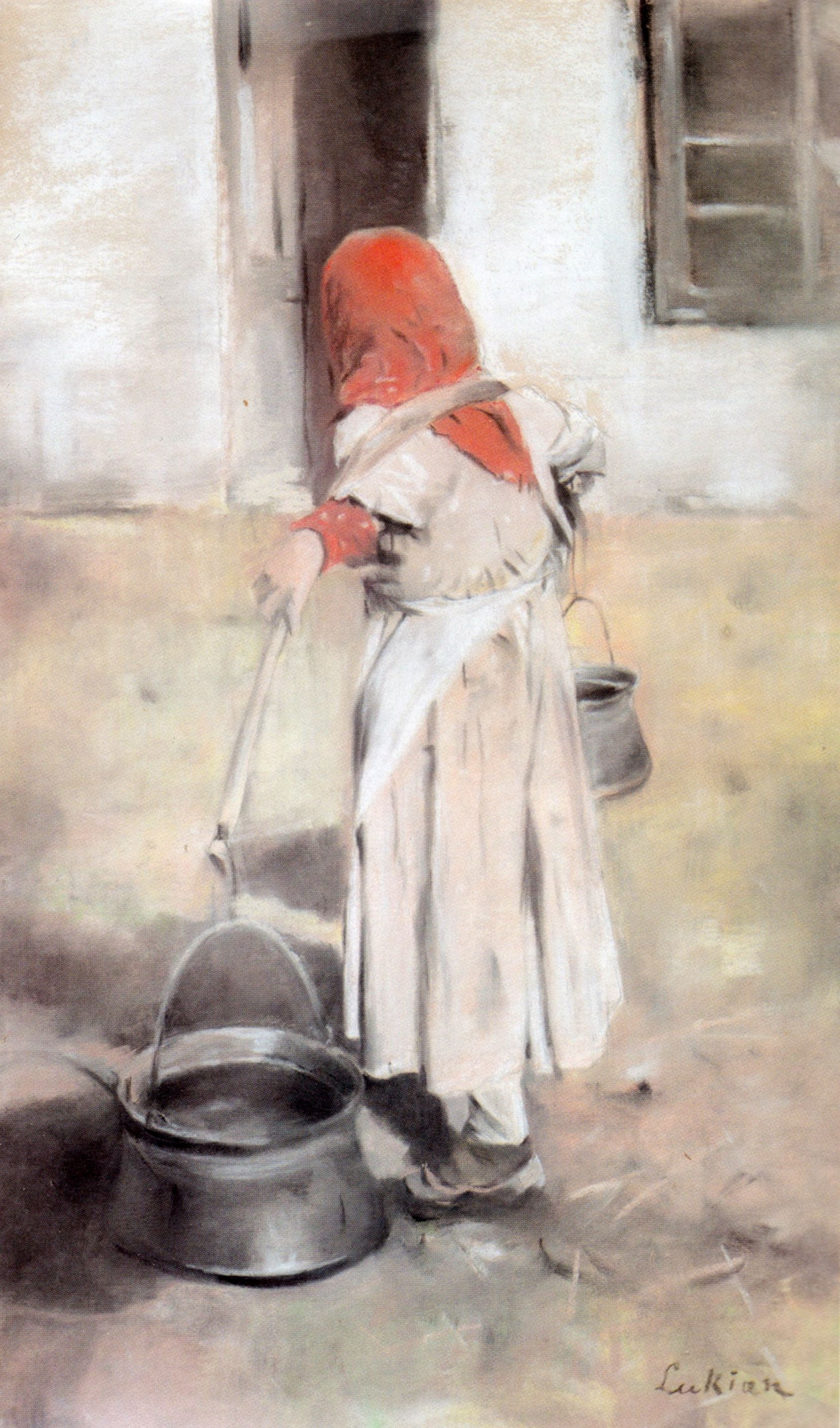
De la apă – pastel/carton

Așa cum rezultă din întreaga creație a lui Ștefan Luchian, acesta a folosit creioanele de pastel în mai toate etapele sale artistice. Se poate vedea acest lucru începând cu compoziția din tinerețe intitulată De la apă, până la peisajele pe care le-a realizat la Brebu sau naturile statice cu flori pe care le-a făcut în perioada de după anul 1908.  Pictorul român a fost atașat de tehnica pastelului atât pentru suplețea, spontenaitatea  și delicatețea ei, cât și pentru ușurința de care a dat dovadă artistul în  sintetizarea formelor. Chiar el a declarat că:
„... Pastelul e mai cald, mai suplu... liniile astea care se pierd, nu le ai în ulei... Și trebuie să fii sigur: unde ai pus, acolo rămâne! E ciudat când combini culorile. Care să o pui întâi, care pe d-asupra. Lași goluri, le împlinești pe urmă ca să ferești petele... Nu-i ușor, nu! Pictorii cam iau în râs pastelul, da nu spun că de câte ori au încercat, au buclarisit-o. – Nu-și poate lua gândul de la reflexia amatorului: / - O artă inferioară! D-aia uleiul s-a înegrit și pastelul stă cum l-ai pus.”
Critica de artă a considerat că pastelul a evidențiat atracția lui Luchian pentru linia curbă, calmă, și pentru dorința acestuia de a imprima lucrărilor sale un aspect luminos și viu. S-a constatat că similar marilor maeștri impresioniști, el a înlocuit perspectiva liniară cu una cromatică, pe care a realizat-o prin orientarea exactă a raportului de tonuri. Concomitent, Luchian a organizat compoziția într-o manieră ușor decorativă. De asemenea, se poate observa că artistul a combinat acuarela cu pastelul, suprapunând peste acestea accente de tuș,  așa cum se vede în studiile cu care a pregătit execuția finală pentru panourile destinate Palatului Funcționarilor Publici.
Toate pastelurile realizate la Brebu sunt combinații complexe de verde, de la cald la luminos – iarba, până la cel întunecat aplicat la umbrele frunzișurilor. Extrem de stimulativă pentru artist a fost, așa cum se știe, pictura în natură: „... Și ce lucruri frumoase, nu te mai saturi uitându-te la ele, mai ales pe lunca Doftanei e o minune nu altceva”. Pentru Luchian, experimentul era plăcerea la care nu a renunțat niciodată. Astfel, a folosit ca suport pânza pentru pastel, așa cum stă ca exemplu lucrarea intitulată  Peisaj cu sălcii. Într-o discuție pe care a avut-o cu Virgil Cioflec, pictorul a explicat de ce a ales o astfel de soluție: „... Cu pastelul lucrezi repede. Fumul argintiu care se împrăștie din sălcii în lumina de amurg, în pastel, îl prinzi mai ușor.”

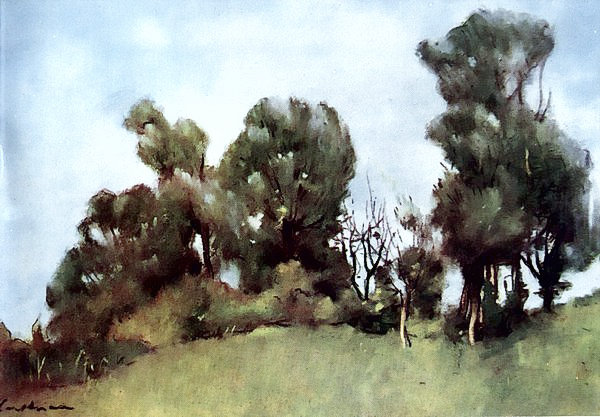
Sălcii – pastel/carton
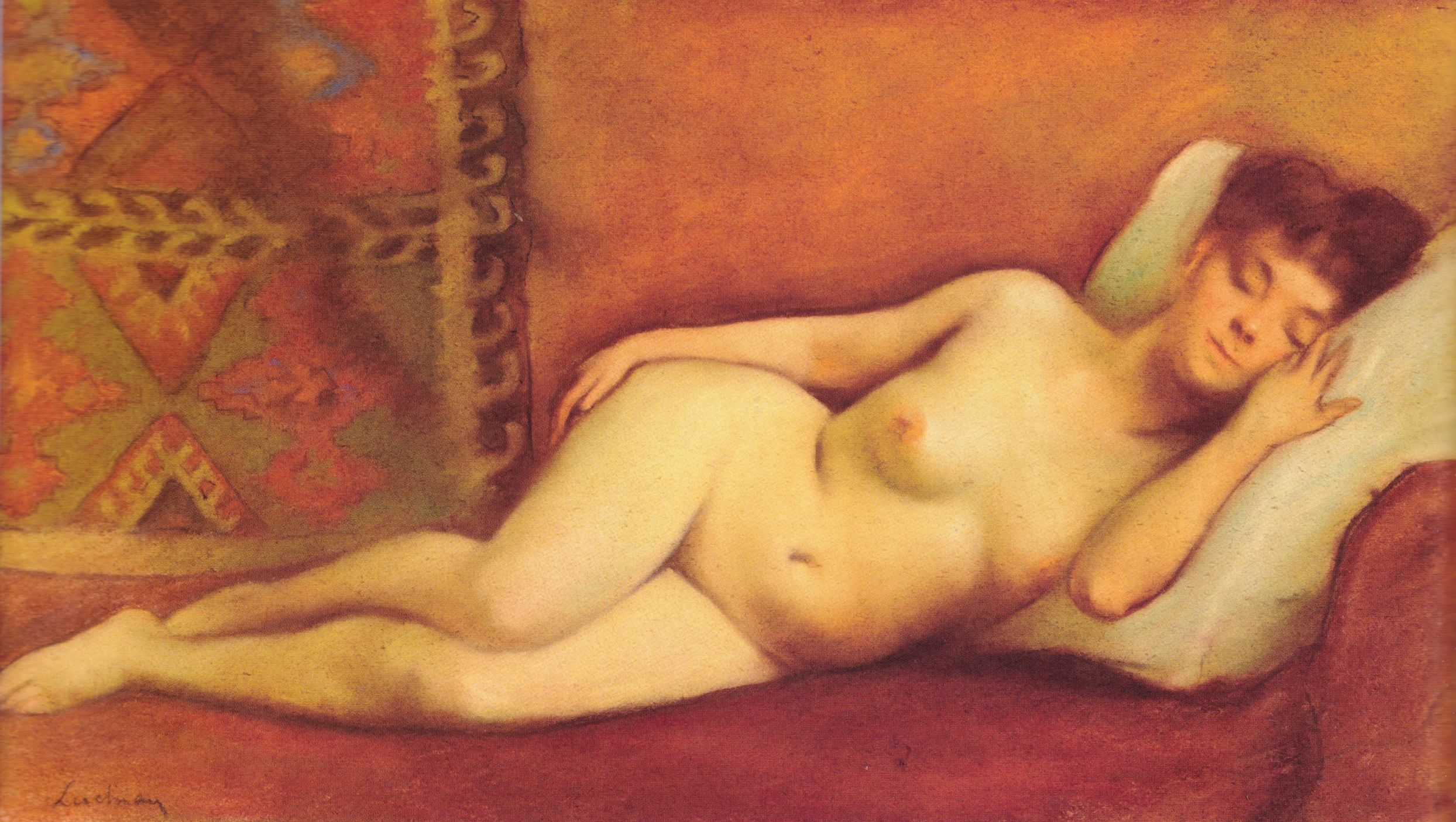
Nud – pastel/carton
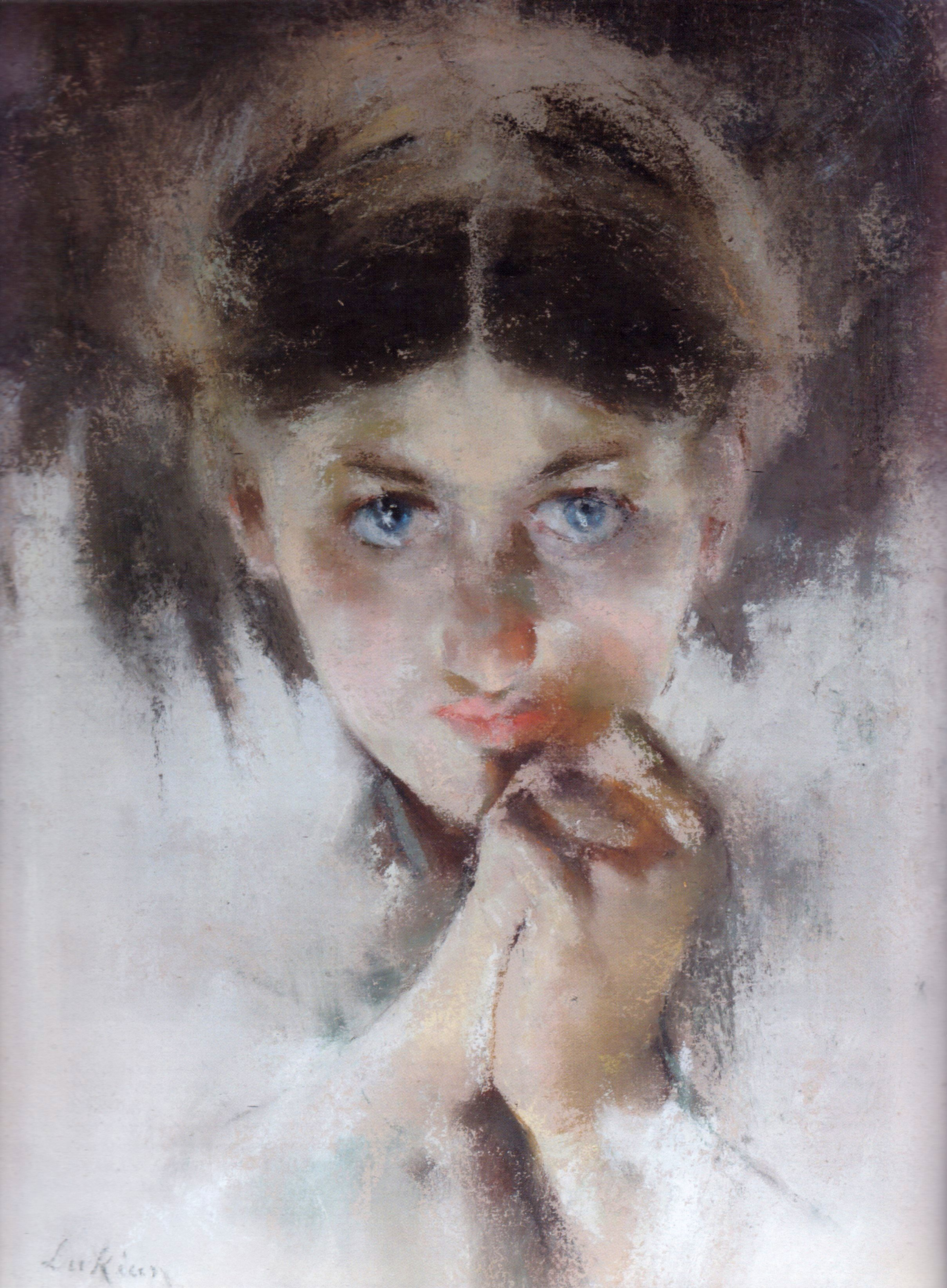
Cap de fată – pastel/hârtie groasă gri
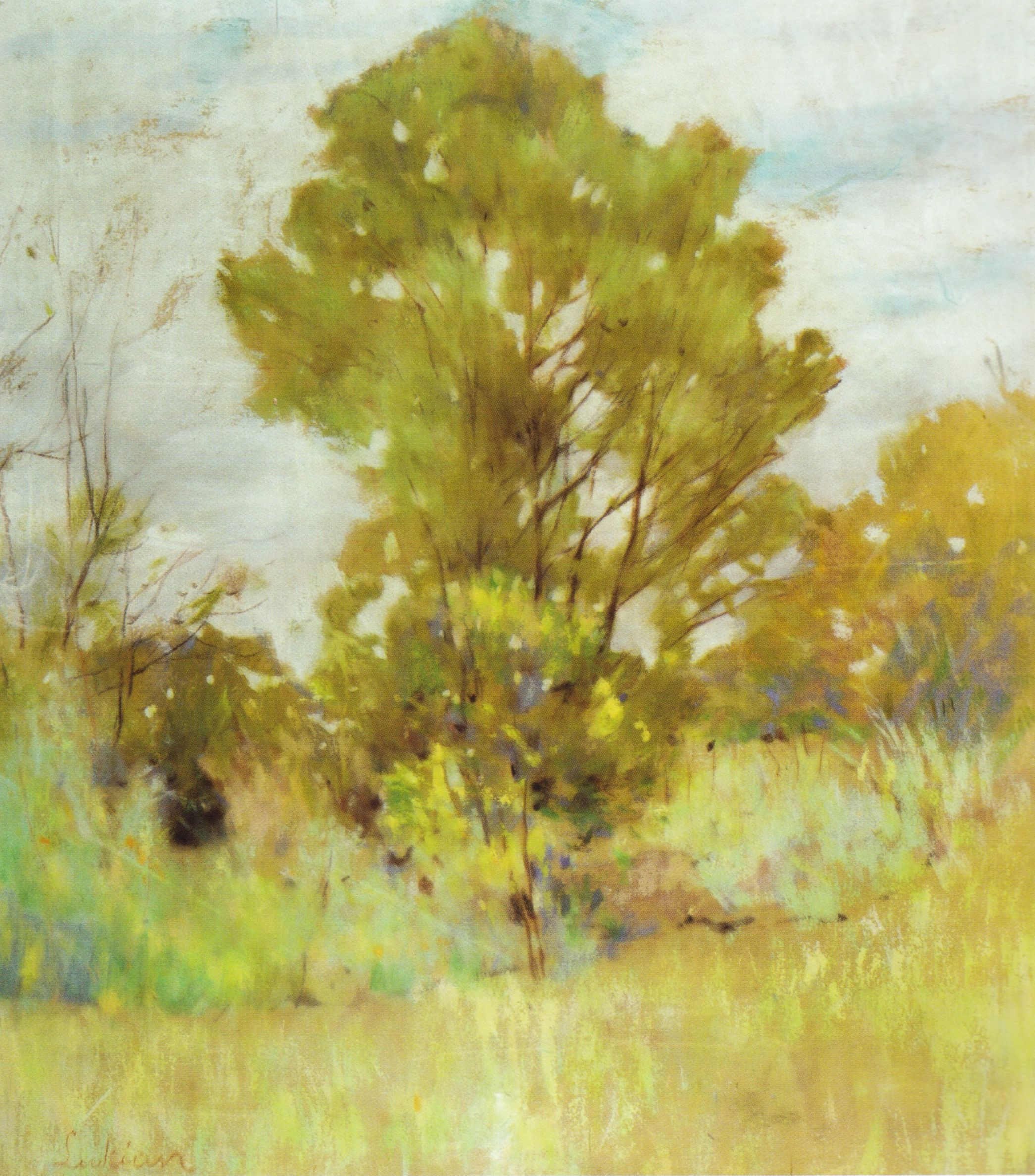
Peisaj – pastel/pânză
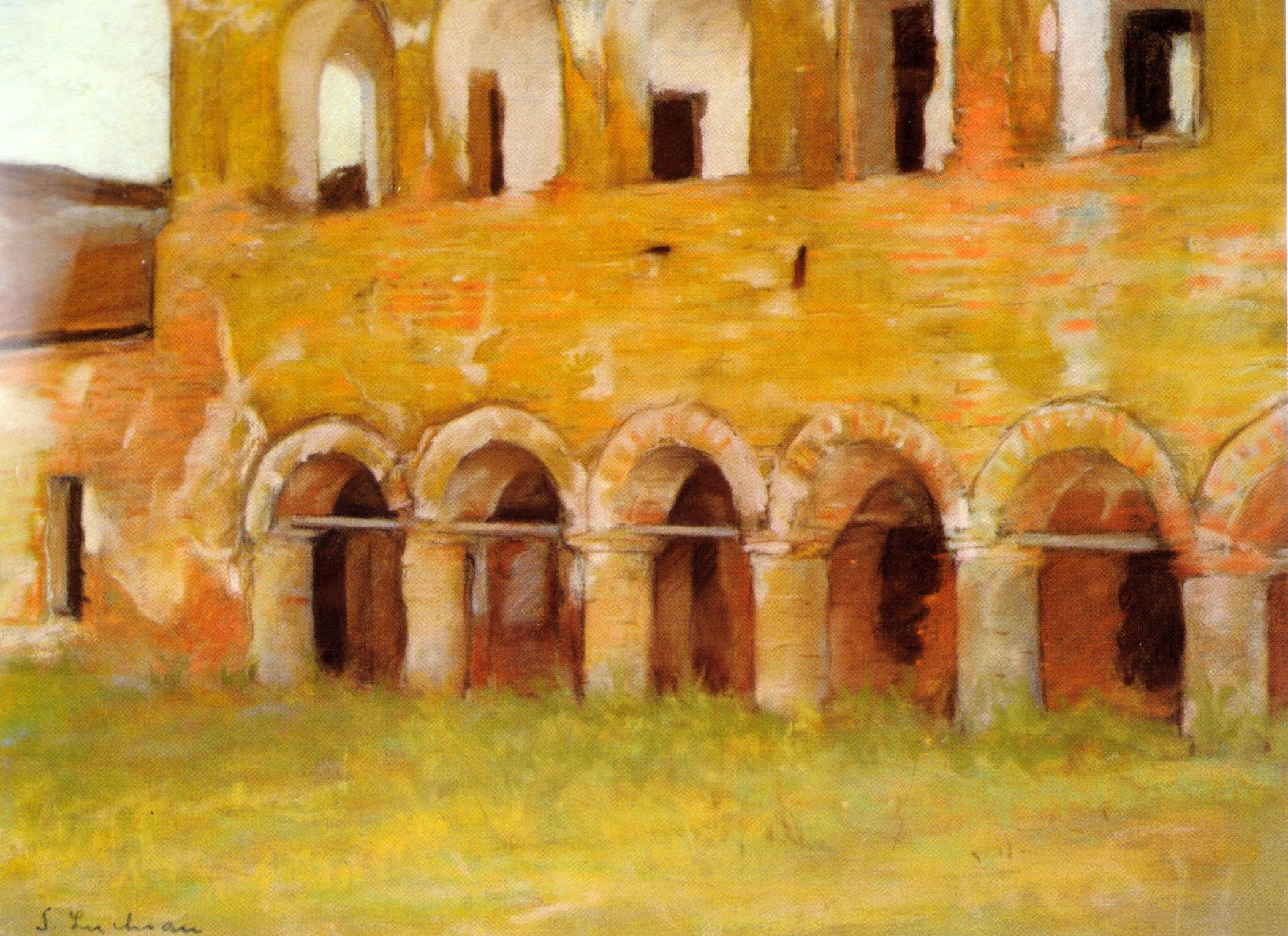
Ruinele mănăstirii Comana - pastel/pânză

Suportul pe pânză pentru tehnica pastelului l-a folosit pentru mai multe creații din perioada 1900 – 1903. Grăitoare în acest sens sunt Potecă spre cimitir (la Muzeul de Artă din Cluj) la care a făcut și o variantă în ulei și Ruinele mănăstirii Comana. Demn de menționat este faptul că Luchian nu a fixat praful pastelului niciodată pe pânză, tocmai pentru că a observat, probabil, că acesta are o rezistență în timp, și o aderență foarte bună pe acest suport, chiar dacă în mod paradoxal, tehnica pastelului este considerată a fi una plină de fragilitate.

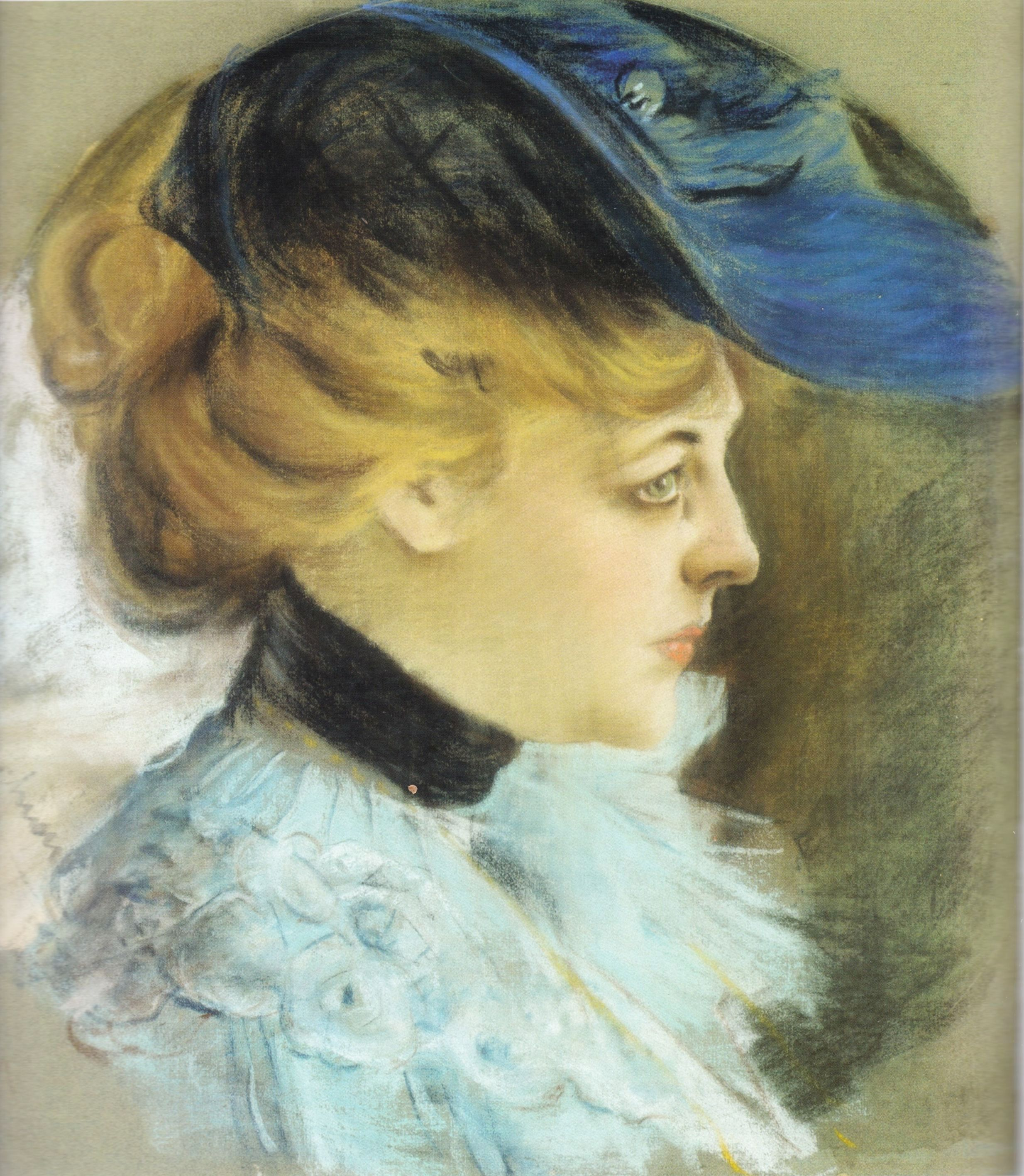
Portretul doamnei Olivier – pastel/pânză

Un exemplu care relevă calitățile pastelului aplicat pe pânză aduse către superlativ, este Portretul doamnei Olivier. Luchian a folosit ca model pe soția unui arhitect cu care era prieten. Portretul a fost expus la prima retrospectivă a creației lui Ștefan Luchian din anul 1939. Privind lucrarea se constată că Luchian a înscris profilul femeii într-o diagonală subtil construită. Datorită acesteia, artistul a controlat efectele de lumină, plasând tonurile de alb în spatele personajului și în zona inferioară. Fața femeii este luminată cu tonuri deschise de ocru. Efectele de umbră au fost create prin gradațiile închise de negru și albastru ale pălăriei, precum și printr-o umbră sugerată în fața personajului. Linia profilului a fost valorată prin fundalul întunecat.
Printre lucrările în care a folosit tehnica pastelului se regăsesc și cele care au ca suport cartonul sau o hârtie specială ce are la suprafață un ușor strat abraziv. Cele cu carton, de obicei nepreparate, au uneori suprafața jupuită intenționat, tocmai pentru a crea o aderență mai mare cu materia creioanelor de pastel. A lăsat adesea suprafețe de desen nefixate, pentru a păstra efectul de catifelare al culorilor. Pentru peisajele cu copaci și dealuri, a conturat pete de culoare pe carton, realizând cu treceri foarte fine de tonuri prin comparație de lucrările care au avut ca suport pânza. Luchian a reușit ca prin aceste tehnici pe care le-a folosit, să dea prestigiu pastelului datorită picturalității obținute la finalul execuției. În perioada de tinerețe a dat creațiilor sale un contur grafic mai evident, pentru ca mai târziu să se bazeze pe efecte cromatice, conturul formelor fiind consolidat prin accente grafice discrete și linii delicate. Pastelul pe care l-a practicat a evoluat spre forme simplificate, peisajele sale constituindu-se la final, ca fiind sinteze de pete colorate ale căror simplitate l-a plasat pe artist într-o modernitate stilistică neobișnuită în acele vremuri în arta plastică din România.

## In memoriam
Prin anii 1930, impactul lui Luchian asupra artei românești a devenit un subiect de dispută în lumea culturală, unii critici fiind de părere că opera sa a fost una cu relevanță redusă, iar detaliile vieții sale supralicitate. Tudor Arghezi s-a implicat în polemică și a scris texte prin care a susținut arta lui Luchian, atribuind originea criticilor negative invidiei altora, precum și aversiunii pe care artistul a avut-o pentru mediocritate.
O serie de artiști plastici au făcut portretul lui Ștefan Luchian, cum ar fi:
- în pictură: George Demetrescu Mirea, Jean Alexandru Steriadi, Camil Ressu, Nicolae Petrescu-Găină, Traian Cornescu
- în sculptură:  Gheorghe Anghel, Ion Vlad, Ion Irimescu, Dimitrie Paciurea

In memoriam Ștefan Luchian
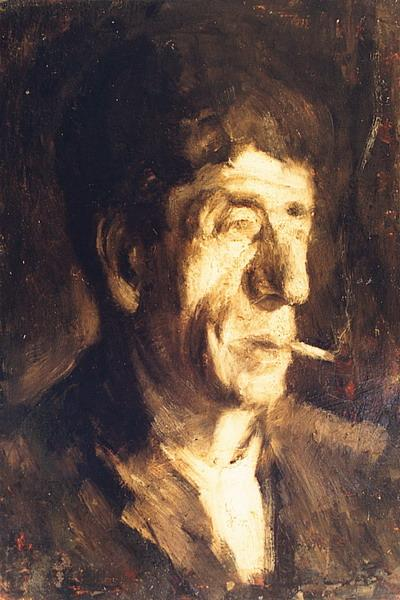
... de G.D. Mirea
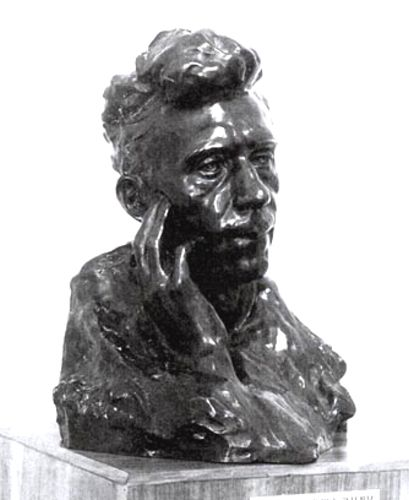
... de Dimitrie Paciurea
...de Traian Cornescu
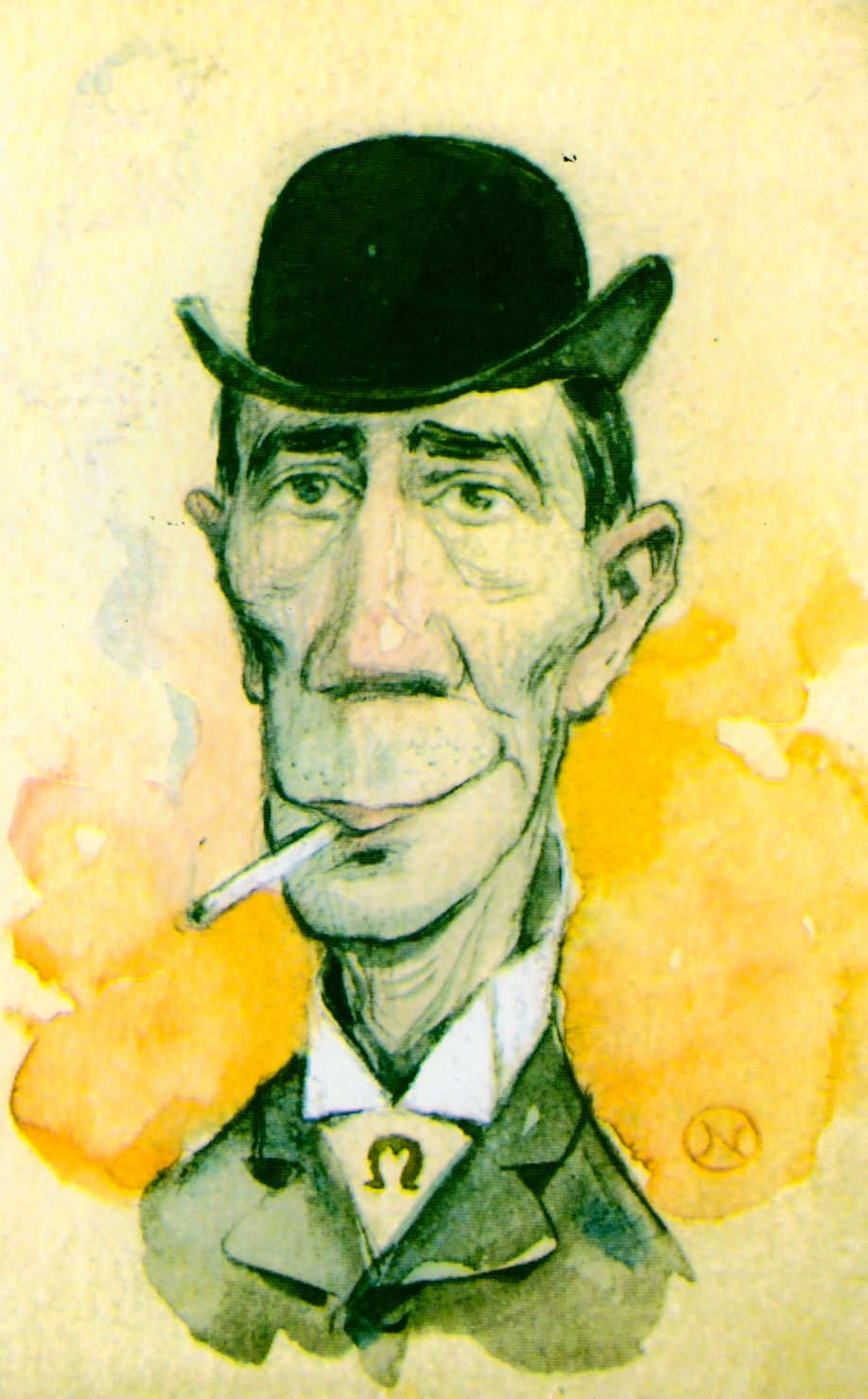
... de Nicolae Petrescu-Găină
... de Ion Vlad
... de Camil Ressu

În 1948, artistul a fost ales post-mortem membru al Academiei Române.
Există o serie de instituții care-i poartă numele, cum ar fi: Liceu de artă „Ștefan Luchian” din Botoșani,, Școala Generala Nr.1 „Stefan Luchian” din Moinești, Muzeul „Ștefan Luchian” din Botoșani, Biblioteca Municipală „Ștefan Luchian” din Moinești, Fundația „Ștefan Luchian” Botoșani,  și Galeriile de Artă Plastică „Ștefan Luchian” din Botoșani. De asemenea, există numeroase localități în România care au străzi denumite Ștefan Luchian; așa sunt orașele: Arad, Cluj, Constanța, Brașov, București, Botoșani, Bacău, Sibiu, Suceava, etc.
Locuința din Ștefănești unde s-a născut Luchian nu mai există de mult timp, pe amplasamentul ei aflându-se astăzi sediul poliției orășenești. În Ștefănești mai există un bust de piatră care amintește de Ștefan Luchian, iar muzeul local dedicat pictorului a fost amenajat în vechea școală a localității. Din cauza dezinteresului administrației locale, clădirea muzeului s-a deteriorat constant și în final toate exponatele existente au fost mutate la Muzeul Județean de Artă din Botoșani pentru conservare. În anul 2014 clădirea era în ruină.
Viața artistului a fost în 1981 subiect al filmului Ștefan Luchian al regizorului Nicolae Mărgineanu, în care artistul a fost interpretat de către Ion Caramitru.

### Expoziții organizate de Muzeul Național de Artă al României
- 1957 -- Ștefan Luchian, expoziție și catalog: Theodor Enescu, Radu Bogdan; expoziție retrospectivă;
- 1966 -- Florile în opera pictorului Ștefan Luchian, expoziție și un catalog de Georgeta Peleanu; expoziție comemorativă cu ocazia împlinirii a 50 de ani de la decesul pictorului;
- 1968 -- Ștefan Luchian - Peisajul și compoziția în aer liber, expoziție și catalog de Ștefan Dițescu; expoziție comemorativă cu ocazia împlinirii a 100 de ani de la nașterea pictorului;
- 2001 -- Ștefan Luchian. Pastel, expoziție de Dana Crișan. Expoziție permanentă deschisă la Galeria de Artă Românească Modernă;
- 2001 -- Ștefan Luchian. Pasteluri, acuarele și desene, expoziție de Dana Crișan. Expoziție permanentă deschisă la Galeria de Artă Românească Modernă;
- 2014 - 2015 -- Ștefan Luchian. Surse și experimente ale modernității, expoziție de Dana Crișan;
- 2017 -- Ștefan Luchian, între tradiție și modernitate, expoziție deschisă la Muzeul Național de Artă al Moldovei de la Chișinău, catalog de Liliana Chiriac, Ilinca Damian și Elena Olariu;
- 2018 -- Ștefan Luchian, maestrul artei grafice românești, expoziție și catalog de Elena Olariu; expoziție comemorativă cu ocazia împlinirii a 150 de ani de la nașterea pictorului.[160]

### Alte evenimente comemorative

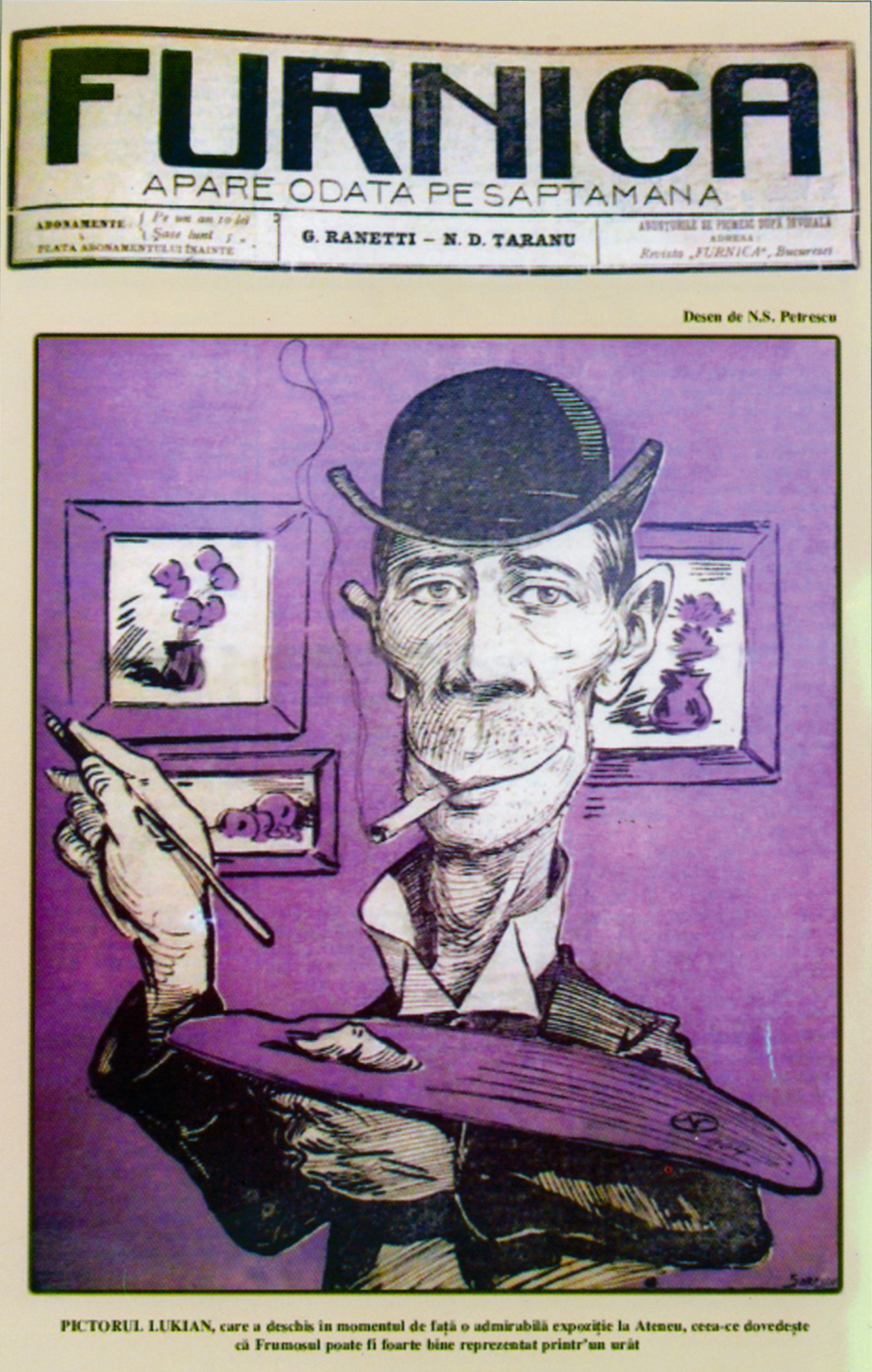
Caricatură realizată de Nicolae Petrescu-Găină în 1904, apărută în revista Furnica cu comentariul: Pictorul Lukian care în momentul de față a deschis o admirabilă expoziție la Ateneu, ceea ce dovedește că Frumosul poate fi foarte bine reprezentat printr-un urât.

- 1928 -- La expoziția jubiliară „Tinerimea artistică” i se consacră o sală.[12]
- 1920 -- Expoziția grupării „Arta română”, pusă sub numele lui Luchian, prezintă și opere ale acestuia.[12]
- 1923 -- Se deschide expoziția „Andreescu-Luchian”, a III-a expoziție de studiu organizată de Fundațiile Culturale "Principele Carol", sub îngrijirea prof. I.D. Stefănescu.[12]
- 1924 -- Lucrări de Luchian sunt prezente la Bienala internațională de artă de la Veneția. Apare prima monografie consacrată pictorului, semnată de Virgil Coflec.[12]
- 1925 -- La Muzeul Jeu de Paume din Paris se deschide „Expoziția de artă românească veche și modernă”, în care sunt prezente și opere de Luchian.[12]
- 1926 -- La împlinirea a zece ani de la moarte, revista „Universul literar” îi consacră un număr special îngrijit de Nicolae Tonitza.[12]
- 1927 -- Lucrările sale figurează în „Expoziția retrospectivă a artei plastice românești” de la Ateneul român și în Expoziția de artă românească organizată cu prilejul Congresului presei latine de la București.[12]
- 1928 -- Expoziția jubiliară "Tinerimea artistică" , București.[12]
- 1929 -- Expoziția internațională de la Barcelona.[12]
- 1930 -- Virgil Cioflec donează colecția sa care cuprinde și opere de Luchian, luând astfel ființă Pinacoteca „Virgil Cioflec” din Cluj. Lucrări de Luchian figurează în "Expoziția de artă românească" de la Bruxelles, Haga, Amsterdam.[12]
- 1932 -- Cu prilejul inaugurării Fundației „Ion I. Dalles” se organizează expoziția "Andreescu-Grigorescu-Luchian". Luchian este reprezentat prin mai multe lucrări de pictură și pastel.[12]
- 1937 -- Figurează cu lucrări la Expoziția internațională de la Paris.[12]
- 1939 -- Expoziția retrospectivă la Sala Dalles, organizată de Virgil Cioflec și Jean Alexandru Steriadi, sub auspiciile Academiei Române.[12]
- 1946 -- Retrospectiva „Luchian” la sala Căminul Artei, cu prilejul împlinirii a 30 de ani de la moarte.[12]
- 1948 -- Este desemnat membru post-mortem al Academiei Române.[152]
- 1955 -- Expoziția retrospectivă „Luchian” la București.[12]
- 1956 -- Lucrări de Luchian fac parte din expoziția „Tezaurul restituit”.[12]
- 1989 -- La Ștefănești (Botoșani), locul nașterii artistului, se inaugurează o expoziție permanentă cu lucrările sale.[12]
- Cu ocazia împlinirii a o suta de ani de la moartea artistului la Muzeul Municipiului București, Palatul Șuțu, se desfășoară în perioada 25 mai - 27 noiembrie 2016 o expoziție comemorativă Ștefan Luchian.[161] În cadrul expoziției intitulată Vindecări miraculoase - Ștefan Luchian sunt prezentate nouă lucrări executate de marele pictor care au fost supuse unui proces de restaurare, după cum urmează: Roșiorul (ulei/carton), Flori (ulei/carton), Albăstrele (ulei/carton), Portret de femeie (pastel/carton), Garoafe (pastel/carton), Trandafiri (pastel/pânză), Mănăstirea Brebu (pastel/carton), Casă din Brebu (pastel/carton) și Cobzarul (acuarelă/hârtie/carton).[161]

In memoriam Ștefan Luchian - 100 de ani de la moarte - Muzeul Șuțu din București - 2016
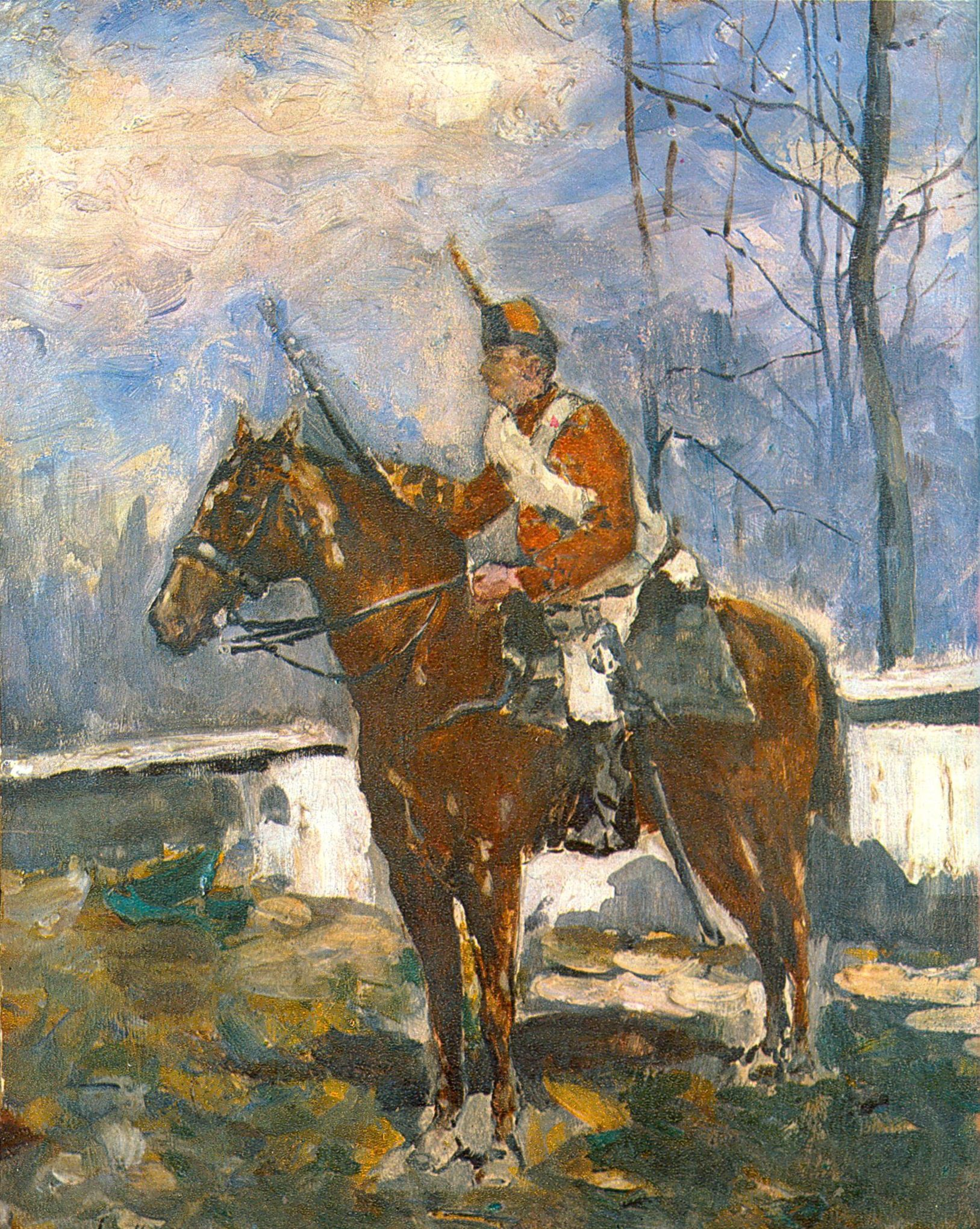
Roșior
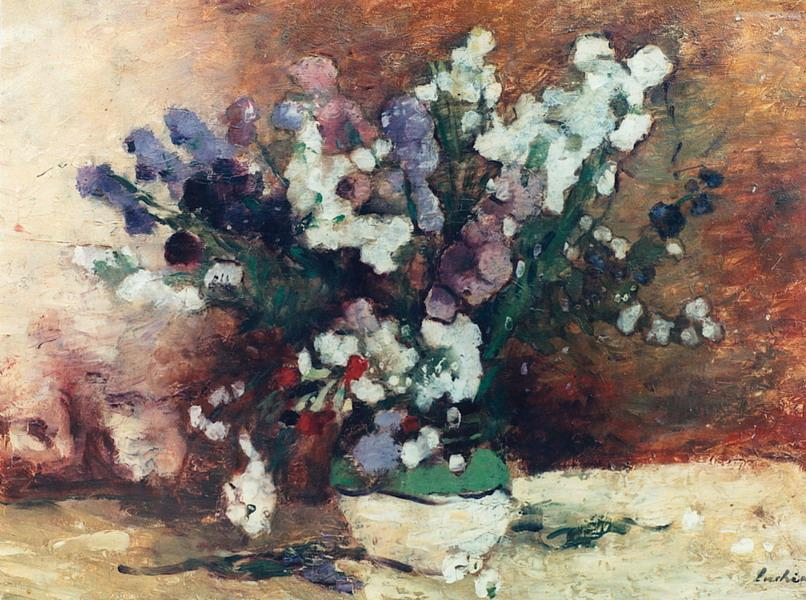
Flori
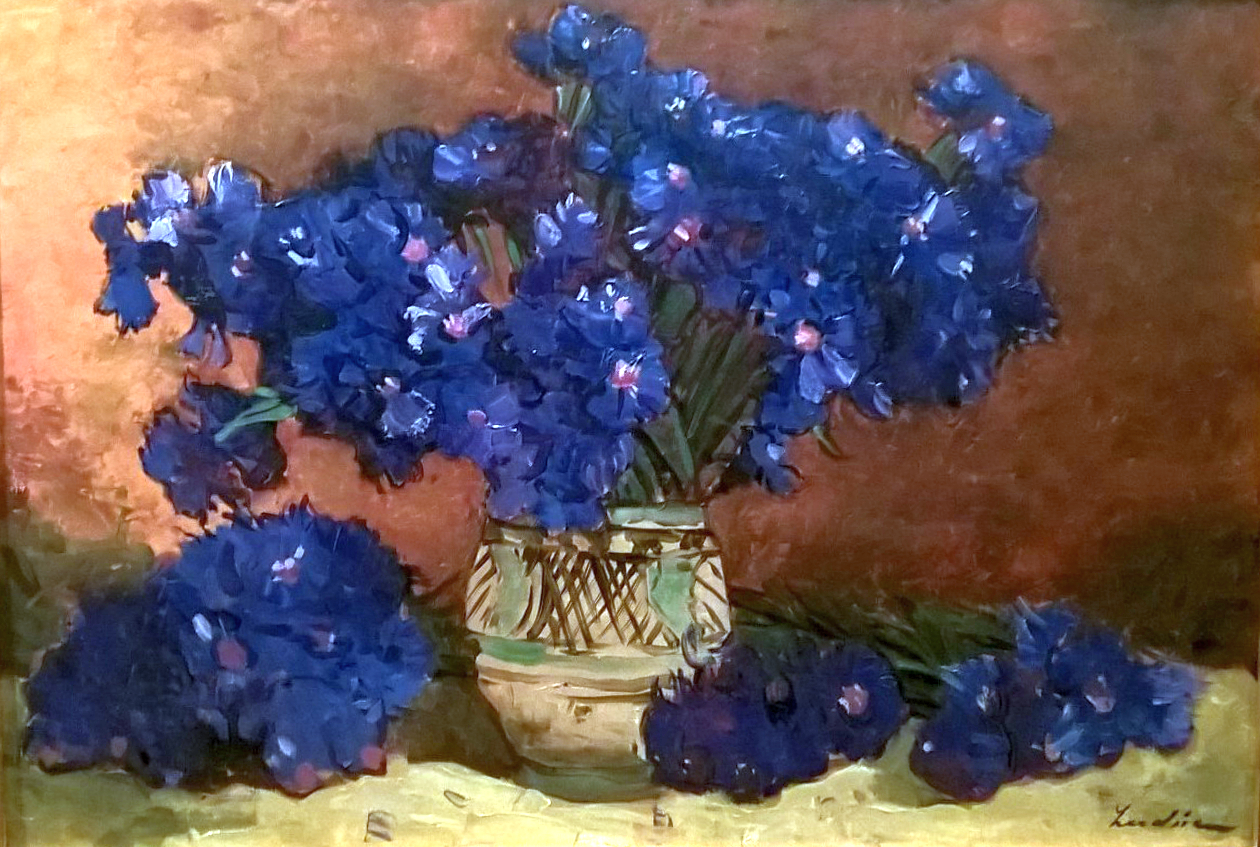
Albăstrele
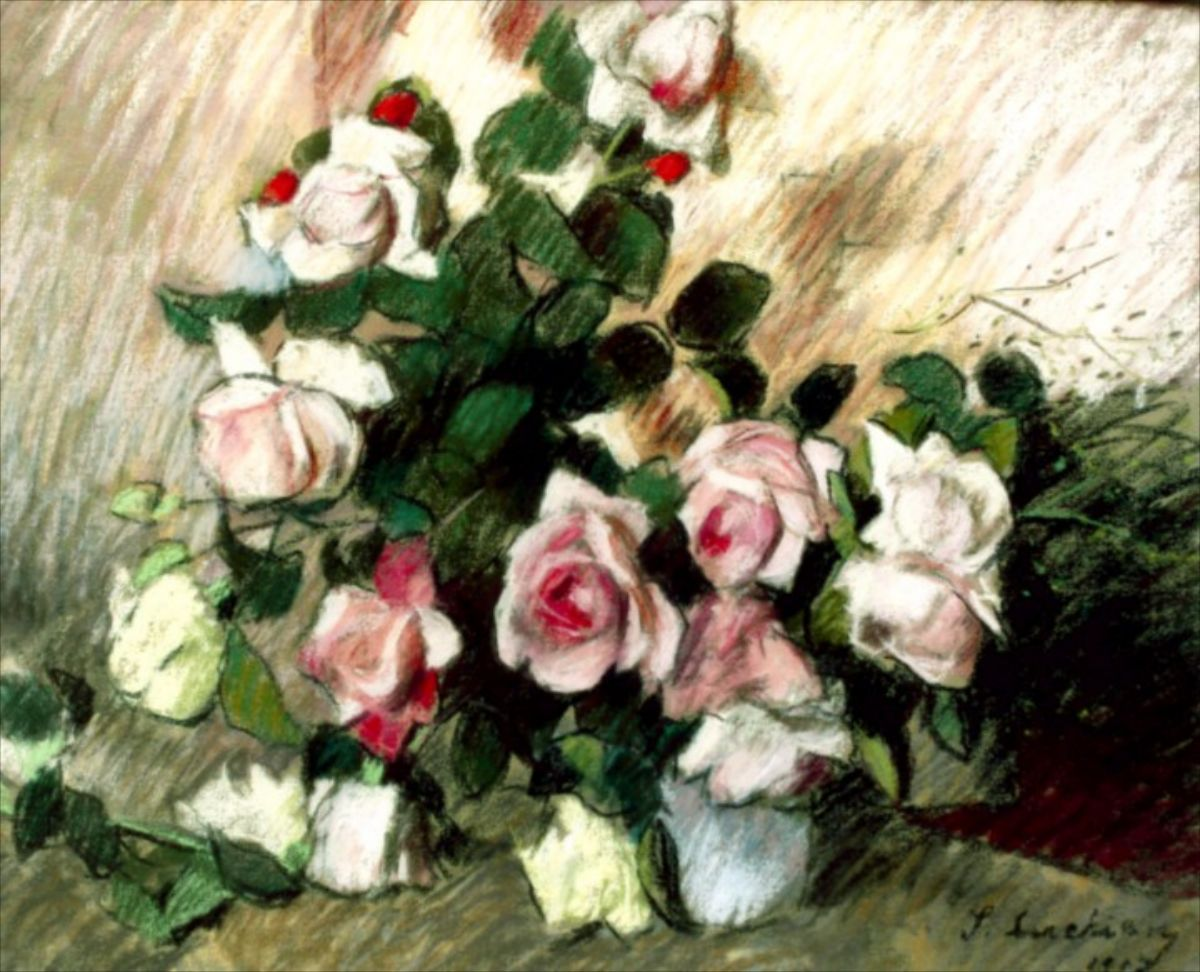
Trandafiri
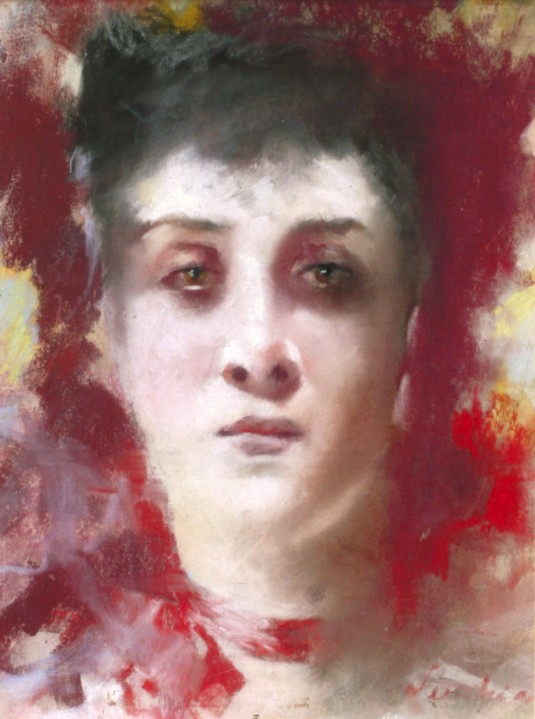
Portret de femeie

- În perioada 19 mai -18 iunie 2017, a avut loc expoziția ArtSafari organizată la Galeriile Kretzulescu, Calea Victoriei 45, lângă Muzeul Național de Artă Al României. Cu această ocazie au fost expuse peste 100 de lucrări realizate de Ștefan Luchian, evenimentul fiind unul care a comemorat 100 de ani de la decesul artistului (cu un an întârziere). Toate tablourile care poartă semnătura pictorului au fost aduse de la marile muzee din România.[162]

## Cronologie

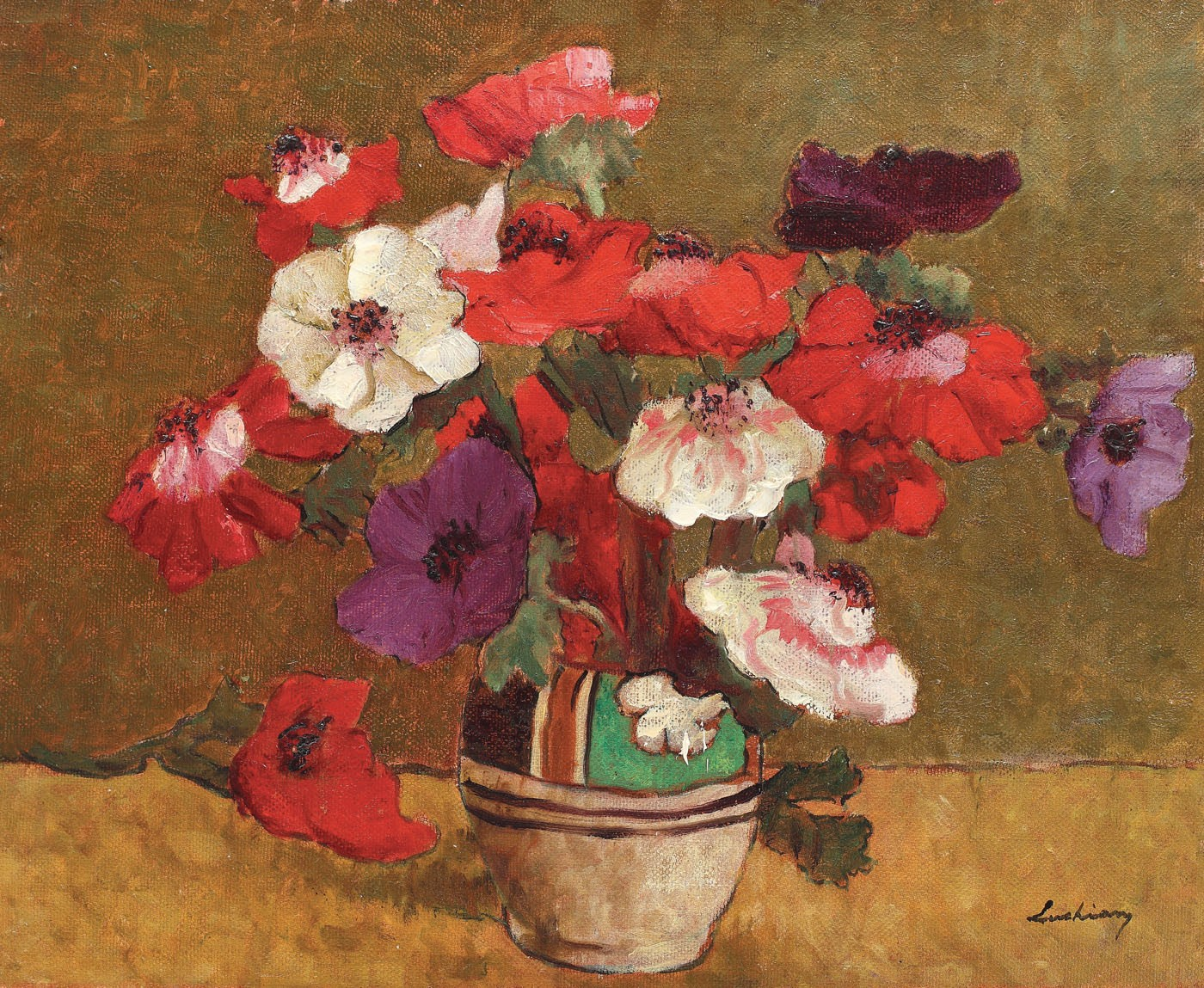
Anemone [1911 - 1913]

- 1868—Ștefan Luchian s-a născut pe data de 1 februarie 1868 în Ștefănești, în județul Botoșani în familia maiorului moldovean Dimitrie Luchian (prieten cu Alexandru Ioan Cuza) și al Elenei Chiriacescu de origine muntenească. Ștefan a mai avut un frate Anibal, mai mic cu doi ani;[163][164]
- 1873—Ștefan se mută cu familia în București pe strada Popa Soare nr.15;[12][164]
- 1875 - 1879—urmează cursurile școlii primare din Tabaci;[164]
- 1877—pe data de 26 noiembrie moare tatăl său Dimitrie;[164]
- 1880 - 1883—face liceul la Liceul Sfântul Sava din București;[163][164]
- 1885—Refuză să urmeze o carieră militară și se înscrie la cursurile Școlii de belle-arte din București avându-i ca profesori pe Theodor Aman și Gheorghe Tattarescu. Urmează în paralel cursuri de flaut la Conservatorul din București.[164]
- 1889—Obține medalia de bronz cu două lucrări Cap de expresie și Studiu după natură, astăzi dispărute. Odată cu venirea toamnei pleacă la München și urmează timp de un an cursurile Academiei de Arte Frumoase din München ca bursier. Are ca profesori pe Kaspar Herterich și Ludwig Herterich. Aici, pictează copii după mari maeștri ca Rembrandt și Correggio.[12][163][164]
- 1890—Revine în țară și participă la prima expoziție a Societății Cercul artistic cu patru lucrări.[163][164]

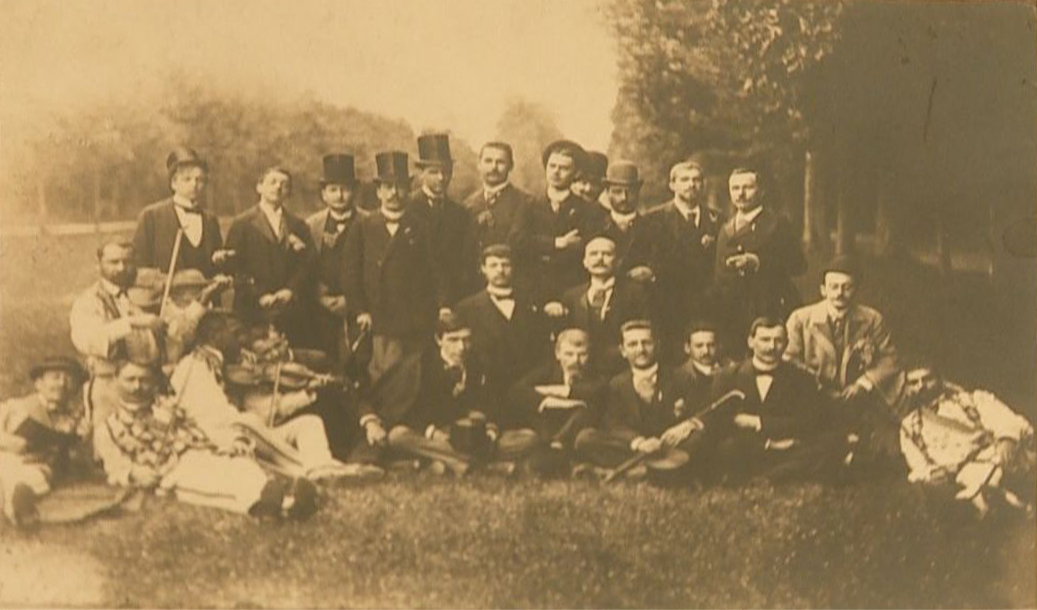
Liga culturală de la Paris. Sărbătoare naționalistă din 3/15 mai 1891 de la St. Cloud (Paris). De la stânga la dreapta: Noica, D. Brătianu, Vicol, Str. Brătianu, Boroș, Mounkton, V. Antonescu, Mihăescu, N. Doleanu (?), Bica, Costinescu, Ocașianu, Comșa, Luchian, Moțoc, Popovici, Mingopol, Alimănișteanu, Hermeniu.

- 1891—la începutul anului pleacă la Paris la Academia Julian la clasa profesorului William-Adolphe Bouguereau și frecventează expoziții și muzee, urmărind astfel îndeaproape viața artistică din Franța.[164][165][165]
- 1892—Luchian se întoarce-n România din cauza decesului mamei sale.[164][165][166]
- 1893—Luchian se instalează la noua sa adresă din strada Aristide Briand unde-și amenajează un atelier. În toamna lui 1893 participă la expoziția Societății Cercul artistic cu patru lucrări.[165][166]
- 1894—participă la Expoziția artiștilor în viață făcând parte din juriu cu lucrarea Ultima cursă de toamnă (premiată cu o medalie), lucrare în care se poate vedea influența pe care Edgar Degas a avut-o în acea perioadă. În luna noiembrie expune din nou la Cercul artistic  zece lucrări. În același an participă la concursul pentru ocuparea postului catedrei de pictură de la Școala de belle arte din Iași. Cu această ocazie protestează împotriva nepotismului practicat de către comisie și se retrage din concurs.[165][166]
- 1895—împreună cu Titus Alexandrescu organizează o expoziție la atelierul său. Este ales vicepreședinte al Societății Cercul artistic și pictează portretul Safta florăreasa. Participă la expozițiile Cercului artistic și la Expoziția artiștilor în viață.[165][166]
- 1896—împreună cu pictorul Constantin Artachino, Alexandru Bogdan-Pitești și Nicolae Vermont organizează o expoziție ce s-a vrut a fi un manifest împotriva abuzurilor în organizarea Salonului oficial. Astfel, Luchian împreună cu alți colegi de breaslă înființează Expoziția artiștilor independenți manifestând pentru o artă liberă. La inaugurare participă și Nicolae Grigorescu.[165][166]
- 1897—are dificultăți financiare și ca urmare se mută în strada Popa Tatu după care în strada Știrbei Voda. Împreună cu Constantin Artachino pictează biserica din Tulcea. În acest an participă la organizarea Societății artistice Ileana.[165][166]
- 1898 -- împreună cu Constantin Artachino și Constantin Pascali[12] pictează Catedrala ortodoxă din Alexandria. Participă la expoziția societății Ileana cu 21 de tablouri.[165][166]
- 1899 -- expune la Expoziția artiștilor în viață și deschide o expoziție personală împreună cu Nicolae Vermont, cu care a fost coleg de școală.[12][165][166]
- 1900 -- pleacă la Paris la Expoziția universală unde participă cu două pasteluri. Împreună cu același Artachino pictează biserica Brezoianu din București.[12][163][166]
- 1901 -- expune 11 lucrări la Ateneul Român cu ocazia unei expoziții colective. Grav bolnav se mută pe strada Atelierului și se internează la Spitalul Pantelimon sub directa observare a neurologului Gheorghe Marinescu.[12][163]
- 1902 -- fiind internat la spital participă cu 8 lucrări la prima expoziție a Societății Tinerimea artistică, din ai cărei membri fondatori, Luchian a făcut parte. Se împrietenește cu Virgil Cioflec pe care-l întâlnește la Govora. După Govora, merge la rude în Ialomița unde începe să picteze din nou.[12][163]
- 1903 -- în Casa Assan expune 39 de tablouri într-o expoziție personală. În același an expune la Tinerimea artistică cu 13 lucrări. Locuiește în strada Povernei și pictează la Filipeștii de Pădure.[12][163]
- 1904 -- participă cu 18 lucrări la expoziția Tinerimii Artistice și își petrece vacanța de vară la Techirghiol și în Bărăgan. Deschide o expoziție personală la Ateneu împreună cu desenatorul Nicolae Petrescu-Găină.[12][163]
- 1905 -- Pictează tabloul manifest La împărțitul porumbului. Expune la Tinerimea Artistică și la Expoziția artiștilor în viață, participând cu 16 lucrări. Singurul cumpărător a fost Nicolae Grigorescu și plata pentru chiria sălii Ateneului a constat în cedarea prin compensație a tabloului Vechiul meu atelier care a ajuns ulterior la Pinacotecă. Trăiește în București într-o sărăcie cruntă și este evacuat din casă în casă pentru că nu-și poate plăti chiria. Desenul Mahalaua Dracului a rămas ca amintire a acestei perioade.[12][163]
- 1906 -- Expune la Tinerimea Artistică 12 lucrări. În timpul verii este bolnav.[12][163]
- 1907 -- cu ocazia expoziției Tinerimea artistică trimite 9 lucrări printre care se regăsește și tabloul intitulat Un zugrav. Execută o serie de lucrări inspirate din răscoalele țărănești folosind tehnici diverse de exprimare plastică și organizează o expoziție personală în luna decembrie la Ateneu împreună cu Oscar Späthe și Kimon Loghi. Aici expune pe Moș Nicolae Cobzarul, Cheful și Sălciile de la Câmpina. Locuiește în Grozăvești la Filantropia.[163]
- 1908 -- expune Anemonele împreună cu alte 11 lucrări la Tinerimea artistică. Lucrările pe care le-a realizat în vara acestui an la Brebu, organizează în luna octombrie la Ateneu o expoziție personală. Printre lucrări se pot enumera Moara de la Poduri, Hahamul din Moinești, La Nămiezi și Pe dealul Hânganilor.[12][163]
- 1909 -- trimite 11 pânze la expoziția Tinerimea artistică. Vara pictează la Moinești și se mută pe strada Romană nr. 76. Se retrage cu lucrările pe care le trimisese ca participant la Expoziția artiștilor în viață.[12][163]
- 1910 -- participă cu 16 tablouri realizate la Brebu și Moinești la Expoziția tinerimii artistice. La Ateneu, organizează iarna o mare expoziție personală cu 84 de tablouri. Boala avansează.[163]
- 1911 -- locuiește pe strada Ferari nr 28 și nu mai participă la nicio expoziție.[12][163]
- 1912 -- locuiește în casa de pe strada Primăverii și expune trei tablouri cu flori la Tinerimea artistică. Începe să picteze tabloul Lăutul.[12][163]
- 1913 -- la Tinerimea artistică trimite 6 lucrări. Participă la a XI-a expoziție internațională de la München.[12][163]
- 1914 -- boala sa avansează. Participă cu trei tablouri cu flori la Tinerimea artistică. Împreună cu pictorul Nicolae Dărăscu, expune în luna februarie la Ateneu.[12][163]
- 1915 -- trimite pentru ultima oară la Expoziția artiștilor în viață opt lucrări mai vechi. I se conferă Medalia cl. I. Paralizia îi cuprinde și mâinile.[12][163]
- 1916 -- În noaptea de 27 spre 28 iunie, pictorul Ștefan Luchian se stinge din viață în casa sa de pe strada Primăverii, după o îndelungă suferință la vârsta de 48 de ani. Pe 30 iunie este înmormântat la Cimitirul Bellu.[12][163]

## Controverse, neclarități și incertitudini

### Acuzația de plagiat
Tudor Arghezi a menționat un proces intentat de Take Ionescu, prin 1915/1916, în care Luchian a fost acuzat de escrocherie și „plagiat admis de autor și în colaborare”. Acuzația s-a referit la tablourile pictate împreună cu colaboratori de-ai săi în ultimii ani ai vieții, după ce paralizia sa devenise aproape completă. În urma acuzațiilor, Luchian ar fi fost pus sub arest la domiciliu, procesul încheindu-se ca urmare a morții artistului.
„Între comparatori era un puternic om politic, pe cât de inteligent pe atât de crud în funestul lui egoism, și de aprig în lăcomia lui, generoasă cu lăutarii. El a născocit fabula plagiatului admis de autor și în colaborare, și a depus la Parchet o plângere de excrocherie împotriva pictorului Stefan Lukian. Ceva mai monstruos - s-a găsit un procuror, un tânăr procuror, care s-a transportat la locuința artistului, ca să-l aresteze, și care găsindu-l pus în fiare de Dumnezeu, s-a mărginit să-l declare arestat în pat... Fără această intervenție și ofensă a Justiției în ultimele zile de viață ale artistului, Lukian putea să mai trăiască un timp.:pp.239-240”—Tudor Arghezi, Ștefan Luchian''

### Neclarități privind starea materială precară
Luchian s-a născut într-una din familiile foarte bogate ale României. Bunicul său din partea mamei, Iamandi (zis și Mandache) Chiriacescu avea moșie mare în satul Poenaru-Bordea și agonisise o avere considerabilă pe care a lăsat-o copiilor. Aceiași avere a permis lui Iamandi I. Chiriacescu - fratele mamei și unchiul lui Luchian - să fie ales senator în Colegiul I, al marilor proprietari, în 1889 (la numai 31 de ani!), colegiu în care intrau doar cei mai bogați oameni ai Regatului României.
Dinspre partea tatălui, familia și-a permis să achiziționeze o casă în București (cea din strada Popa Soare) și să-l țină pe Ștefan la Paris aproape un an de zile, după care cu cei opt mii de lei care i-au revenit ca parte după lichidarea casei materne de pe Popa Soare, a plecat din nou la Paris în 1892. În ultimii ani ai secolului XIX a făcut nenumărate împrumuturi, ceea ce nu l-a împiedicat să cumpere o casă „la Șosea” (pe Kiseleff), unde s-a și mutat (casa i-a fost vândută ulterior în 1899).

În 1912 Luchian a achiziționat o casă în  Primăverii (azi, str. Mendeleev 29).

## Omagieri

### Filatelie
În 1966, la 50 de ani de la moartea lui Ștefan Luchian,serviciile poștale din România au pus în circulație o marcă poștală cu valoarea nominală de 55 de bani, care reproduce un autoportret al pictorului, în seria Aniversări culturale.

În 1968, la 100 de ani de la nașterea pictorului, serviciile poștale din România au pus în circulație o marcă poștală cu valoarea de 1 leu, care reproduce portretul lui Moș Nicolae Cobzarul, precum și o coliță, cu valoarea nominală de 10 lei, care reproduce un tablou, Anemone.

In memoriam Ștefan Luchian
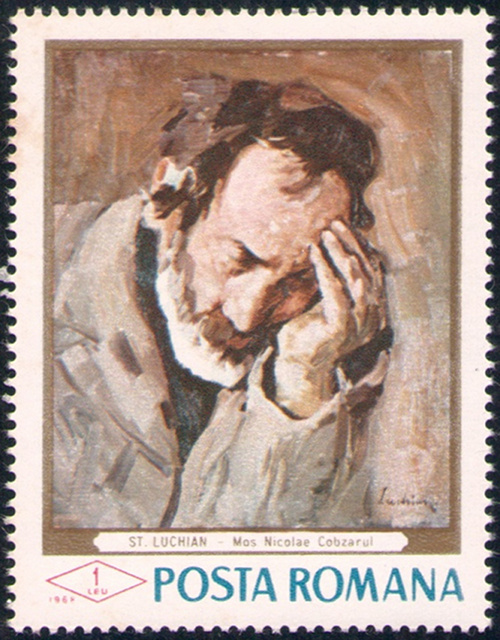
1968
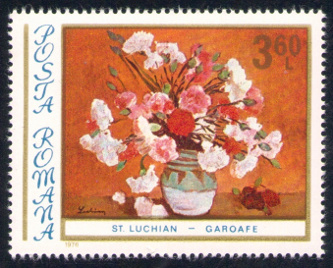
1976
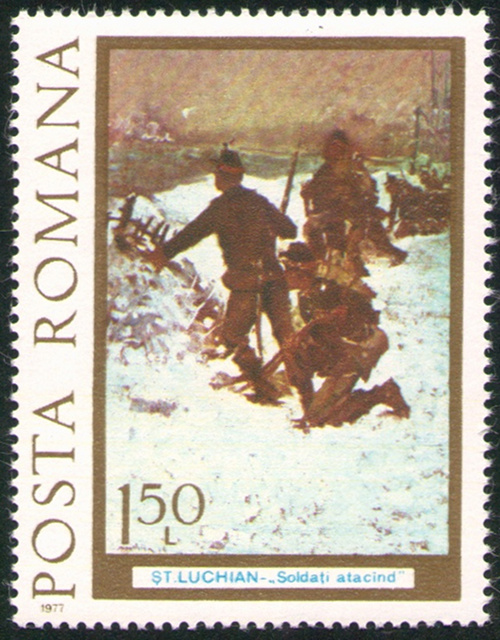
1977
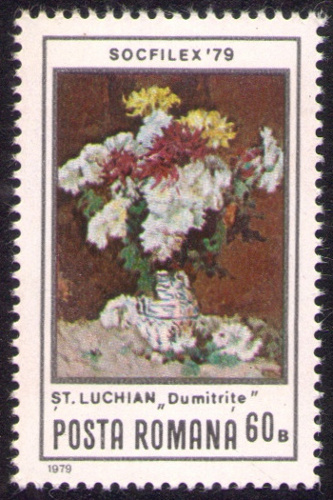
1979
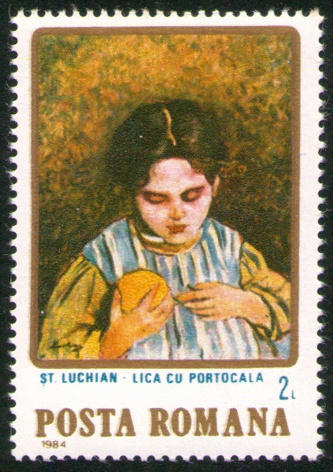
1984
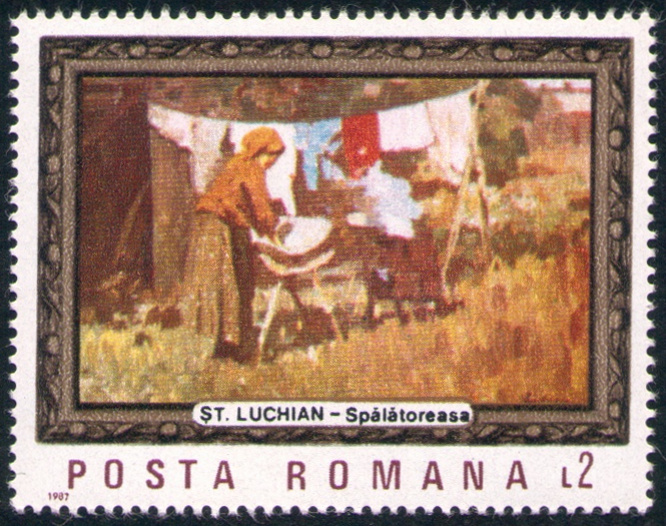
1987
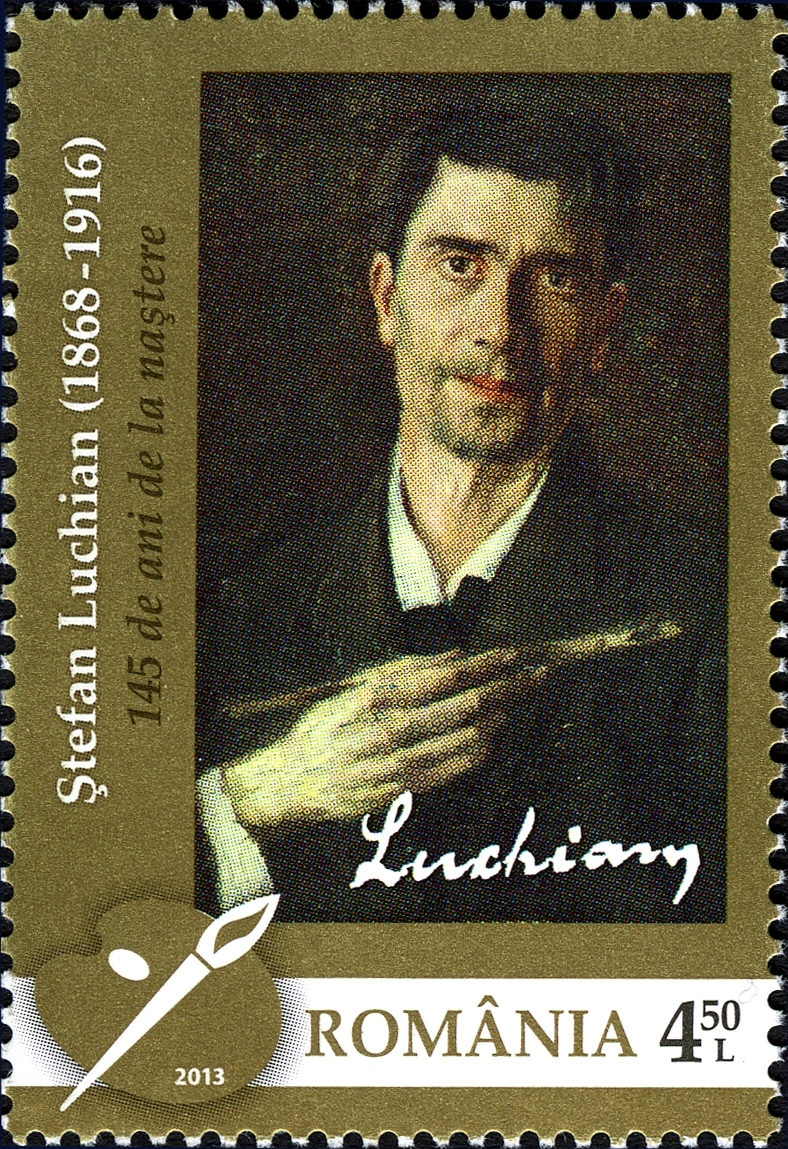
2013

### Numismatică
La 26 februarie 2018, Banca Națională a României a pus în circulație, în atenția colecționarilor, o monedă de argint, cu ocazia împlinirii a 150 de ani de la nașterea lui Ștefan Luchian. Aliajul monedei are titlul de 999‰, întreaga emisiune fiind emisă de calitate proof. Fiecare monedă are greutatea de 31,103 grame și diametrul de 37 mm. Cantul monedei este zimțat, iar moneda este emisă într-un tiraj de 200 de exemplare.